# 中国の陶磁器

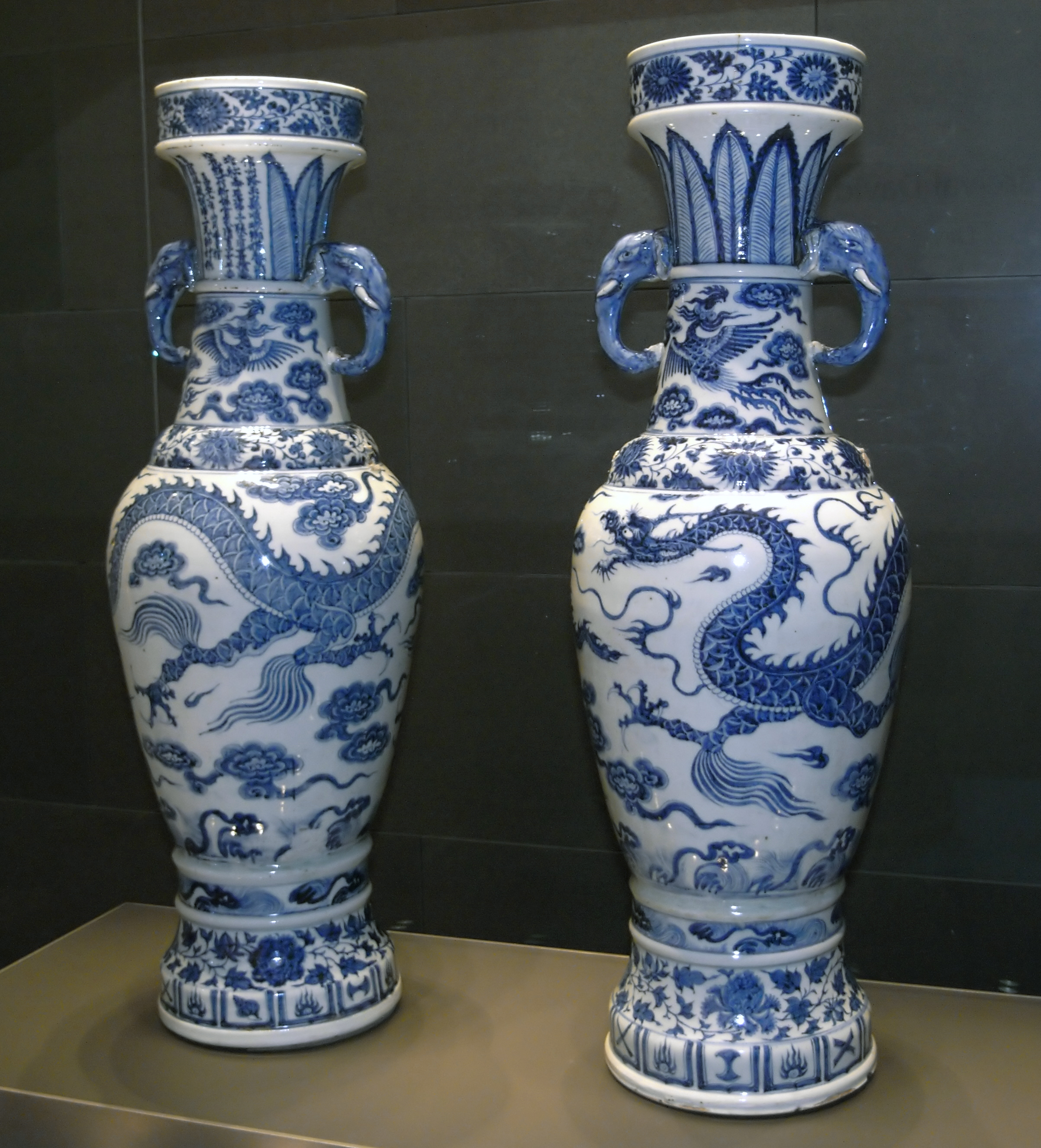
青花龍文象耳大瓶 元 1351年ロンドン、デイヴィッド財団蔵

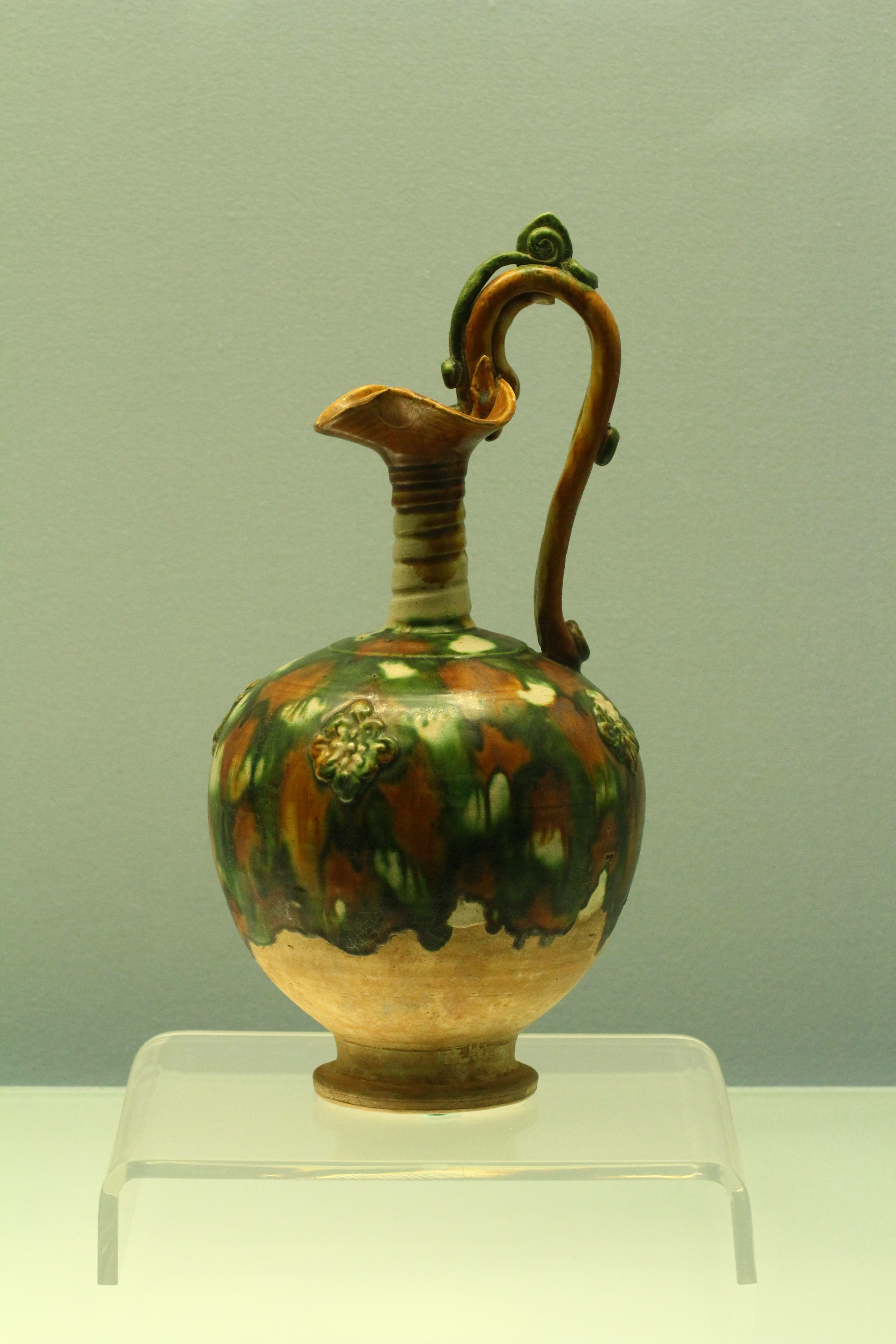
唐三彩水注 唐 上海博物館

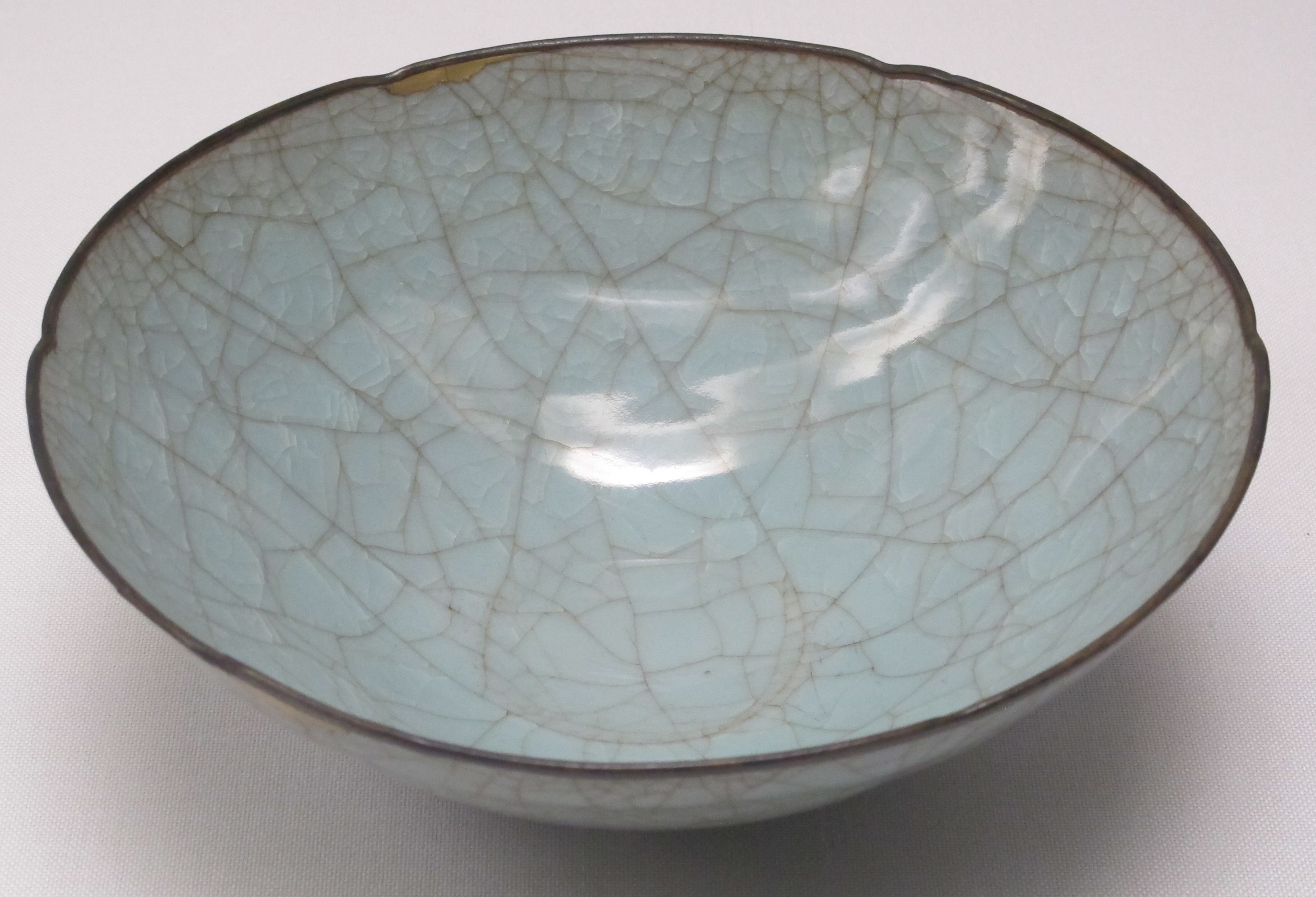
青磁輪花鉢 南宋官窯 東京国立博物館

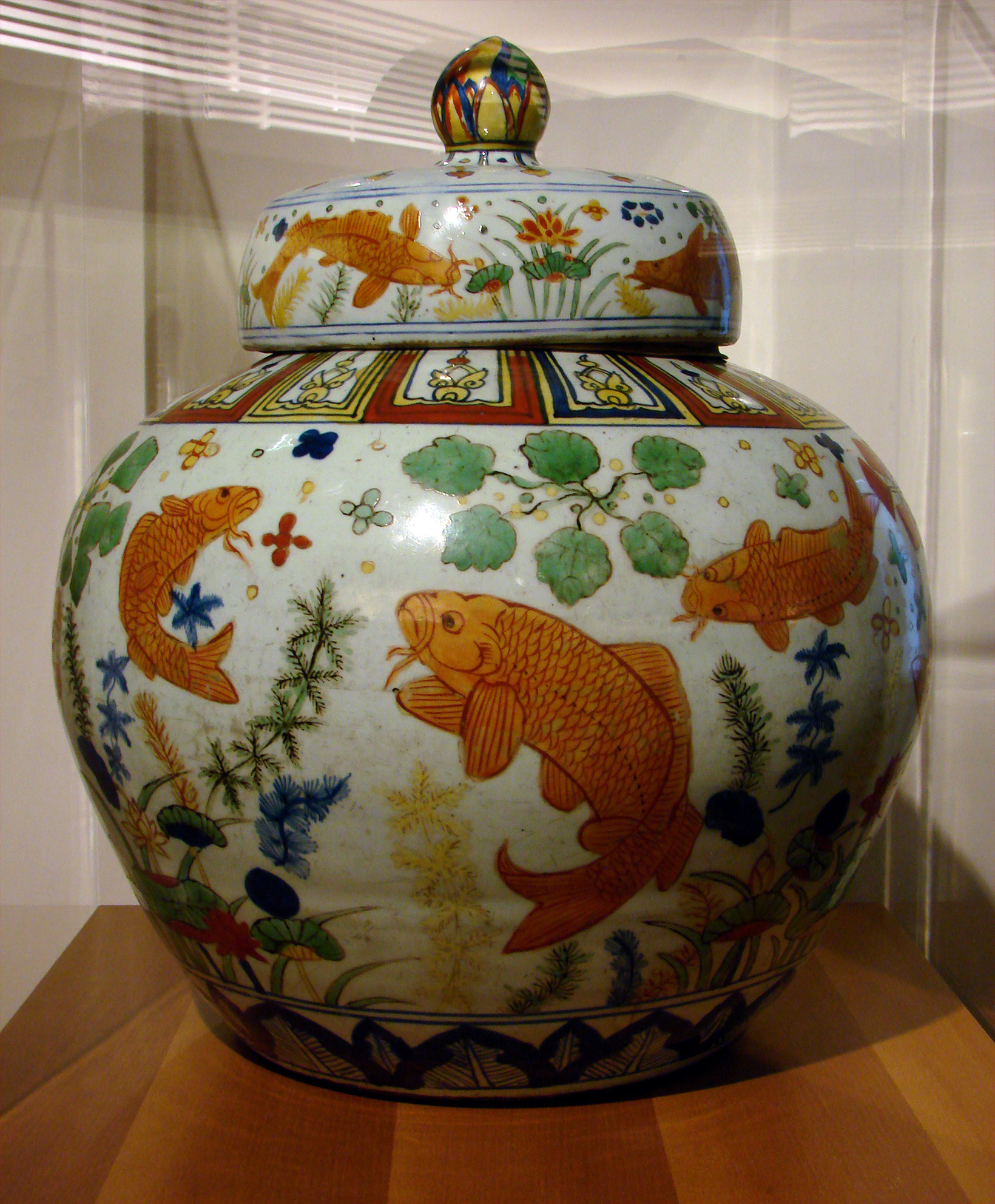
五彩魚藻文壺 明（宣徳） ギメ美術館

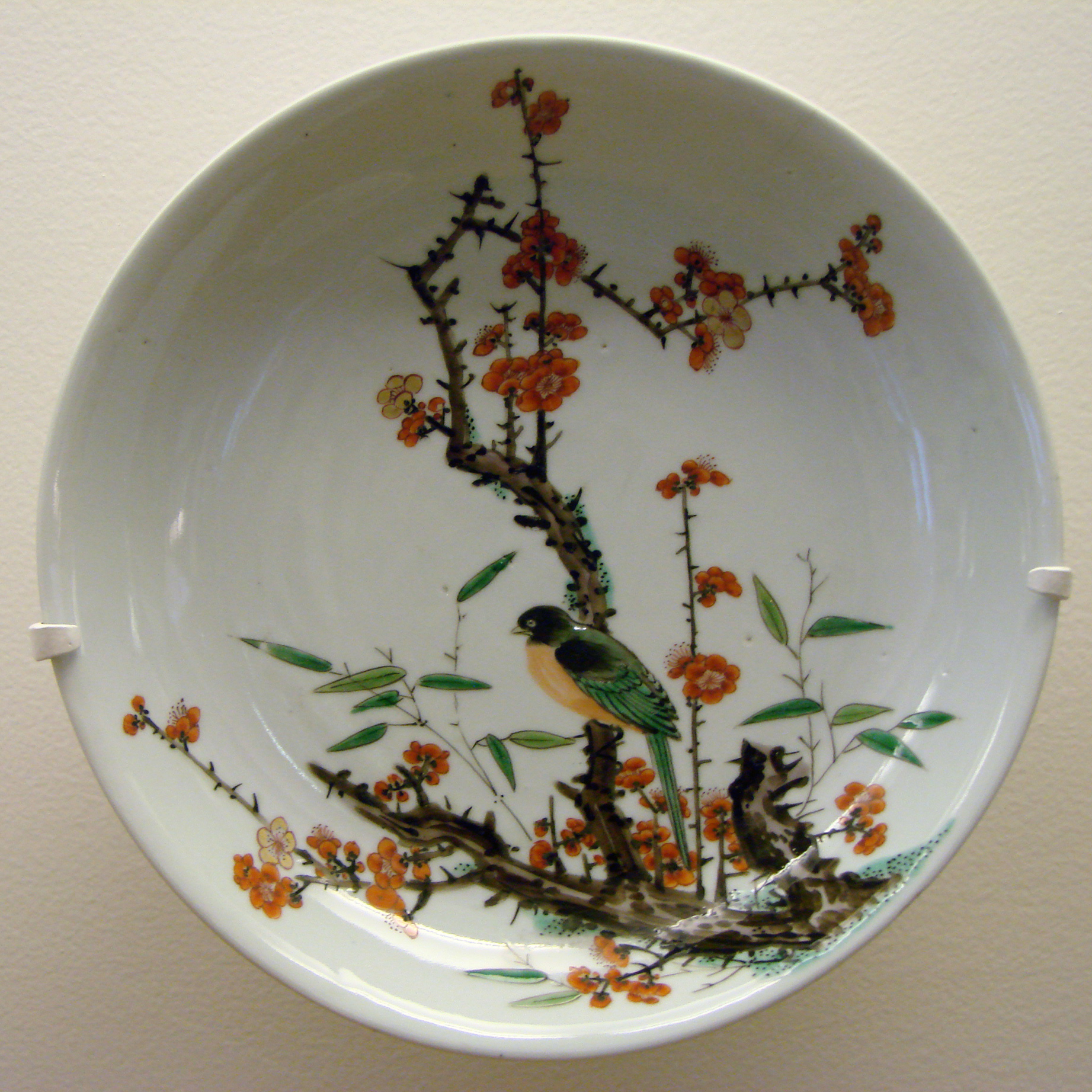
琺瑯彩花鳥図皿 清（康熙） ギメ美術館

中国の陶磁器（ちゅうごくのとうじき）では、新石器時代から清代に至る中国の陶磁工芸の流れと技法を概観する。
中国陶磁の歴史は新石器時代の紅陶や彩文土器から始まり、さまざまな技術革新を重ね、三彩・白磁・青磁・青花・五彩などの華麗な器を作り出し、世界の陶磁界をリードしてきた。英語のチャイナ（China）という単語は、普通名詞としては「磁器」を意味するが、このことに象徴されるように、中国は世界に先駆けてガラス質の白いやきものである磁器を生み出した。中国磁器は中国の宮廷で用いられたのみならず、主要な貿易品の一つとして、アジア諸国、イスラム圏、ヨーロッパなどにも大量に輸出された。こうした中国磁器は、日本では茶の湯の道具に取り入れられ、イスラム圏やヨーロッパでは王侯貴族のコレクションに収まるなど、世界の陶磁器の発展に多大な影響を及ぼしてきた。

## 基本用語

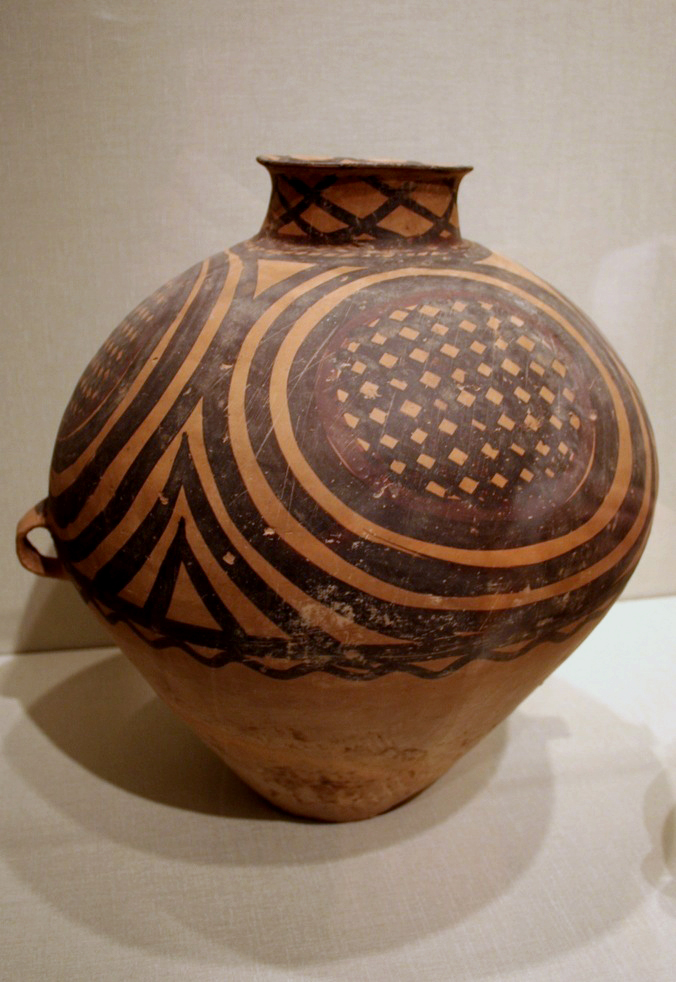
（土器の例）彩陶壺 馬家窯文化半山類型

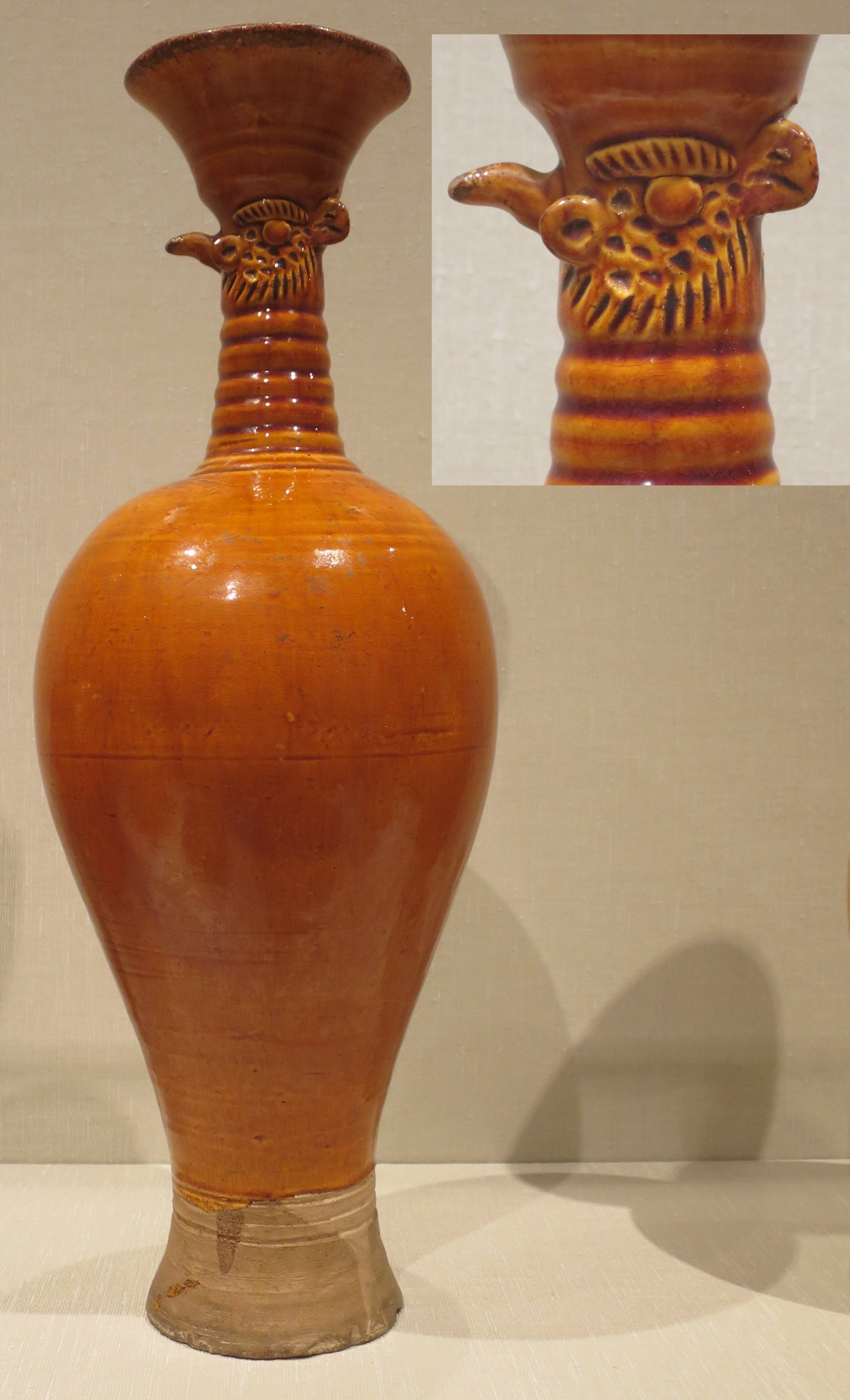
（陶器の例）褐釉鳳首瓶 遼

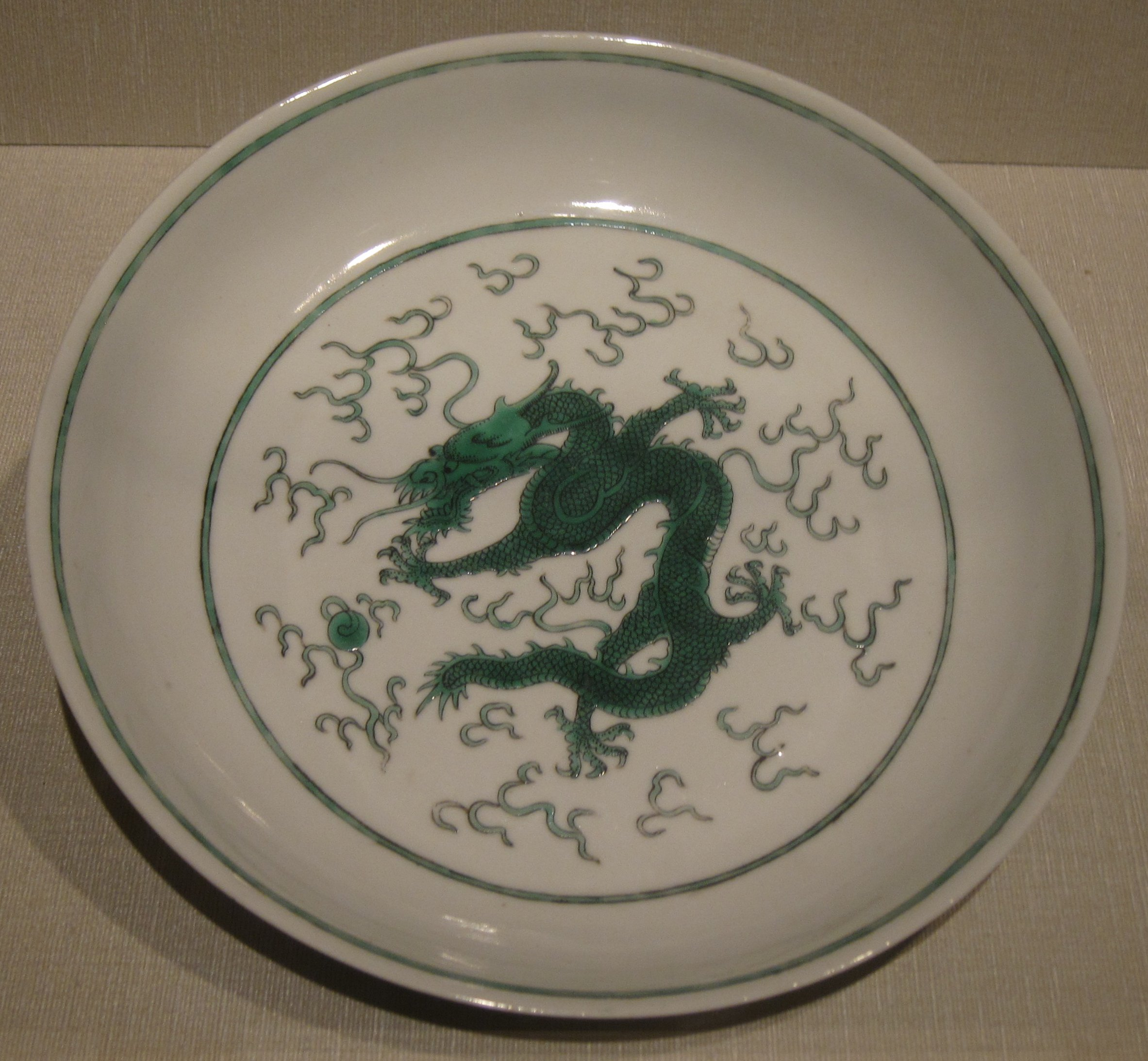
（磁器の例）白磁緑彩竜文盤 清

### 土器・陶器・磁器
中国では、やきものは陶器と磁器（現代中国語では「瓷器」）とに二大別され、「土器」という分類呼称を用いないのが一般的である。中国では無釉（釉薬、うわぐすりを掛けない）のやきものは焼成温度の高低にかかわらず「陶器」と呼ばれ、釉の掛かったものでも、低火度焼成のもの（漢時代の緑釉陶など）は「陶器」に分類される。新石器時代の、日本語で「彩文土器」と呼ばれるやきものは、中国語では「彩陶」と呼ばれ、陶器に分類されている。日本語の「磁器」とは、胎土にケイ酸を多く含有し、施釉して高温で焼成し、ガラス化が進んだやきもののことで、陶器と異なって吸水性がなく、叩くと金属製の音を発する。ただし、「磁器」と「陶器」の境界には曖昧な部分があり、「磁器」の定義は中国、日本、欧米で若干ずつ異なっている。中国では、胎土のガラス化の程度にかかわらず、高火度焼成された施釉のやきものを一般に「瓷器」と称している。英語のポースレン（porcelain）は白いやきもののことであり、中国・朝鮮・日本では磁器とみなされている青磁は、英語ではストーンウェア（stoneware）とみなされている。以下、本項ではやきものの種別に関する用語は基本的に日本語の参考文献における表記を用い、「瓷器」については日本語として一般的な「磁器」の表記を用いる。

### 釉と焼成法
煎茶器や古代の彩陶など、例外も一部にあるが、中国のやきものの多くは、表面に釉（釉薬、うわぐすり）というケイ酸塩ガラスの被膜がほどこされている。中国陶磁の基礎釉には、植物灰を原料とする高火度焼成釉（摂氏約1,200度以上で焼成）の灰釉（かいゆう）と、溶媒として鉛を含む低火度焼成釉（約800度前後で焼成）の鉛釉（えんゆう）がある。これらは、原料に含まれる金属成分の違いや焼成方法の違いにより、さまざまな色合いに変化する。陶磁器の焼成法には酸素の供給度合によって、酸化炎焼成と還元炎焼成があり、後者は窯内に十分に酸素を供給せずに焼成するものである。酸欠状態で焼成することによって、胎土や釉中の酸素が奪われ、たとえば酸化第二鉄が酸化第一鉄に変化（還元）する。青磁とは、釉の成分の灰に含まれるわずかな鉄分が酸化第二鉄から酸化第一鉄に変化することによって発色するもので、これを酸化気味に焼成すると黄色系に発色する。釉中に鉄分を多く含むと黒釉となり、呈色剤として銅を用いると紅釉、コバルトを用いると瑠璃釉となる。白磁とは、白色の釉をかけたものではなく、白い素地に鉄分含有の少ない透明釉を掛けて焼成したものである。鉛釉は、基礎釉は透明であるが、これに呈色剤として酸化銅を用いると緑釉となり、他に酸化鉄呈色の褐釉、コバルト呈色の藍釉がある。三彩とは、鉛釉陶器の一種で、1つの器に緑釉、褐釉、藍釉の3色の釉を掛け分けたものである（いずれか2色のみの場合も「三彩」と呼ぶ）。清時代には、以上に述べた以外の多彩な色釉が開発されている。

### 青花と五彩
青花（せいか）とは「青い紋様」の意で、白地に青い紋様を表した磁器である。同様のものを日本語では「染付」という。青花は釉下彩、すなわち素地に直接絵付けしてその上から透明釉を掛けたものである。酸化コバルト顔料で図柄を描いた上に透明釉を掛け、高火度焼成すると、顔料は青く発色する。同様の釉下彩には、鉄絵具を用いた鉄絵や、銅呈色の釉裏紅（ゆうりこう）がある。五彩とは、前述の三彩とは別個の技法で、多色（必ずしも5色とは限らない）の絵具を用いて白磁の釉上に図柄を描いた磁器である。素地に透明釉を掛けて高火度焼成した後、釉上に上絵具で図柄を描き、錦窯（きんがま）という小型の窯で再び低火度焼成する。1つの器に五彩と青花を併用する場合もある。

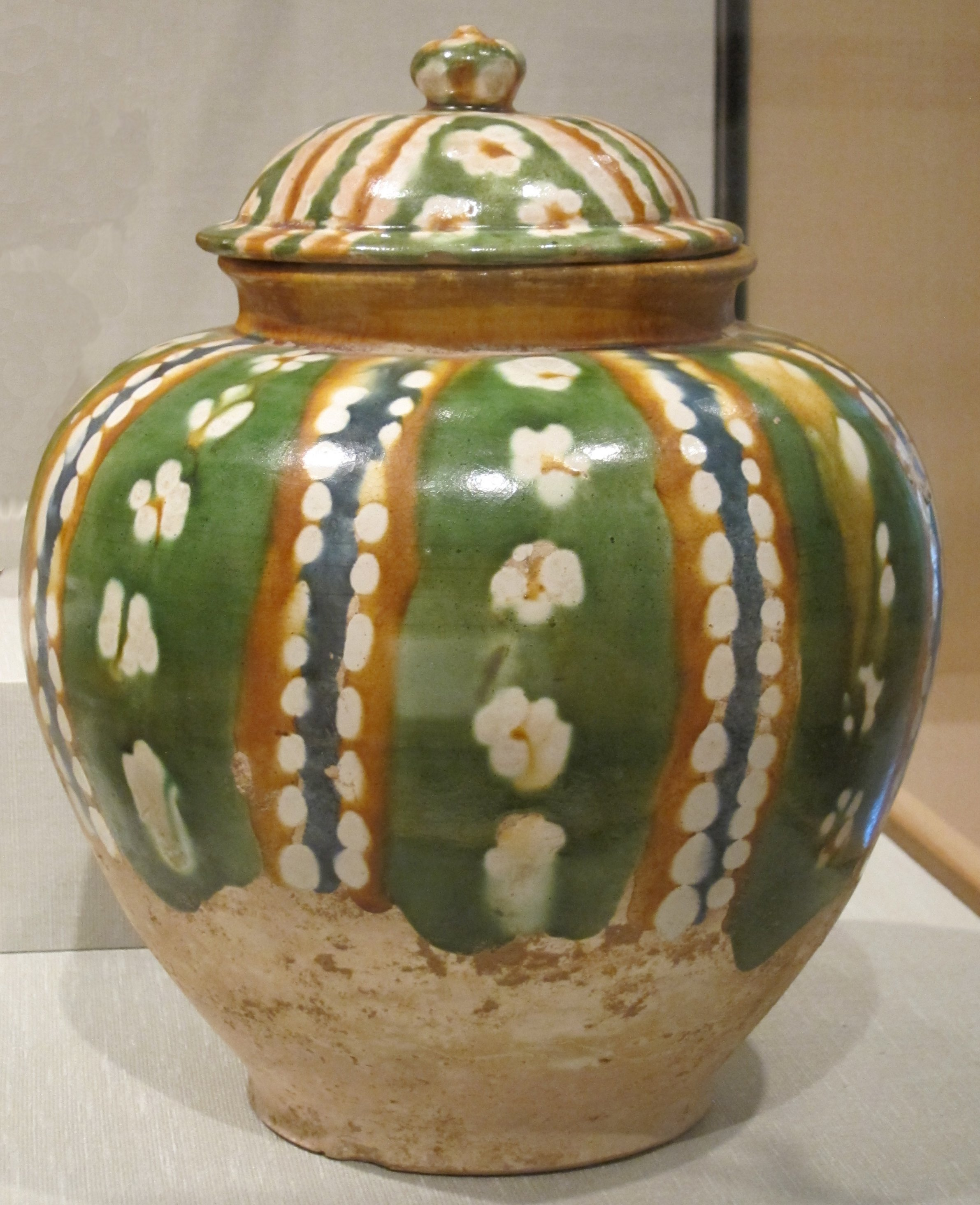
（三彩の例）唐三彩梅花文壺
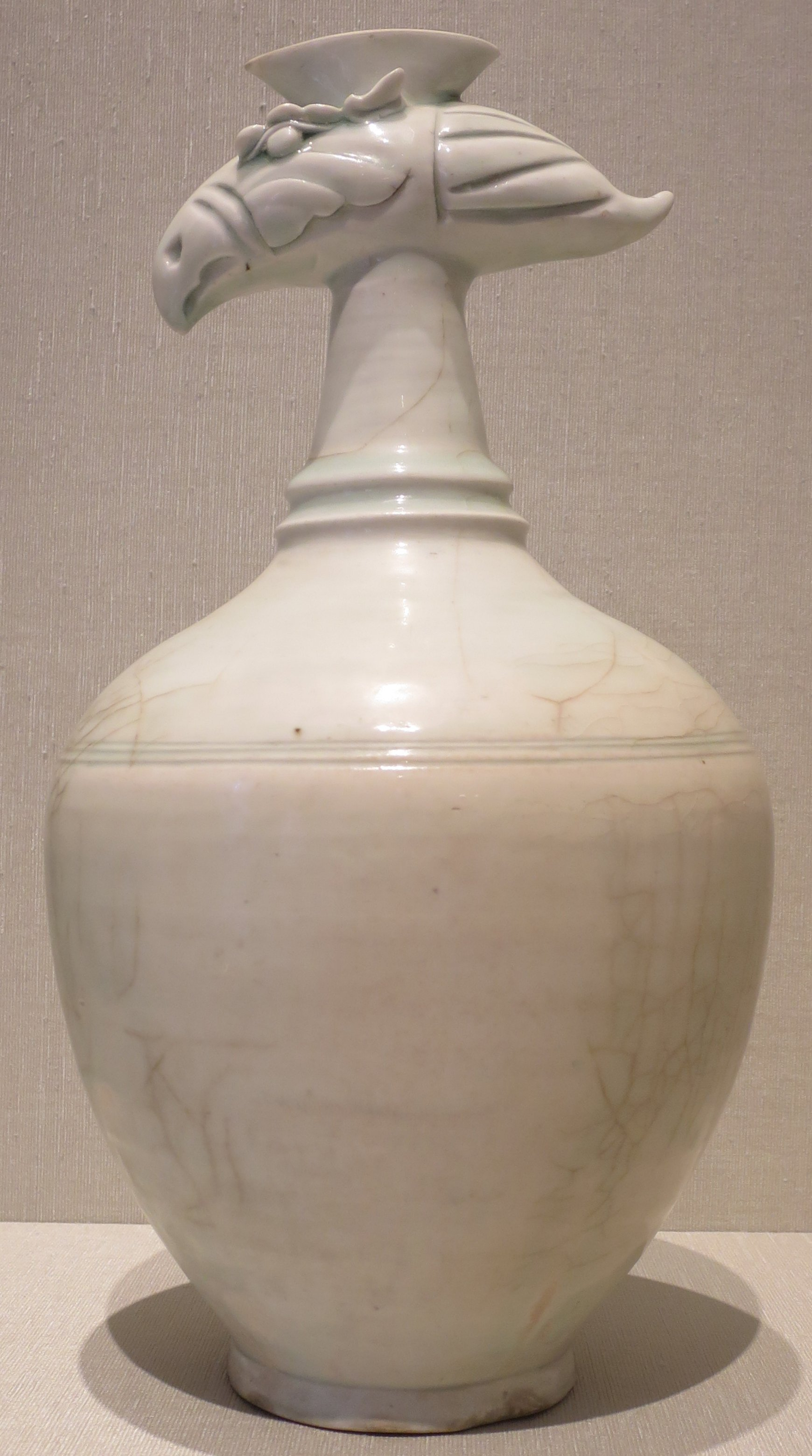
（白磁の例）白磁鳳首瓶 五代
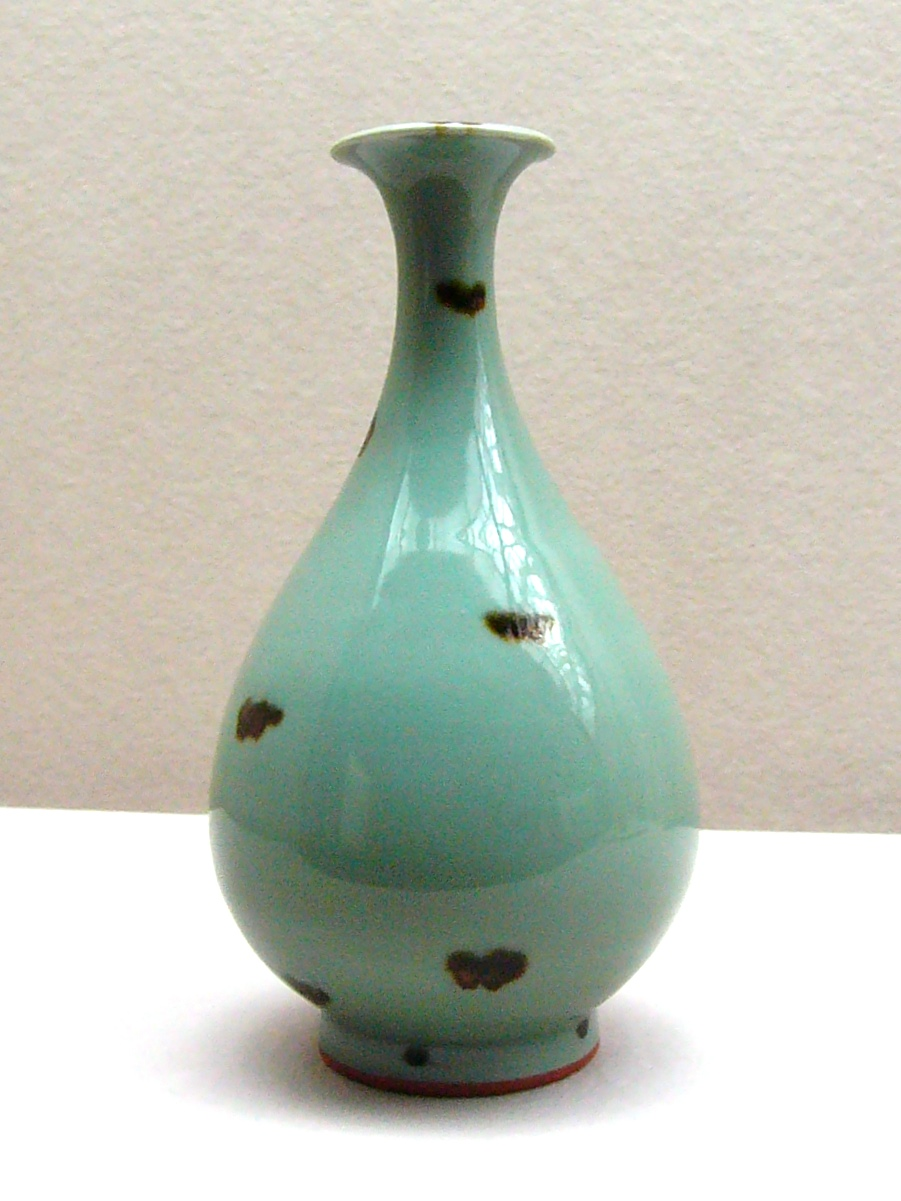
（青磁の例）青磁鉄斑文瓶（飛青磁花生） 元 大阪市立東洋陶磁美術館
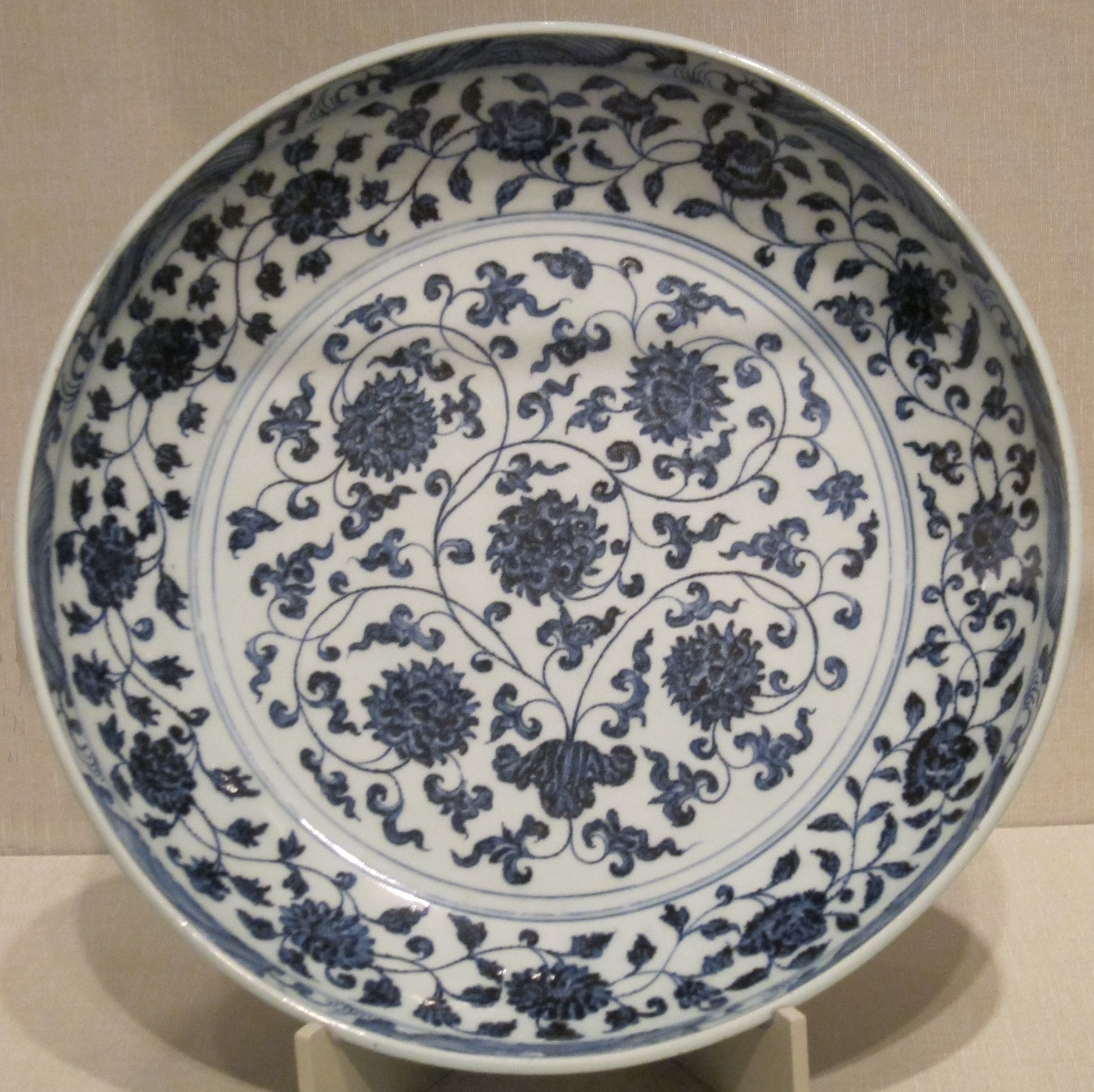
（青花の例）青花唐草文盤 明 ホノルル美術館
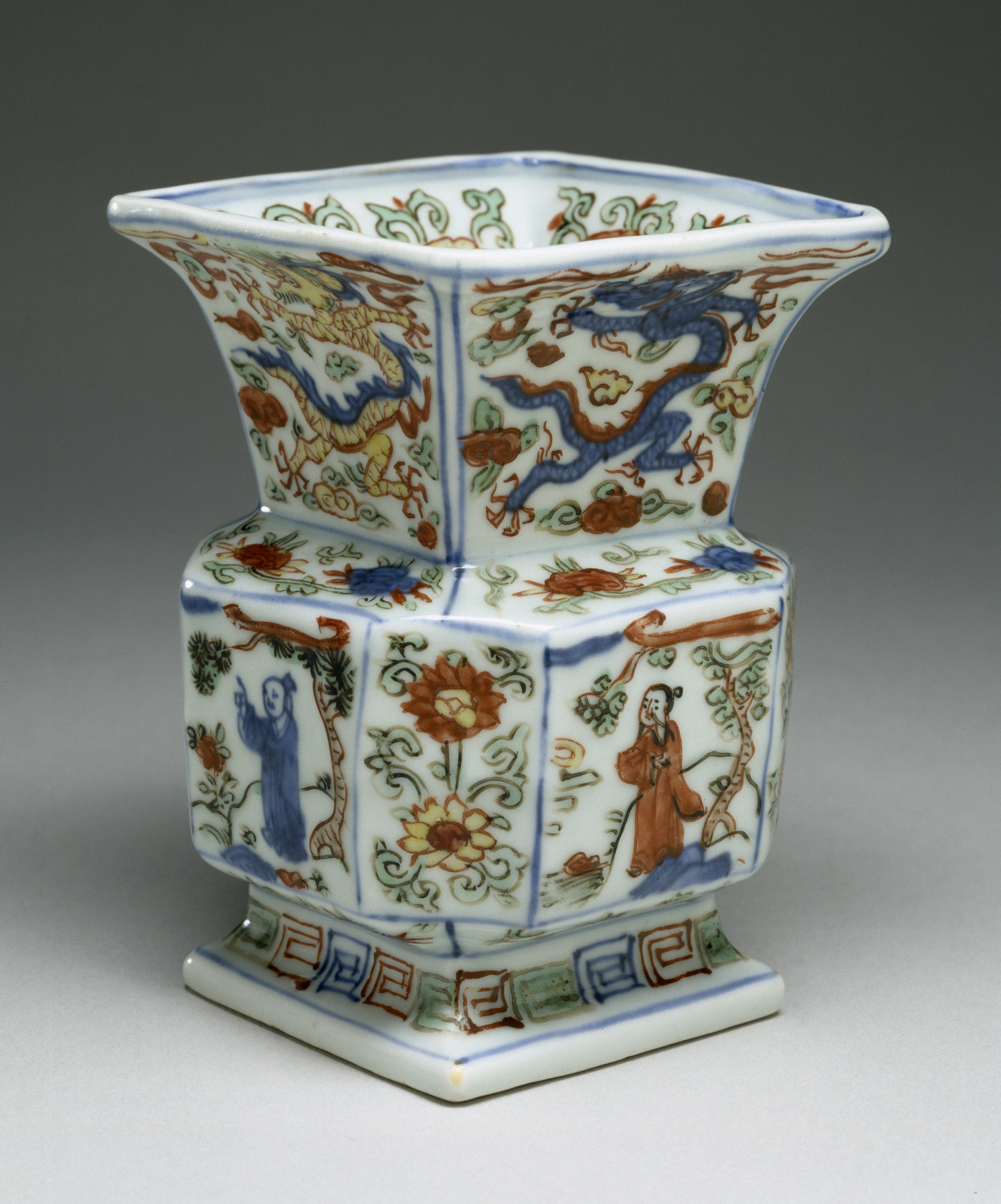
（五彩の例）五彩竜仙人文尊形瓶 明

### 器種
杯、碗、鉢のように中国語と日本語で同様の器種を意味する場合と、同じ漢字表記を用いても意味が異なる場合とがある。
- 盤 - 大皿のこと。小型の皿のことは中国語では「碟」（せつ、石偏に「蝶」の旁）という。
- 瓶（へい） - 壺形の容器のうち、口の狭いもの、あるいは器形が細長いものを指す。肩の張った梅瓶（メイピン）、ラッキョウ形の玉壺春（ぎょっこしゅん）、ヒョウタン形の瓢形瓶などのタイプがある。日本で仙盞瓶（せんさんびん）と呼ぶ器形は「瓶」ではなく、細長い注口と把手のついた水注の一種である。
- 壺 - 中国語と日本語で意味が異なる。中国語の「壺」は、注ぎ口と取っ手の付いた、やかん、急須、ティーポットの類を指す。日本語の「壺」に相当する、広口で胴の張った容器は、中国語では「罐」（かん。中国語版の罐子を参照）と呼び、広口で底がすぼまった、水や酒を入れる器を「缸」（こう）という。
- 盆 -中国語と日本語で意味が異なる。中国語の「盆」は、「面盆」（洗面器）、「花盆」（植木鉢）のような深い容器を指す。
- 水注 - 中国語では「執壺」という。

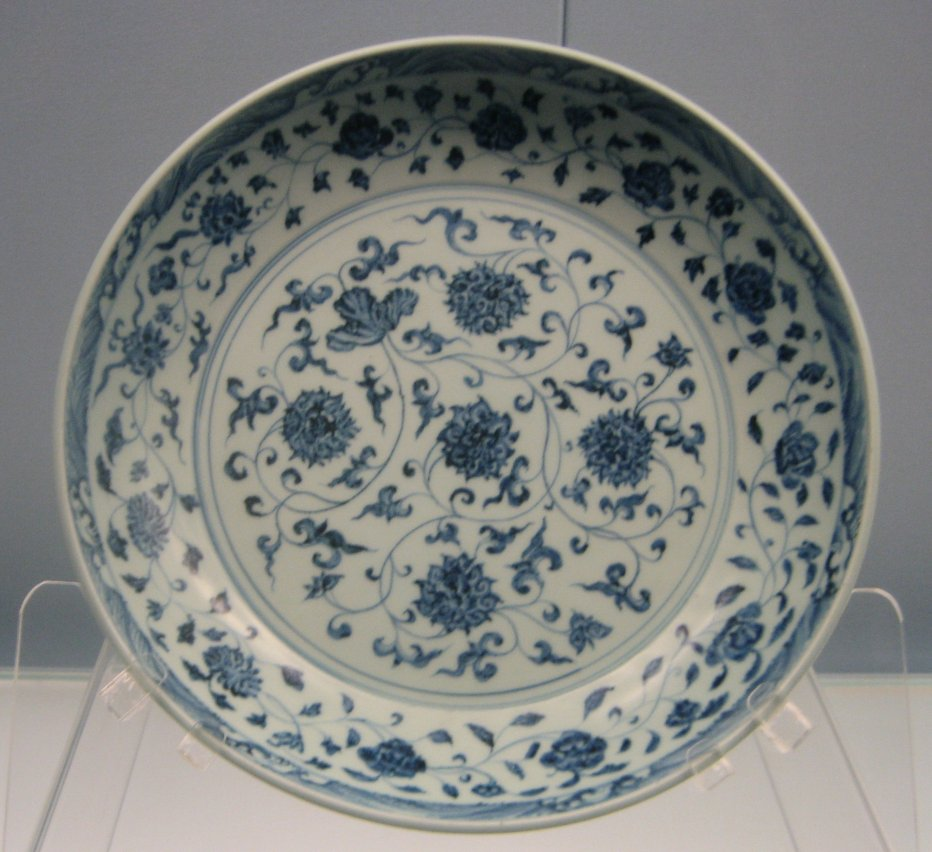
（盤の例）青花唐草文盤 明（宣徳）上海博物館
（瓶の例）鉄絵草葉文瓶 北宋 磁州窯 上海博物館
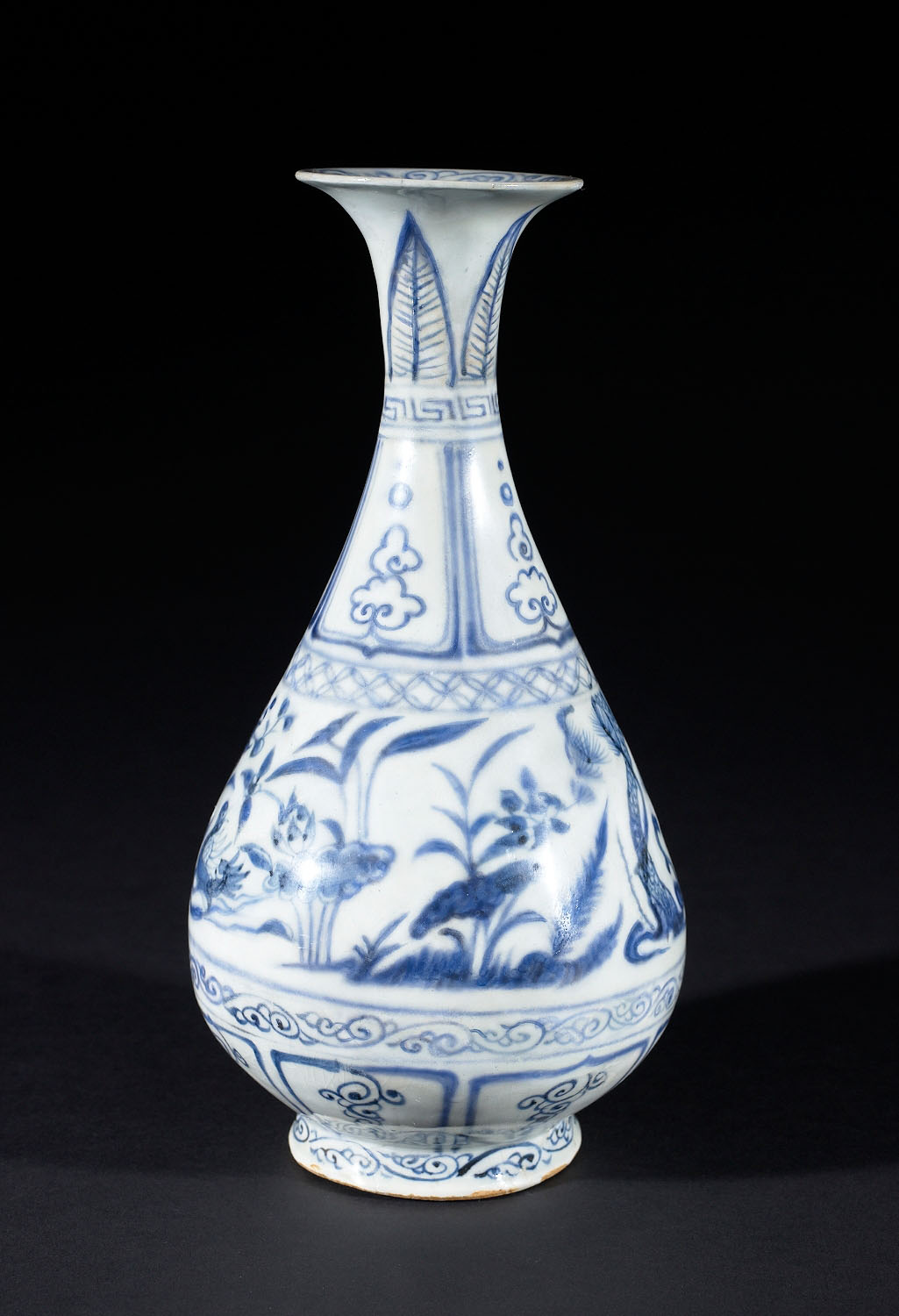
（玉壺春形瓶の例）青花蓮花文瓶 元
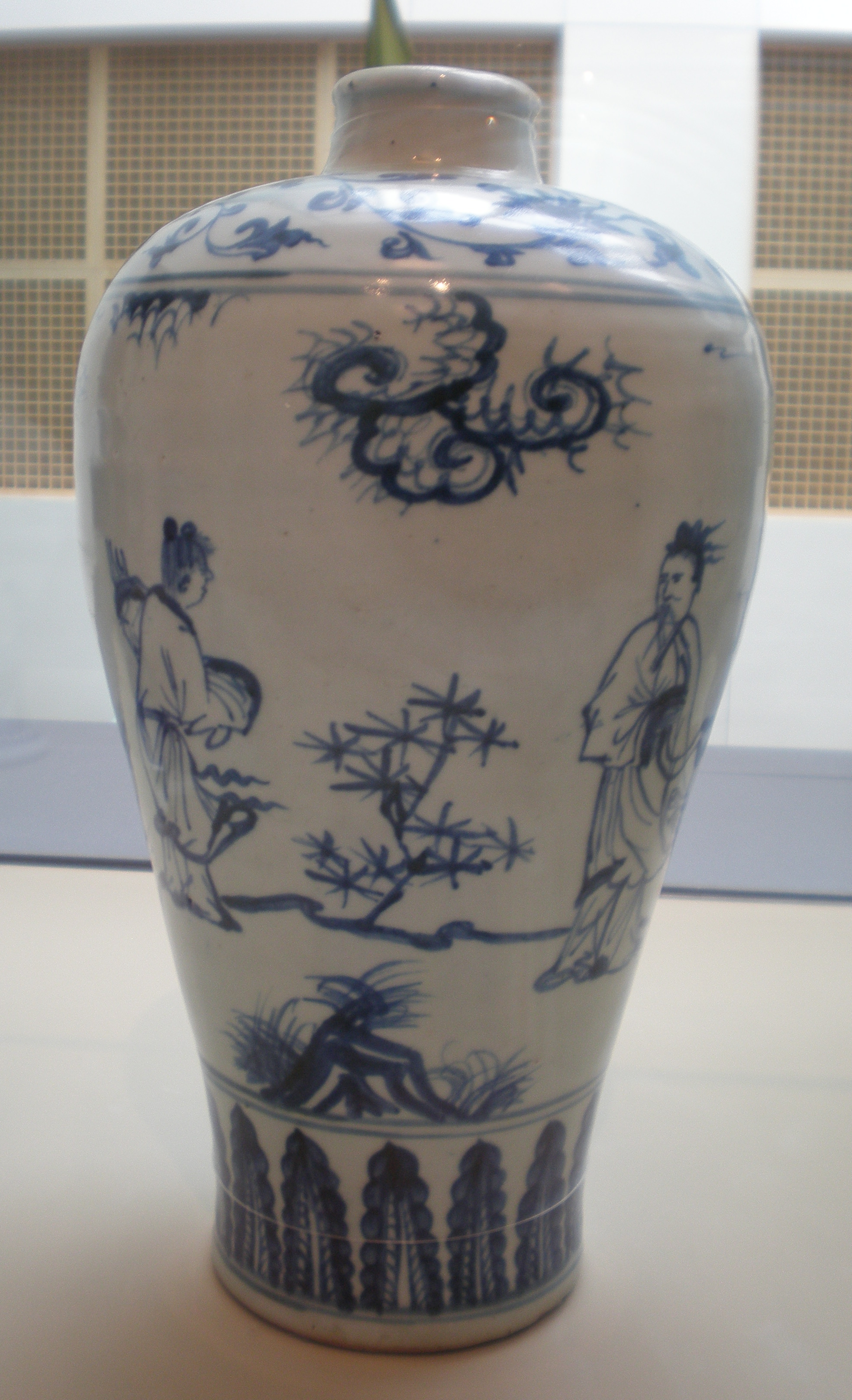
（梅瓶の例）青花仙人図瓶 明
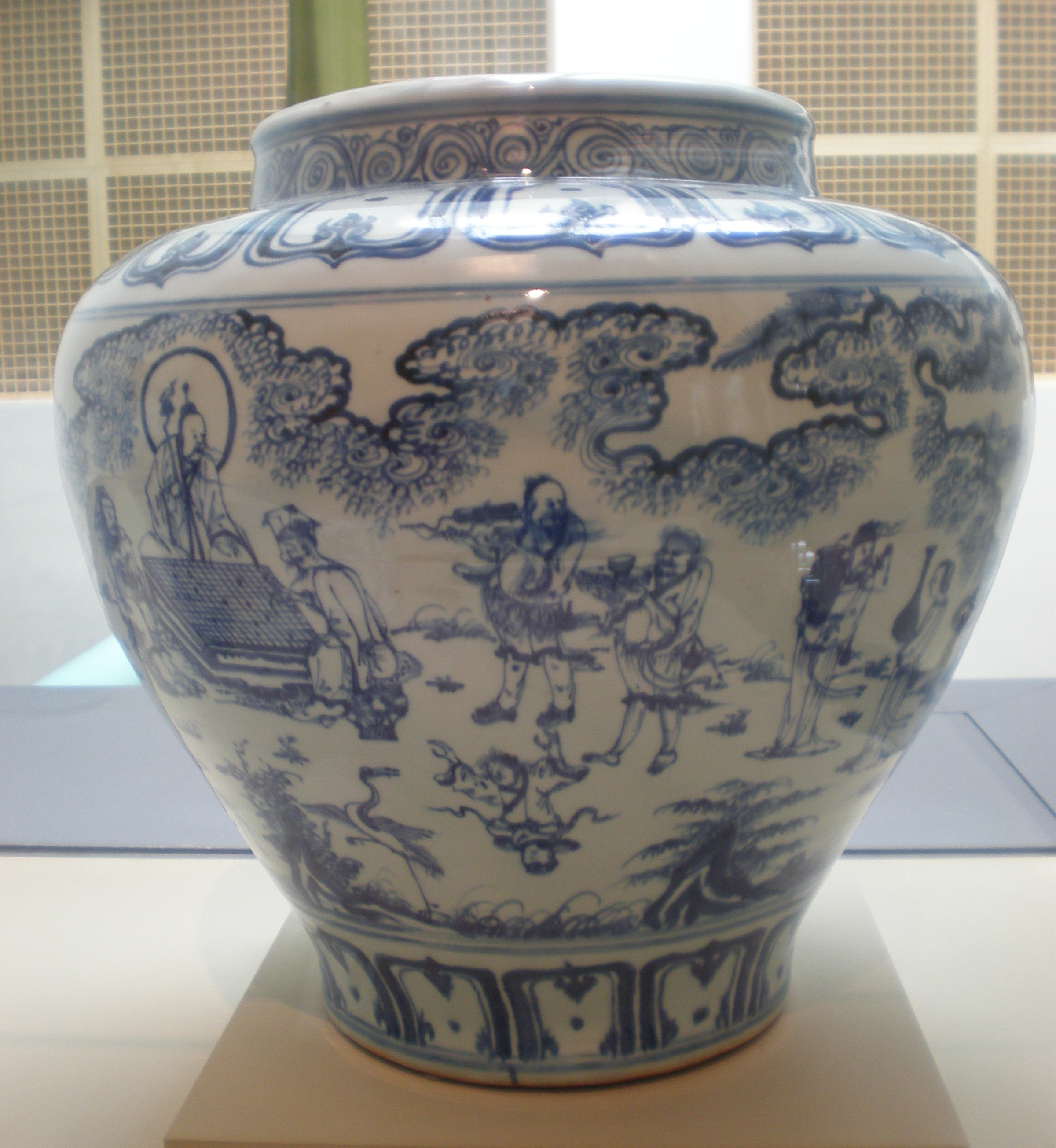
（壺の例）青花人物文壺 明
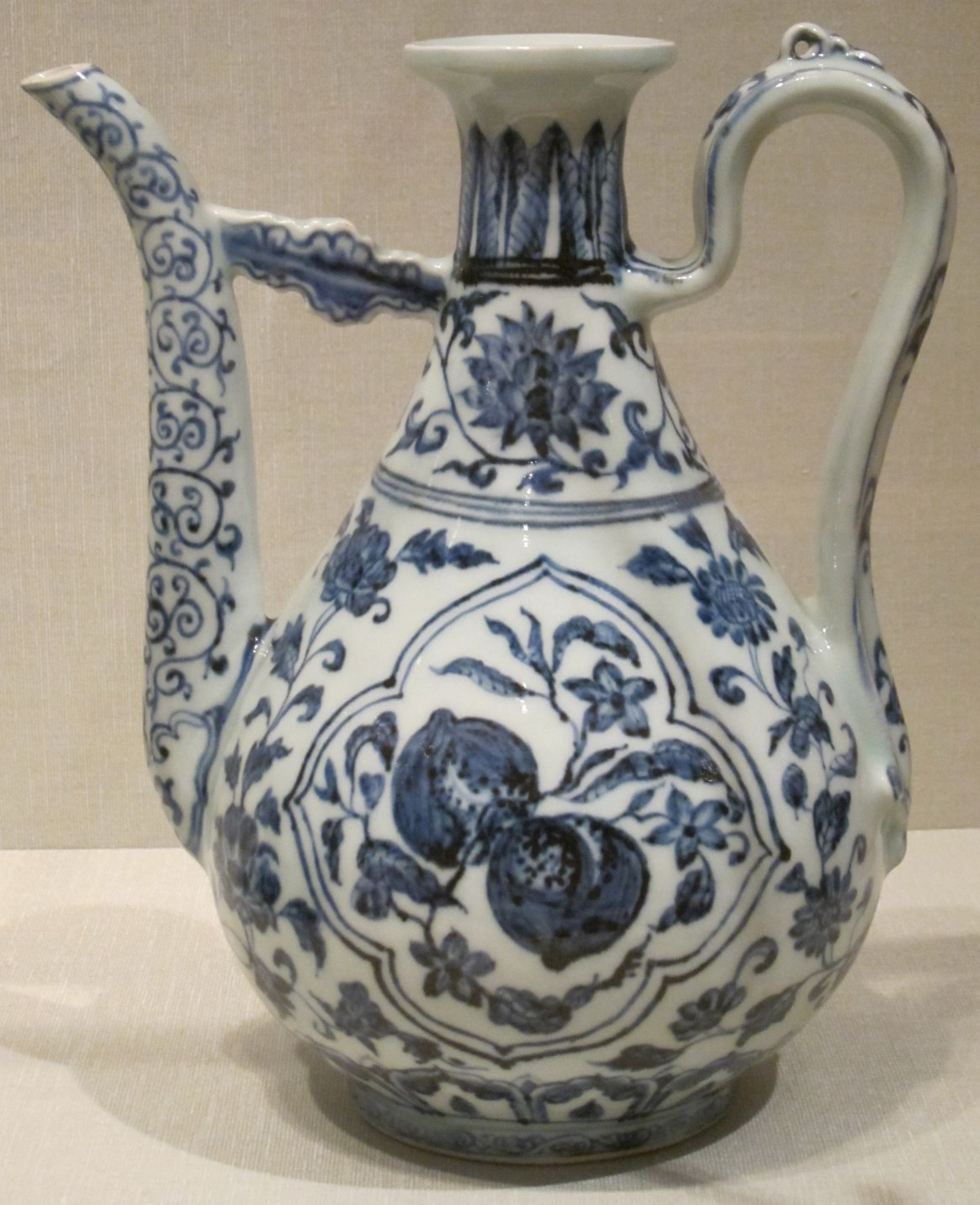
（水注の例）青花柘榴文水注 明 ホノルル美術館

### その他

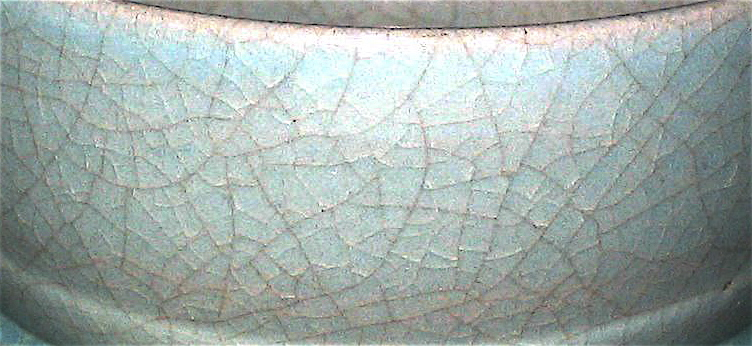
貫入

- 耳 - 壺、瓶などの肩の部分に付くもので、装飾を兼ねているが、本来の用途は把手または紐通し用の孔である。
- 見込み - 鉢、碗、盤などの内面（真上から見下ろした時に見える部分）をこう呼ぶ。
- 高台（こうだい） - 鉢、碗、盤、水注などの最下部の支えとなる部分。高台の内面には銘が記されている場合も多く、高台の作りが鑑定上の見どころとなる場合もある。
- 貫入（かんにゅう） - 特に青磁器にみられるもので、胎土と釉の収縮率の差異に起因し、釉の表面に生じた細かい「ひび」のことを指す。

## 中国陶磁史の概観

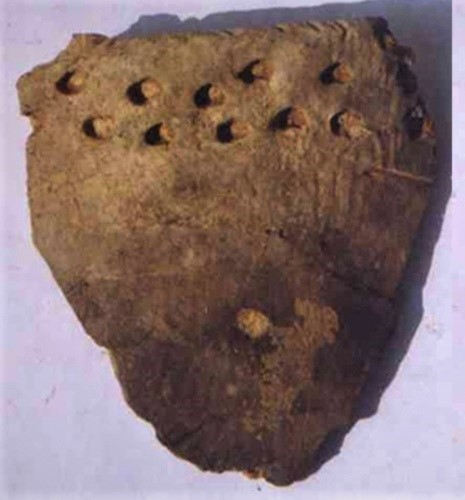
江西省にある仙人洞から発掘された紀元前20,000年ごろに作られたとされる陶器の破片。

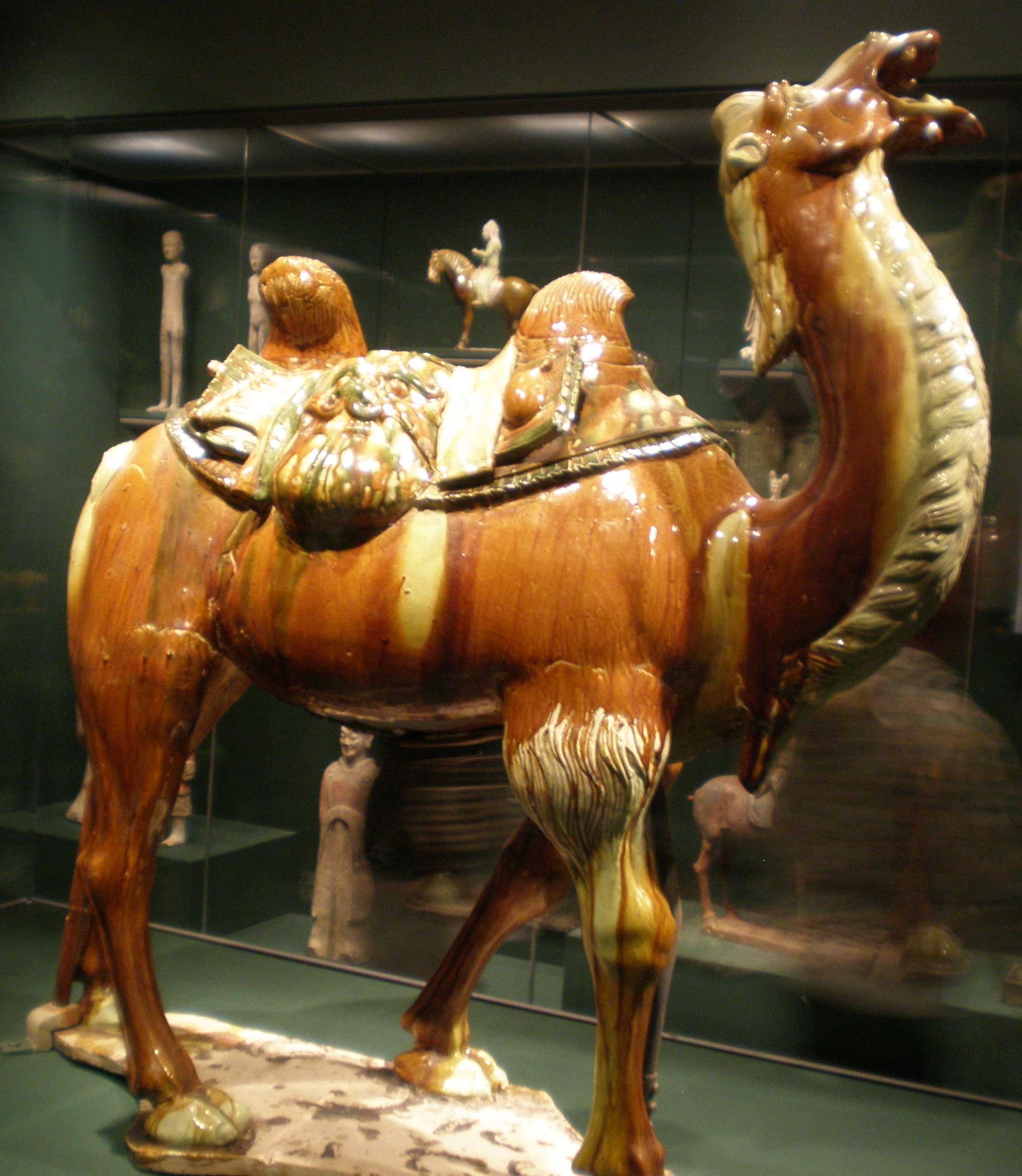
唐三彩駱駝サンフランシスコ、アジア美術館

『中国陶瓷史』（中国珪酸塩学会編、1982）の序文は、中国陶磁の精細な製作技術と悠久の歴史伝統は世界でも類まれなもので、中国古代文化の主要な一部を構成し、人類物質文化史上の重要な研究対象であると述べている。意匠や器形に西アジアなどの外国の影響を受けつつも、中国陶磁は常に独自の歩みを続けてきた。中国の長い歴史の中ではたびたび王朝が交替したが、漢民族以外の民族による征服王朝の時代においても、中国陶磁の伝統は守られ、一貫した陶磁史を形成している。
中国陶磁の歴史は新石器時代に始まった。中国における最初期の土器が、いつ、どこで作り始められたかは明確ではないが、出土品の放射性炭素年代測定結果によれば、1万年前頃には原始的な土器が焼造されている（後述のように、最初期の土器は2万年前にさかのぼるとの報告もある）。中国陶磁の特色の一つは、早くも新石器文化期に窯の使用を開始していることである。野焼きによる土器焼成から一歩進んで、窯を使用することによって、高火度焼成が可能となり、より硬質のやきものが生産されるようになった。また、胎土の選択、焼成温度や窯内に送る酸素量の調節などの工夫によって、灰陶・黒陶・白陶などの変化に富んだやきものが作られるようになった。さらに、ロクロの使用によって精緻な形態の、器壁が薄く均一なやきものを作り上げることができるようになった。今一つの特色は施釉陶の開発である。世界の陶磁史のなかで、外国からの技術導入ではなく、自発的に施釉陶を開発したのは西アジア・エジプト地域と中国とであった。中国ではすでに殷中期、紀元前1500年頃には灰釉を人為的に掛けた施釉陶が生産されている。この時期の施釉陶を「磁器」とみなすかどうかについては意見が分かれるが、それから千数百年を経た後漢時代（2世紀）には「古越磁」と呼ばれる本格的な青磁器が焼成されている。唐時代の陶磁工芸を代表するものとして唐三彩があるが、これは磁器ではなく、釉に鉛を用い、低火度で焼成した鉛釉陶器である。唐三彩は墳墓の副葬品や建築材料として作られたものであり、日常生活用品ではなかった。
宋代には官窯が設置され、定窯の白磁、汝窯（じょよう）の青磁などに代表される、器形・釉調ともに最高度の技術を駆使した作品が生み出された。同時に、華北・華南の各地に磁州窯・耀州窯・龍泉窯・建窯・吉州窯などの個性的な窯が栄えたが、中でもこの時代から存在感を発揮し、以後の中国陶磁史をリードしていくのが江西の景徳鎮窯である。元代には、白地にコバルト顔料による青色で絵付けをした磁器である青花（日本語では「染付」という）の生産が盛んになり、輸出磁器として、イスラム圏などの外国で競って求められるようになった。
明代には景徳鎮窯が窯業の中心となり、青花や五彩などの絵画的な加飾を施した器が盛んに生産された。明末から清初にかけては、景徳鎮の民窯や福建省の漳州窯などで、官窯とは作風の異なる輸出向けの磁器が大量生産され、ポルトガル・オランダ・日本などへ運ばれた。清代には、七宝の技法を応用した粉彩（琺瑯彩）の技術が開発され、磁器の器面に絵画と同様の絵付けが施されるようになった。この時期、技術の進歩によってさまざまな色釉が新たに開発され、中国陶磁は成形や施釉の技術、絵付けの技法ともにその頂点を迎えた。清代後期以降の中国陶磁は、社会情勢の不安定化とともに従来の技術水準を維持することができなくなり、頂点を極めた中国陶磁はその進化の歴史に終止符を打った。

## 新石器時代の土器

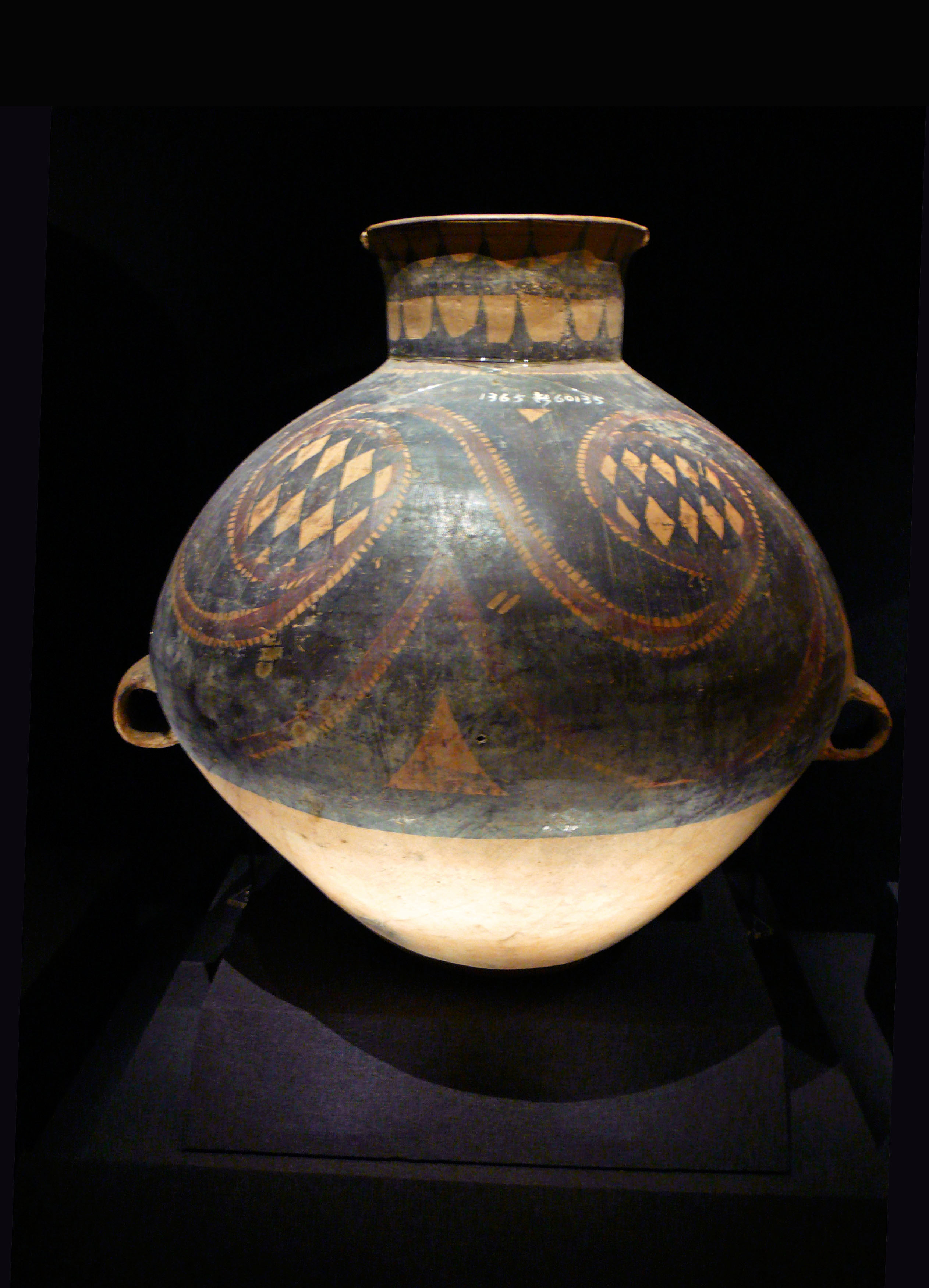
彩文土器（馬家窯文化）

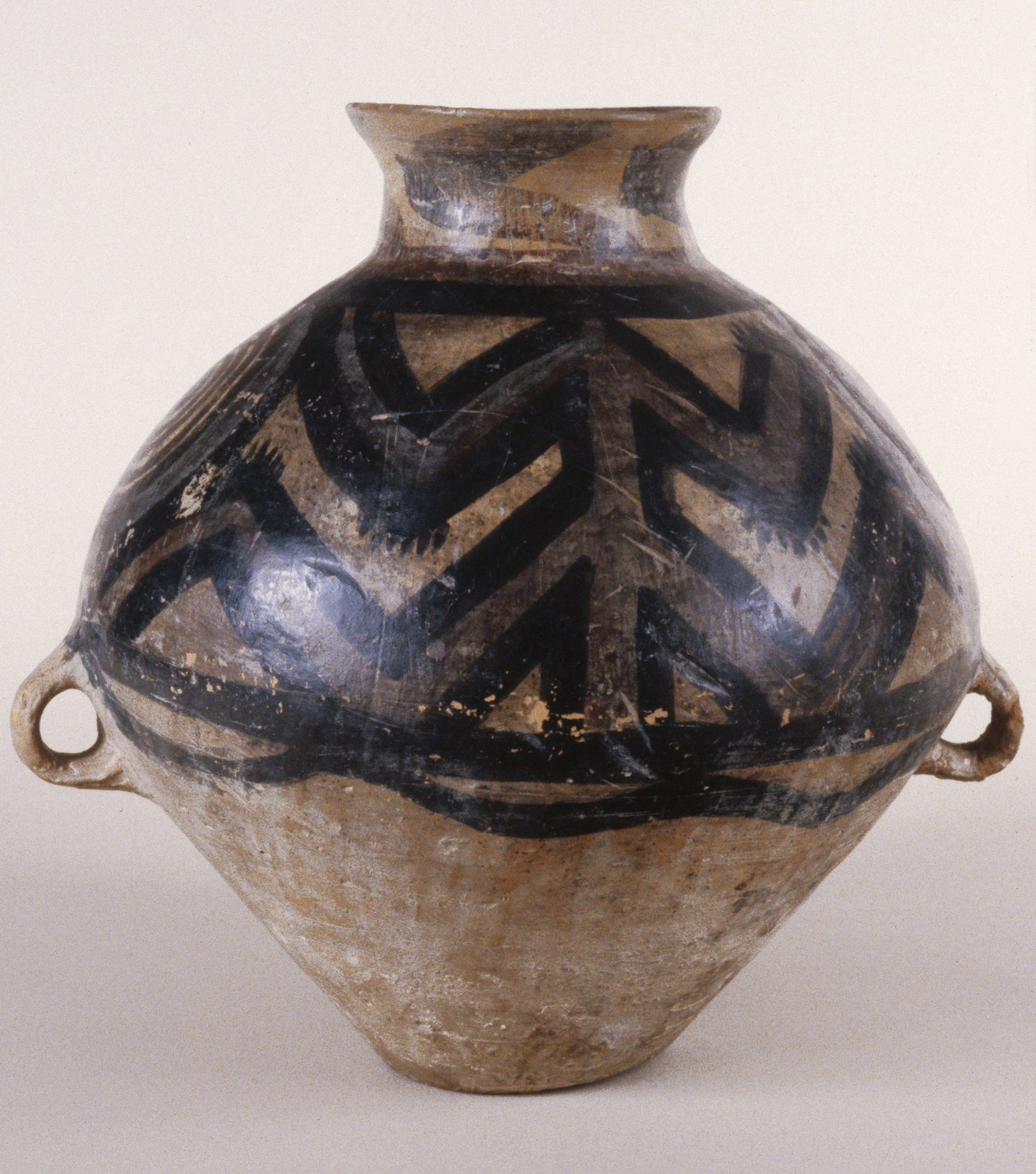
彩陶壺 馬家窯文化馬廠類型

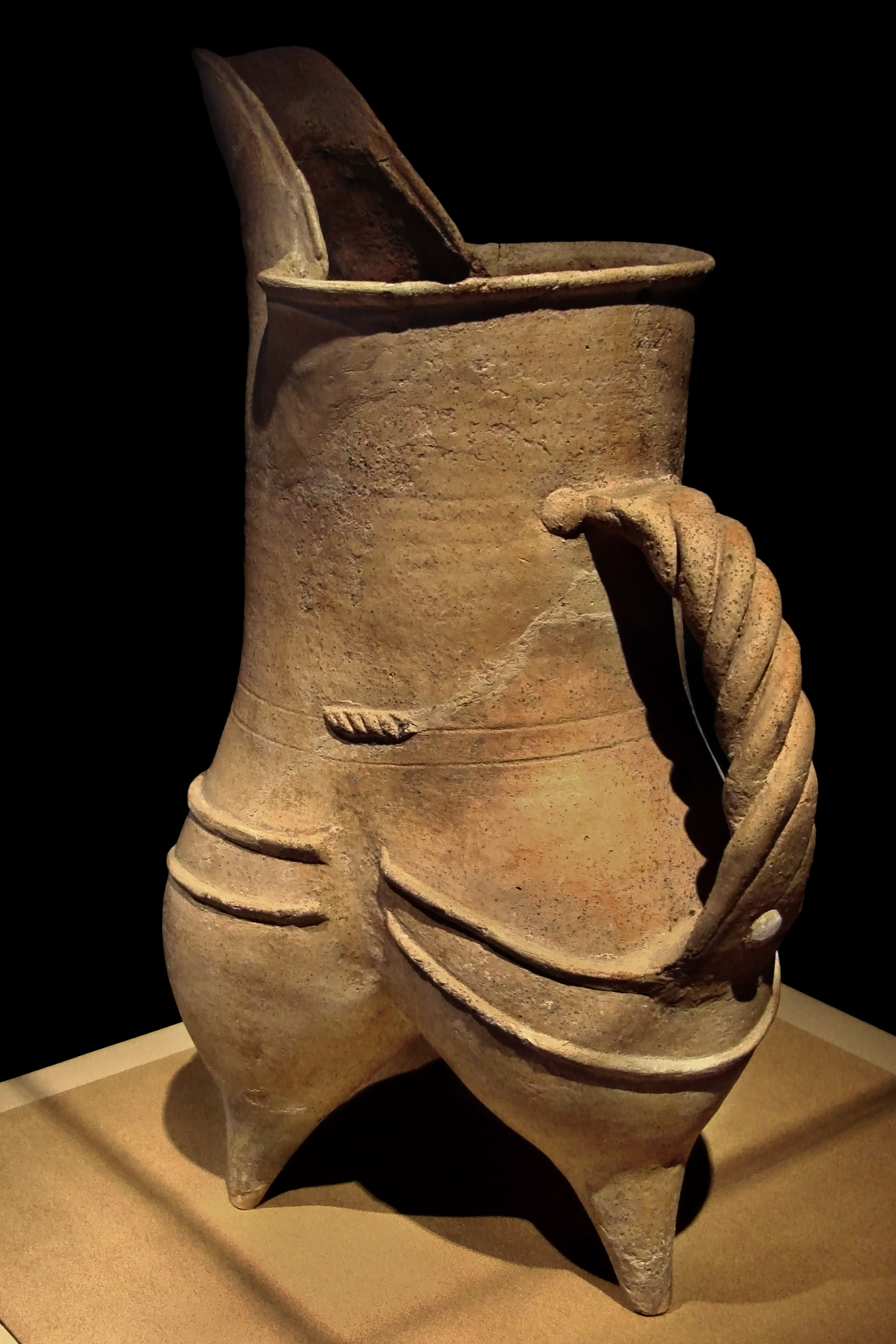
紅陶キ（大汶口文化）（「キ」の漢字は上半分が「規」、下半分が「鬲」）

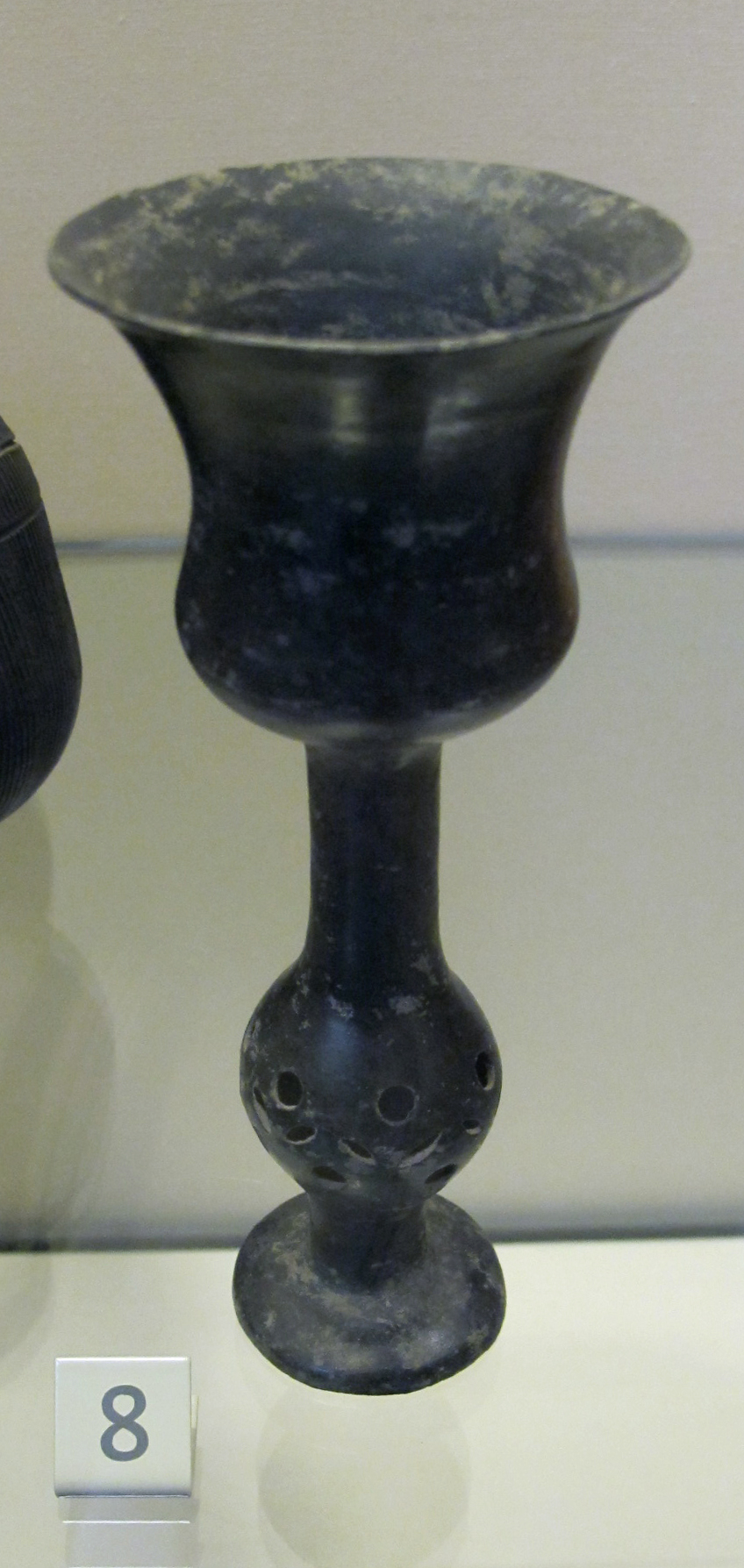
黒陶高脚杯（龍山文化）

### 土器の種類
新石器時代に焼造された土器には、大別して紅陶・灰陶・黒陶・白陶・彩文土器（彩陶）がある。前述のとおり、中国の研究者は「土器」という分類概念を用いず、新石器時代のやきものもすべて「陶」と呼ばれる。器表が赤褐色を呈するものが紅陶、器表が灰色・黒・白を呈するものがそれぞれ灰陶・黒陶・白陶であり、表面に筆で文様や図柄を描いたものが彩陶（日本でいう彩文土器）である。白陶はカオリン（ケイ酸アルミニウム）質の胎土を精製し、高火度で焼き締めたもの。灰陶・黒陶は高火度の還元炎焼成で器面に炭素が吸着したものである。白陶・灰陶・黒陶は、いずれも胎土の精製と、窯を用いた高火度・長時間焼成という条件がなければ作れない、高度な技術段階に達した土器である。なお、出土品の中には、以上のいずれにも分類しがたい粗製の土器もあり、それらは粗陶と称される。

### 新石器時代土器の概要
中国における新石器時代の土器の存在が確認されたのは、20世紀になってからである。1921年、スウェーデンの地質学者J.G.アンダーソンは、河南省澠池県仰韶村（べんちけん ぎょうしょうそん）で彩文土器を発見した。このことから、新石器時代の彩文土器をかつては「仰韶土器」「アンダーソン土器」と呼んだ。中国の新石器時代は、彩文土器を代表的遺物とする「仰韶文化」と、これに続き、黒陶を代表的遺物とする「龍山文化」に分けられると考えられていた。しかし、その後、特に中華人民共和国成立後の中国各地における発掘調査の進展や研究の進歩により、「仰韶土器」という呼称は実情に合わないものとなっている。彩文土器は中国西部の甘粛省方面からも出土していることから、アンダーソンら欧米の研究者は、中国の彩文土器は西アジアに起源があり、西アジアから甘粛方面を経て黄河中・上流域へ伝播したものと考えた。これに対し、中国の研究者は、中国の土器文化は中国で固有に発生したものであると主張した。放射性炭素による遺物の年代測定の結果などから、中国の土器は中国で独自に発生・進化したものであるとする見解が、今日では一般に認められている。彩文土器も、黄河中・上流域や甘粛地方のみならず、黄河下流域や江南でも出土しており、中国各地で地域特有の土器文化が発生したとみられている。

### 最初期の土器
中国の先史時代の土器については未解明の部分が多く、今後の発掘調査の結果によって歴史が大きく書き換えられる可能性もある。2012年6月29日付の米国科学誌『サイエンス』に北京大学らの研究チームが発表したところによれば、江西省上饒市万年県仙人洞遺跡から出土した土器片の一部は、放射性炭素年代測定により、約2万年前のものと判明したという。仙人洞のほか、初期の土器を出土した遺跡として、華南では広西壮族自治区桂林市甑皮岩遺跡、華北では河北省保定市徐水区南荘頭遺跡などが知られる。これらの遺跡出土の土器は、放射線炭素年代測定や熱ルミネセンス法により、いずれも約1万年前の製作とされている。仙人洞遺跡出土の土器片は、復元すると丸底の壺形土器で、器表には縄文が施され、胎土には石英粒などを含んだ粗製の土器である。この時期の土器をどのようにして焼いたかは正確には不明であるが、雲南省やタイ王国などに残る民俗事例から類推して、「覆い焼き」という方法が行われたと推定されている。「覆い焼き」とは、成形・乾燥させた土器の周囲を稲わらで覆い、その上を粘土で密封してから点火するものである。
完器に復元された土器が出土した初期の遺跡として、華北では河北省武安市の磁山遺跡と河南省新鄭市の裴李崗（はいりこう）遺跡（ともに紀元前7000年 - 前5000年頃）、華南では浙江省余姚市の河姆渡（かぼと）遺跡（紀元前5000年頃）などが知られる。これらの遺跡出土の土器はロクロを用いず、粘土紐巻き上げ等の手捏ねによる製品で、焼成温度はおおむね700〜900度程度とされる。磁山や裴李崗の土器は赤褐色の紅陶で、器表は入念に研磨されている。これらの遺跡の文化では彩陶は作られていない。河姆渡の土器は黒褐色で、器表に動物文、植物文などの線刻を施すものや、漆を塗ったものもあるが、彩陶はやはり作られていない。裴李崗遺跡では中国最古級の窯跡が検出されている。これは平面形が鍵穴形（柄鏡形ともいう）を呈する横穴式窯で、窯内の下部に燃焼室、上部に焼成室を設け、両者を区切る簀子状の隔壁上に製品を並べて焼いていた。こうした窯構造は、かなり進んだ段階のものであり、これより時代をさかのぼる初期的な窯の存在が想定されるが、確認には至っていない。

### 各地の新石器文化
新石器時代中期以降、黄河中・上流域では老官台文化（陝西省）、仰韶文化（陝西省・河南省）、甘粛地方では馬家窯文化（または甘粛仰韶文化、甘粛省・青海省）、黄河下流域では大汶口文化（山東省・江蘇省）、龍山文化（山東省）、江南地域では河姆渡文化（浙江省）、馬家浜文化（上海市）、良渚文化（浙江省）、四川方面では大渓文化（四川省・湖北省）、長江中流域では屈家嶺文化（湖北省・河南省）などがそれぞれ栄え、彩文土器・黒陶などの特色ある土器を生み出した。
老官台文化（4500年BC頃）に属する遺跡では灰陶が出土している。灰陶が作られたということは、高火度の還元炎焼成が行われていたということであり、窯の存在が想定される。仰韶文化は半坡遺跡（西安郊外）を標識遺跡とする半坡類型（4000年BC頃）と廟底溝遺跡（河南省）を標識遺跡とする廟底溝類型（3300年BC頃）に分かれる。半坡遺跡は、環濠を伴う集落遺跡で、共同墓地や窯も検出されている。半坡遺跡では彩文土器が出土したが、出土した土器の大半は粗陶で、彩文土器は全体の5％ほどであった。甘粛地方の馬家窯文化は、馬家窯類型（3000年BC頃）、半山類型（2600年BC頃）、馬廠類型（2200年BC頃）に分けられ、彩文土器の出土を特色とする。甘粛地方の土器文化はその後も斉家文化、辛甸文化に引き継がれる。黄河下流域の大汶口文化（4000 - 2300年BC頃）は山東省泰安市の大汶口遺跡を標識遺跡とし、初期には紅陶が中心だが、彩文土器、灰陶、黒陶もある。中期以降は灰陶、黒陶が中心となり、白陶も現れた。続く龍山文化（2400 - 2000年BC頃）は、山東省済南市章丘区の龍山遺跡を標識遺跡とし、ロクロ成形により薄手に仕上げられた黒陶が特色である。馬家浜文化（3600 - 2700年BC頃）は上海市青浦区の崧沢（すうたく）遺跡を標識とすることから崧沢文化ともいい、紅陶、灰陶のほか、ロクロ成形による黒陶もある。良渚文化（2750 - 1890年BC頃）は浙江省杭州市余杭区の良渚遺跡を標識遺跡とし、黒陶で知られる。大渓文化（4000 - 3000年BC頃）は紅陶を主として黒陶、白陶もある。屈家嶺文化（3000 - 2500年BC頃）は器壁が卵の殻のように薄い卵殻黒陶や彩文土器で知られる。

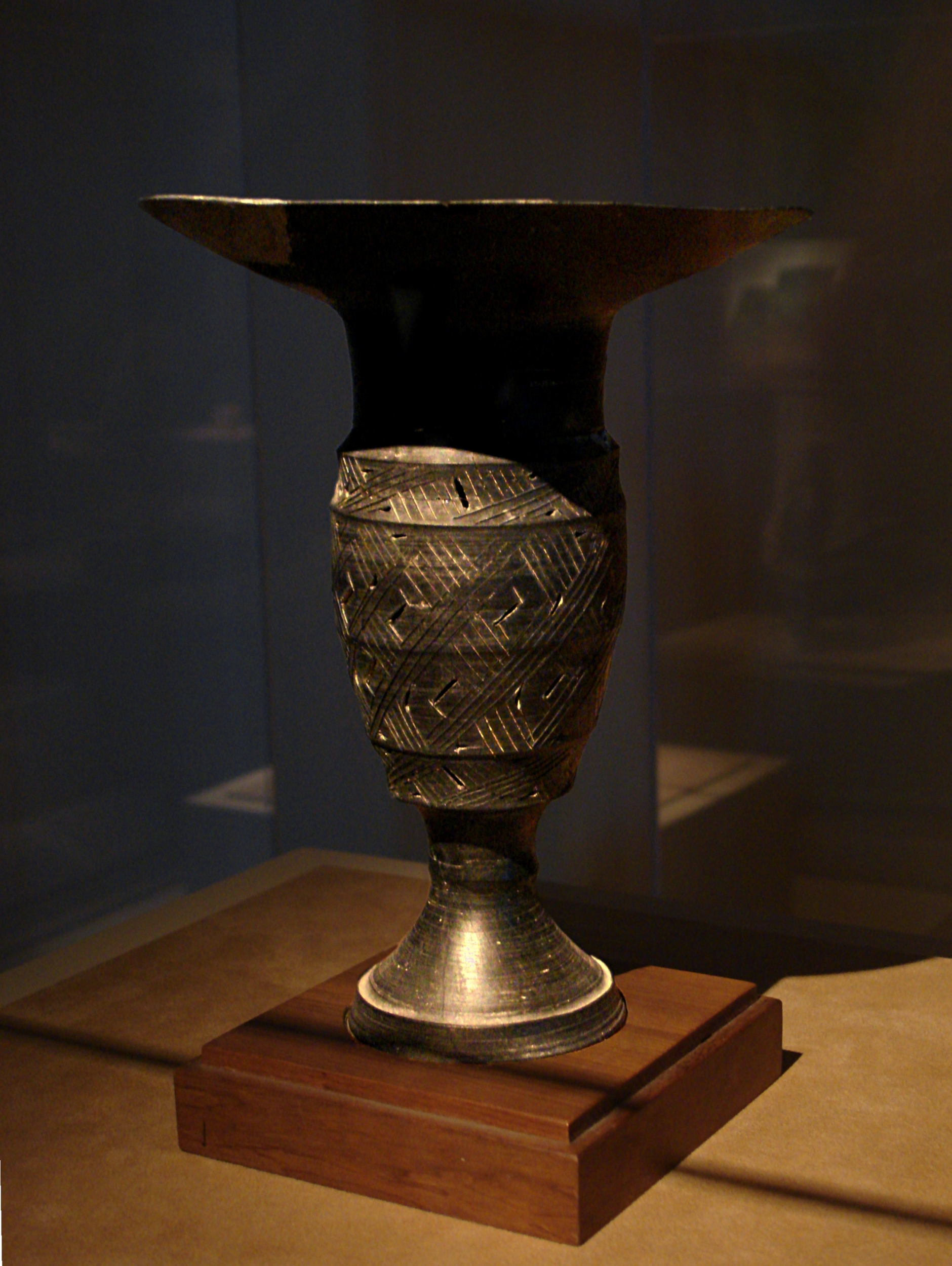
黒陶高脚杯 龍山文化
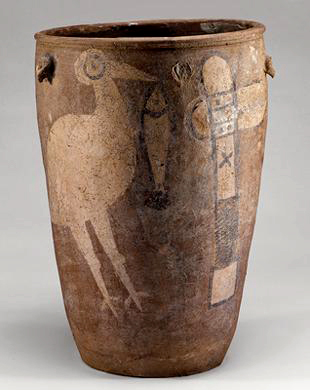
彩画鳥魚石斧文甕 仰韶文化
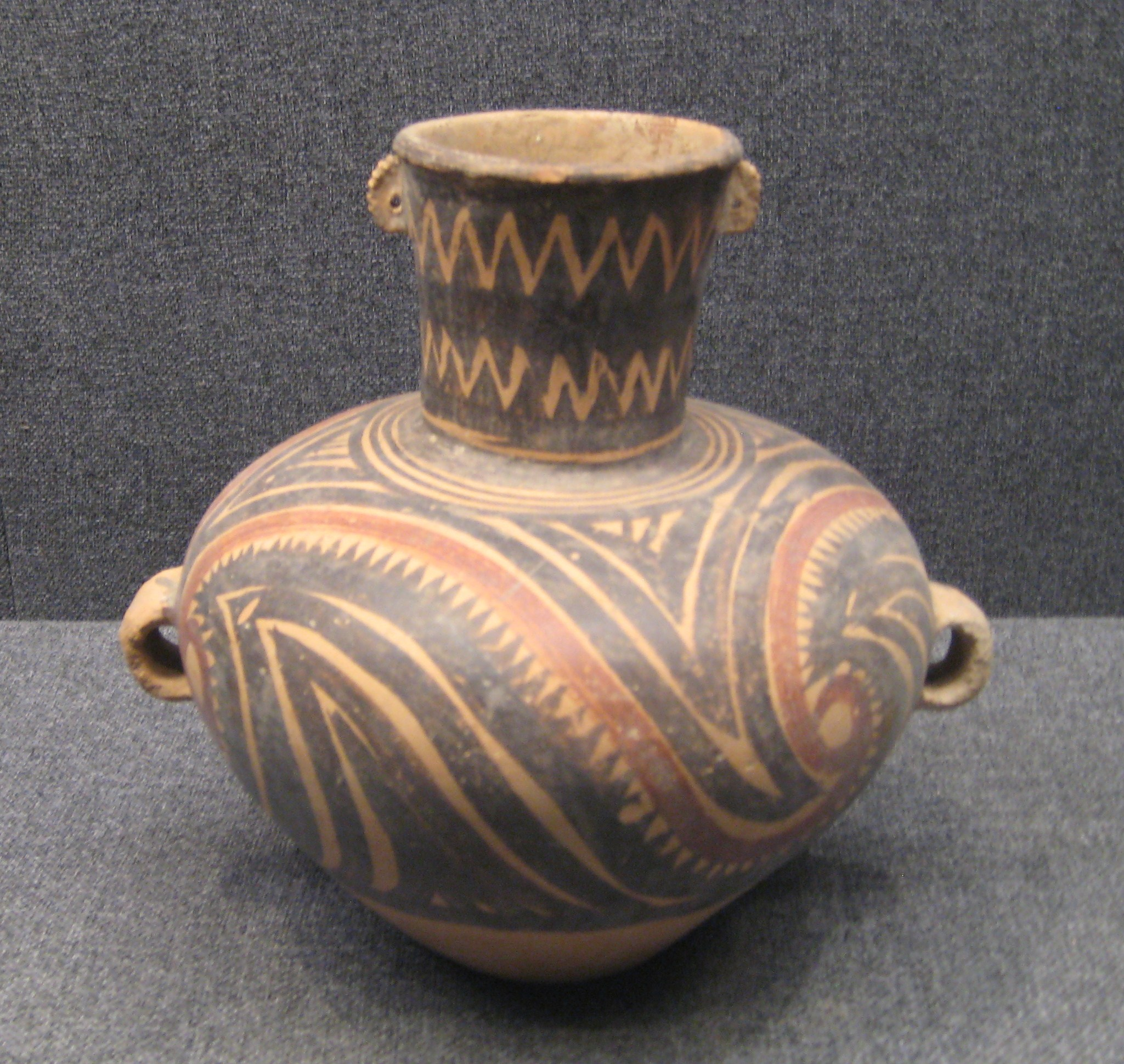
彩文土器 仰韶文化半山類型

## 殷周時代の陶磁

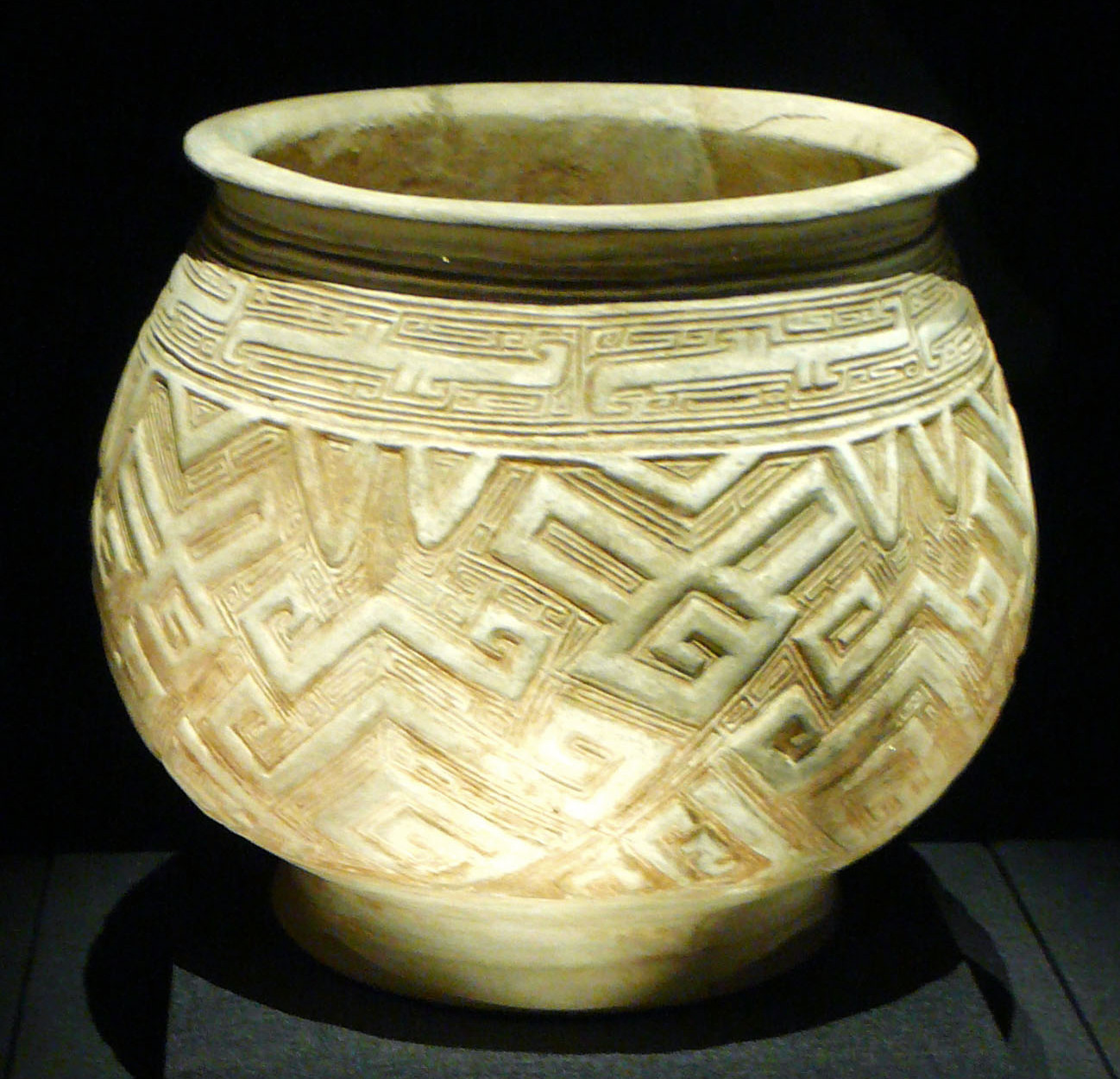
印文白陶壺　殷

殷（商、17世紀BC - 11世紀BC）、西周（11世紀BC - 771BC）の陶磁について概説する。陶磁史のうえで殷（商）代の特筆すべき出来事としては、人為的に施釉した陶器である灰釉陶器の出現がある。窯の中のやきものに燃料の薪の灰が降り掛かると、高火度焼成の場合は胎土中のケイ酸を溶かす作用をし、器表にガラス状の膜を生じる。これが「自然釉」と呼ばれるものである。朝鮮半島や日本のやきものは、窯内で灰が降り掛かったことによる自然釉の段階を経て施釉陶に移行しているのに対し、中国では自然釉の段階をほとんど経ずに、人為的に施釉し高火度（約1,200度以上）で長時間焼成した陶器が出現している。
前述のとおり、中国・日本・欧米では、それぞれ「磁器」の概念が異なり、中国では釉を掛けて高火度焼成されたやきものを総じて磁器（瓷器）と言っている。殷代の施釉陶についても、中国では「原始磁器」（中国語表記は「原始瓷器」）と呼称しているが、同じものを日本語では一般に「灰釉陶器」と称している。
灰釉陶器の成立は殷代中期、紀元前1500年頃のことであった。伴出する青銅器の様式から、殷代中期までさかのぼることが確実な灰釉陶器としては、河南省鄭州市銘功路の殷墓から出土した灰釉大口尊がある（「尊」はもともと青銅器の器種で、神に捧げる酒を入れる広口の容器）。この尊は、黄灰色の胎土に印文（スタンプ文）を施し、灰釉を掛けたもので、釉は黄緑色を呈している。このほか、河北省の藁城台西遺跡、江西省の呉城遺跡などから殷代の灰釉陶器が出土している。灰釉陶器の生み出された経緯は明らかでないが、新石器時代後期から華南で焼かれていた印文硬陶との関連が説かれている。印文硬陶とは、器表に印文（スタンプ文）を施して高火度で焼き締めた陶器で、印文、胎土、高火度焼成などの点に灰釉陶器とのつながりが指摘されている。前述の呉城遺跡では後世の龍窯（斜面を利用した登り窯の一種）の祖形とみなされる窯が検出されており、そこからは灰釉陶器片が出土し、印文陶器と共伴していた。殷代の遺跡から出土する陶片のうち、灰釉陶器はごく一部であり、大量に生産されたものではなかった。殷代の灰釉陶器の器形は同時代の青銅器の器形とは共通性が少なく、主な器種は壺、豆（とう、高坏）、尊などである。
殷代の陶磁としては他に印文白陶が著名であるが、遺品は稀少である。これは殷墟から出土するもので、カオリン系の白い胎土に緻密な印文を施し、高火度で硬く焼き締めたもので、器形、文様ともに同時代の青銅器を模している。フリーア美術館蔵の白陶雷文罍（はくとうらいもんらい）が著名だが、この罍のような完器として残るものは非常に少ない。
西周代に入ると、灰釉陶器の遺品は増加する。新中国成立後、殷周時代の遺跡の発掘が進み、西周代の墳墓から出土したことをもって、明確に西周の灰釉陶器として編年できる事例も増えている。華北では河南省濬県（しゅんけん）辛村遺跡（貴族墓群）、河南省龐家溝（ほうかこう）の周墓、華南では安徽省屯渓の周墓、浙江省衢州市（くしゅうし）の土墩墓（どとんぼ）、江蘇省句容市浮山果園の土墩墓などから灰釉陶器が出土している。以上のように、灰釉陶器は華北からも出土するが、出土量は華南の方が圧倒的に多く、華北の出土品と華南の出土品には器形・釉とも大きな差はない。こうしたことから、灰釉陶器は華北・華南でそれぞれに焼かれたという見方と、胎土や燃料の木材が豊富な華南で焼かれた陶器が華北に運ばれたとする見方とがある。
灰釉陶器は、続く春秋戦国時代にも作られたが、素地、釉ともに後世の磁器に匹敵する本格的な青磁が製作されるのは後漢時代の紀元2世紀を待たねばならなかった。殷周から春秋戦国時代にかけて、当時の先端技術が注がれた製品は青銅器であり、陶磁器の進歩はゆるやかなものであった。

## 春秋・戦国時代の陶磁

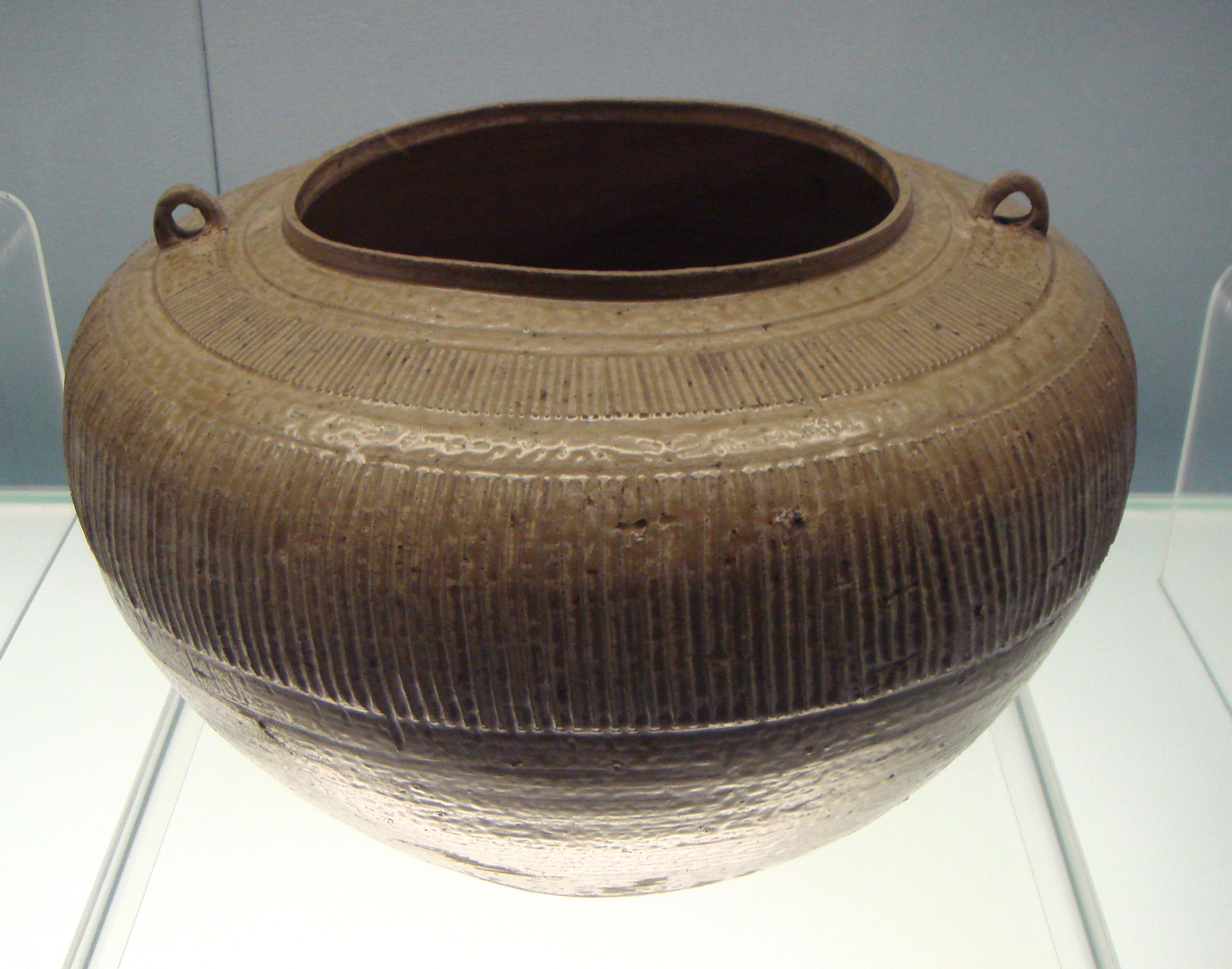
灰釉壺 戦国時代

### 概要
春秋時代・戦国時代（770BC - 221BC）の陶磁について略説する。春秋時代になると、江蘇省、浙江省などの華南の遺跡からは大量の灰釉陶器が出土する一方で、華北からはこの時代の灰釉陶器の出土はほとんど知られていない。華南の浙江省湖州市徳清県には春秋期の灰釉陶器を焼いた窯址が40か所ほど知られる。同県にある皇墳堆（円墳）からは27点の灰釉陶器が出土したが、青銅器は1点も出土しなかった。これらのことから、春秋期においては、華北で青銅器が製作される一方で、華南ではそれに代わるものとして灰釉陶器が製作されていたとみられる。現に、華南の灰釉陶器の中には同時代の青銅器を模したものがあり、たとえば、浙江省嘉興市海塩県の土墩墓からは13点一組の編鐘など、灰釉陶器製の楽器が45点出土している。これらの器形は青銅器そのものである。江蘇省、浙江省などの江南地域は南朝から唐代の越州窯青磁を生産した土地であり、春秋戦国期の灰釉陶器が後の青磁の源流になったとみられる。
戦国時代にも華南では引き続き灰釉陶器が焼成された。器形は青銅器写しのものと、日常生活容器の両方がある。窯址は浙江省杭州市蕭山区進化鎮と同省紹興市紹興県富盛鎮で計20基ほどが確認されている。漢代より古く、殷周よりは時代の下る灰釉陶器について、かつては漠然と戦国時代の作とされていたが、新中国成立後の各地の遺跡調査の進展により、春秋時代の灰釉陶器の遺品が見出され、殷周から春秋戦国を経て漢に至る灰釉陶器の編年が明らかになってきた。紀元前1500年頃から製作されてきた灰釉陶器は、戦国時代中期にピークを迎え、以後は停滞している。灰釉陶器の製作は一時期断絶したようで、紀元前3世紀頃の灰釉陶器の出土例はほとんどない。漢時代には再び灰釉陶器が作られるものの、技法や釉調は戦国時代のものよりむしろ後退していることが指摘されている。
戦国時代には灰釉陶器以外の技法のやきものも作られていた。華南で施釉陶が盛んに作られていた時期に、華北では灰陶に彩色を施した加彩灰陶が作られていた。灰陶は高火度の還元炎焼成で焼き締めた土器で、新石器時代から製作されているが、灰陶の器表に赤、白、黒などの顔料で絵画や文様を表した加彩灰陶は春秋時代以降にみられる。新石器時代の彩文土器（彩陶）が焼成前に文様を描くのに対し、加彩灰陶は焼成後に加彩するものである。河北省保定市易県の燕下都遺跡は戦国時代後半の都城址であるが、ここの墓からは副葬品として納められた多数の加彩灰陶が出土した。これらは青銅器または漆器の器形を模したものである。

### 黒陶と鉛釉陶
戦国時代の特色ある陶器としては、中山国王墓から出土した黒陶群がある。河北省石家荘市平山県の中山王墓群から出土した一連の黒陶器は、青銅器または漆器を模した器形で、器表は漆黒を呈し、念入りに研磨され、形態、質感ともに金属器を思わせるものである。器表には磨光文と呼ばれる特殊な技法による文様が施される。磨光文は、彩色されたものではなく、成形後に器面を竹製か木製の道具でこすることによって文様を表したもので、光の当たり具合によって、黒い器の表面に黒い文様が浮かび上がる。
低火度焼成の色鮮やかな陶器である鉛釉陶器は、漢代以降盛んに作られ、唐時代には唐三彩を生むが、戦国時代にさかのぼる鉛釉陶器の例として、米国カンザスシティのネルソン・アトキンス美術館所蔵の緑釉蟠螭文壺（りょくゆうばんちもんこ）がある。この壺は、器形、文様などから戦国時代製とみられるもので、洛陽金村韓君墓の出土と伝えられる。ただし、戦国期の鉛釉陶器については。この緑釉壺が現在知られるほとんど唯一の作品であり、詳しいことは不明である。

## 秦漢の陶磁

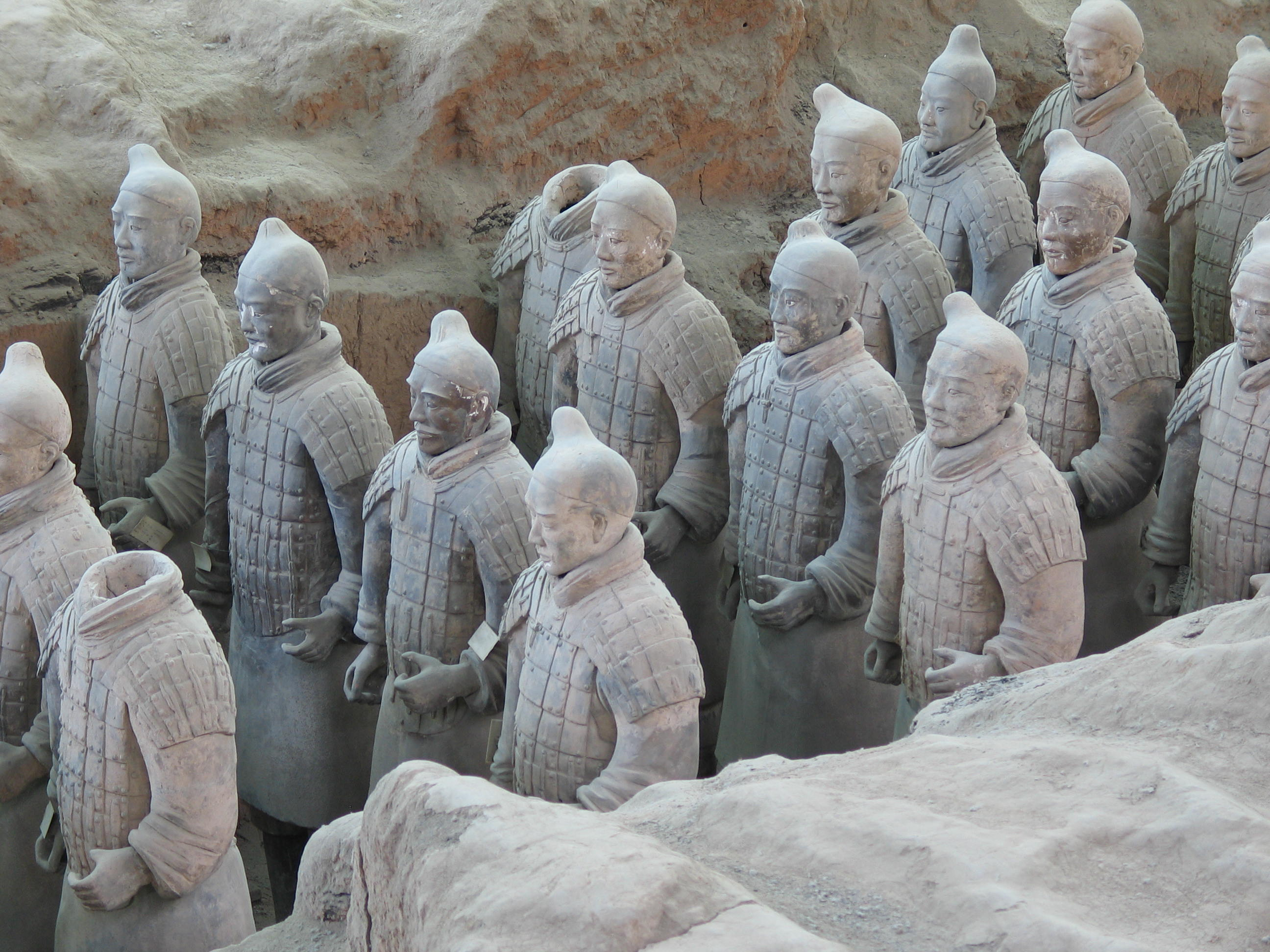
兵馬俑坑

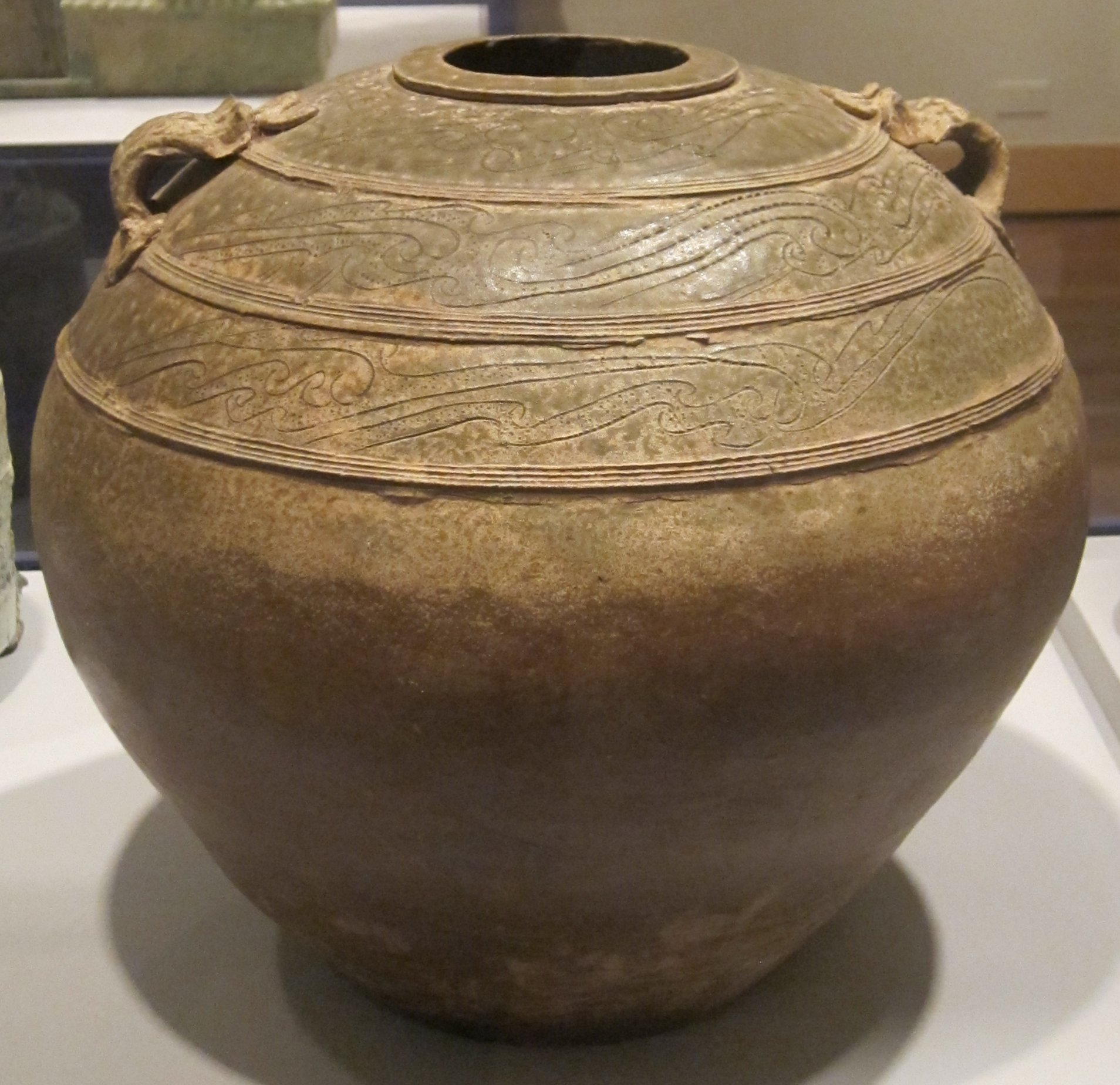
灰釉壺

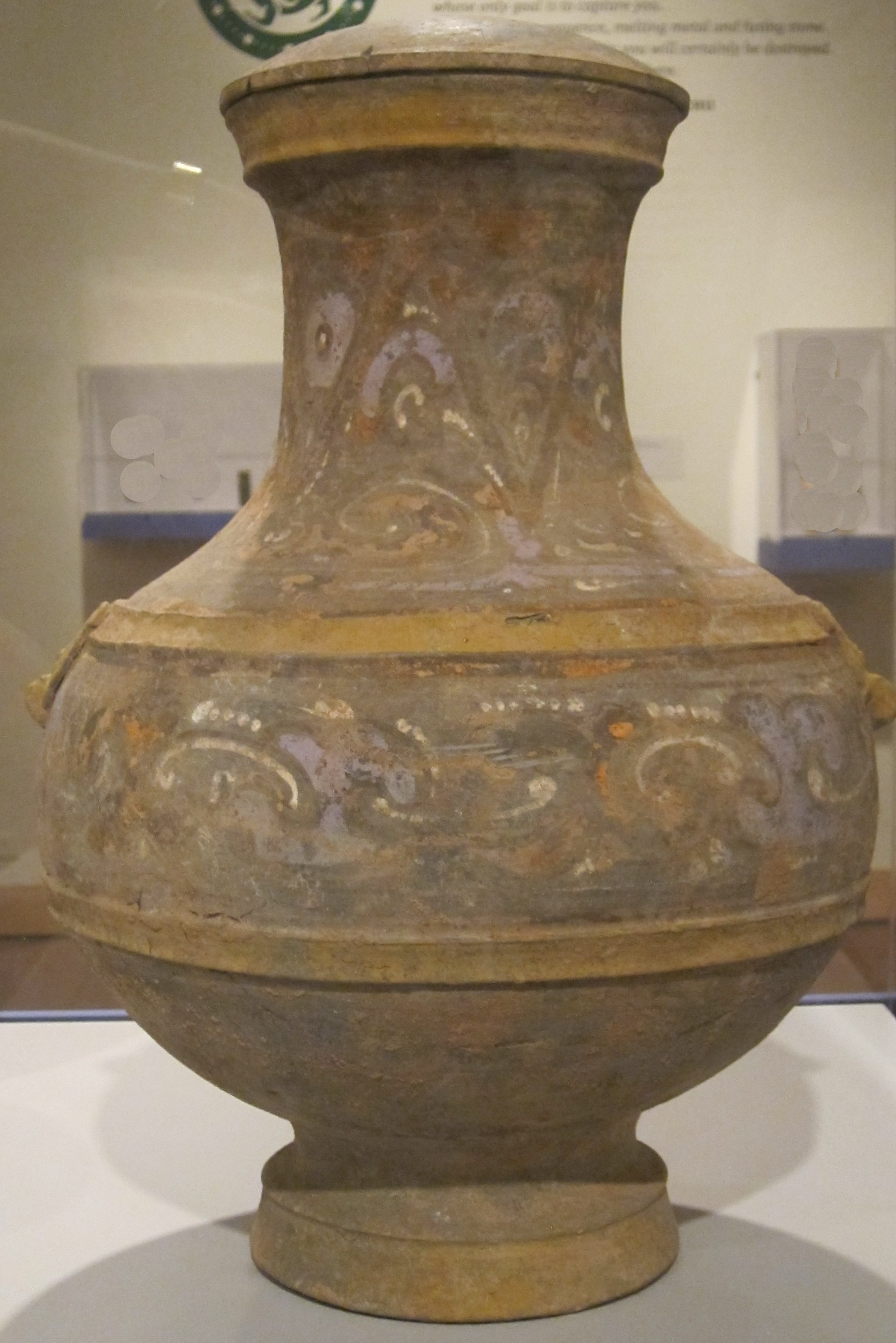
加彩灰陶壺

秦（221BC - 206BC）、漢（202BC -220AD）の陶磁について概説する。短命王朝であった秦代の陶磁として特筆すべきものは始皇帝陵の兵馬俑である。西安郊外にある始皇帝の驪山陵（りざんりょう）の東方に位置する3つの兵馬俑坑からは陶製の戦車100余台、陶馬約600体、武士俑約8,000体が東向きに整然と列をなした形で出土した。これらは加彩灰陶である。武士俑は高さ180センチ前後の等身大で、現状は灰色を呈しているが、元は各像に赤、白、黒などの彩色が施されていた。着衣や冑、顔貌から沓に至るまで写実的に作られ、顔貌は一体一体異なっている。
漢代には中国陶磁史上初めて、本格的な青磁が登場したほか、灰釉陶器、加彩灰陶、黒陶、鉛釉陶器などが作られた。殷周から春秋戦国にかけて、青銅器文化が栄える一方で、陶磁器の発展はゆるやかであったが、漢代に至って、青磁の焼造という大きな技術的進歩があり、技法も形態も多様な陶磁器が作られるようになった。
灰釉陶器は、漢代にも作られているが、前述のように紀元前3世紀頃には一時期灰釉陶器の生産が途絶えていたようで、時代的に断絶がある。また、漢代の灰釉陶器は戦国時代のものに比べて技術的にはむしろ後退していることが指摘されている。漢代の灰釉陶器の典型的な作品は、壺などの上半部のみに釉が掛かり、下半分は赤黒く焼き締まった胎土が露出するもので、この種の作品はおおむね前漢時代後半から後漢時代前半の作とみられる。前漢前期に属するものとしては、湖南省長沙の馬王堆一号墓出土品があるが、これは印文硬陶の系統を引くもので、前述の胎土が赤黒く焼けたタイプとは異なる。
漢代において陶磁史上特記すべきことは、この時代に本格的な青磁の焼造が始まったことである。中国における施釉陶（中国でいう原始磁器）の焼造は殷代の紀元前1500年頃に始まったが、青磁と称するにふさわしいやきものが登場するのは後漢時代、紀元2世紀のことである。初期の青磁を焼いた窯は浙江省上虞窯、寧波窯などで見出されている。この時代の青磁器は、よく溶けた灰緑色の釉が器全面に掛かったもので、胎土、釉、焼成温度などの点で前漢までの灰釉陶器とは一線を画している。青磁とは、釉の成分の灰に少量含まれる鉄分が還元炎焼成によって青く発色したもので、青磁釉は成分の点では灰釉と根本的な違いはないが、焼成技術と窯構造の進歩にともない、焼成温度の調節管理が適切に行われるようになって、青系のやきものが作られるようになった。
灰釉と並んで中国陶磁の基礎釉となっているのが鉛釉である。鉛釉陶器は700〜800度前後の低火度焼成によるやきもので、呈色剤に酸化銅を用いると緑、酸化鉄を用いると褐色ないし黄色に発色し、それぞれ緑釉、褐釉となる。後の唐三彩も鉛釉陶器である。前述のとおり、戦国時代にも緑釉陶の遺品があるが、鉛釉陶器が本格的に製作されるようになるのは漢代からである。緑釉陶、褐釉陶は実用の器ではなく明器（墳墓への副葬品）として作られたもので、壺、鼎、酒尊などの容器のほか、犬や虎などの動物を表したもの、さらには楼閣、家屋、井戸、竈などを表したものもあり、当時の人々が来世でも現世と同様の生活を願っていたことがうかがえる。
明器としては、前代に引き続き加彩灰陶も作られた。雲気文を彩画した壺類が代表的な作品だが、墳墓副葬品としての人物像（俑）も加彩灰陶で製作された。

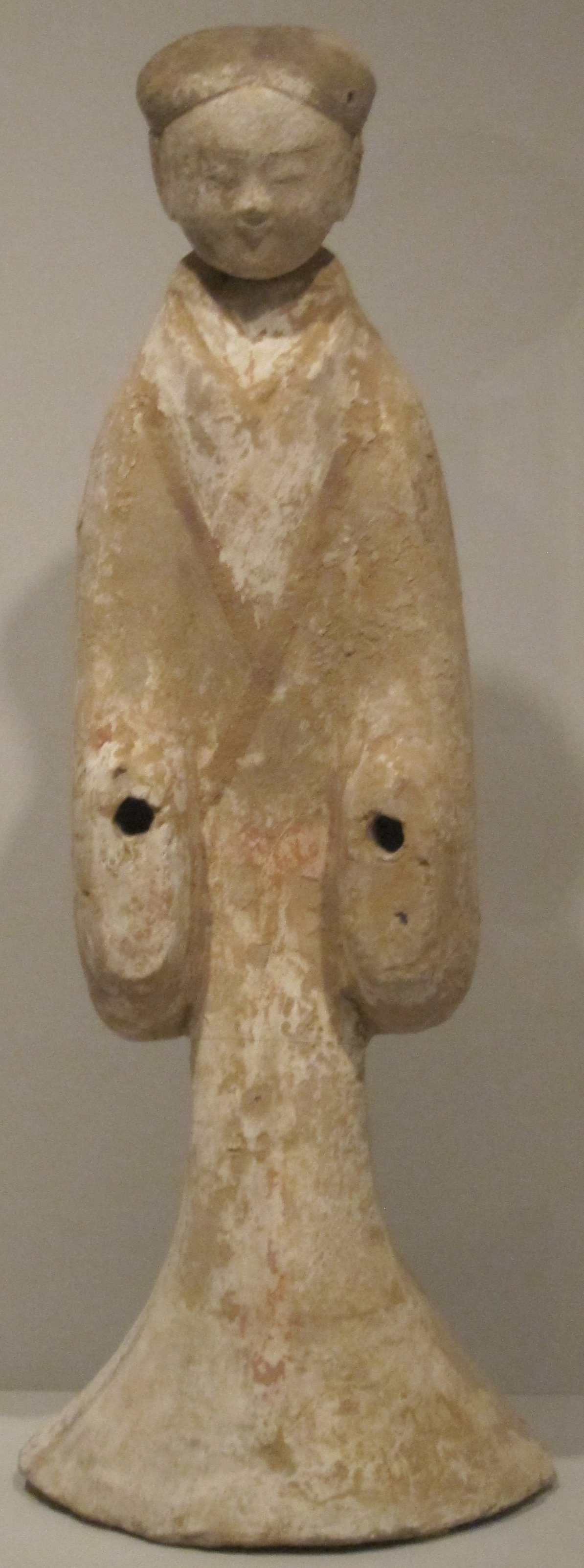
加彩灰陶女子俑
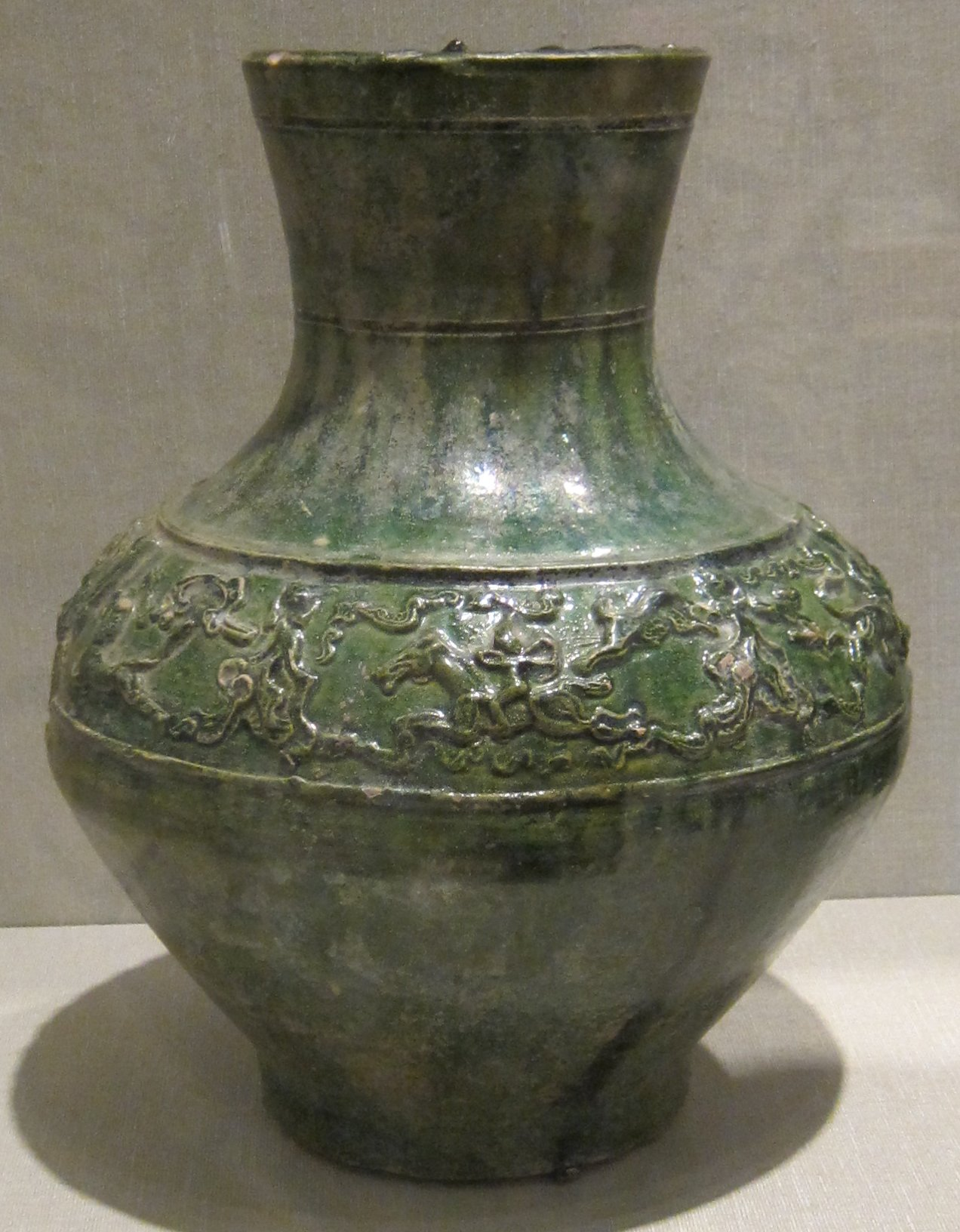
緑釉騎馬人物文壺 漢
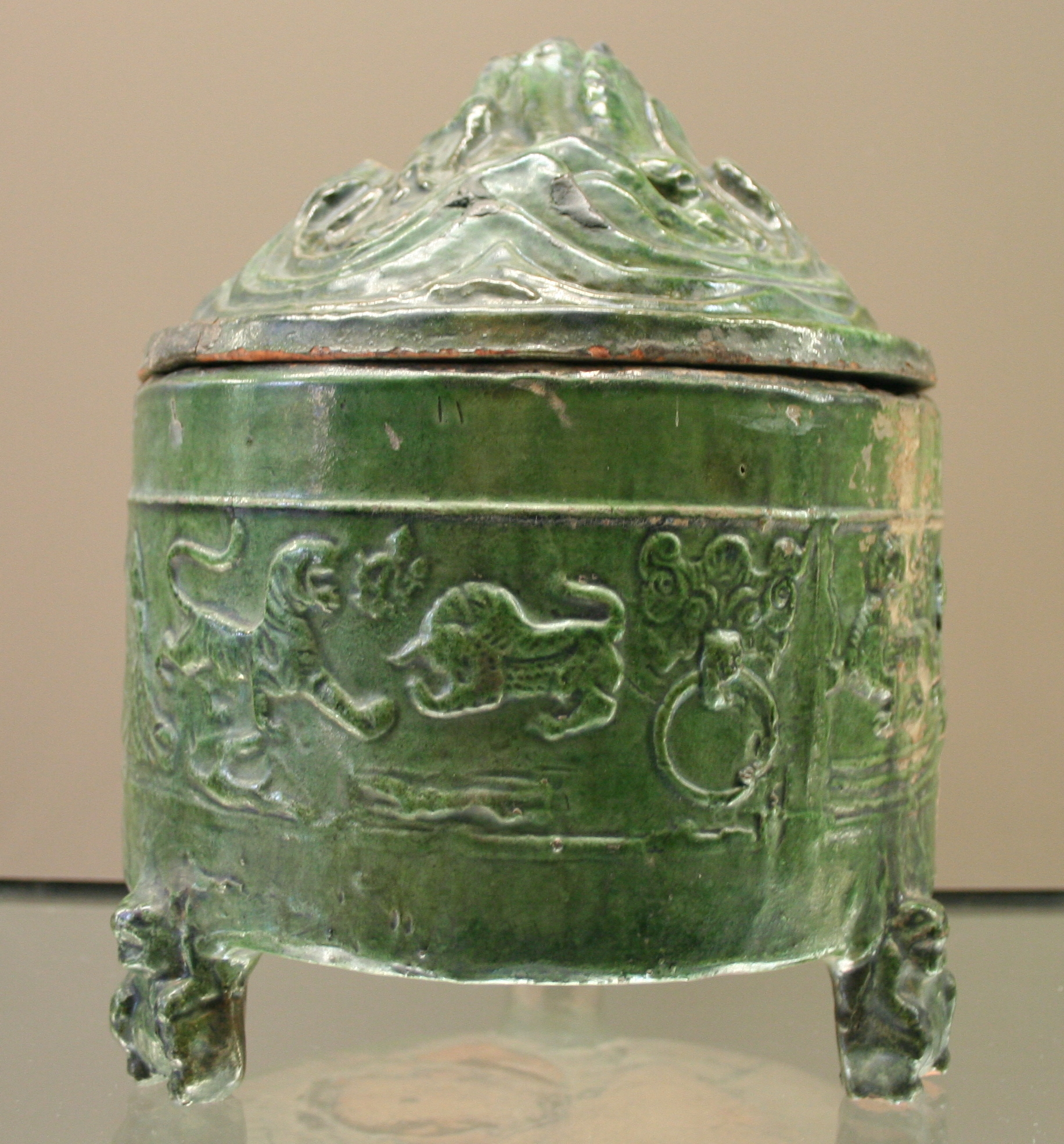
緑釉博山酒尊
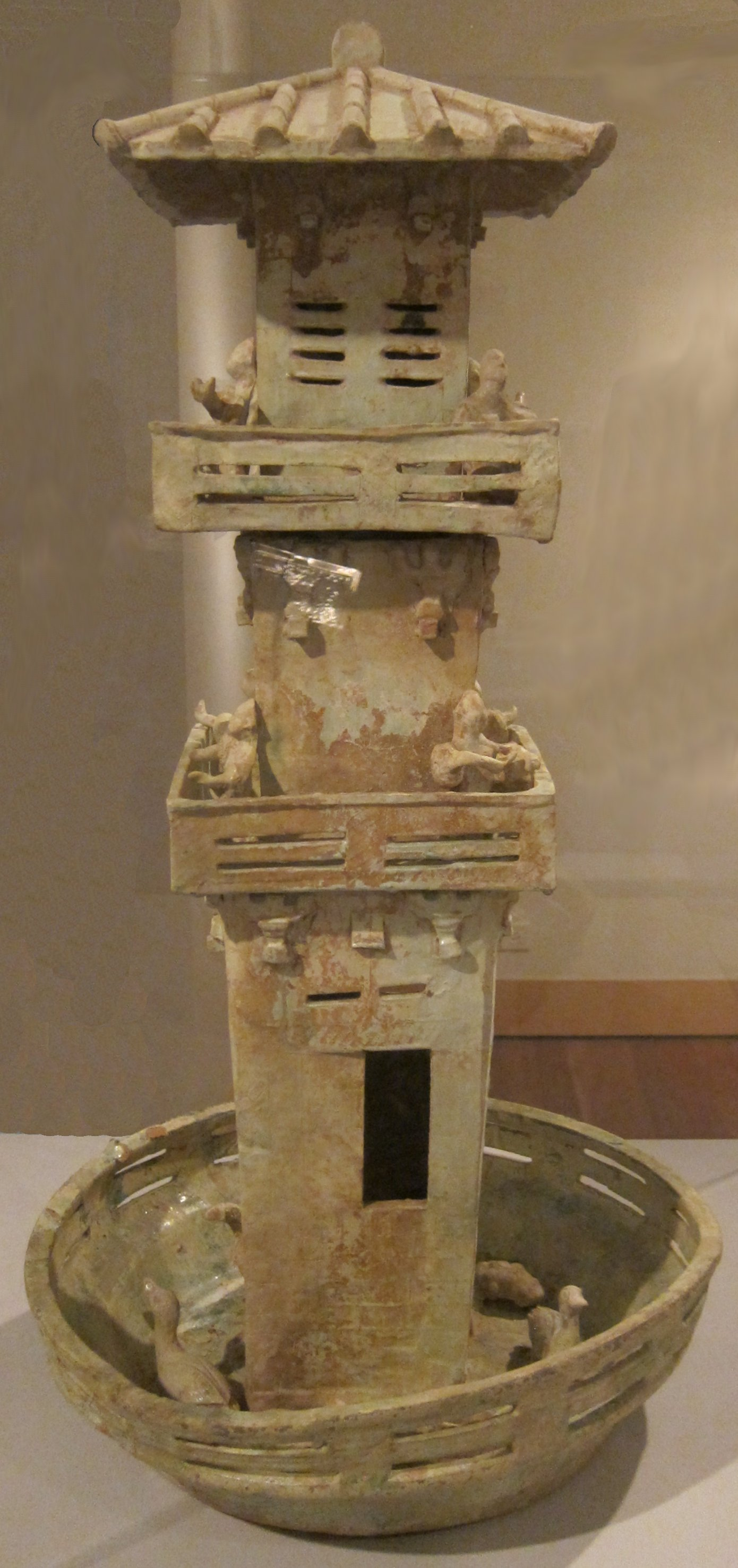
灰釉楼閣
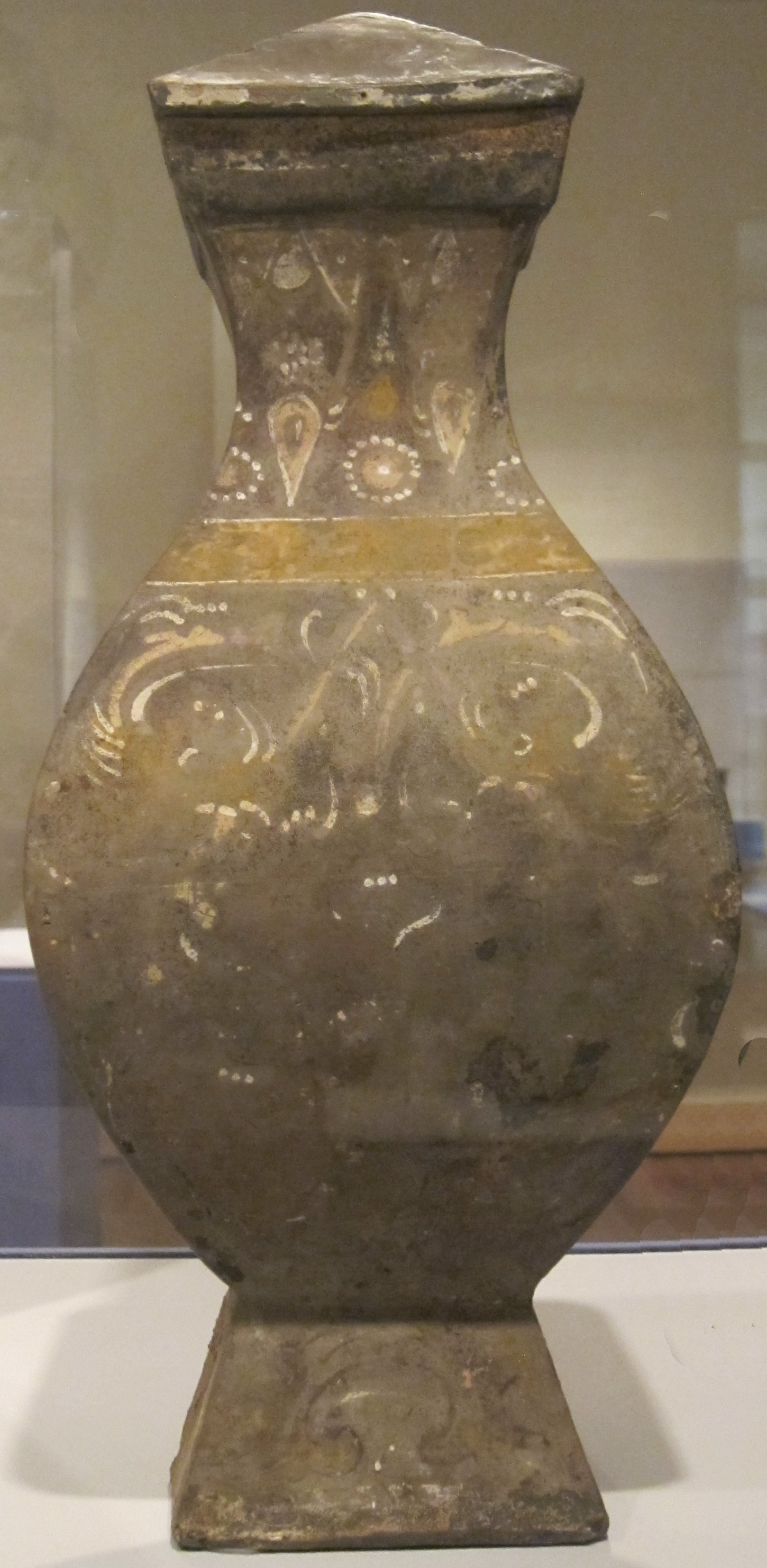
加彩灰陶方壺

## 三国〜南北朝時代の陶磁

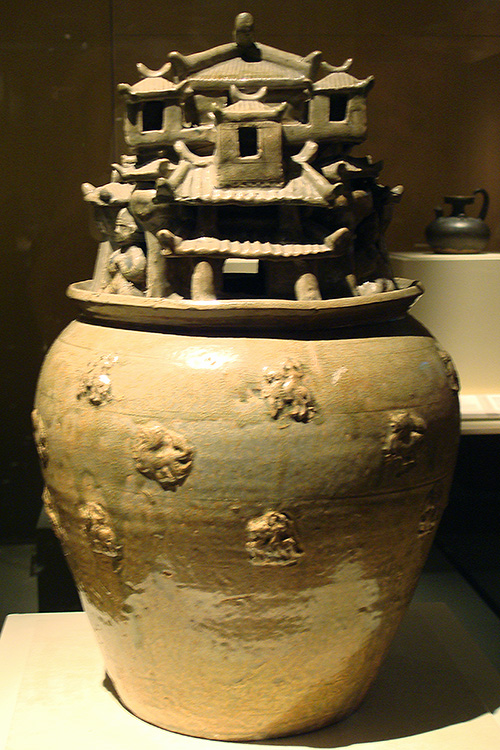
青磁神亭壺

三国（222 - 265年）、西晋・東晋（265 - 420年）、五胡十六国（304 - 439年）、南北朝（420 - 589年）の陶磁について概説する。漢代に発生した青磁は、この時代にも引き続き製作された。華南の浙江省を中心とした地域の墳墓からは三国時代の呉から西晋、東晋に至る時期の青磁が出土する。これらの青磁を、古越磁、古越州と呼びならわしているが、この「古」は、後代（唐後期〜北宋）の越州窯青磁と区別した呼称である。この時代の青磁の現存するものは、ほとんどが墳墓に副葬された明器であり、日常用の器がどのようなものであったかは明確でない。器種としては、壺、盤のような一般的なもののほか、神亭壺と呼ばれる特殊な壺、獅子、虎、羊などの動物をかたどった容器、鶏舎や猪圏（豚小屋）をかたどったものなど、明器特有の器種もある。神亭壺は、壺の上に楼閣形を乗せ、人物や動物の小像で飾り立てたもので、この時期特有の器種である。以上のような明器特有の器種は呉から西晋にかけて盛んに作られるが、東晋代にはこの種の作例は減り、実用的な器種が増えていく。この時代特有の器種としては他に、鶏頭形の注口をもつ天鶏壺がある。天鶏壺は把手を有するものと有しないものがあり、東晋以降、南朝時代に至っても製作されている。なお、鶏頭形の注口は外観だけで、内部に孔が貫通していない例が多い。壺の口縁の部分を盤（皿）形とした盤口壺もこの時期に盛んに作られた。南北朝時代の南朝においても青磁は焼造されているが、呉・西晋時代に作られたような明器用の特異な器種は姿を消し、盤、壺、瓶といった実用的な器種のものがもっぱら作られるようになった。浙江省北部の徳清窯など、各地の窯の個性も次第に明確になってくるが、その詳細の解明は今後の課題となっている。華南では東晋時代を中心に黒釉磁も生産された。
一方、この時代の華北においては、6世紀初め頃までは陶磁史のうえで目立った展開は確認できず、漢の滅亡から魏、西晋を経て五胡十六国時代までは取り上げるべき遺品に乏しい。6世紀に至り、北魏では厚葬の風習に伴い、明器（副葬品）としての鉛釉陶（緑釉、褐釉）が再び登場し、加彩灰陶の人物、動物などの俑も作られた。北魏の東西分裂後の東魏では黒磁、青磁も作られた。短命に終わった東魏の後を継いだ北斉では初めて白磁が焼造されたが、西魏とその後を継いだ北周では目立った作陶活動は確認できない。北朝の青磁の遺品としては、貼付文を多用した大型の瓶が典型的なものとして知られる。河北省衡水市景県の封子絵（ふうしかい）墓から出土した青磁蓮弁文瓶（北斉）は古くから知られるものである。越州窯など華南地方で製作された青磁に対し、耀州窯（唐〜宋）などの華北で製作されたものを北方青磁と称するが、上述の瓶は北方青磁の登場を告げるモニュメンタルな大作である。被葬者の封子絵が563年に没し、565年に葬られていることから、この瓶の製作年代もその頃に位置づけられる。高さ70センチ近い大作で、脚部、胴部など各所に蓮弁をかたどった複雑な器形をなし、器全面に薄肉彫、線彫、貼花などで文様を表している。釉調は黒ずんでおり、華南の青磁とは異なっている。北斉代には白磁も作り始められている。初期の白磁を焼いた窯としては河北省の邢州窯（けいしゅうよう）が著名である。邢州窯の窯址は河北省邢台市臨城県と同省同市内丘県で確認されており、初期には白磁より青磁を多く焼いていた。白磁とは、一般には、精製された白色の胎土に透明釉を掛けて高火度で焼き上げた磁器であるが、北斉代の初期白磁では、胎土の上に白化粧土を掛けてから透明釉を掛けている。邢州窯の白磁は隋代から盛んに製作されるようになり、唐を経て五代まで存続する。年代を押さえられる白磁の最古の遺品とされるものは、北斉の武平5年（575年）に没した范粋の墓の出土品で、白磁の壺、碗などがある。ただし、これらの墳墓出土品を、直接邢州窯と結び付けてよいかどうかは、なお研究を要する。

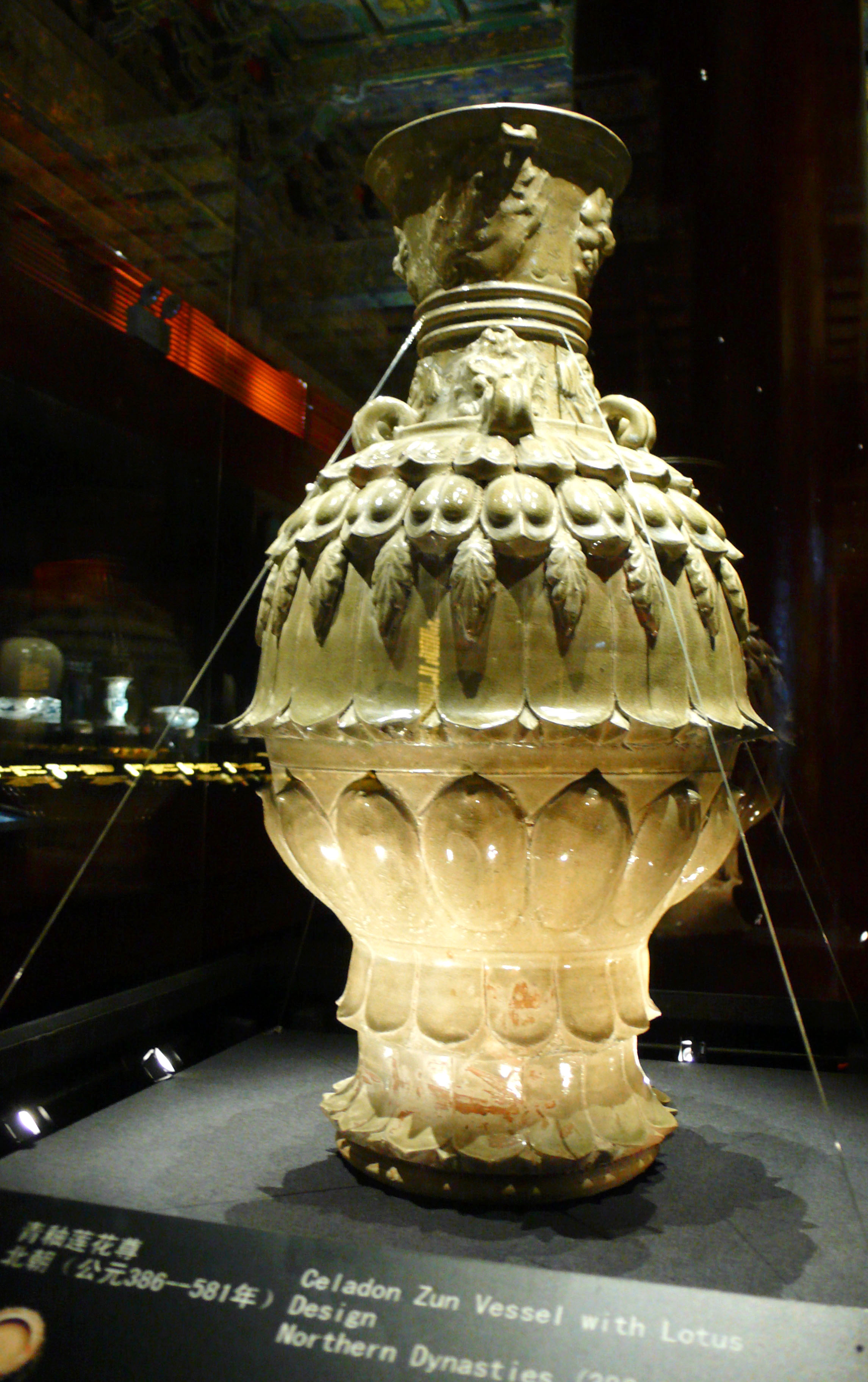
青磁蓮弁文瓶　北朝
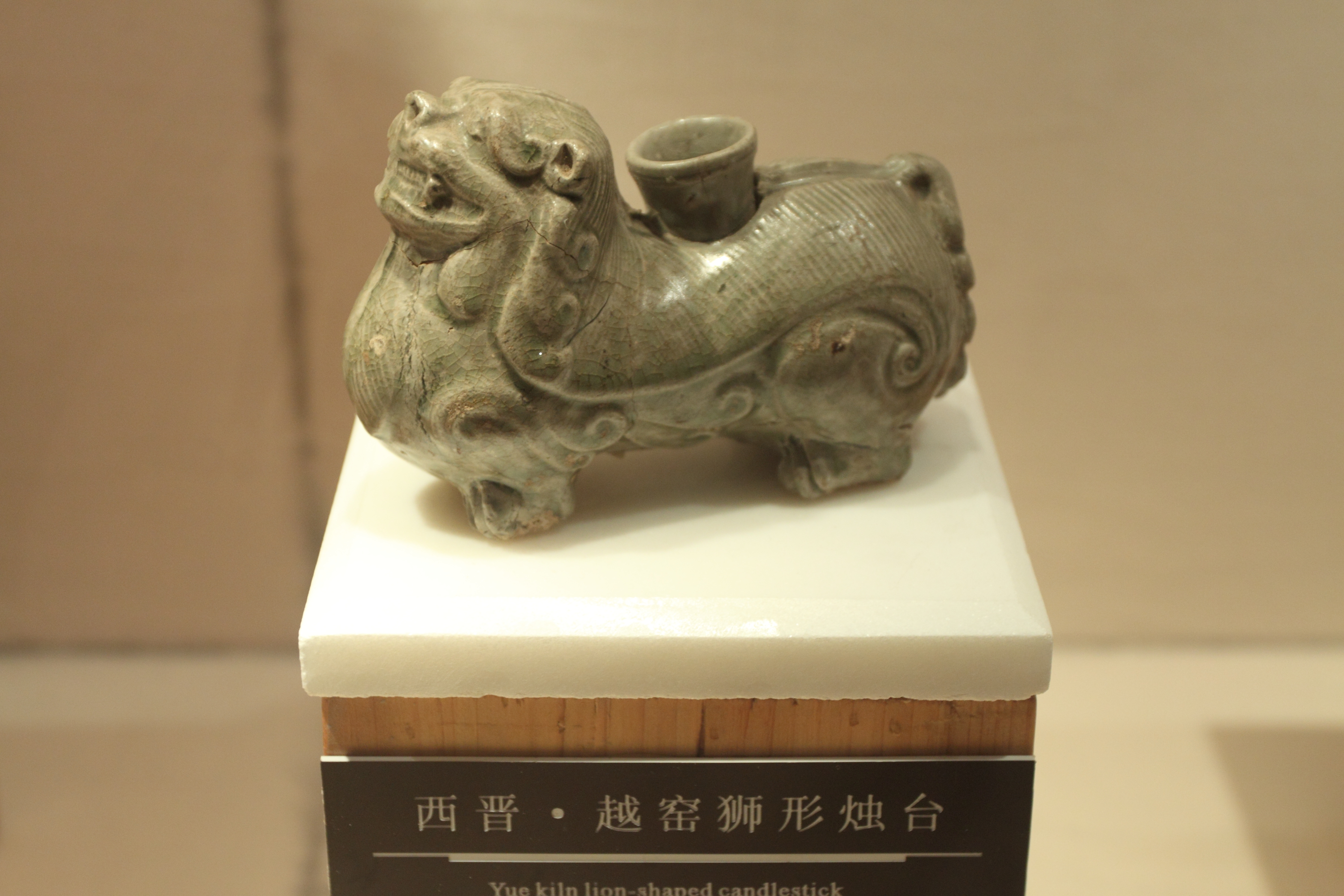
青磁獅子形燭台　西晋
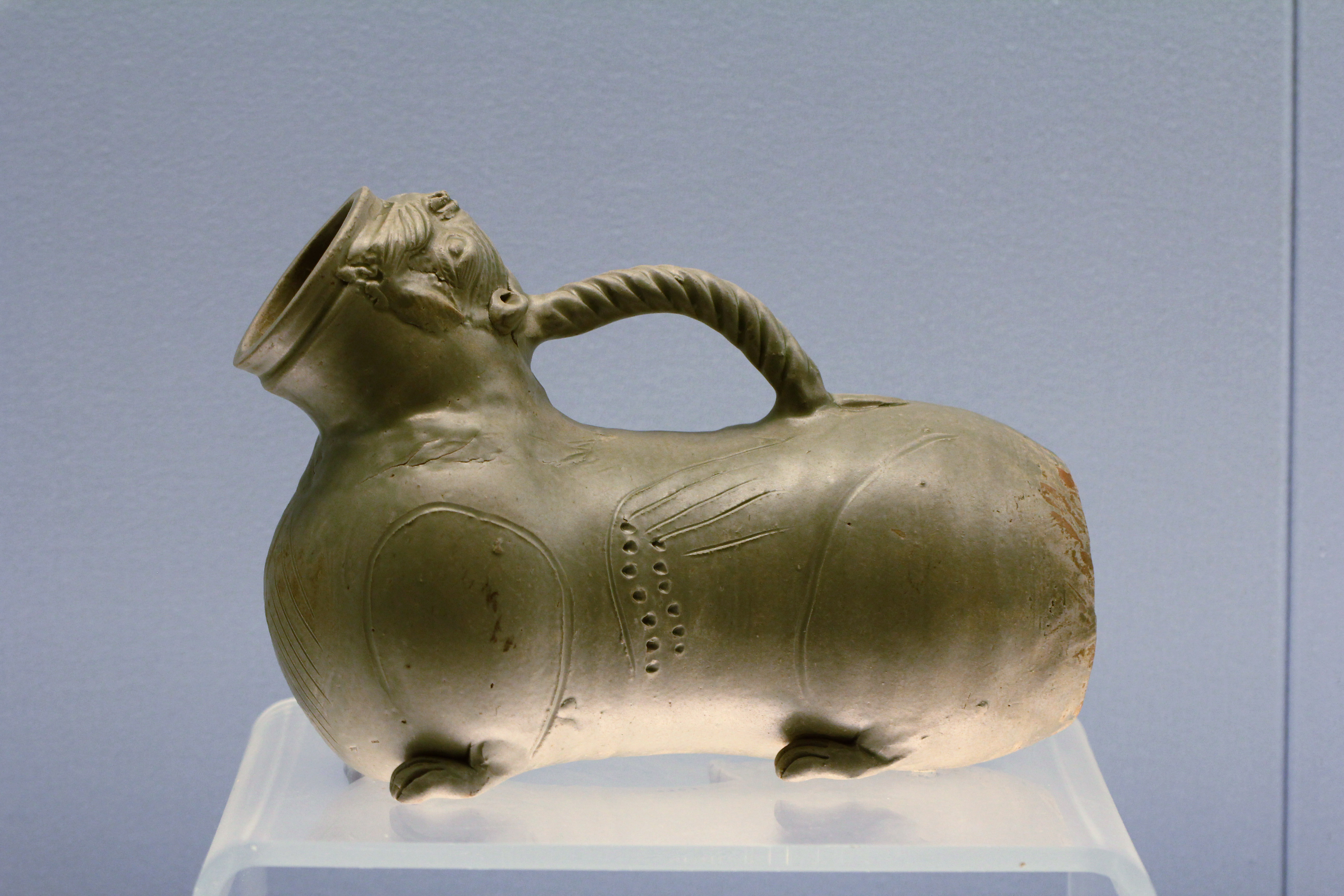
青磁虎子 西晋 上海博物館
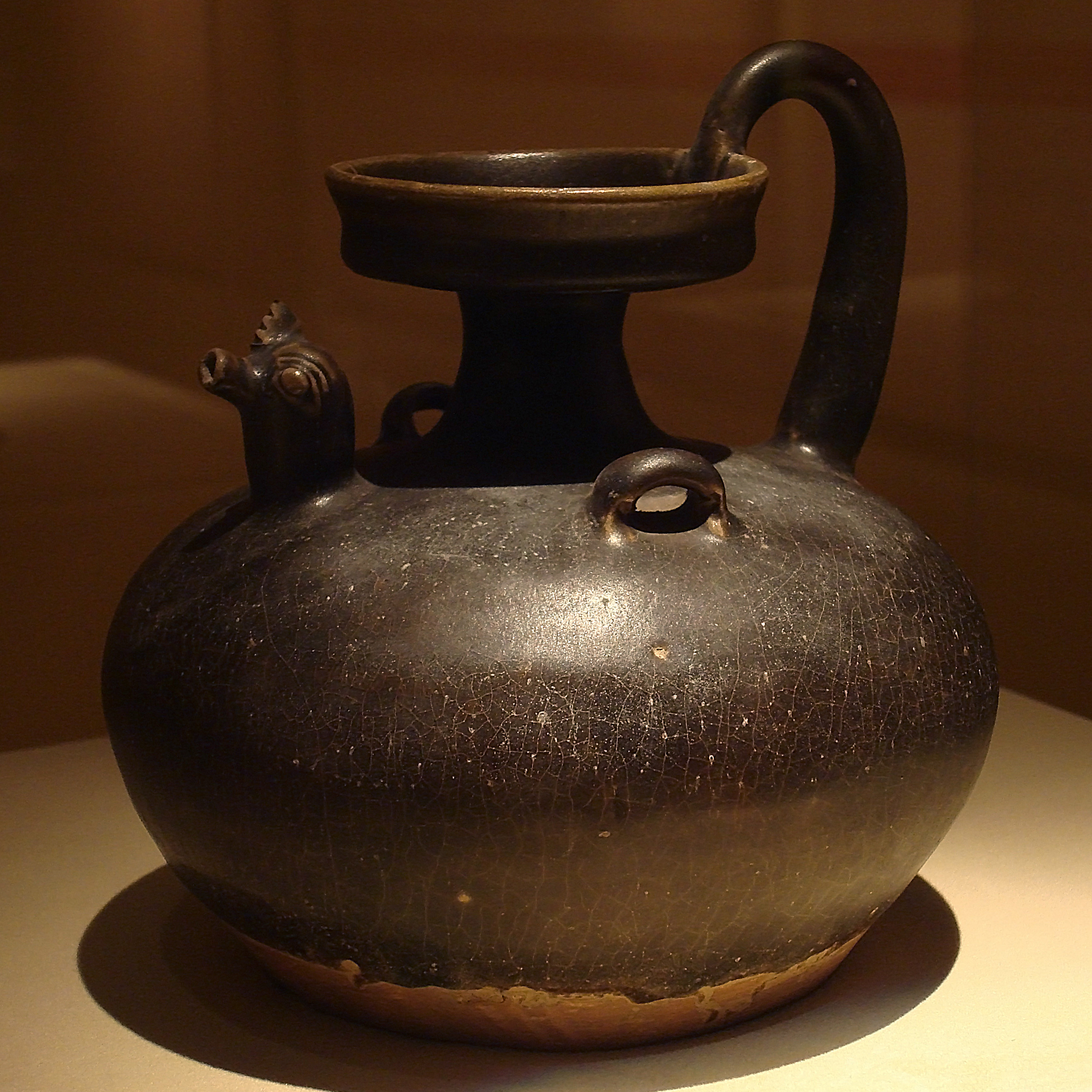
黒釉天鶏壺 西晋 - 東晋

## 隋唐の陶磁

### 概論
隋（581 - 618年）、唐（618 - 907年）、五代（907 - 960年）の陶磁について概説する。隋・唐代には前代に引き続き青磁、白磁、黒釉磁および鉛釉陶が各地で製作された。中国で陶磁器が一般の人々にも使用されるようになったのが唐時代の8世紀末 - 9世紀頃からであった。また、同じ頃から陶磁器が海外貿易の商品となった。唐の青磁や白磁の器は東南アジアや西アジア各地の遺跡から出土している。このように、唐時代は、中国の陶磁器が国内外に広く販路を広げ、国際性を高めていった時代であった。唐代の陶磁器としては、国際性豊かで華麗な三彩陶器（唐三彩）が広く知られているが、低火度焼成陶器である三彩は明器（墳墓の副葬品）として地下で保存されてきたものであり、日常使用される陶器ではなかった。
南北朝の分裂に終止符を打った隋は短命に終わったため、隋代特有の陶磁の様式を見出すのは困難である。この時代の基準遺跡としては河南省安陽市にある張盛墓（595年葬）と、同じく安陽にある卜仁墓（603年葬）出土の陶磁がある。両墓からは北方系の青磁が出土しており、張盛墓からは白磁の武人俑が出土している。

### 越州窯青磁

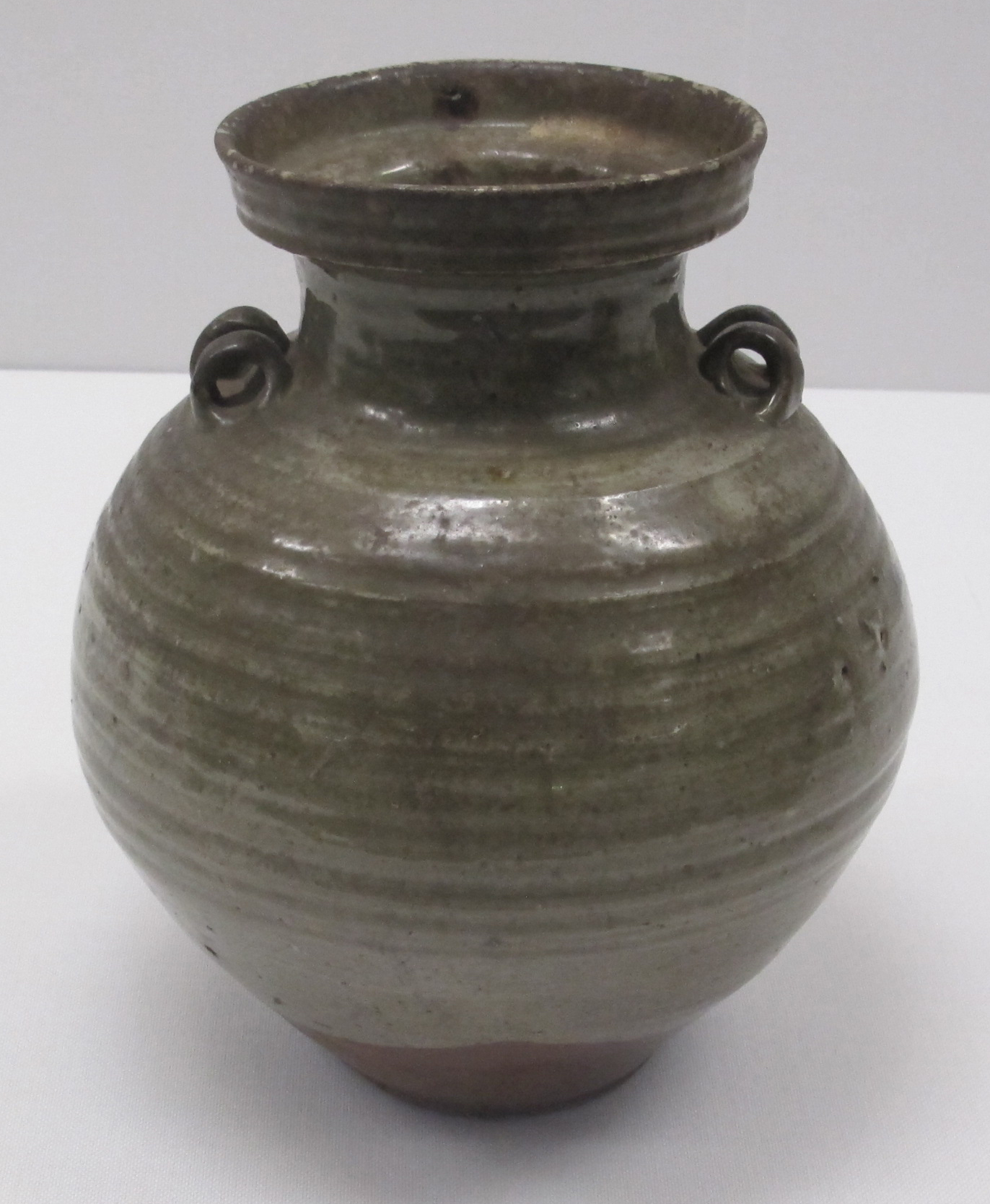
青磁双耳壺東京国立博物館

浙江省慈渓市（旧余姚）の余姚窯やその周辺の窯で焼成された青磁を越州窯青磁という。陸羽の『茶経』という書物には、唐代の窯として、越州、鼎州、婺州（ぶしゅう）、岳州、寿州、洪州、邢州（けいしゅう）の7つが挙げられている。これは、「美味しく茶が飲めるのはどの窯の器か」という趣旨の記述の中に登場するものであるが、唐時代に実在した窯とその作風を具体的に伝える史料として貴重なものである。前述の7つの窯のうち、鼎州窯は窯址が不明だが、他の6つについては窯址が確認され調査されている。6つのうち、邢州窯は華北の白磁窯で、北朝から五代まで存続した。残りの5窯はいずれも華南地方にあり、青磁を主に焼いた窯である。越州窯は前述のとおり浙江省慈渓市に窯址があり、以下、婺州窯は浙江省東陽市、岳州窯は湖南省岳陽市湘陰県、寿州窯は安徽省淮南市（わいなんし）、洪州窯は江西省豊城市曲江鎮に窯址が確認されている。婺州、岳州、寿州、洪州の各窯は新中国成立後の調査で確認されたもので、婺州窯が北宋まで存続するが、他は唐末から五代頃には姿を消している。
越州窯の青磁は前述の『茶経』でも第一とされ、晩唐の詩人陸亀蒙は「秘色越器」と題した詩で越州窯青磁の釉色の美を「奪得千峰翠色来」（山々の緑を奪ってきたようだ）と称えた。「秘色」の語は海を越えた日本にも伝わり、『源氏物語』（10世紀末 - 11世紀初に成立した長編物語）の「末摘花」帖には「御だい、ひそくやうのもろこしのものなれど」（御膳は青磁風の唐土のものであるが）というくだりがある。20世紀末には、この「秘色」という語と実物遺品とを結びつける、学術的に貴重な発見があった。それは陝西省宝鶏市扶風県法門鎮の法門寺の出土品である。法門寺には、明時代に再建された八角十三重の甎塔（せんとう）があったが、1981年の長雨で倒壊してしまった。その後1987年に塔地宮（塔の地下の石室）の発掘調査を行ったところ、唐時代の金銀器、磁器、絹織物などの貴重な文物が検出された。このうち磁器は青磁14点、白磁2点である。同時に検出された咸通15年（874年）の石碑に「瓷秘色」とあったことから、ここに埋納されていた青磁器が、当時の人々が「秘色」と呼んだものであることがわかったのである。塔地宮から出土した青磁の輪花鉢や八稜瓶はオリーブグリーンの釉がむらなく掛かり、浙江省慈渓市の越州窯址から出土した陶片と作風が共通する。

### その他の主要窯
唐代には「南青北白」と称されるように、華南の多くの窯で青磁が焼かれるとともに、華北では主に白磁が製作されていた。白磁は、北朝時代から続く邢州窯（河北省邢台市臨城県・内丘県）のほか、河北省保定市曲陽県の定窯、河南省鞏義市（きょうぎし）の鞏県窯（きょうけんよう）でも焼造されていた。定窯は後の北宋時代に最盛期を迎える白磁の名窯である。
唐時代の重要な窯として、他に長沙窯がある。長沙窯は湖南省長沙市望城区銅官鎮に位置し、瓦渣坪（がさへい）窯とも呼ばれる。この窯は前述の『茶経』に言及される岳州窯の後継の窯と目され、国外輸出用の陶器を大量生産した窯として知られる。この窯の典型的作品は黄釉陶で、灰白色の胎土に白化粧をし、灰釉を掛けている。釉は青磁の釉と基本的には同じものであるが、酸化炎焼成のため黄色に発色している。器形は各種あるなかで水注が多い。技法面で注目されるのは釉下彩で文様を表していることである。後代の五彩（色絵）は、透明釉を掛けて高火度焼成した器の釉上に絵付けをして再度焼成するものであるのに対し、素焼きした胎土上に絵付けし、その上から透明釉を掛ける場合を釉下彩という。釉下彩の代表的なものはコバルト顔料を用いて青く発色させる青花（染付）であるが、他に鉄を用いて黒く発色させる黒花（鉄絵）、銅を用いて赤く発色させる釉裏紅（ゆうりこう）がある。長沙窯では釉下彩としてコバルト、鉄、銅の3つとも使用されており、釉下彩の早い例として注目される。長沙窯の黄釉陶は精作ではない大量生産品ではあるが、貿易陶磁として各地に運ばれ、日本、東南アジア、西アジアなど各地の遺跡から出土する。
なお、五代の後周の時代に、「雨過天晴」の青磁を焼いた柴窯（さいよう）という名窯が存在したと伝えられるが、文献にその名がみえるのみで、柴窯の作と断定できる作品はなく、製品、窯址ともに実態は未詳である。

### 唐三彩

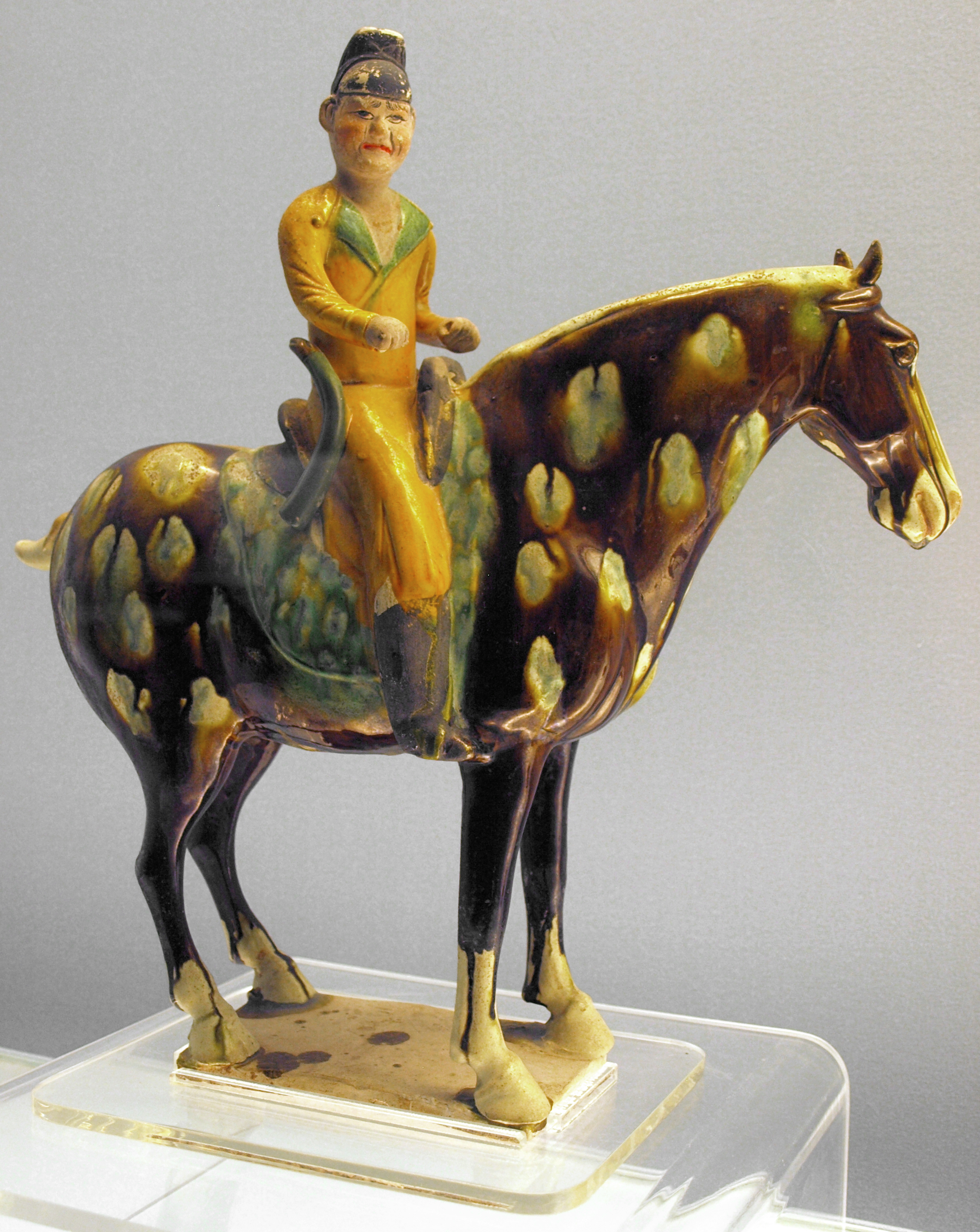
唐三彩騎馬人物俑

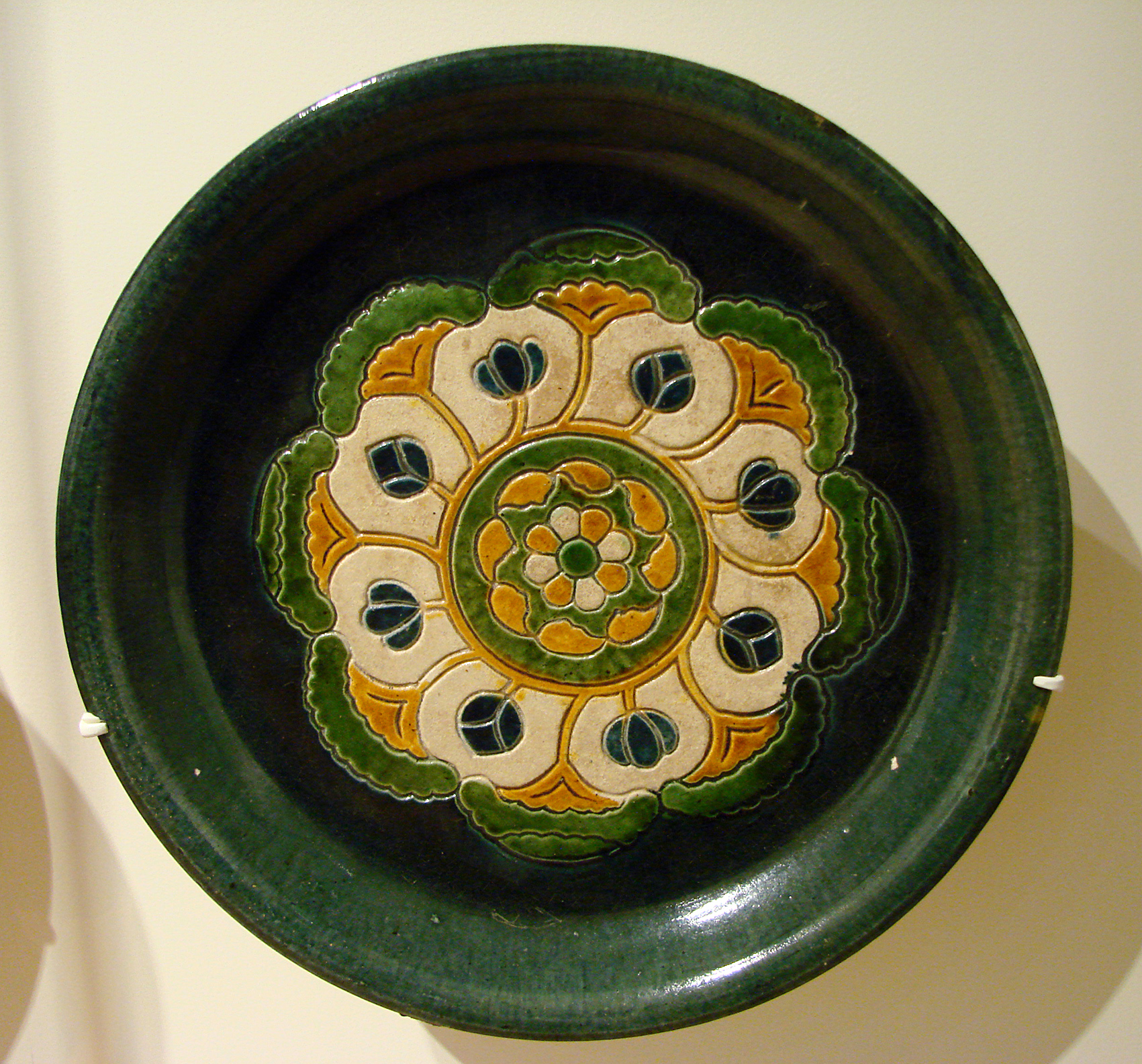
唐三彩花文盤

唐三彩は、長安、洛陽を中心とした中原の墳墓から明器（副葬品）として出土するもので、この時代の厚葬の風習に伴って盛んに製作されたものである。唐三彩鑑賞の歴史は新しく、20世紀初頭、鉄道敷設工事に伴って墓を取り壊した時に出土したことがきっかけで、世に知られるようになった。20世紀前半から、唐三彩は欧米や日本の研究者やコレクターの注目するところとなり、国外のコレクションに多くの作品が収蔵されるが、19世紀までは唐三彩の存在自体が知られていなかった。
三彩とは低火度焼成（700 - 800度前後）の鉛釉陶器で、白化粧（白色の化粧土を掛ける）した素地に透明釉、緑釉、褐釉、藍釉を掛けて文様を表す。酸化銅を呈色剤に用いると緑、酸化鉄を用いると褐色、コバルトを用いると青（藍色）に発色し、透明釉を掛けた部分は白色になる。製品には緑、褐、藍の三色すべてを用いるとは限らず、緑釉と褐釉のみ、あるいは緑釉と藍釉のみといった組み合わせもあるが、これらも含めて「三彩」と称している。緑釉や褐釉の器物は漢時代から作られていたが、唐三彩では藍釉が加わっている。三彩の釉は流下しやすく、完成品では釉の流れや滲みを逆に装飾的効果として生かしている。盤のような平たい器形のものでは釉が流下しないため、文様がくっきりと表され、後世の色絵のような効果を挙げている。貼花（貼り付け文様）による装飾や、「蝋抜き」といって、蝋を塗って釉をはじくことによって、色釉の一部を白抜きの文様にする技法も用いられている。焼成方法は、かつては一度焼きと考えられていたが、窯址から素焼きの陶片が出土することから、いったん素焼きをした後、鉛釉を掛けて再度低火度焼成していることがわかった。器種には金属器に祖形のある龍首瓶、鳳首瓶、鍑（金偏に「複」の旁、壺の下に3本の獣足が付く器形）のほか、万年壺と称される球形の胴をもつ壺、水注、盤などがあり、人物や動物をかたどった俑（よう）もある。人物俑には女子像、武人像、官人像などがあり、動物には鞍と馬具を付けた馬、駱駝、墓室入口を守っていた鎮墓獣などがある。駱駝に乗った胡人（ペルシャ系の外国人）を表したものなどもあり、当時の風俗を知る資料としても貴重である。こうした唐三彩は地下の墓室に埋納され、王墓などの大規模な墓では墓室に至る墓道の左右に設けられた龕（がん）に納められた。なお、このように墓に納められた俑のうち三彩俑は一部のみで、大多数は灰陶加彩の俑であった。永泰公主墓の例では、陶俑777体に対し、三彩俑は68体であった。
唐三彩の製作時期については、かつてはすべて盛唐（8世紀前半）の作であり、安史の乱（755年）を境に衰退したと考えられていたが、調査の進展により、7世紀の紀年墓からの唐三彩の出土例もわずかながら確認されている。したがって、盛唐が唐三彩製作の最盛期だったことは確かであるが、初唐から晩唐までその製作は続いたとみられている。7世紀の例として、陝西省の鄭仁泰墓（麟徳元年・664年）からは白地藍彩の蓋断片が、陝西省の李鳳墓（上元2年・665年）からは三彩の瓢形盤と長方形器台が、それぞれ出土している。唐三彩は日本と朝鮮半島の遺跡からもわずかに出土している。日本では三重県の縄生（なお）廃寺跡の塔心礎から、舎利容器の外蓋として使用されていた唐三彩の型作りの碗が出土している。この廃寺は出土瓦の年代からみて7世紀後半の建立とみられ、唐三彩が7世紀にすでに海外に運ばれていたことを示す資料として貴重である。
唐三彩を焼いた窯は、河南省鞏義市（きょうぎし）の鞏県窯、河北省邢台市臨城県・内丘県の邢州窯、陝西省銅川市の耀州窯で確認されている。鞏県窯では三彩のほかに白磁や黒釉磁も焼いていた。邢州窯は白磁窯として著名だが、三彩、青磁、黒釉磁も焼いていた。耀州窯は後の北宋時代に北方青磁の窯として躍進する。

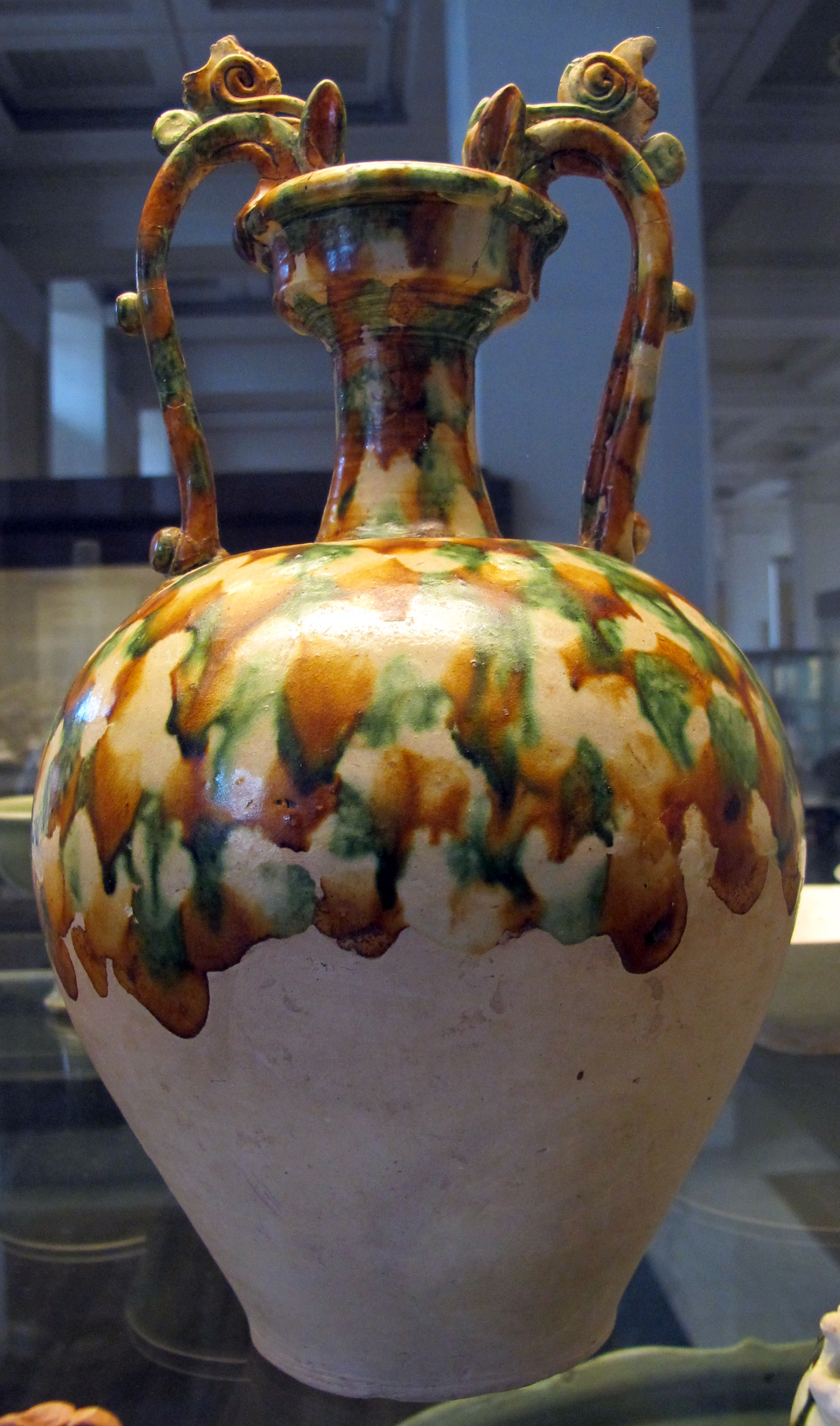
唐三彩竜耳瓶
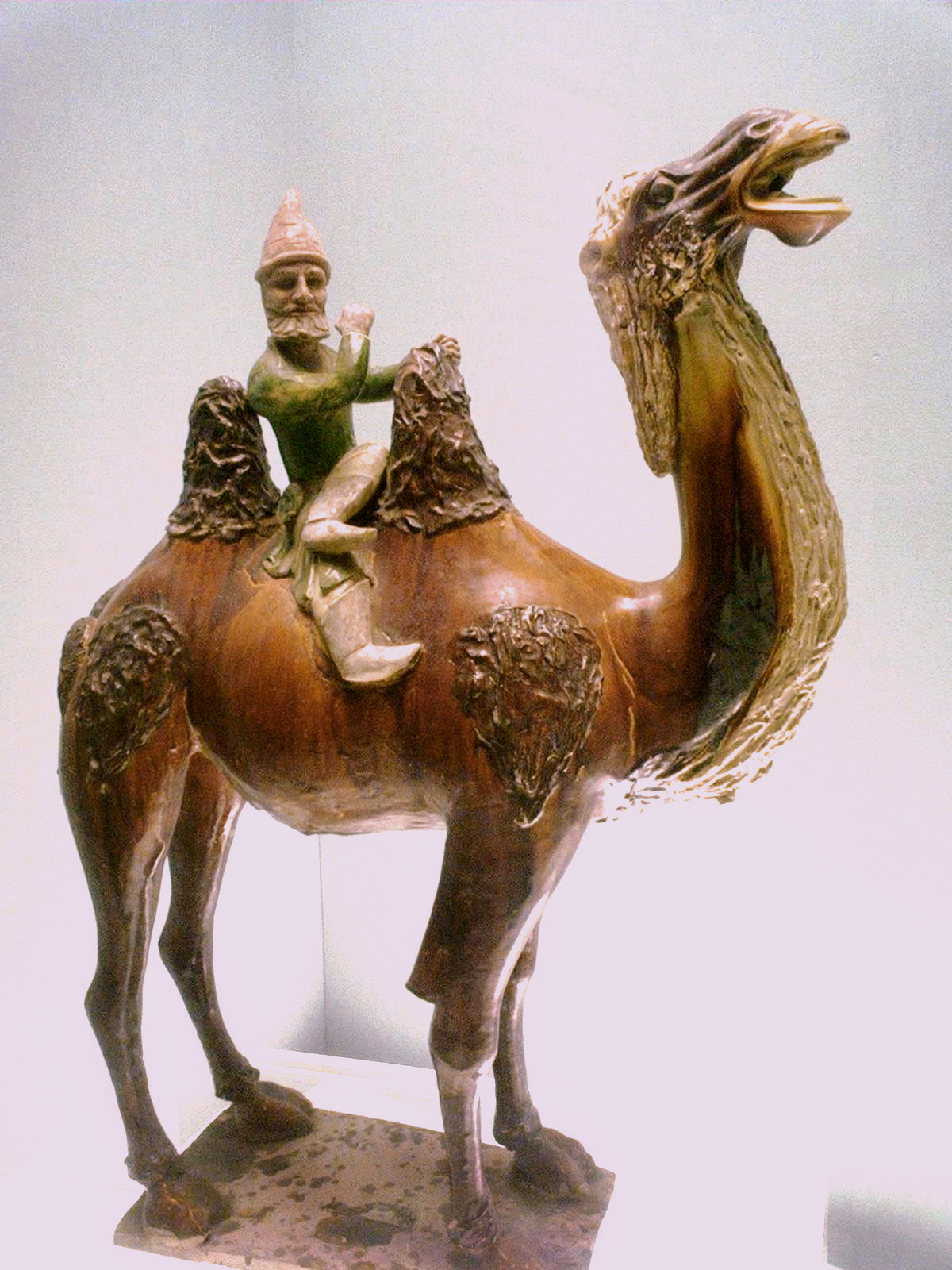
唐三彩駱駝胡人
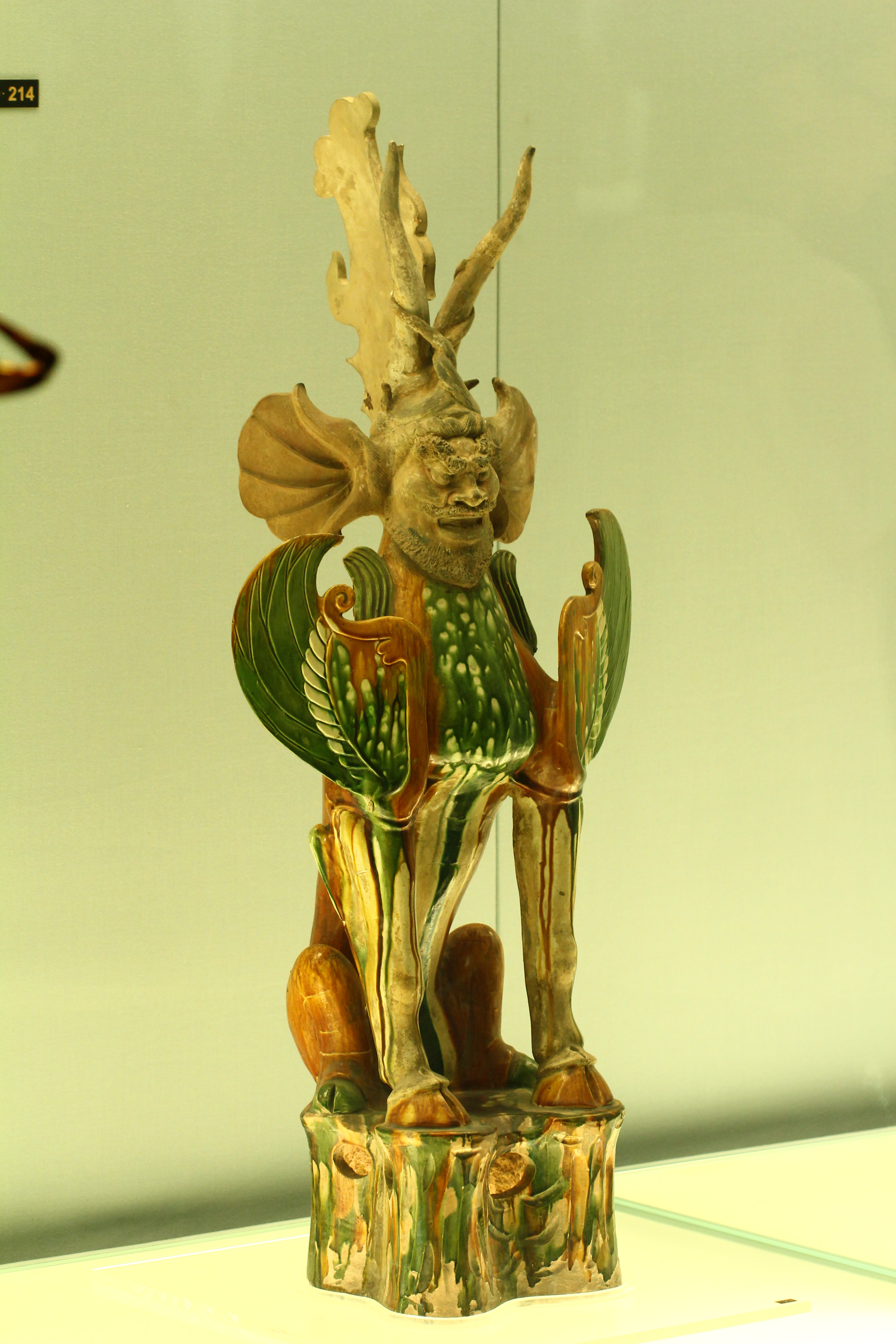
唐三彩鎮墓獣
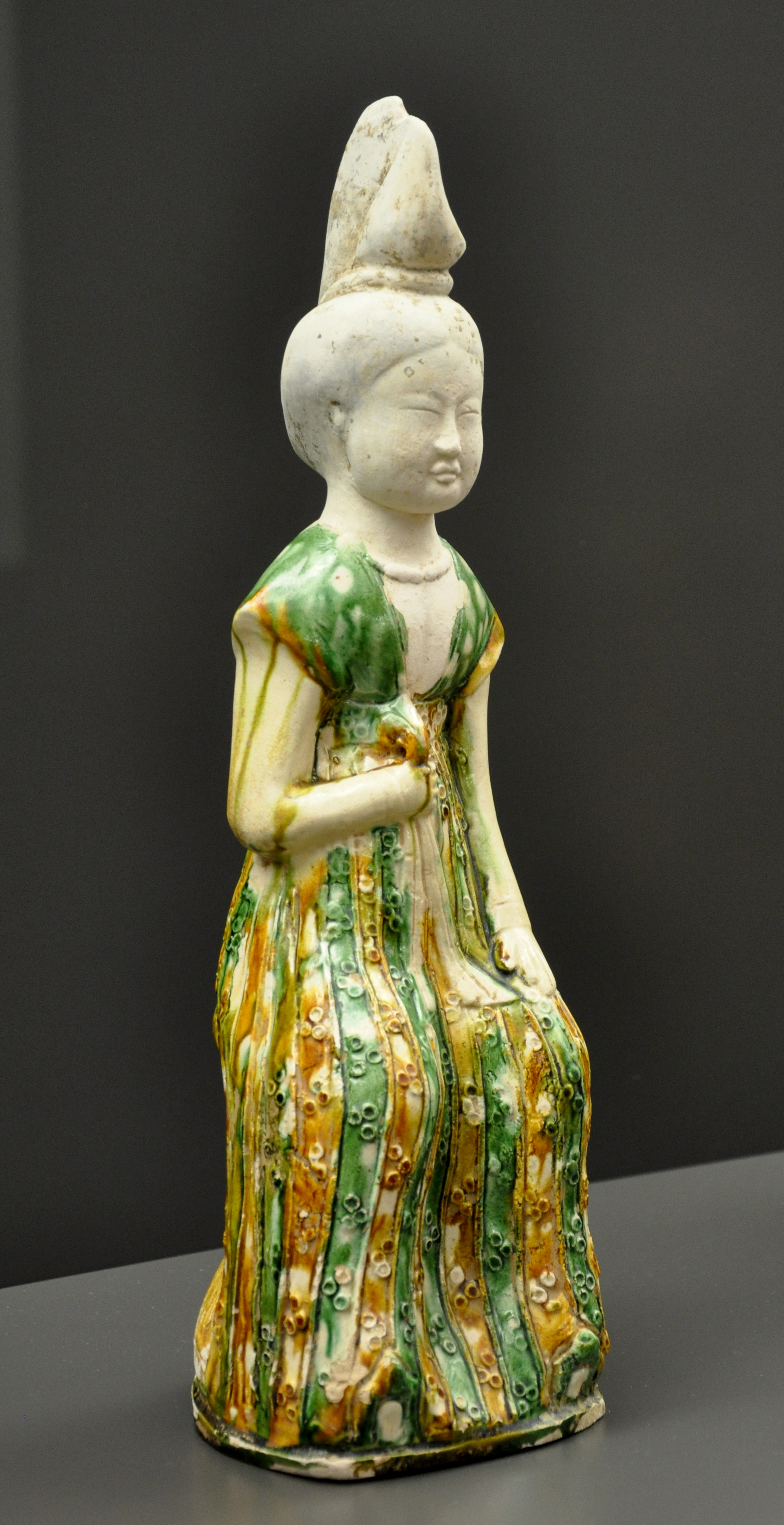
唐三彩女子俑
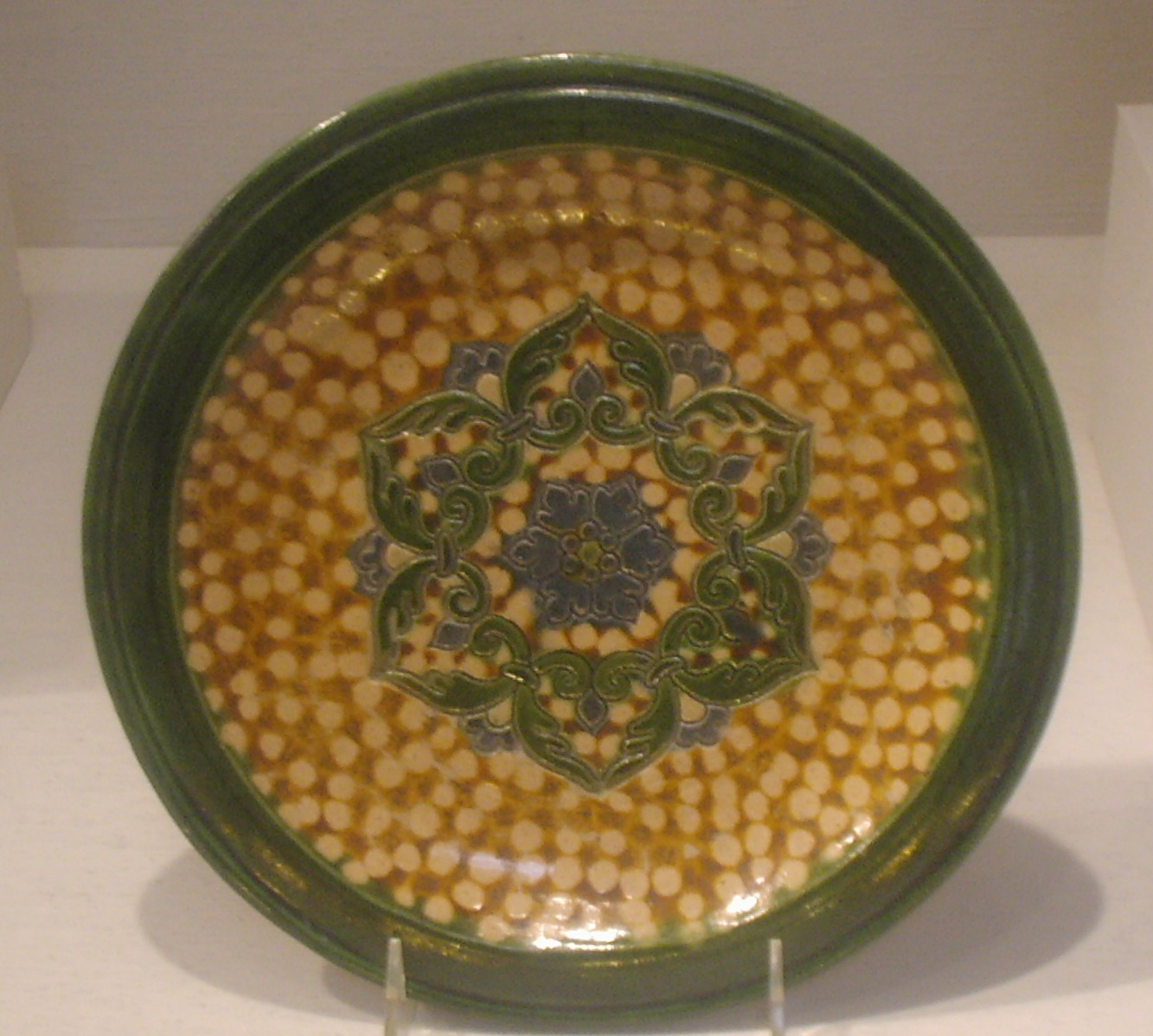
唐三彩宝相華文盤
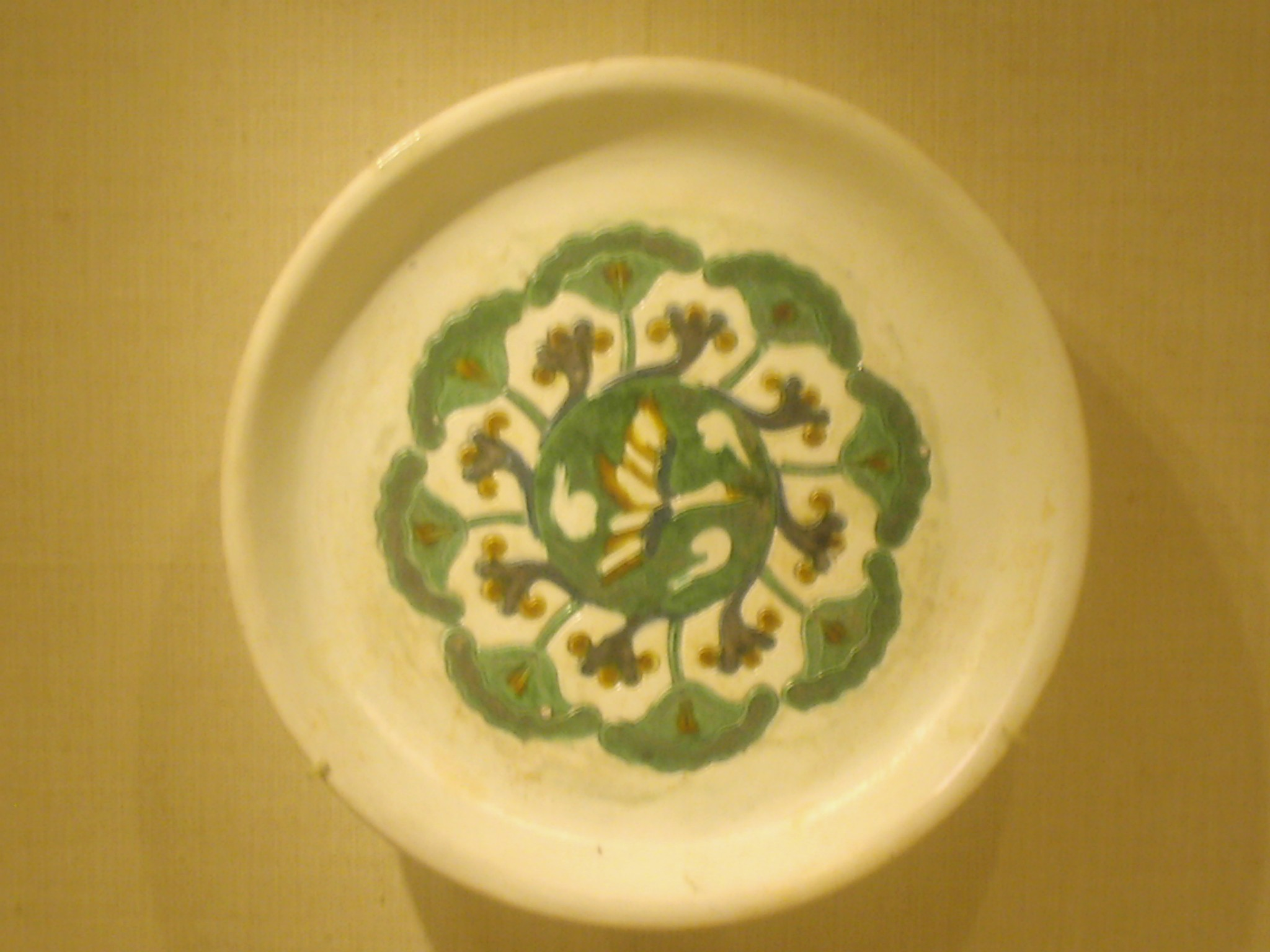
唐三彩宝相華文盤

## 宋の陶磁

汝窯青磁洗（中央）と盤

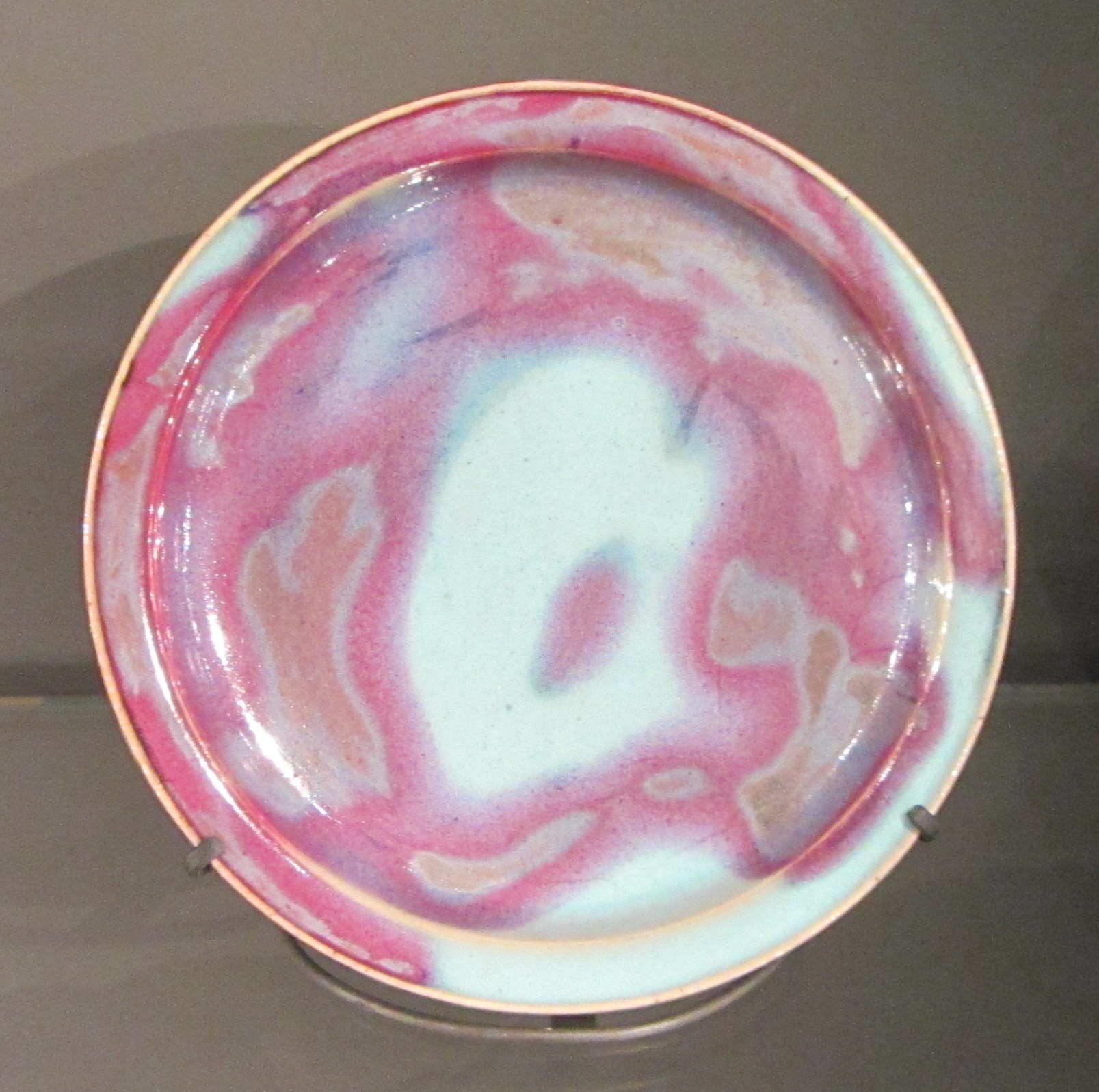
紫紅釉盤（鈞窯）

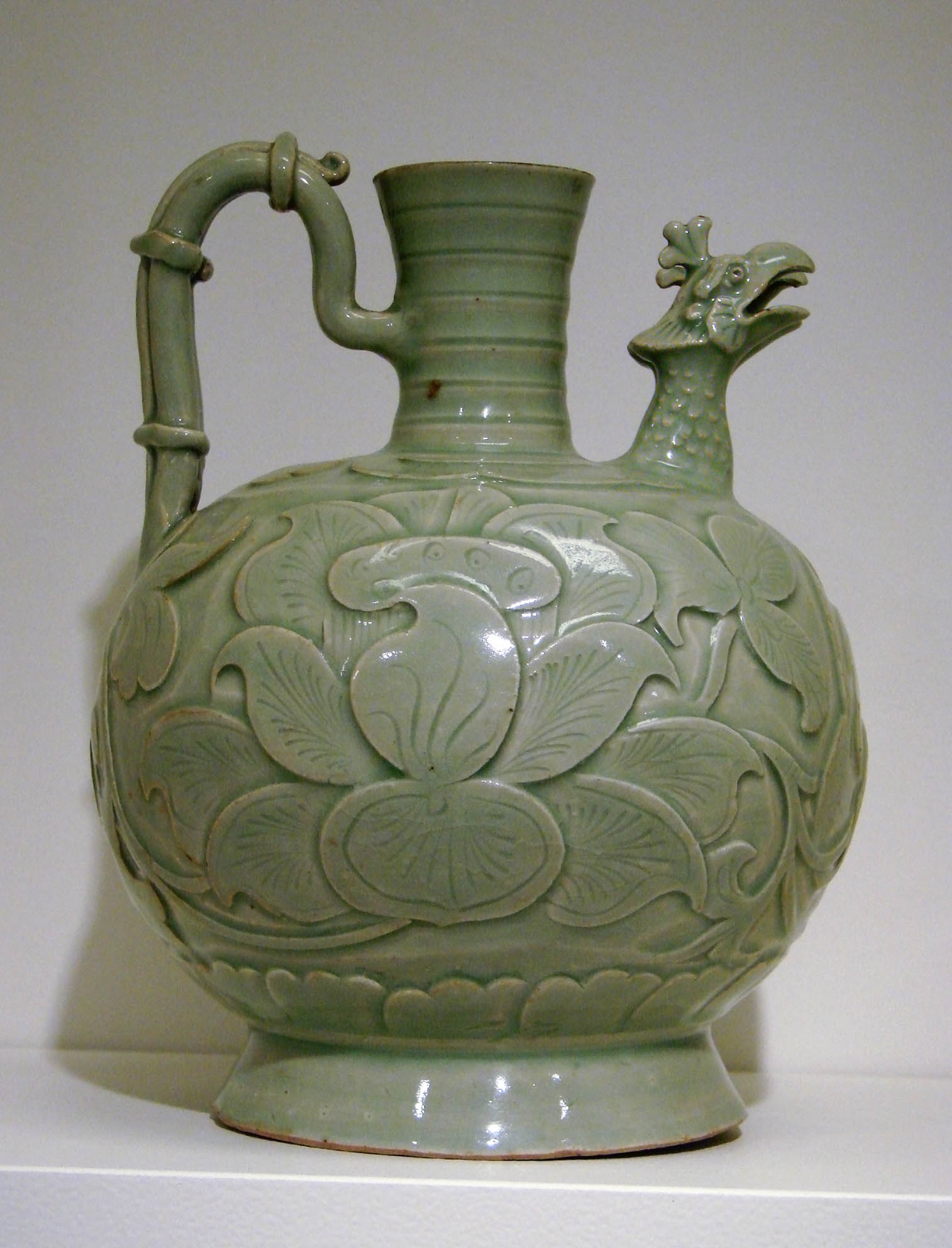
青磁牡丹文鳳首水注（耀州窯）

### 概論
北宋（960 - 1127年）、遼（907 - 1125年）金（1115 - 1234年）、南宋（1127 - 1279年）の陶磁について略説する。宋時代は中国陶磁の黄金時代といわれ、青磁、白磁の名品が生み出された。青磁は前代に引き続き華南に越州窯、華北に耀州窯がある。越州窯青磁の窯は浙江省北部にあったが、北宋中期頃から青磁生産の中心は浙江省南部に移り、これを龍泉窯という。汝窯（じょよう）や南宋官窯も青磁の名窯として知られる。白磁では華北の定窯、華南の景徳鎮窯が著名である。定窯では酸化炎焼成によるクリーム色の白磁が焼かれた。景徳鎮は五代に始まり、元時代以降、中国陶磁の中心的産地となる窯場であるが、宋時代には青みを帯びた白磁（青白磁と称する）が主製品である。このほか、河南省を中心とする華北一帯には、陶質の胎土に白化粧をした倣白磁を焼く一連の窯があり、これらを総称して磁州窯という。磁州窯では、掻き落とし、象嵌、鉄絵などのさまざまな手法で加飾した、民窯ならではの創意に富んだ陶器が生産された。南宋時代には福建省の建窯、江西省の吉州窯で黒釉の喫茶用の碗、いわゆる天目が製作された。これらの碗は特に日本で珍重され、日本の茶道文化に多大な影響を及ぼした。
古来、汝窯、官窯、哥窯（かよう）、定窯、鈞窯（きんよう）の5つが宋の五大名窯と称されている。このうち、汝窯（青磁窯）は現存遺品が少なく、長年幻の窯であったが、1980年代に窯址が確認された。北宋の官窯については不明の点が多く、諸説あるものの、窯址・製品ともに実態が定かでない。哥窯は、同窯の製品とされる伝世品はあるものの、窯の所在や実態は明らかでない。定窯と鈞窯については窯址が確認されているが、鈞窯の典型的作風を示すものは次の元代以降の製品だとする説もある。このように、いわゆる五大名窯とされるものの全貌はいまだ明らかでなく、今後の研究の進展を待つべき点が多い。

### 汝窯と官窯
青磁の名窯とされる汝窯の器は稀少で、現存するものは70数点とされている。現存する汝窯青磁の大部分は北京の故宮博物院と台北の故宮博物院にあり、その他、上海博物館、英国・デイヴィッド財団、大英博物館、大阪市立東洋陶磁美術館などに所蔵されている。南宋の周輝の『清波雑志』に、「汝窯は宮中の禁焼なり 内に瑪瑙末（めのうまつ）有りて油となす ただ御に供し揀（えら）び退けまさに出売を許す 近ごろ尤（もっと）も得難し」とある。大意は「汝窯は宮廷の磁器で、釉には瑪瑙の粉が含まれている。もっぱら宮廷用の磁器であり、宮廷用に選ばれなかったものだけが販売を許されたが、近年は入手が困難である」ということである。このことから、南宋時代にはすでに汝窯青磁器が稀少になっていたとみられる。北宋時代の文献で汝窯に言及しているのは、徐兢の『宣和奉使高麗図経』が唯一の例とされている。同書は、徐兢が1123年、宋の使節として高麗に滞在した時の見聞記である。ここで徐兢は高麗青磁について「汝州の新窯器に似た色だと高麗人は称している」と記録している。ただし、この「汝州の新窯器」が現在汝窯青磁と呼ばれている作品を指しているのかどうかは確証がない。現存する汝窯青磁の特色は、釉色は失透性の淡い藍色で、表面には細かい貫入が入る。器種は碗、盤、瓶などの一般的なものが大部分で、青銅器を模した器はない。装飾のある器はごく一部のみで、大部分は無文である。変わったものとしては、「水仙盆」と称する、脚付きの盆状の容器が台北と大阪に1点ずつある。「水仙盆」の名のとおり、球根植物の栽培に使用されたともいわれるが、正確な用途は未詳である。汝窯青磁器の釉は高台の内面にまでまんべんなく掛かる総釉で、土見せの部分がない。焼成時の溶着を防ぐためには細い支釘（ピン）が使用されたとみられ、高台内面にごく小さな目跡がみられる。汝窯の窯址は長年謎であったが、河南省平頂山市宝豊県清涼寺の窯址出土の陶片が伝世の汝窯青磁と一致することが、1987年、上海博物館により発表された。発掘に当たった河南省文物考古研究所の見解では、汝窯は官窯ではなく、貢窯であったという。貢窯とは、民間の窯に税として製品の貢納を命じたもので、官窯とは区別される。したがって、「汝官窯」という言い方は適切でない。北宋の官窯については、南宋の葉寘（ようし）の『坦斎筆衡』には「宣政の間、京師自ら窯を置きて焼造す。名づけて官窯と曰う」とある。大意は、「宣和・政和年間（1111 - 1125年）に都の卞京（べんけい）に官窯が置かれた」ということだが、この北宋官窯については、窯址・製品ともに不明である。

### 定窯

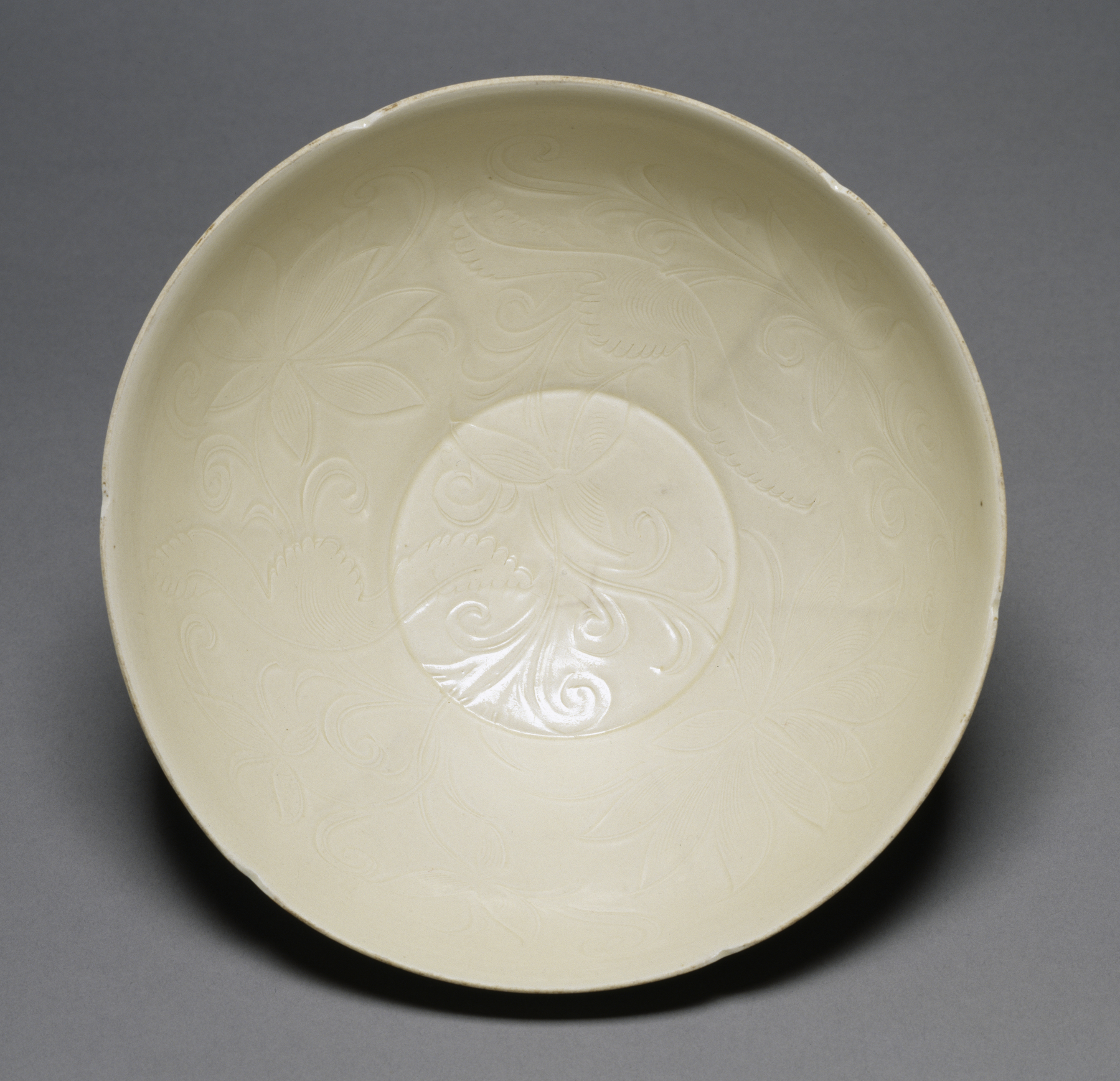
白磁刻花唐草文碗 定窯

青磁の汝窯と並び、宋代の白磁の名窯として知られるのが河北省の定窯である。窯址は河北省保定市曲陽県澗磁村にある。定窯は唐代に始まり、五代、北宋を経て金代まで活動したが、唐〜五代の遺品は少ない。北宋の定窯白磁は、わずかに黄色みを帯びたクリーム色の釉色が特色である。この釉色は焼成の燃料が薪から石炭に変わり、酸化炎焼成になったことで得られたものとされている。器種は瓶、壺、水注、鉢、盤などの一般的なもので、刻花や印花で文様を表すものが多い。鉢、盤などは、伏せ焼きにしたため、口縁部が無釉となっており、無釉部分に金属の覆輪を施すものがしばしばみられる。白磁の他に黒釉や柿釉の碗、これらの釉上に金箔を焼き付けた碗（「金花定碗」と称する）などがある。柿釉は黒釉と同じ鉄呈色の釉であるが、鉄分の含有率が多いことにより、釉の表面に柿色の皮膜を生じたものである。

### 鈞窯

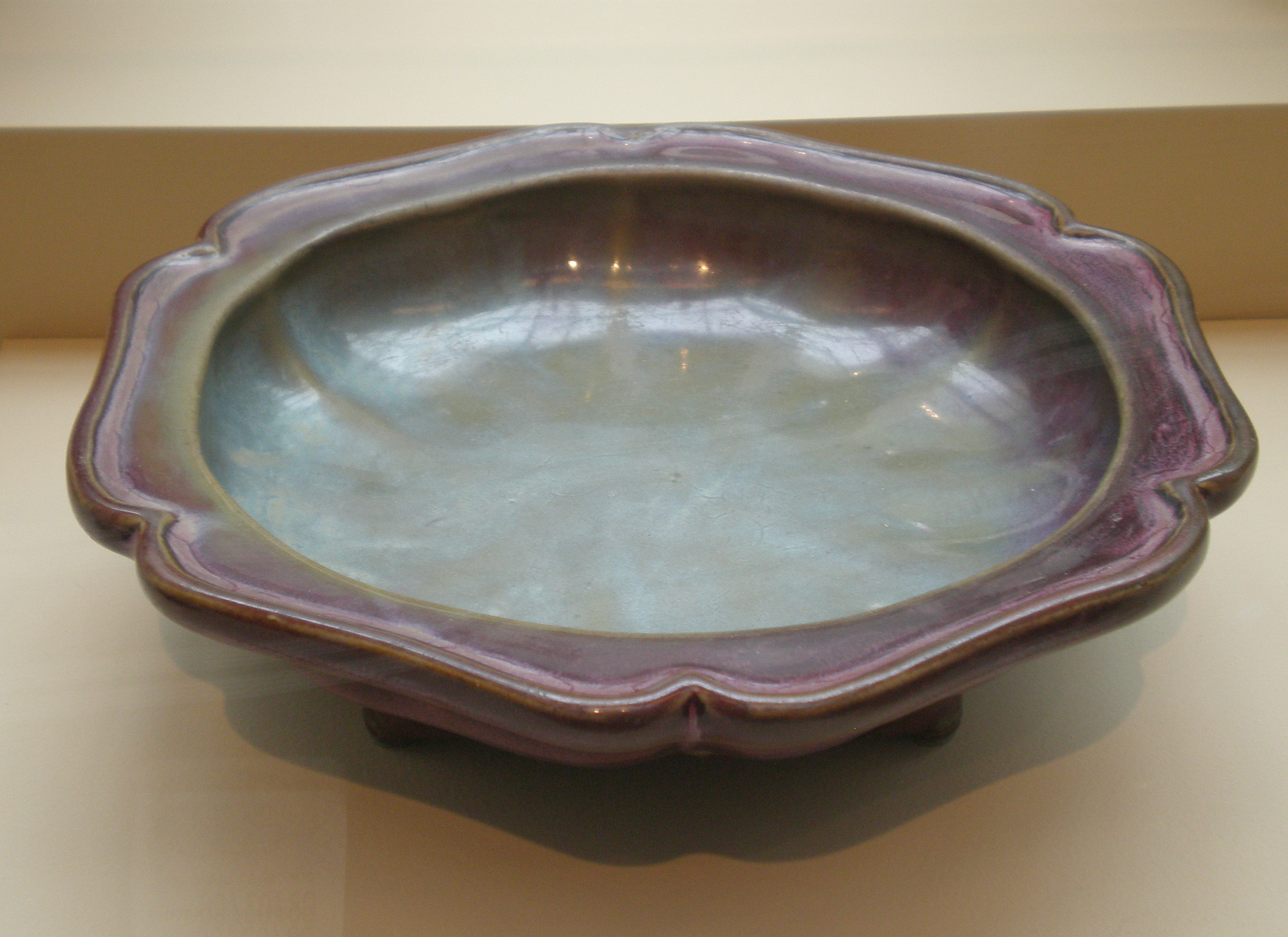
紫紅釉六角稜花盤 鈞窯 宋

鈞窯は、澱青釉という独特の青みを帯びた失透性の釉を特色とする。澱青釉は青磁と同様、釉中の灰に含まれる微量の鉄分が還元焼成されて発色するもので、「月白」「天青」などとも呼ばれる。鈞窯では銅呈色の紫紅釉という赤系統の釉も使用しており、澱青釉に紫紅釉を流し掛けて斑文を表した作品もある。窯址は河南省禹州市にあるが、鈞窯系の焼物は他の窯でも作られており、汝窯青磁を焼いた河南省平頂山市宝豊県の窯址からも鈞窯系の陶片が出土している。したがって、鈞窯とは、特定の窯の製品というよりは、鈞窯系という作風として理解されている。鈞窯系の作品の器種には盤、瓶などの一般的なもののほか、特徴的なものとして、花盆（植木鉢）、水盤などがある。これらの花盆、水盤などは作品の底裏に「一」から「十」までの漢数字が刻まれており、何かの特殊な用途に使用されたものと推定される。これらの花盆、水盤などは、かつては北宋の徽宗皇帝が作らせたものと言われていたが、英国の研究者のM.メドレーは、この種の作品は宋代ではなく元・明の製品であるとしている。

### 哥窯
哥窯の窯址は未詳である。白に近い色に発色し、器全面に貫入の入った一連の伝世品青磁を「伝世哥窯」と称している。しかし、哥窯の名は宋時代の文献には登場しない。また、「伝世哥窯」と同様の陶片は宋時代の墓や遺跡からは出土しておらず、これらの作品の正確な製作時期や製作地は未詳である。

### 耀州窯

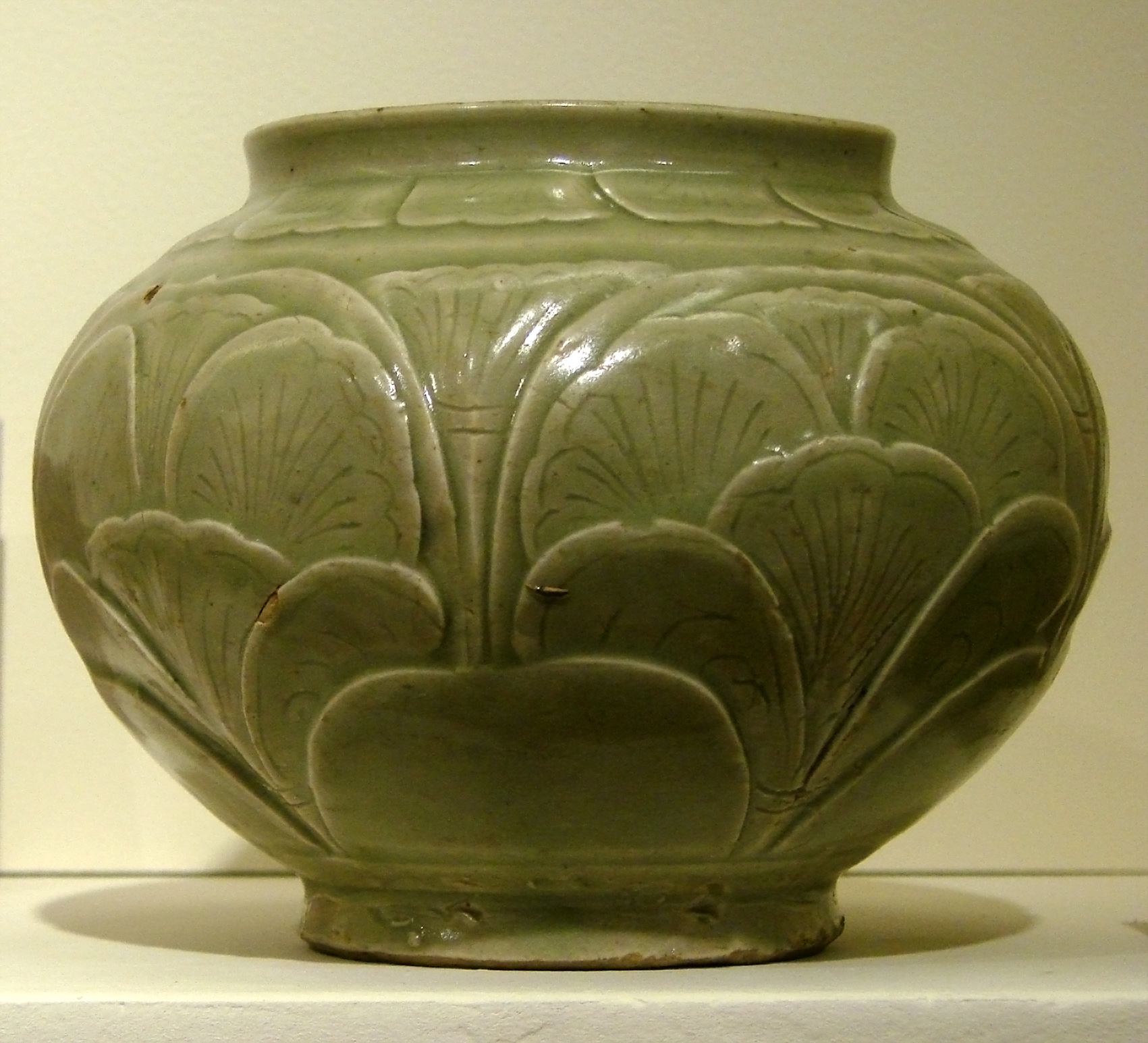
青磁劃花文壺 耀州窯

耀州窯は、北方青磁を代表する窯である。窯址は陝西省銅川市黄堡鎮にある。耀州窯の起源は唐時代にあり、五代、北宋を経て、金代まで存続した。唐時代には三彩も焼いていた。北宋時代の耀州窯青磁はオリーブグリーンと称されるややくすんだ緑色の釉色を呈する。器種は碗、瓶、水注などの一般的なもののほか、陶枕もある。器のほぼ全面にわたって刻文を施すものが多く、片切彫りという、文様の縁に沿って斜めに刃を入れて彫る技法に特色がある。この技法により、文様の縁の部分に釉溜りができて、釉色の濃淡が現れる。

### 越州窯と龍泉窯

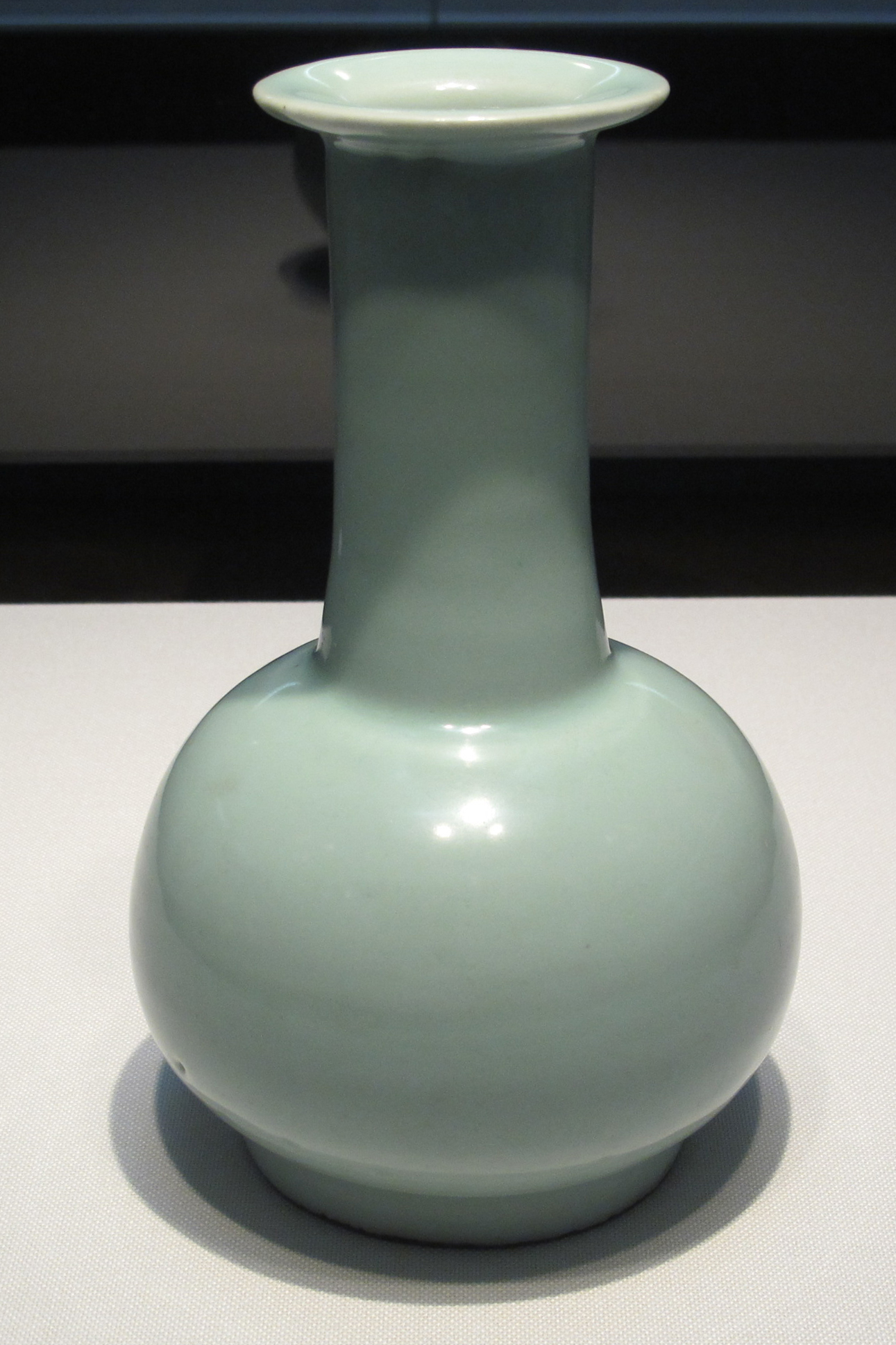
青磁花瓶（青磁下蕪形花生）

唐代後期、9世紀に復活した浙江省北部の越州窯青磁は引き続き製作されるが、北宋中期頃には青磁製作の中心は浙江省南部の龍泉市周辺の窯に移った。これを龍泉窯といい、南宋から元にかけて栄えた。龍泉窯の青磁は国外に大量に輸出され、特に日本では砧青磁（きぬたせいじ）と称されて珍重された。南宋官窯の青磁は胎土が陶器質で、器表面には胎土と釉の収縮率の差に起因する貫入が生じているのに対し、龍泉窯青磁（砧青磁）は、胎土が磁器質で、貫入がほとんどなく、澄んだ青色を呈するのが特色である。器種には碗、瓶、香炉などがある。龍泉窯青磁の瓶は、日本では茶席の花生（はないけ）として珍重された。日本で「下蕪形花生」（しもかぶらがたはないけ）、「鳳凰耳花生」、「筍形花生」などと名づけられている青磁の瓶は、作風から南宋時代の龍泉窯の産とされている。

### 遼の陶磁
五代から北宋の時代に北方に栄えた契丹族の国家・遼（916 - 1125年）においては、遼三彩と呼ばれる三彩陶、白磁、鉛釉陶（緑釉、褐釉）などが焼成された。遼の白磁器の中では、遊牧民が用いる皮袋の形を模した皮嚢壺（ひのうこ）と呼ばれる水注が特徴的である。なお、白磁については、遼の作品と定窯の作品を弁別することは困難である。定窯が所在する定州の地域は、10世紀半ばには遼に占領されており、遼は定窯の陶工を自国に連行して作陶させたと考えられている。また、北宋王朝から遼への貢物にも定窯白磁が含まれていた。

### 景徳鎮窯
江西省の景徳鎮窯は、元・明・清を通じて宮廷の御器を焼造し、中国窯業の中心地であるが、その起源は五代にあり、宋代には郊外の湖田窯などで主に白磁を焼いていた。典型的な製品は、白の素地に青みがかった透明釉を掛けた白磁で、器面には刻花で唐草などの文様を表す。この種の焼物は影青（インチン）あるいは青白磁と称され、文様の縁の釉溜りの部分は釉色が青く見える。

### 南宋官窯
前出の『坦斎筆衡』によると、南宋の官窯ははじめ修内司にあったが、後に郊壇下に移ったという。郊壇下とは、郊壇、すなわち、皇帝が天帝に祈る壇の下という意味で、杭州市南方の烏亀山下に窯址が確認されている。一方の修内司官窯の窯址は不明であり、修内司とは窯の所在地ではなく、役所の名前であるともいう。郊壇下官窯の青磁には以下のような特色がある。胎土は鉄分の多い、陶器質の黒みがかった土で、これが分厚い青磁釉で覆われる。黒みのある土を選択し、これに厚く釉を掛けることによって深みのある青に発色し、胎土と釉の収縮率の違いから、器面には細かく貫入が生じている。

### 建窯と吉州窯の天目
福建省南平市建陽区の建窯、江西省吉安市永和鎮の吉州窯では南宋時代に喫茶用の碗が焼造された。この種の碗は日本では天目と呼ばれ、茶道具として珍重された。建窯の碗は黒みがかった陶質の胎土に黒釉を掛けたもので、表面に銀色の線状の文様が現れるものが多い。これを中国では兎の毛という意味の兎毫斑（とごうはん）といい、日本では禾目天目（のぎめてんもく）と呼んだ。銀色の文様が丸い斑点状に一面に現れたものを油滴天目といい、斑点の周囲に瑠璃色の虹彩が現れたものは曜変天目という。曜変天目は特に稀少なもので、現存するのは日本にある3碗だけだとされている。吉州窯の碗は、灰白色の胎土に黒釉と、海鼠釉（なまこゆう）または兎の斑釉（うのふゆう）と称される灰釉を二重掛けしたもので、玳玻天目（たいひてんもく）と呼ばれる。玳玻とは玳瑁（たいまい）の甲羅、すなわち鼈甲（べっこう）のことで、釉の調子が鼈甲に似ることからの呼称である。吉州窯の製品には、この独特の釉に型紙を使って図柄を表したものや、碗の内面に実物の木の葉を焼き付けて文様とした木葉天目などがある。

### 磁州窯

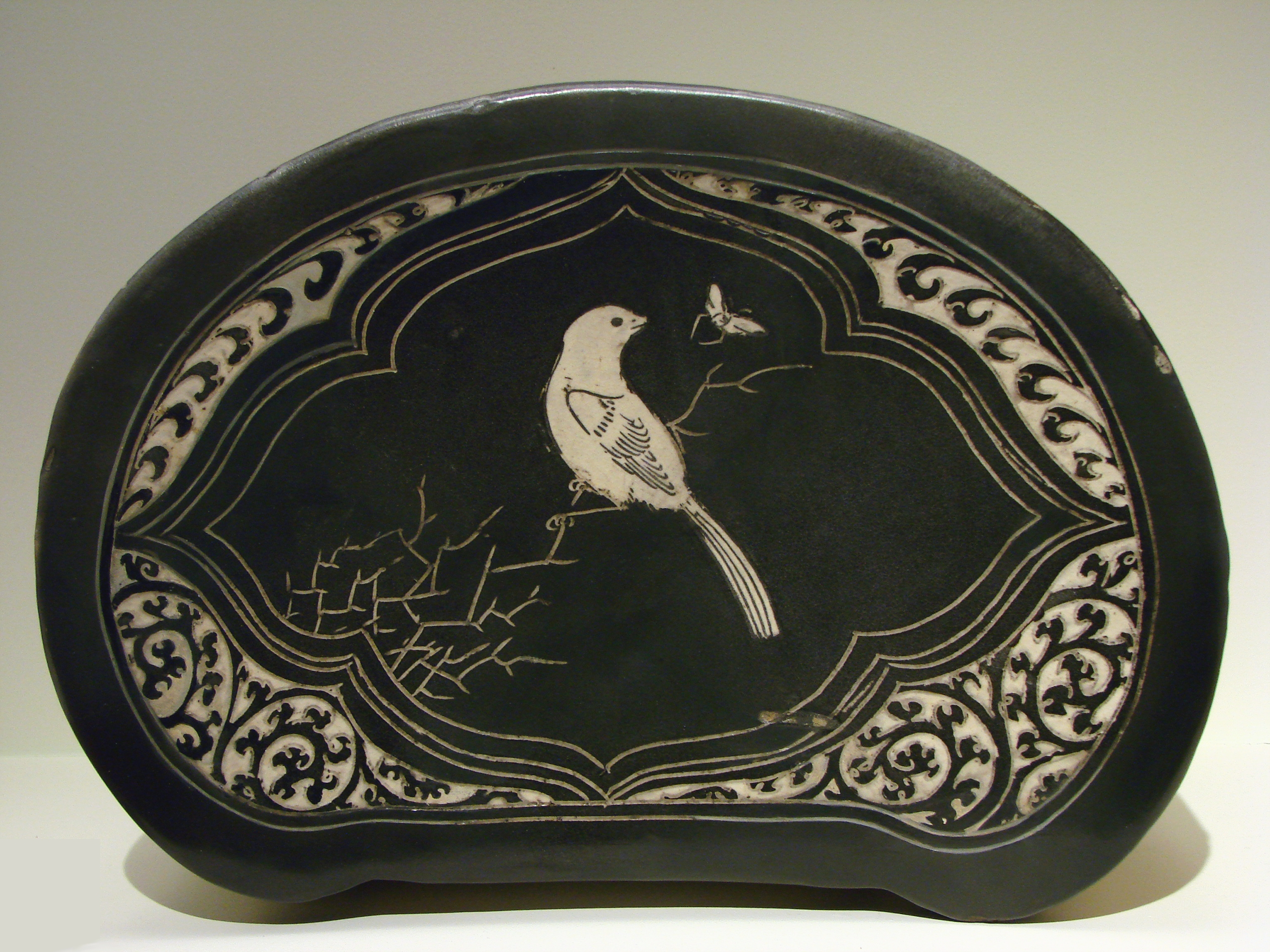
白地黒掻落鳥文枕 磁州窯 ギメ美術館

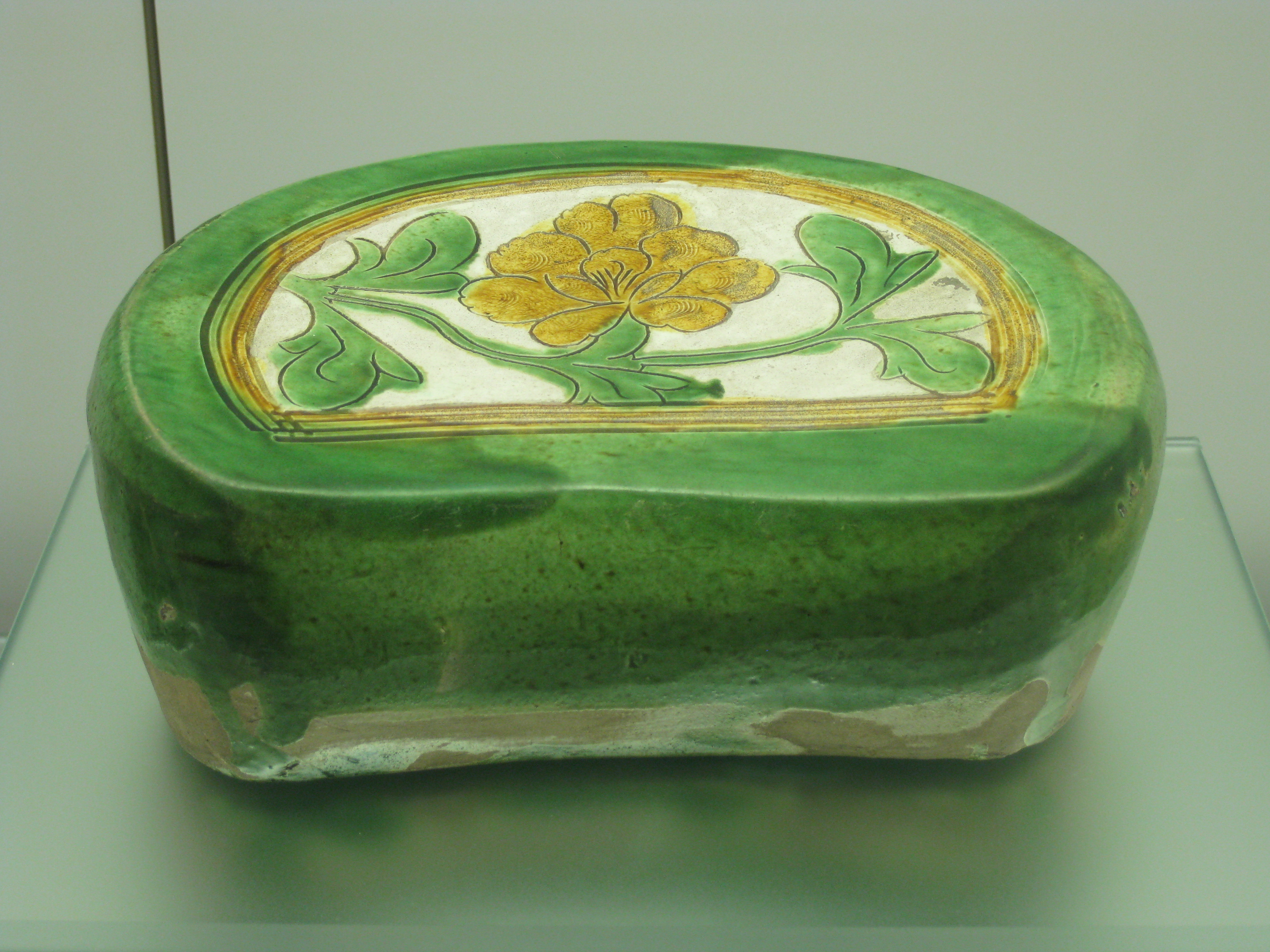
三彩牡丹文枕 磁州窯

9世紀頃から、華北一帯の民窯では「磁州窯」と総称される独特の加飾陶器が製作されていた。特に北宋から金代の製品が名高い。磁州窯系の陶器は、陶質の胎土に白化粧を施し、透明釉を掛けたものを基本とする。器種は瓶が多く、磁州窯特有のものとしては陶製の枕がある。文様は各種あるが、牡丹唐草文が多い。定窯などの白磁は白い胎土に透明釉を掛けて高火度で焼き上げたものであるが、磁州窯系の陶器は、鉄分の多い灰色がかった胎土に白化粧をした上に透明釉を掛けた代用白磁であった。この種のやきものは9世紀頃から作られていたが、北宋時代に入ると、灰色の胎土を逆に生かし、白化粧土の一部を削り取って文様を表した「掻落」（かきおとし）という技法が行われるようになった。この技法はさらに進化して「白地黒掻落」という技法が生まれた。これは、白化粧土の上にさらに黒土を掛け、その黒土を部分的に削り取って白地を露出し、白と黒のコントラストで文様を表すものである。その他、線刻、象嵌、鉄絵、緑釉掻落、三彩など、さまざまな加飾技法が行われた。線刻は、原理的には掻落と同様の技法で、白化粧土を線彫りして、下の胎土を現すことによって文様を表すもの。象嵌は、胎土に線刻で文様を表し、その上から白化粧土を全面に掛け、文様のある部分のみ白土を掻き取るという手の込んだ技法によるものである。すなわち、表面を掻き取った後、線刻された凹部に残った白土が文様を形成するもので、この種の作例はあまり多くない。鉄絵は白化粧土の上に鉄絵具で直接文様を描き、透明釉を掛けて焼成するもので、外観は白地黒掻落と似るが、より簡便化された技法である。緑釉掻落は、掻落の器にさらに緑釉を掛けたものである。白地掻落の器の全面に緑釉を掛けたもの、白地黒掻落の器の白地部分のみに緑釉を掛けて、黒と緑のコントラストを表したものなどがあり、掻落でなく、白地鉄絵の器に緑釉を掛けるものもある。以上のほか、白化粧土を掛けたのみで、それ以外の加飾を行わない、「白無地」の器も多数存在する。金時代に入ると、白地黒掻落に似るが、黒土ではなく黒釉を掛けてこれを掻き落とした黒漆掻落や、黒釉の上に白土で線を描いた黒釉堆線文などの技法も用いられている。ただし、これらは白化粧土を用いない点から、「磁州窯系」の範疇ではないとする立場もある。狭義の磁州窯とは、河北省磁県所在の窯のことだが、上述のような各種技法を用いた陶器は、華北の非常に広い地域の窯で製作されていた。磁州窯系の窯は山東、江蘇、安徽、河北、河南、山西の各省にまたがって散在している。磁州窯の名のもとになった磁県は河北省にあるが、磁州窯系の窯がもっとも集中しているのは河南省である。磁州窯系の窯は元、明、清、そして現代まで焼造を続けている。
金時代には、磁州窯で中国陶磁史上初めて上絵付けによる五彩（色絵）が作られた。上絵付けとは、透明釉を掛けて高火度で焼いたやきものの釉上に顔料で図柄を描き、再度低火度で焼き付ける技法で、顔料は器面に焼き付けられているため、剥落しない。明代に発展する五彩と基本的には同じ技法であるが、この時代の五彩（日本では「宋赤絵」という）は小型の碗や壺などの小品が主で、図柄も民窯ならではの素朴なものであった。顔料は、緑と褐色は従来の三彩の釉を応用し、赤色だけは新たに鉛ガラスと鉄を調合して作った。

### その他の窯
華南の福建、広東、広西方面では宋・元時代を通じて白磁、青白磁、青磁が焼成されていた。これらは主として輸出用の磁器を大量生産した窯である。日本で珠光青磁と称される粗製の青磁碗は福建省の南安窯、莆田窯（ほでんよう）などで焼かれたものと推定されている。大英博物館所蔵の白磁刻花宝相華唐草文鳳首瓶は、鋭い造形をみせる優品で、北宋（11世紀）、広州西村窯の作とされるが、正確な産地は未詳である。

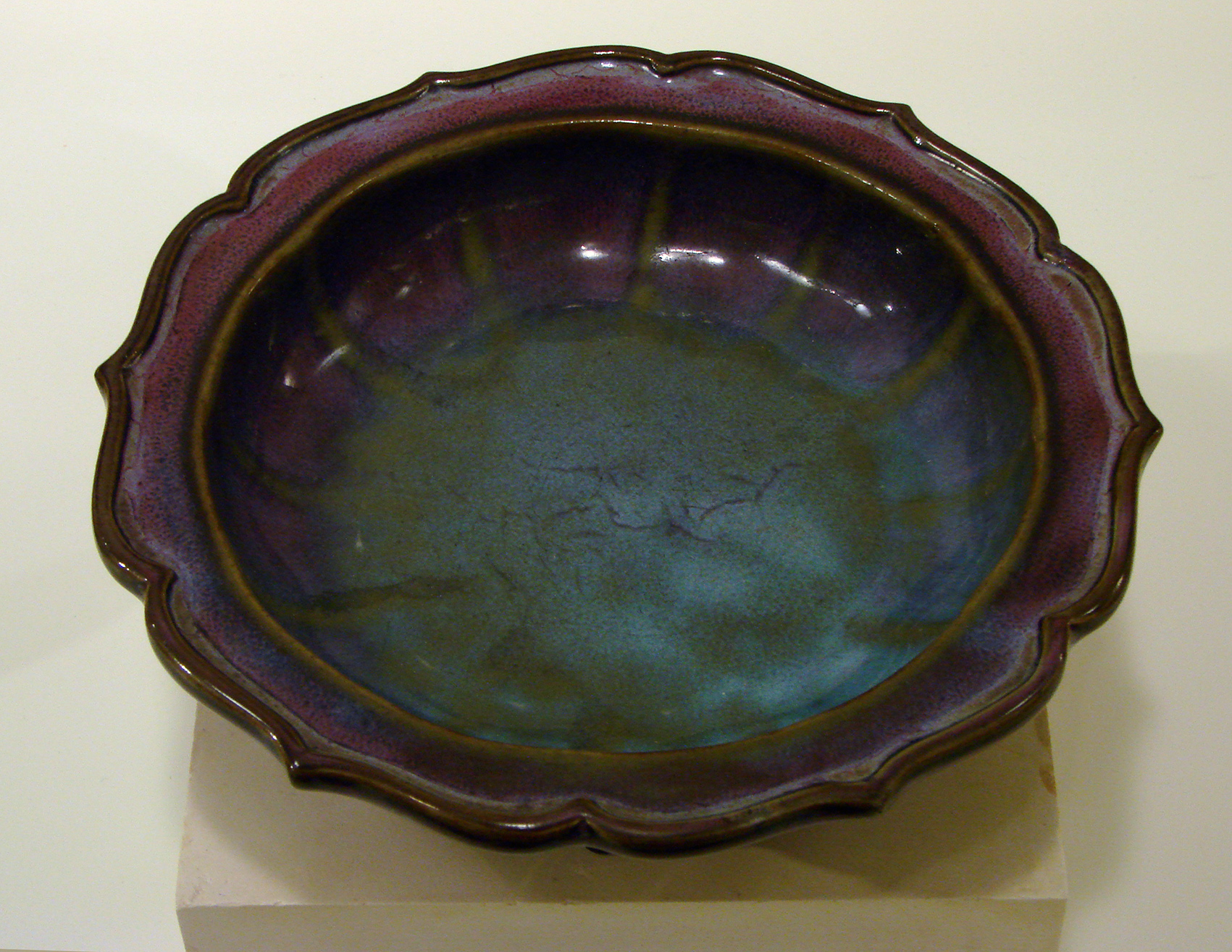
紫紅釉稜花盤 鈞窯
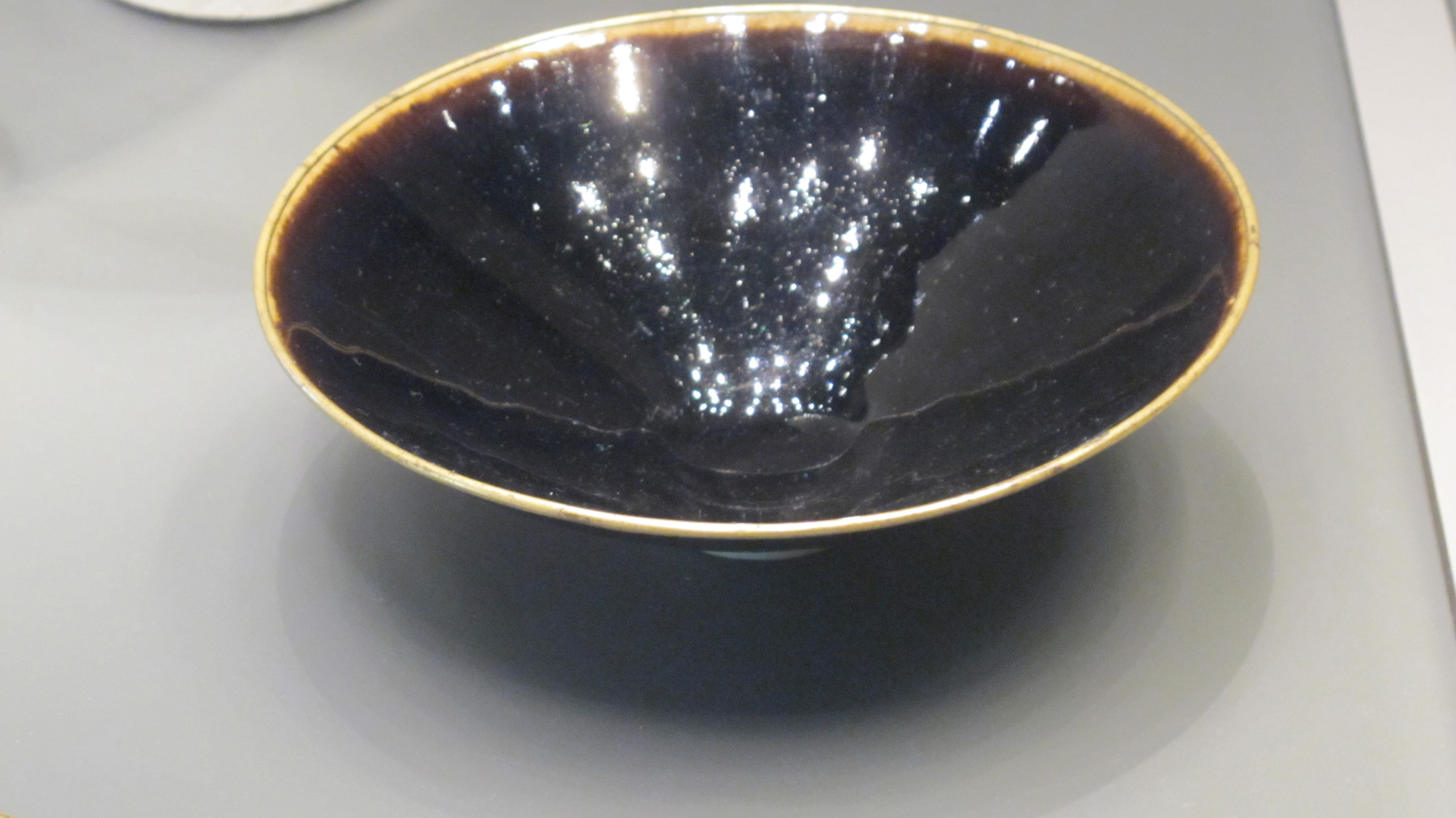
黒釉碗 定窯
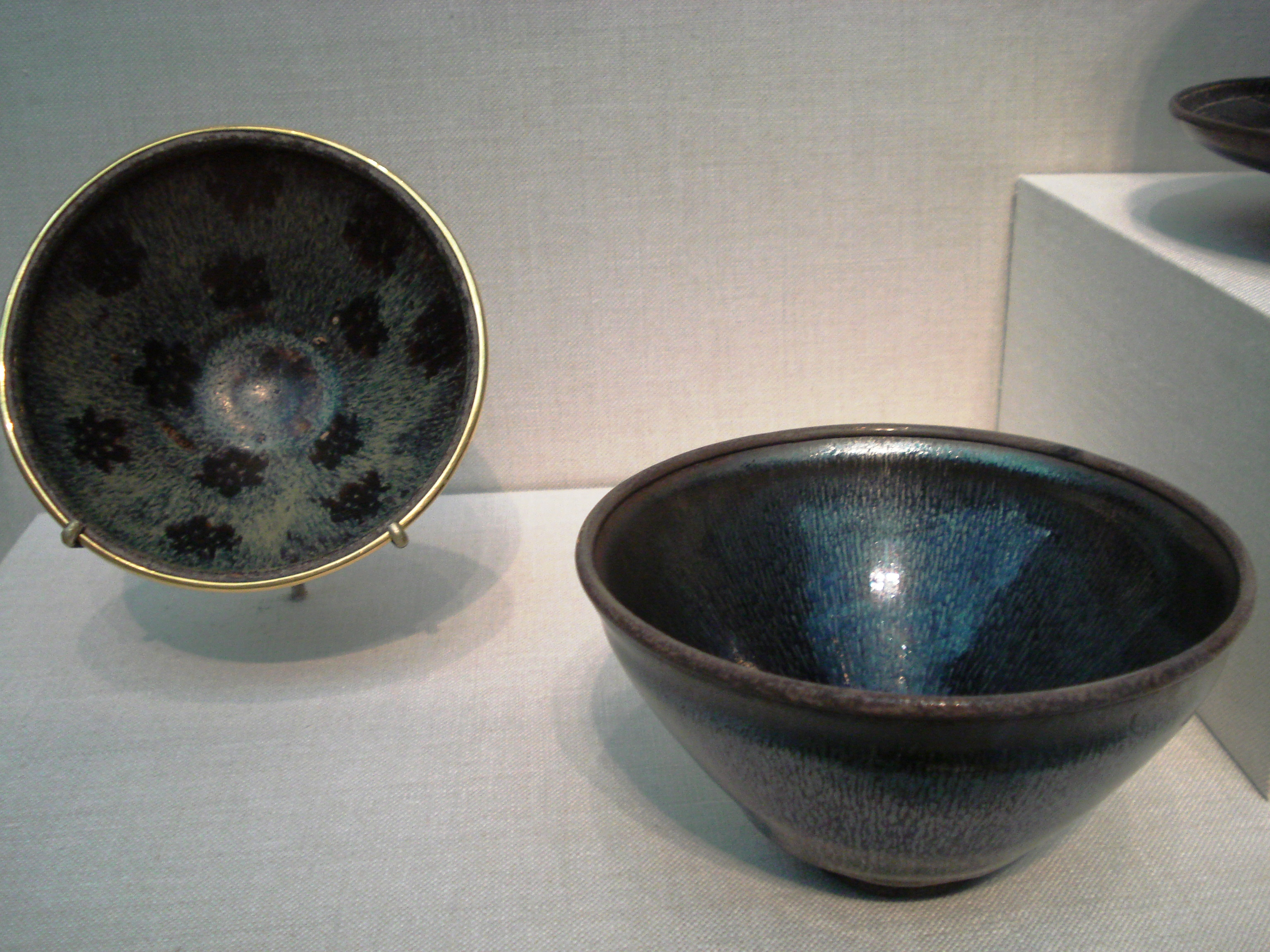
禾目天目碗 建窯
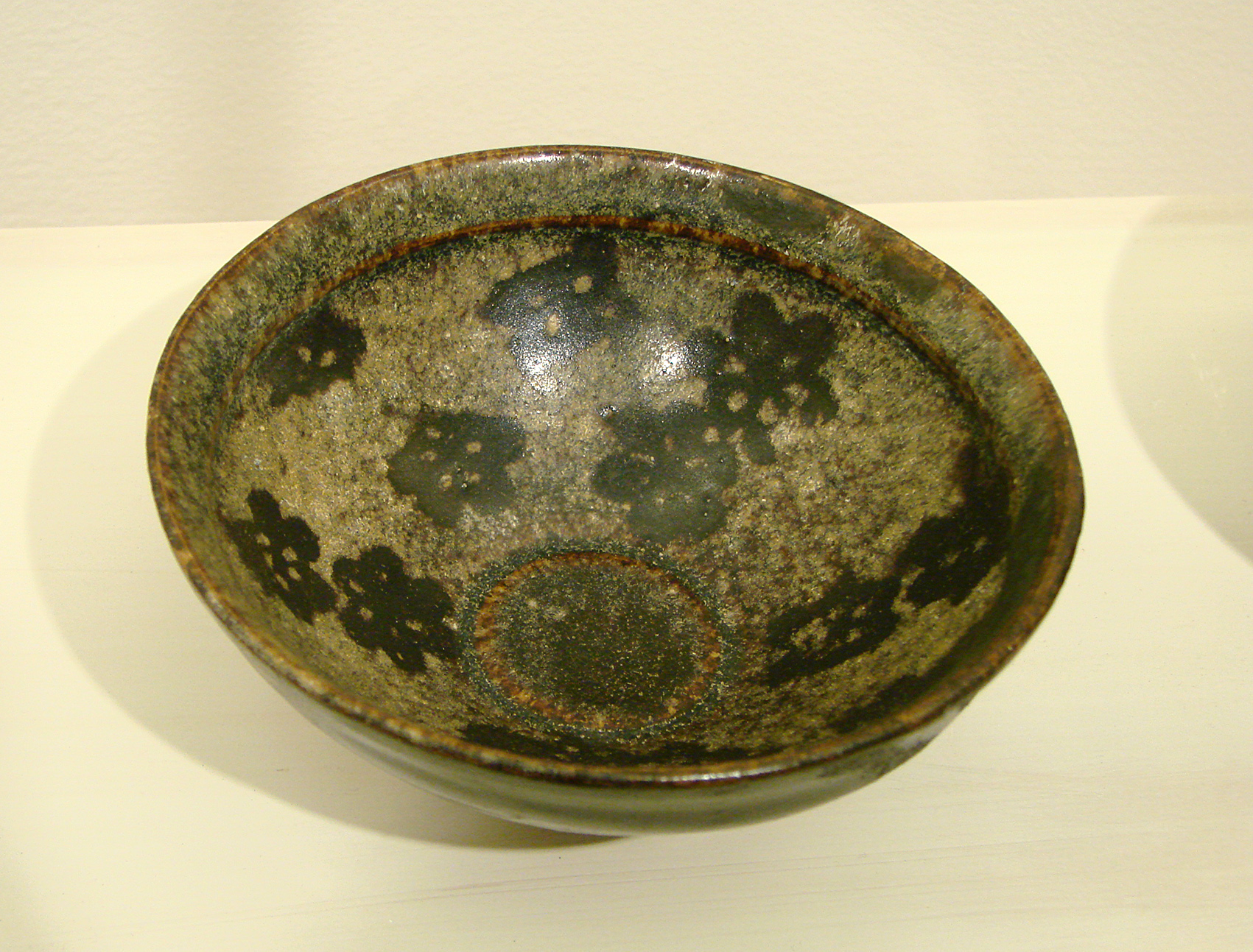
梅花天目碗 吉州窯
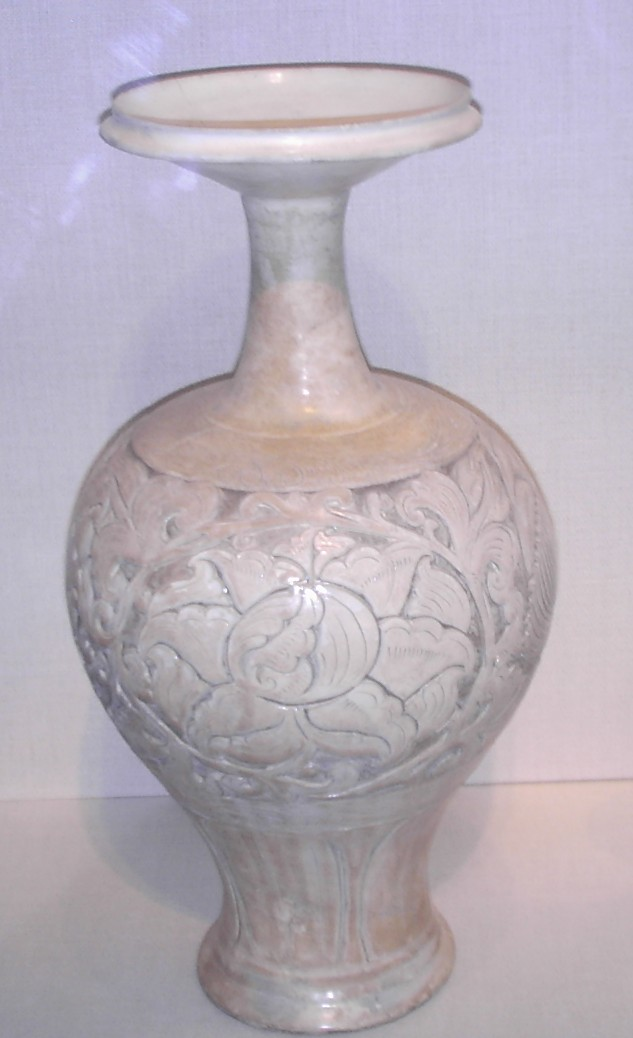
白掻落牡丹文瓶 磁州窯 フリア・ギャラリー

## 元の陶磁

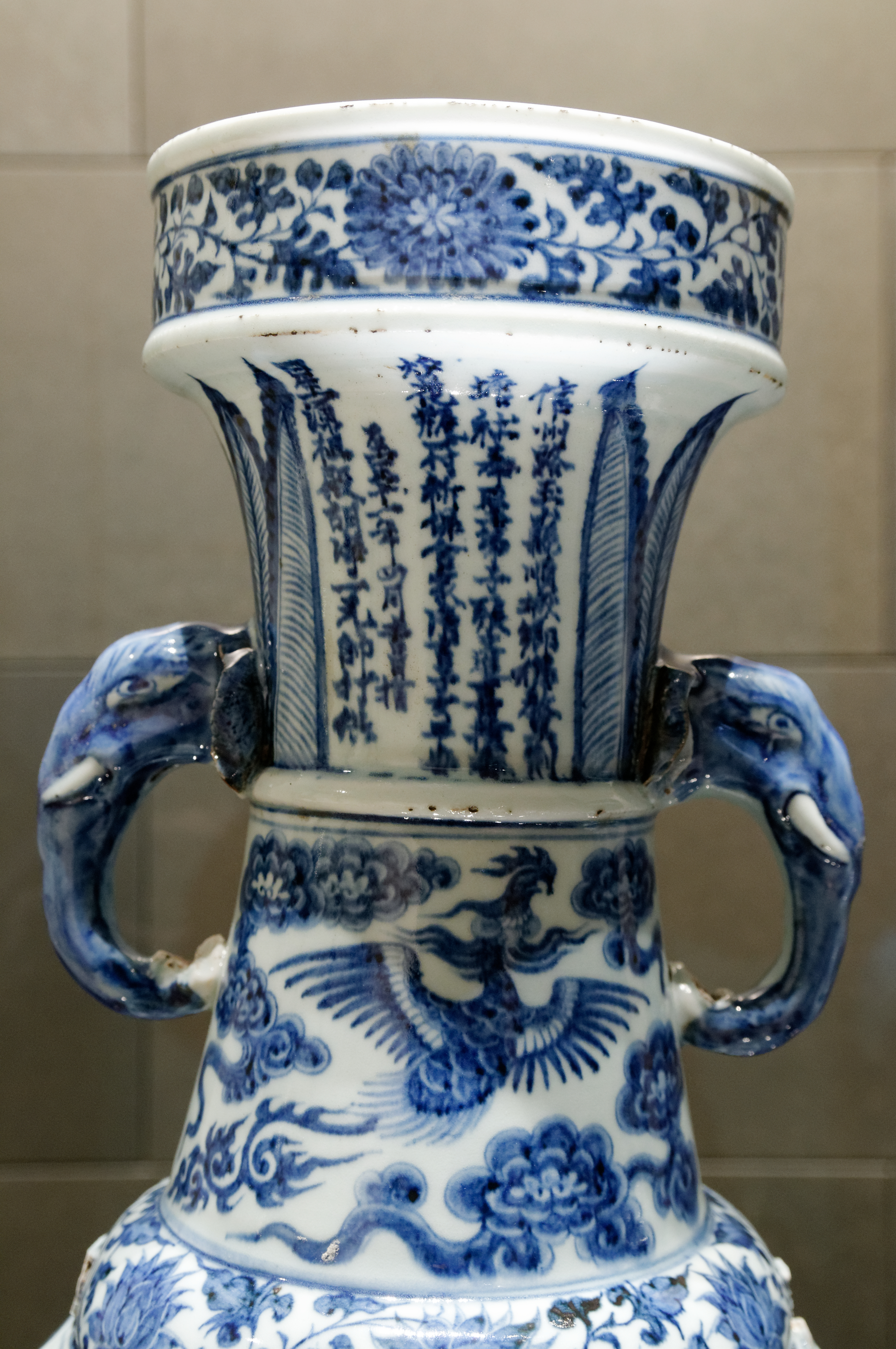
青花龍文象耳大瓶（銘の部分）

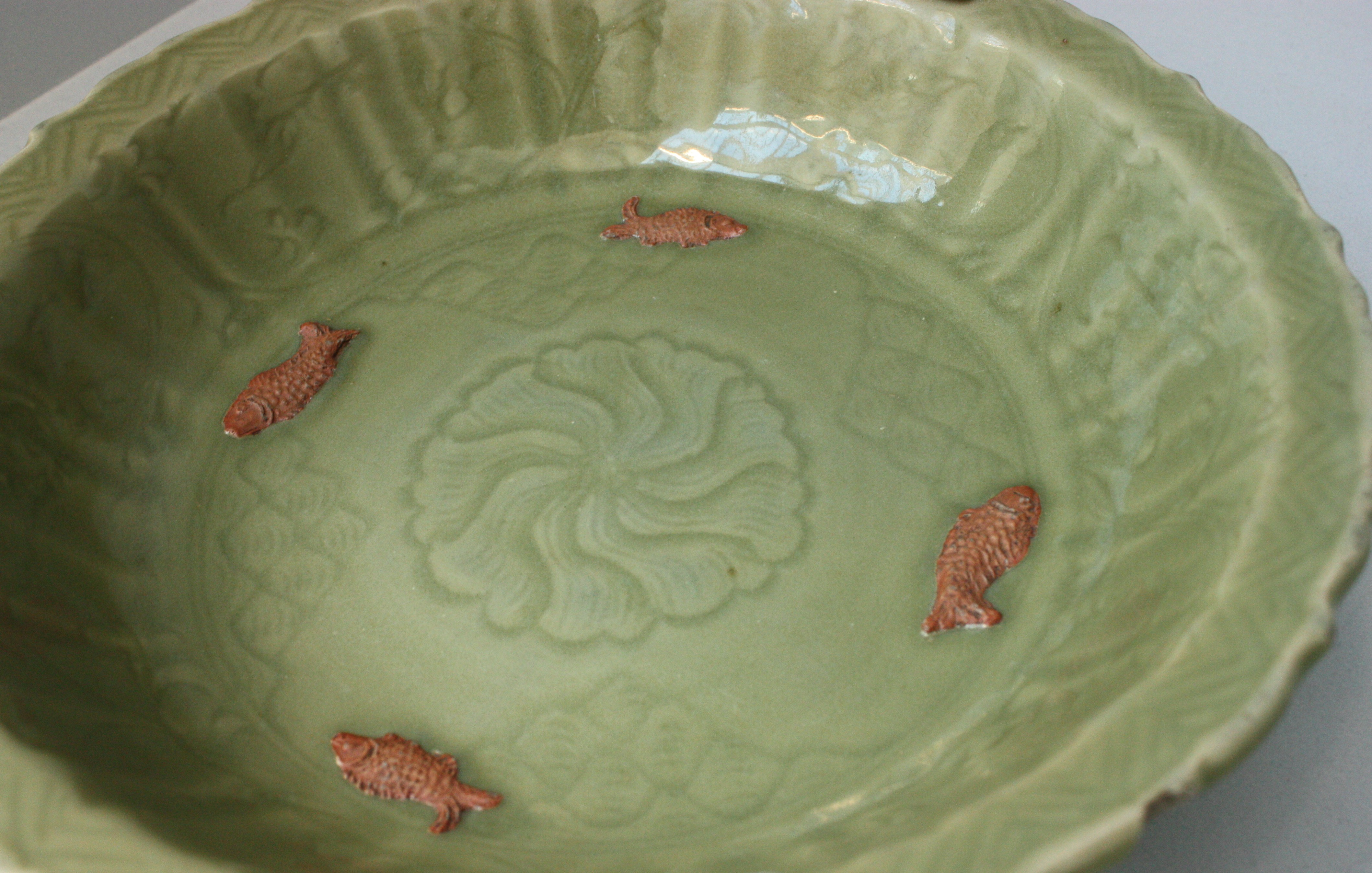
青磁魚文稜花盤

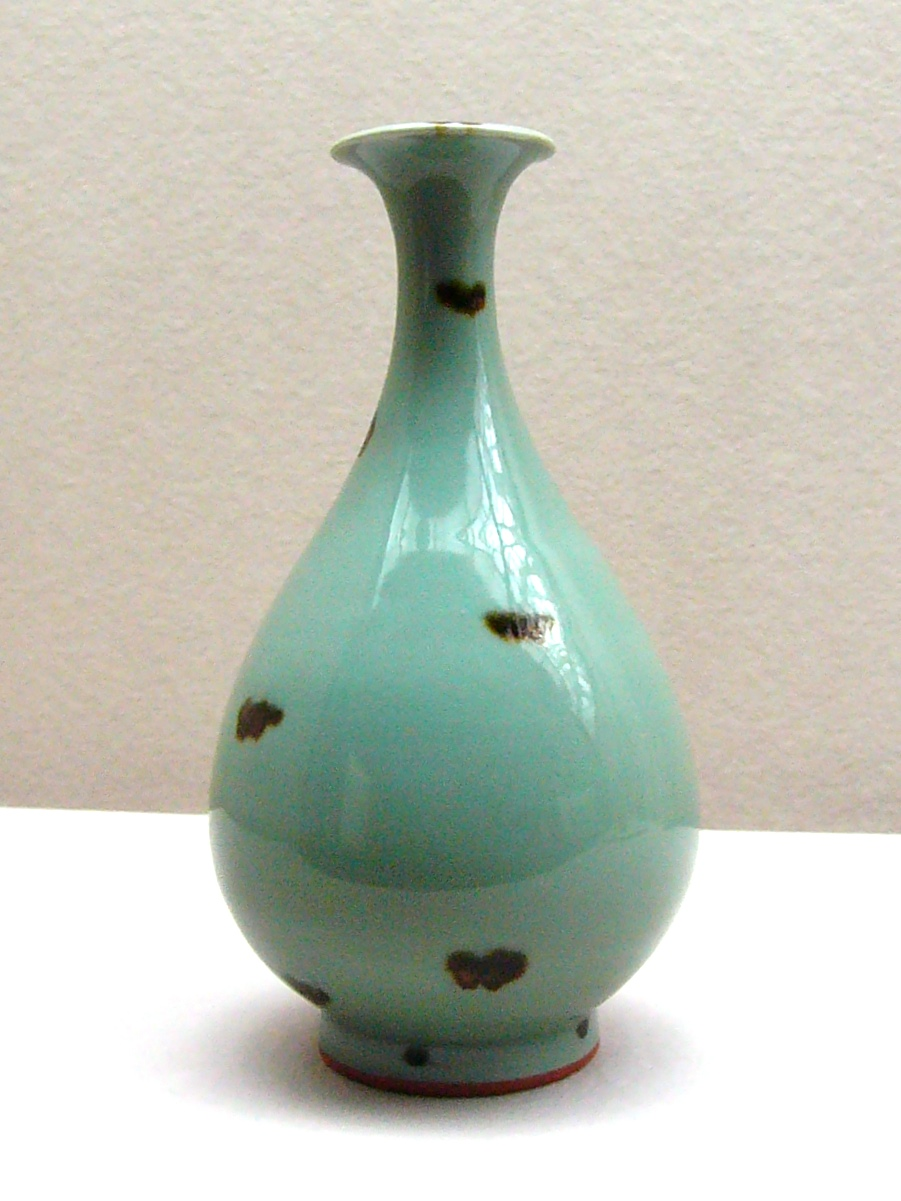
飛青磁花瓶

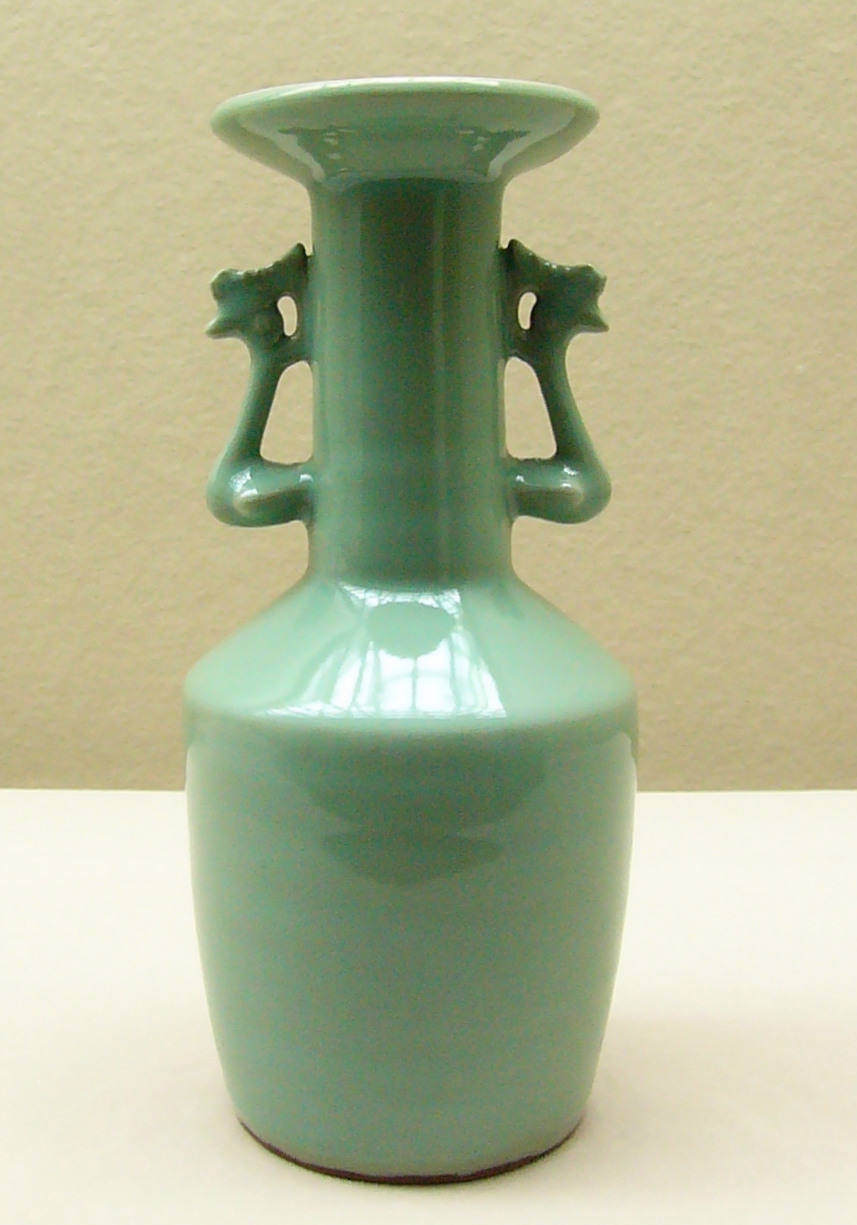
青磁鳳凰耳瓶 龍泉窯 大阪市立東洋陶磁美術館

### 概論
元（1271 - 1368年）の陶磁について概説する。モンゴル人による征服王朝である元の時代にも、中国陶磁は停滞することなく発展を続けた。かつて元時代は中国陶磁の暗黒時代と言われ、この時代の中国陶磁器には見るべき発展はなかったとされていた。元代の陶磁については同時代の記録が乏しい上に、製作年代が判明する在銘の作品もきわめて少ないため、長らくその実態が不明であった。このため、元時代の作品はその前の宋時代か、後の明時代の作とされてしまっていた。しかし、20世紀以降、おもに欧米の研究者により元代陶磁の様式研究と作品の抽出が進み、その実態が明らかになってきた。

### 青花
元代の陶磁史において特筆すべきことは、青花、すなわち白地に青の文様を表した磁器の隆盛である。青花は「青い文様」の意で、英語では「ブルー・アンド・ホワイト」、日本語では「染付」と称される。青花は釉下彩の一種であり、成形した器をいったん素焼きしてから、酸化コバルトを含む顔料で器面に絵や文様を描く。その上から透明釉を掛けて高火度で還元焼成すると、顔料は青色に発色する。元代には西アジアから輸入されたコバルト顔料が使用されたことが分析結果から判明しており、この顔料を中国では「回青」または「回回青」（「イスラム圏の青」の意）、日本語では呉須という。釉下彩の技法は、すでに唐時代の長沙窯に先例があるが、宋時代には中国陶磁の主要な技法とはなっていなかった。釉下彩磁が盛んになるのは元時代の景徳鎮窯からである。
元の国号が定められたのは1271年であるが、陶磁器の作風に関しては、しばらくは大きな変化がなく、南宋ならびに金の陶磁の延長であった。元時代特有の陶磁が現れるのは14世紀、1300年代に入ってからである。年代の押さえられる初期作品としては、延祐5年（1318年）の無名氏墓（江西省九江市）から出土した青花塔形瓶が指標となる。ロンドンのデイヴィッド財団蔵の至正11年（1351年）銘の青花龍文象耳瓶一対は世界的に知られる名品であり、元代青花の編年の基準作例となった。これは器の肩に象頭形の双耳を有する大瓶で、至正11年に道観（道教寺院）に寄進された旨の銘が器の口縁の下の文様帯内に書かれている。この瓶に最初に着目したのは大英博物館の極東担当であった R. L. ホブソン（Robert Lockhart Hobson, 1872-1941）で、それは1929年のことであった。元の青花磁器は中国国内よりも日本、西アジアなどの国外に多く伝来しており、中でもトルコのイスタンブールのトプカプ宮殿、イランのアルデビル・モスクなどの伝来品は著名である。1950年代にはフリーア美術館の J. A. ポープが、これら西アジアのコレクションから元様式の青花を抽出し、青花磁器の編年の基礎を築いた。デイヴィッド瓶に代表される青花の様式を至正様式と呼ぶ。この瓶が作られた14世紀半ばには元の青花磁器は様式的にも技法的にも成熟した段階にあったことがわかるが、このような成熟した様式の青花がどのような経過をたどって発展したかは定かでない。
元代には顔料にコバルトを用いた青花のほか、銅を用いて赤く発色させた釉裏紅（ゆうりこう）という技法の作品も作られたが、銅の顔料は高火度では気化しやすく、鮮明な赤色に発色させることが困難なため、元時代の釉裏紅はややくすんだ赤に発色したものが多い。元代青花の代表的な器種には壺、水注、梅瓶（口が小さく肩の張った形の瓶）、盤などがあり、酒会壺と称する口の広い壺や、瓢形の瓶などもある。元代磁器の特色の一つは大作が多いことで、径40センチを超える大盤（大皿）をしばしば見る。こうした大作主義は、輸出先である西アジアの需要に応じたものと考えられる。西アジアのイスラム圏では、円卓を大勢で囲み、大皿に盛った料理を各自が取り分けて食べる習慣があった。文様は伝統的な龍、鳳凰などのほか、人物図、牡丹唐草などの親しみやすいものが多く、大きな器面を目一杯使用して、あまり余白を残さずに文様を描き詰めたものが多い。主文様の上下や周囲に蓮弁文、如意頭文、波濤文などの従文様帯を配した構成には、西アジア美術の影響が看取される。人物文には当時の雑劇である「元曲」の場面に取材したものの多いことが指摘されている。
一方、五彩（色絵）の技法は、金代に磁州窯で創始されたが、元時代の景徳鎮窯ではもっぱら青花が主役であり、元時代の五彩の様式発展については明確でない。青花の青を用いず、赤と緑の上絵付けのみで文様を描いた素朴な色絵磁器の作品群があり、これらは元末から明初にかけての民窯の作とみられる。

### 龍泉窯
元時代には、景徳鎮の青花が発達した一方で、宋時代以前に栄えた白磁の定窯、青磁の耀州窯などは振るわなくなり、姿を消している。そうした中で、伝統的に青磁の産地であった浙江省では、宋代に引き続き龍泉窯の青磁は活況で、海外にも多くの製品を輸出していた。そのことを如実に示すのが、1975年に韓国全羅南道新安郡沖で発見された沈没船（新安沈船）の積荷の貿易陶磁である。この船は積荷の中に至治3年（1323年）の年号や「東福寺」の文字を記した木簡があり、その頃に中国の寧波の港を出て、日本へ向かう途中で沈没したことがわかる。積荷の陶磁は龍泉窯青磁がもっとも多く、建窯や吉州窯の天目、江南産の白磁、青白磁なども含まれていたが、青花は含まれていなかった。南宋時代の龍泉窯青磁は、白胎に失透性の青磁釉が厚く掛かった、日本で砧青磁と称される作品群に代表される。砧青磁の釉色は青系で、刻花（彫文様）や貼花（貼り付け文様）はほとんどないのに対して、元時代には釉が緑系に発色し、器表に刻花や貼花の装飾を施した壺、鉢などの青磁器が作られた。この手の作品は日本に多く舶載され、日本では天龍寺青磁と称されている。天龍寺青磁の名称は、天龍寺船で運ばれたからとも、京都の天龍寺にあった青磁の牡丹文貼付の香炉に由来するともいわれる。元時代の作品としては、このほかに、青磁の釉下に黒の鉄斑文を散らした、日本で「飛青磁」と称される手の作品がある。かつては、龍泉窯の青磁は、砧青磁から天龍寺青磁へ移行したと説かれていたが、砧青磁と天龍寺青磁は併行して製作されていたことがわかっており、前述の新安沖の沈船からも砧青磁が見出されている。

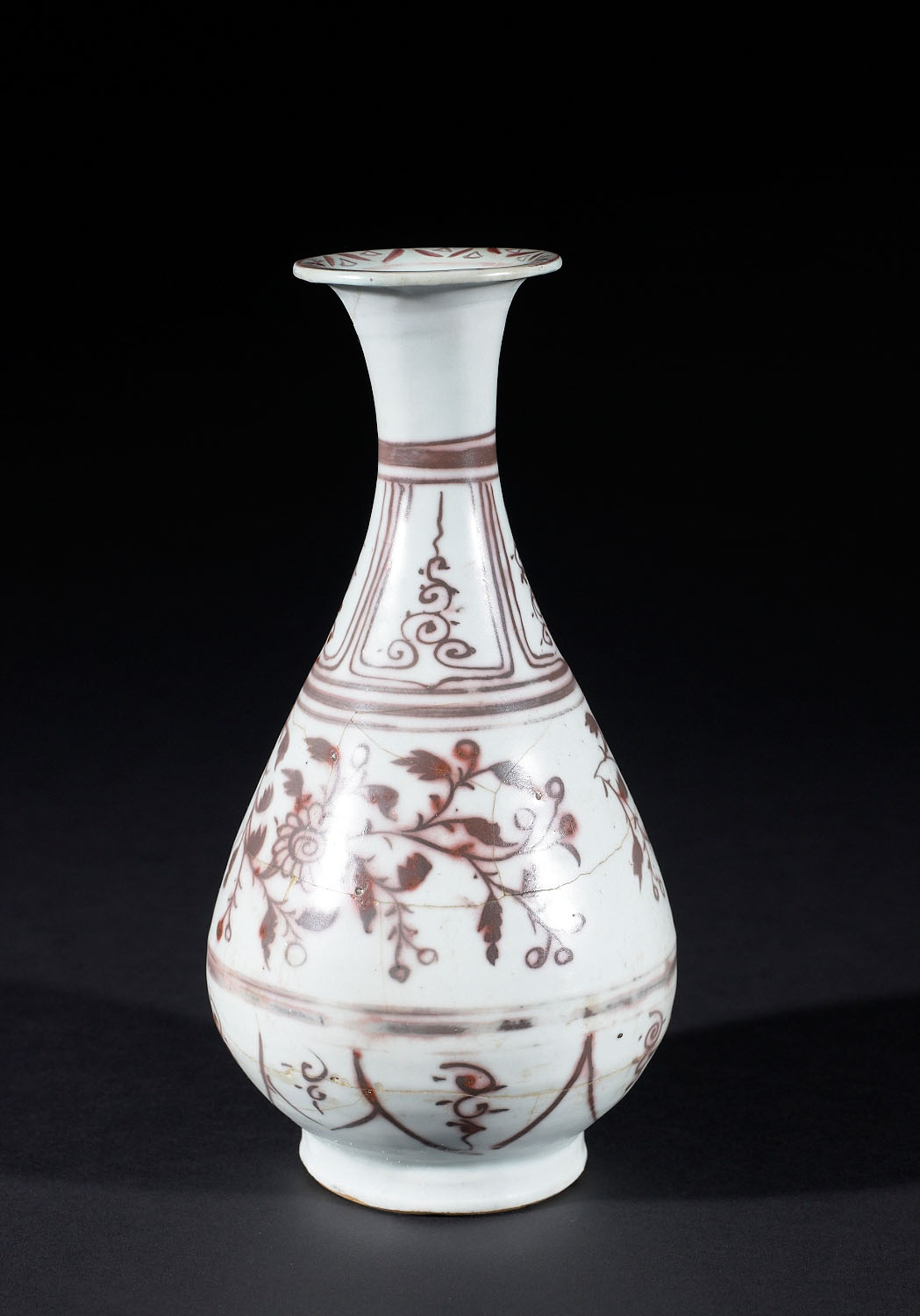
釉裏紅菊唐草文玉壺春瓶
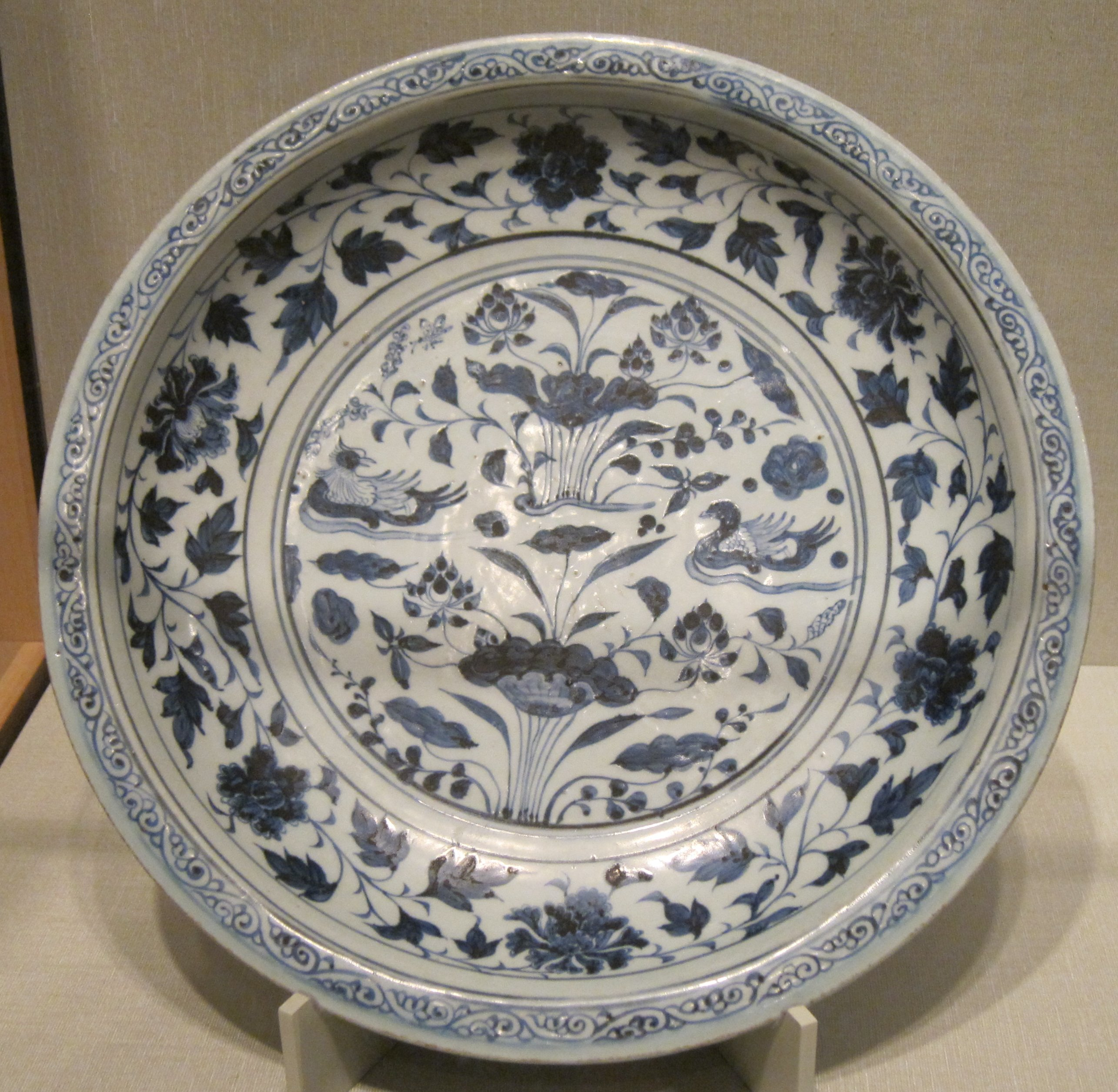
青花蓮池水禽文盤
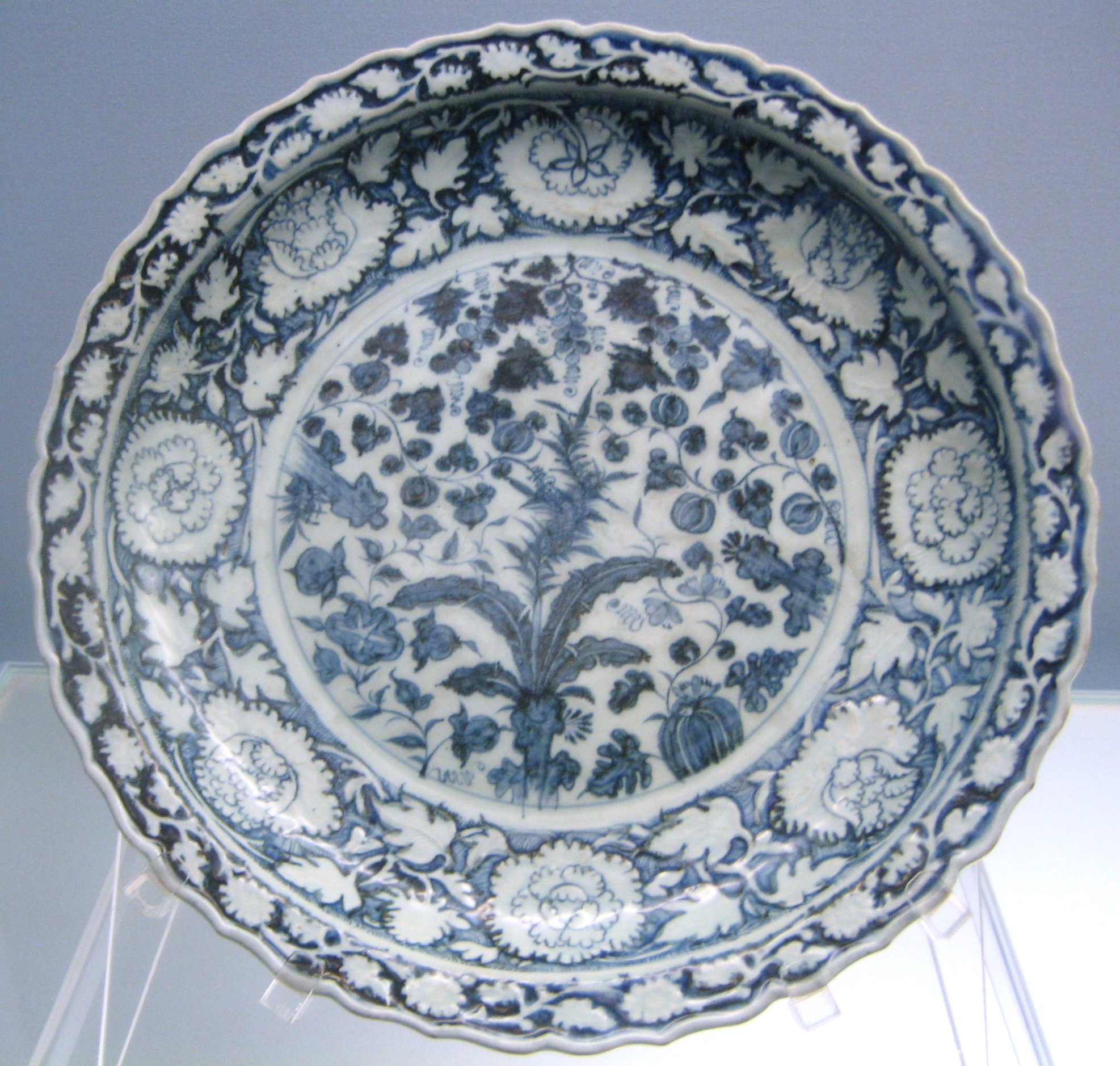
青花瓜竹葡萄文盤 元 上海博物館
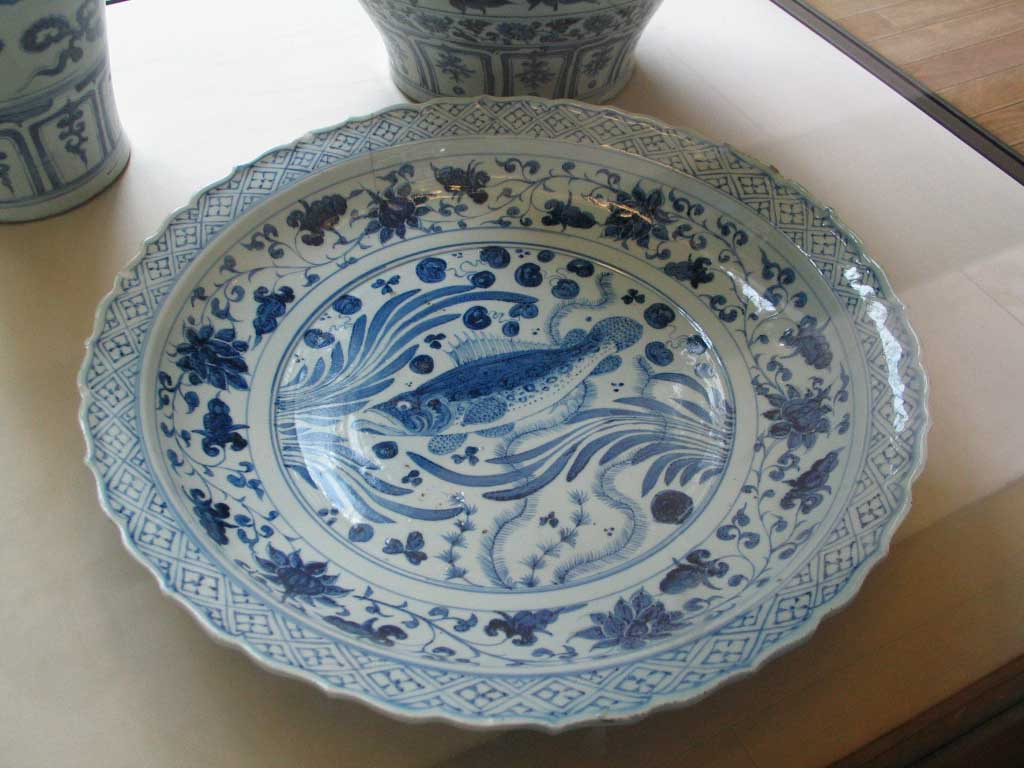
青花魚文稜花盤 大英博物館
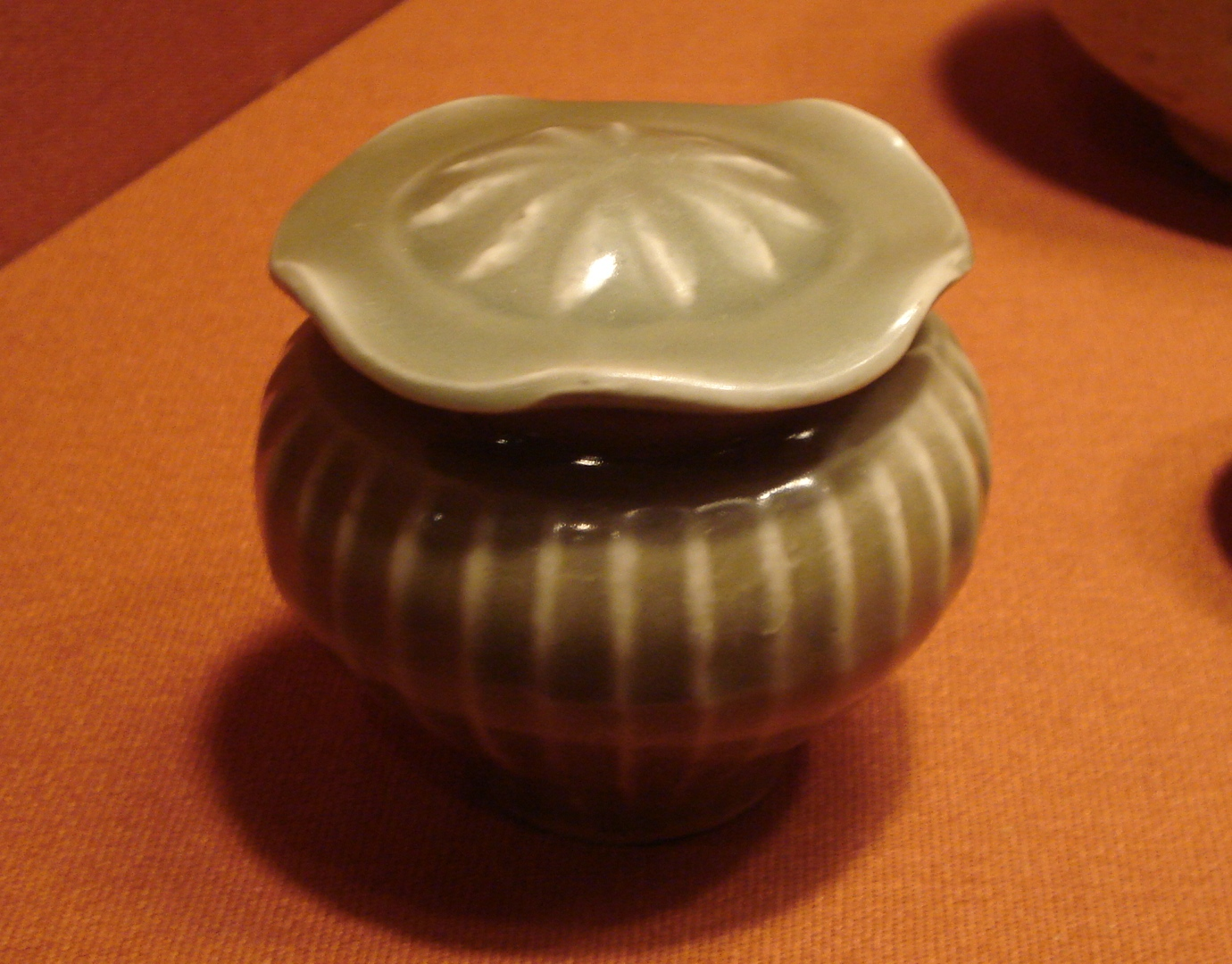
青磁鎬文有蓋壺 龍泉窯 元

## 明の陶磁

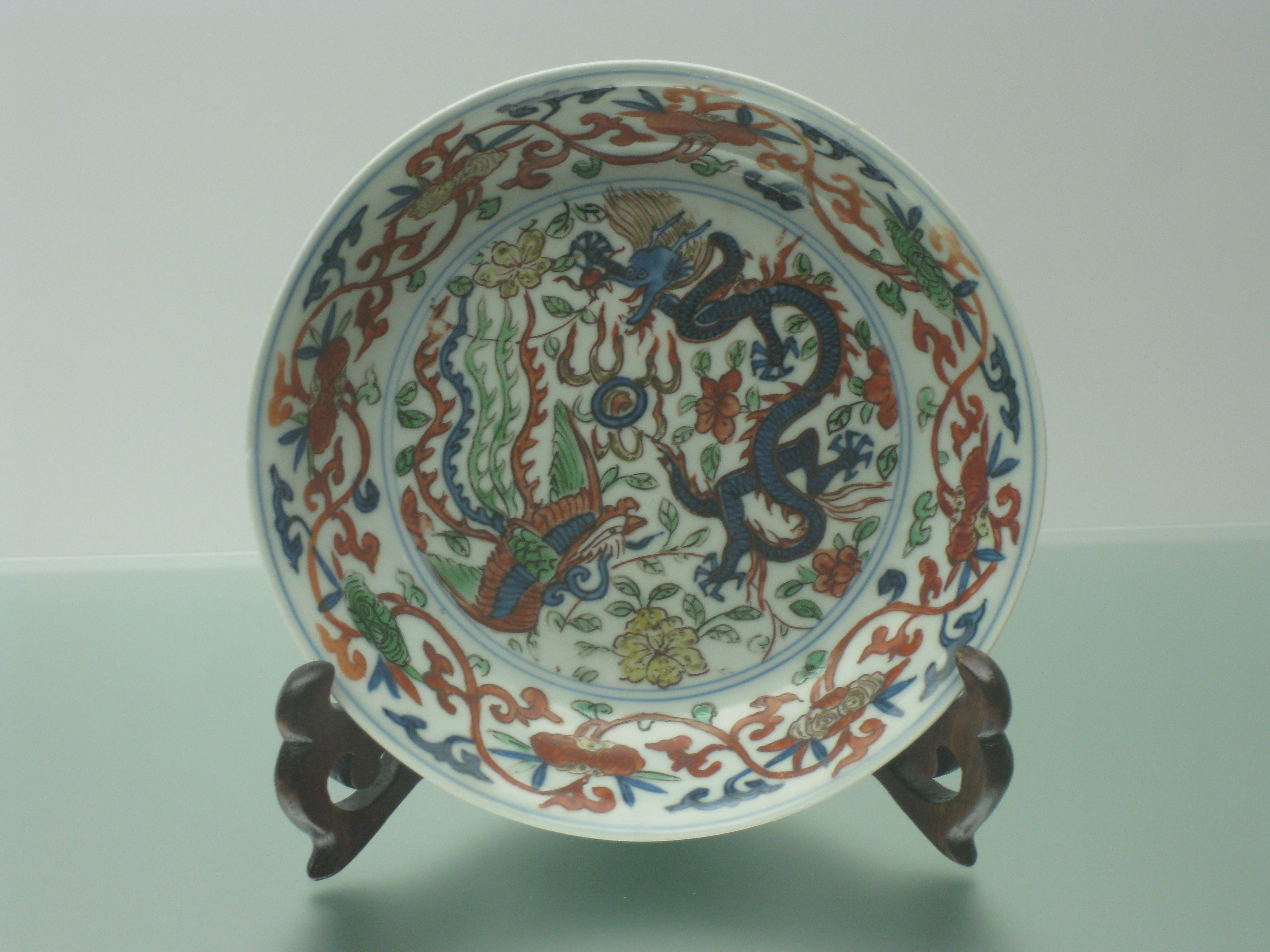
五彩竜鳳文盤

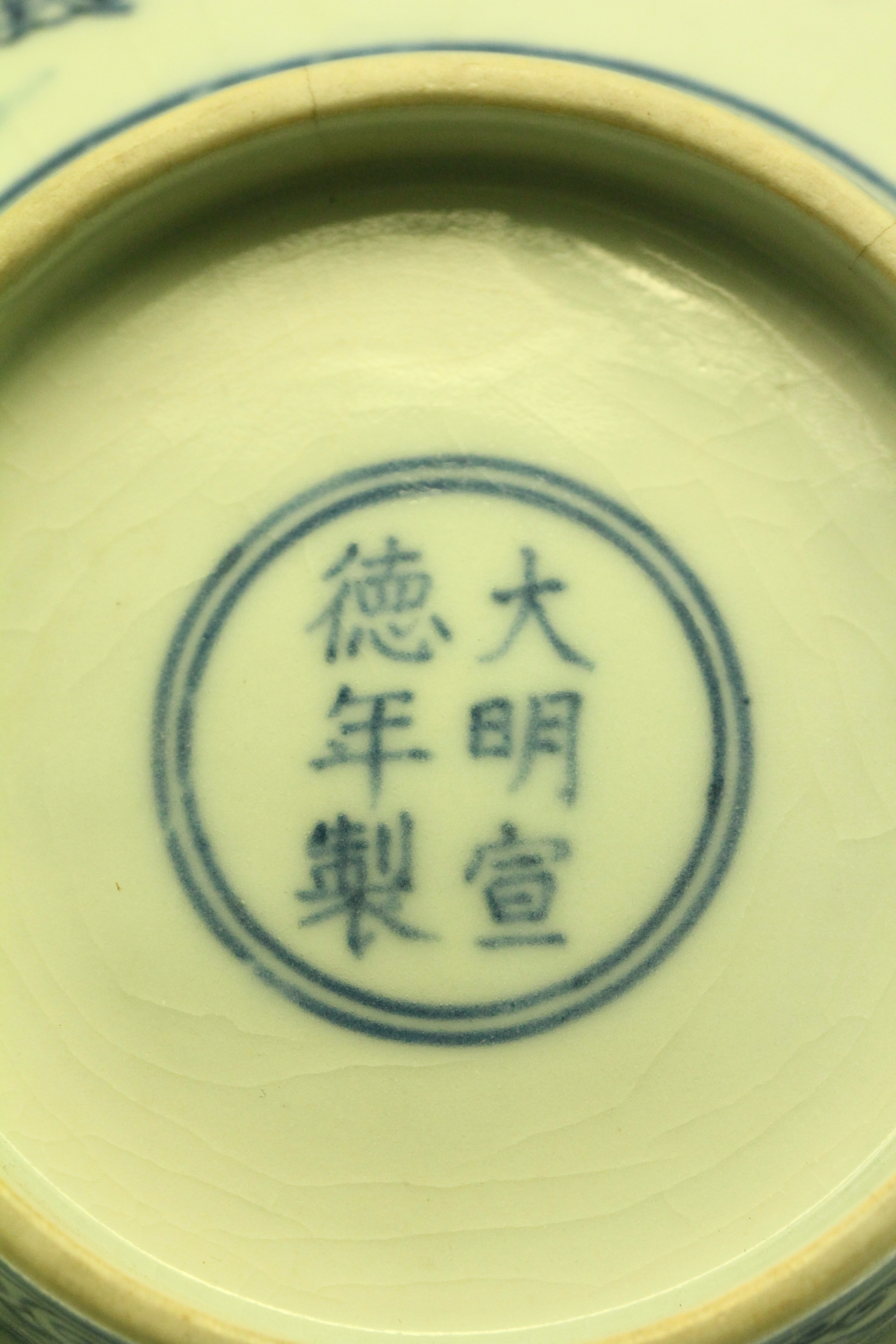
「大明宣徳年製」の年款銘

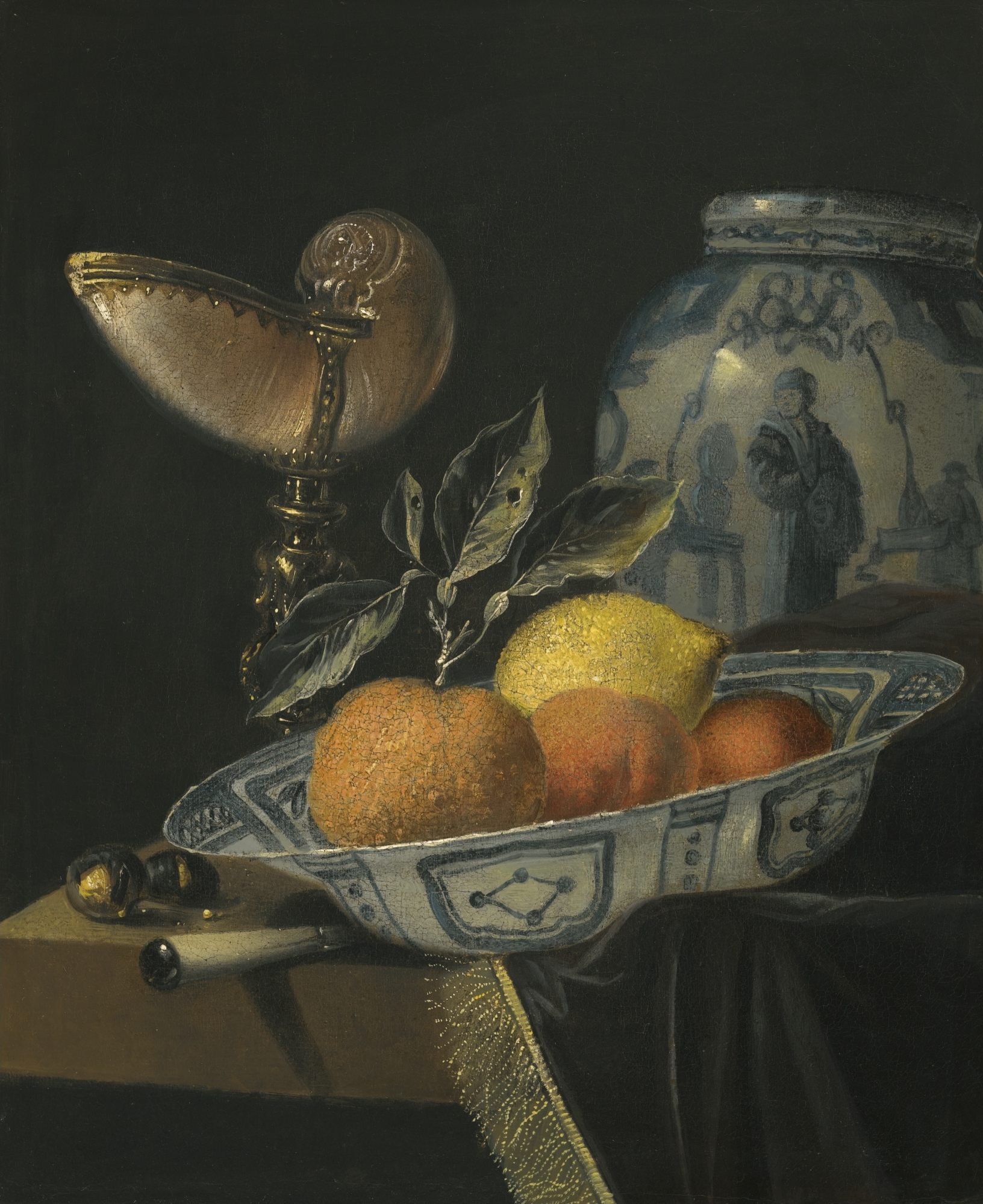
万暦青花磁器のある西洋絵画（ユリアーン・ファン・シュトレーク『レモン、オレンジ、桃と万暦磁器のある静物』、17世紀）

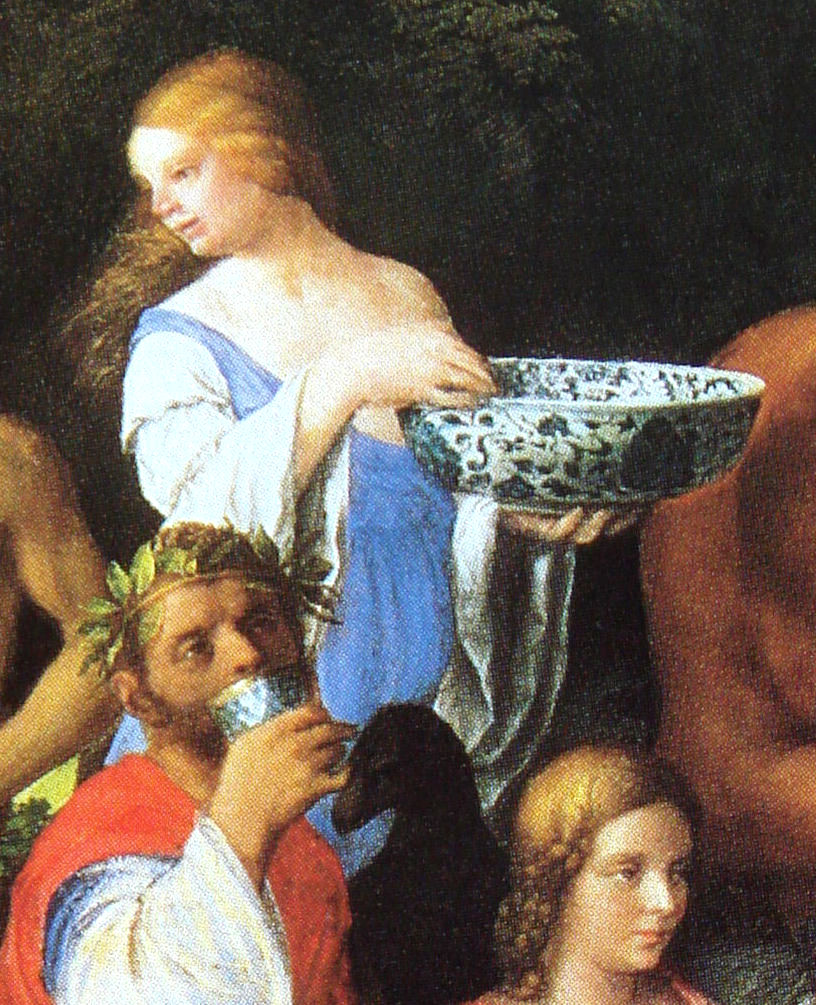
ジョヴァンニ・ベリーニ『神々の祝宴』（1514年、部分）に描かれた青花風の器

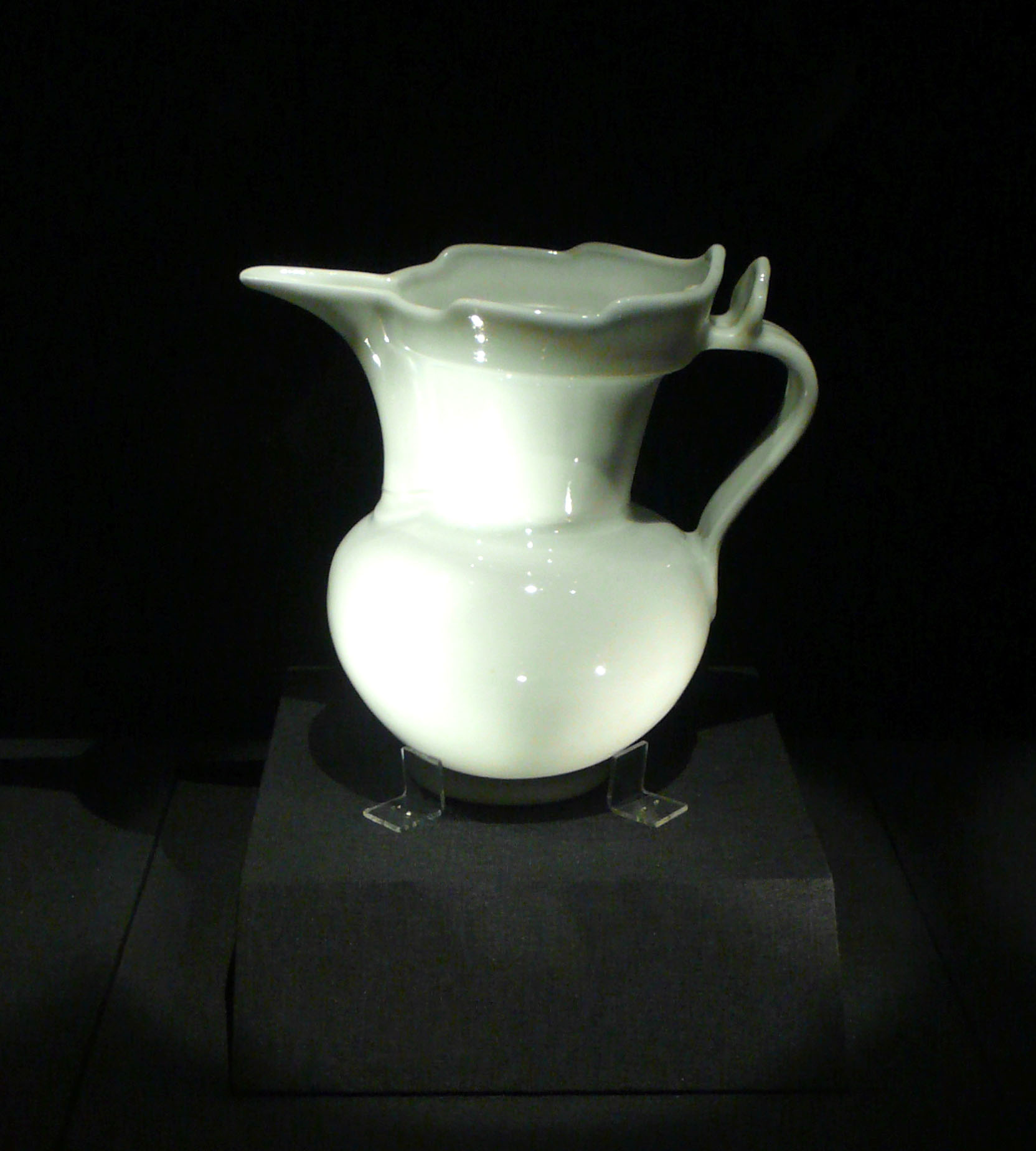
白磁僧帽壺（永楽）

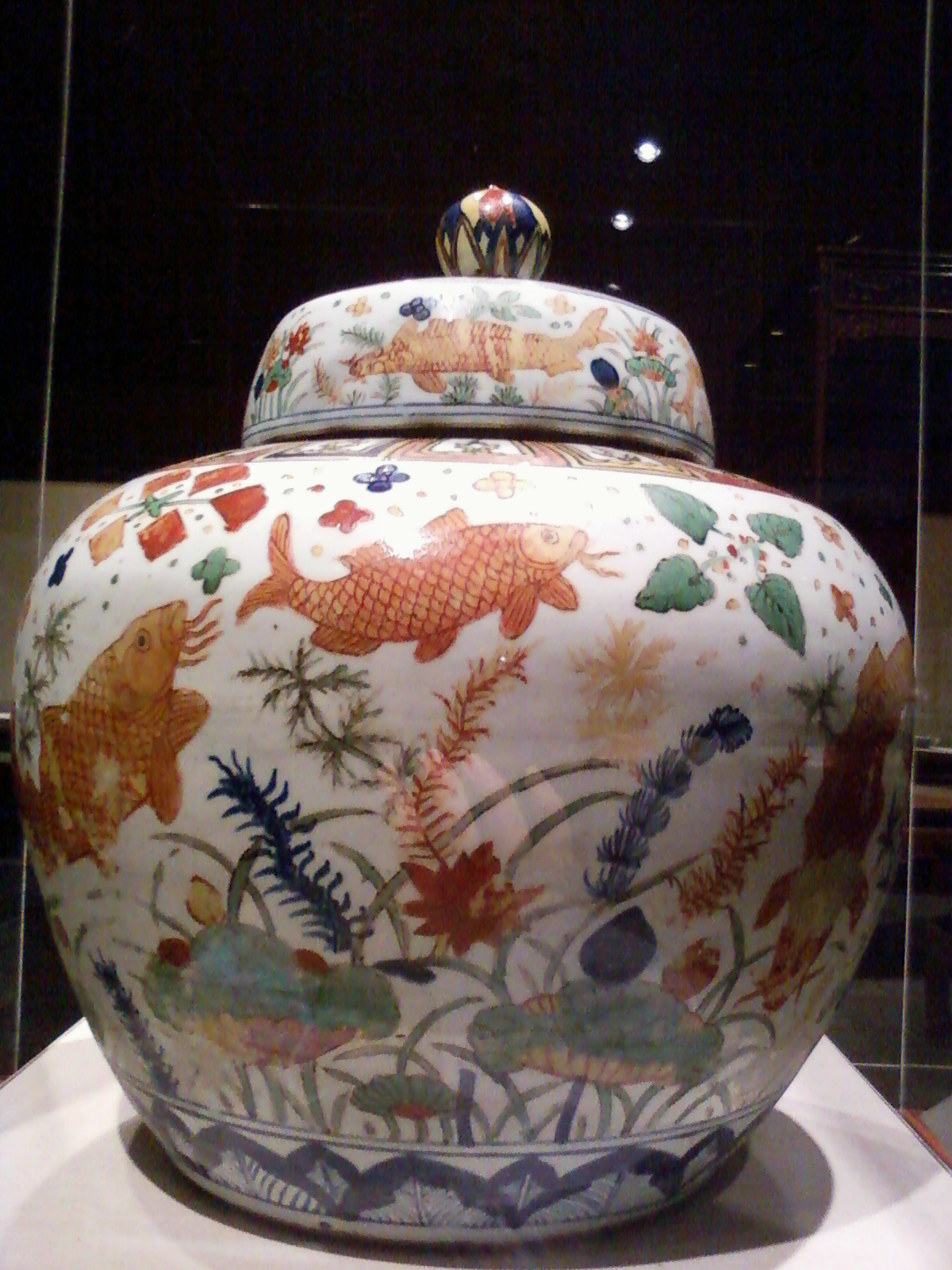
五彩魚藻文壺（宣徳）

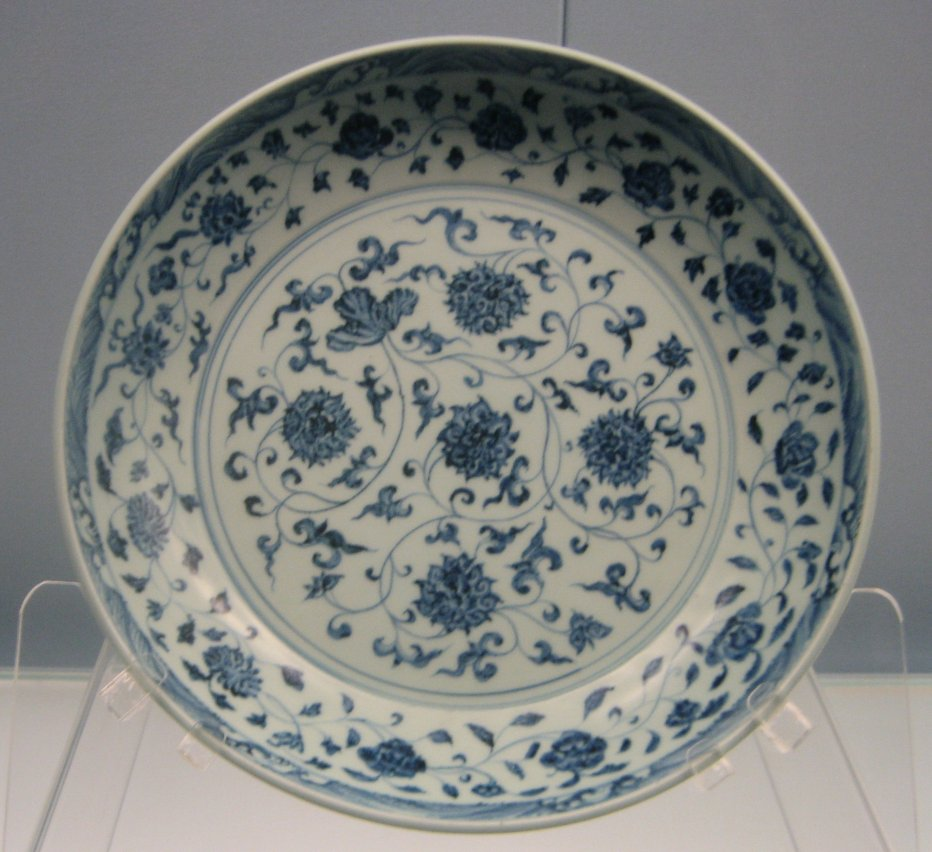
青花宝相華唐草文盤（宣徳）

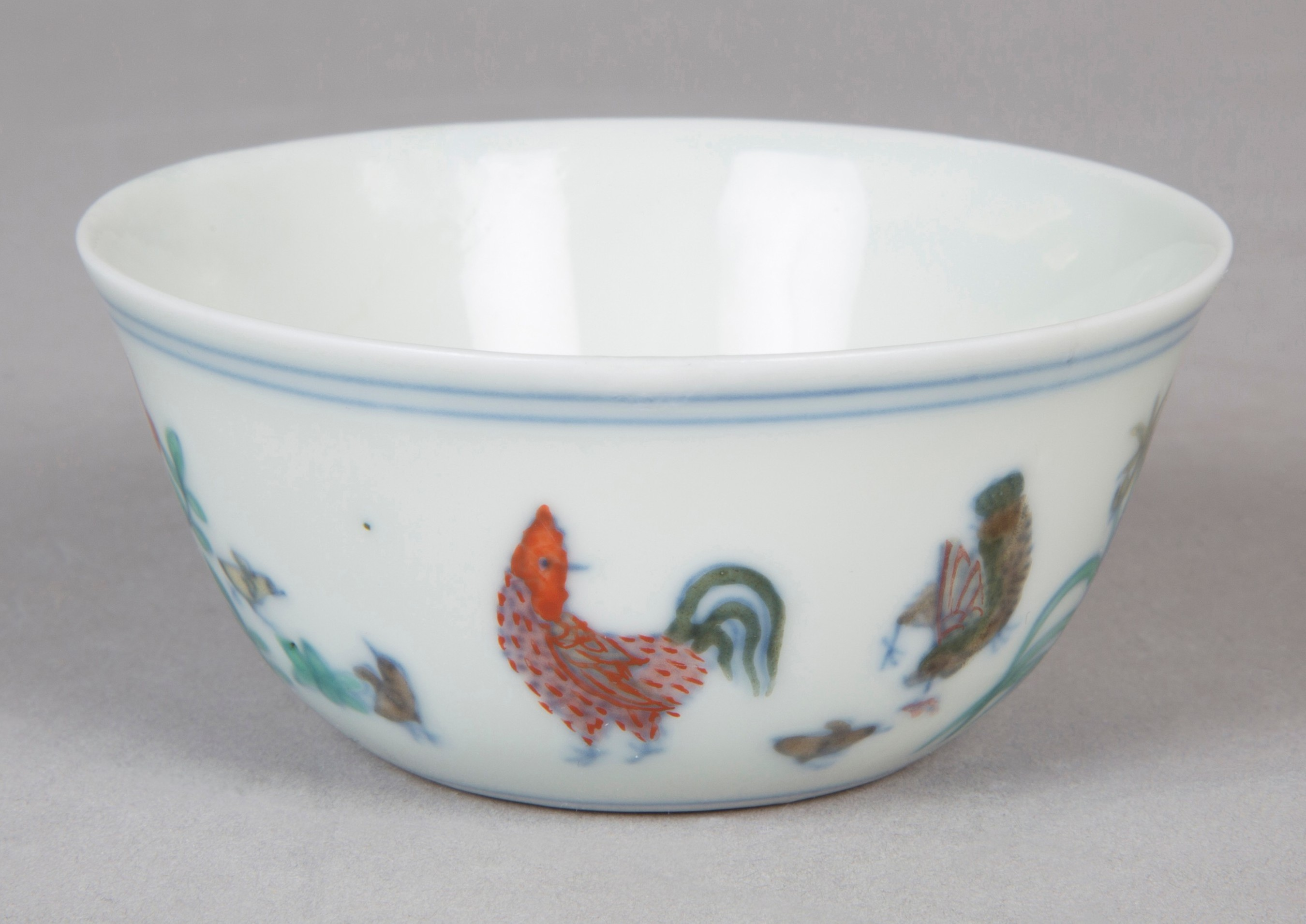
闘彩雞缸杯（成化）

### 概論
明（1368 - 1644年）の陶磁について概説する。明代陶磁を代表する窯は、御器廠（官窯）が置かれ、宮廷御器を焼造した景徳鎮窯である。明代には、華北の磁州窯、華南の龍泉窯は引き続き活動していたが、陶磁史を飾る主要な作品はほぼ景徳鎮の官窯および民窯の作品で占められると言って過言ではない。明・清代には、一世一元、つまり1人の皇帝の治世の間は1つの年号が使われることが慣例となった。また、官窯の作品には「大明宣徳年製」のような年款銘を入れることがある。こうしたことから、明代の陶磁については、洪武、永楽、宣徳、成化、弘治、正徳、嘉靖、万暦といった年号を用いて作風の変遷を説明することが慣例化しており、「成化豆彩」「万暦赤絵」のように、特定の時期の作風を年号を冠して呼ぶことも多い。
景徳鎮窯は五代には存在し、宋代には青白磁を焼造していたことは既述のとおりで、明・清代には名実ともに中国窯業の中心地となった。陶磁器の生産には原料の陶土、焼成のための薪となる木材、陶土の精製に必要な水、そして交通の便といった諸要素が必要であるが、景徳鎮はこれらすべての条件を満たしていた。四方を山に囲まれた景徳鎮には窯焚きのための薪となる松材が豊富であり、磁器の原料土も豊富に埋蔵されている。さらに昌江とその支流による水運の便にも恵まれていた。
明代には景徳鎮に官窯が存在したが、その正確な設置年については洪武2年（1369年）説、洪武35年（1402年）説などがあって定かでない。官窯が明時代を通じて存続したものか、必要に応じて臨時に設置されたものかも定かでないが、少なくとも、永楽年間（1403 - 1424年）に官窯が設置されていたことは景徳鎮での窯址発掘調査により明らかになっており、その前の洪武年間（1368 - 1398年）にすでに官窯が存在したかどうかが論点になっている。明の官窯の生産を支えたものは、匠役制という制度による、民窯陶工の強制的な徴用であった。明では洪武3年（1370年）に戸籍制度が設けられ、人民は民籍、軍籍、匠籍の3種の戸籍に登録された。このうちの匠籍に分類された民窯陶工は、輪班匠といって、交替で4年に一度、3か月間にわたって、官窯での強制労働が課せられた。この制度は工人に多大な負担を与えたが、成化21年（1485年）に班匠銀制という制度ができ、工人は政府に銀を納めることによって輪班を免除される権利が与えられた。このような制度の変更と貨幣経済の浸透に伴い、封建的な制度である匠役制は崩壊し、官窯は工人を雇い入れる雇役制を採用するに至った。
嘉靖（1522 - 1566年）以降は、大量の磁器製作注文をこなすために、「官搭民焼」といって、官窯から民窯に委託して焼造させることが行われた。明末から清初にかけては、景徳鎮の民窯で、官窯の厳格な作風とは趣の異なる、国外輸出向けの五彩や青花磁器が盛んに製作された。この中には、ポルトガルやオランダなどヨーロッパ向けの磁器や、日本の桃山時代の茶人が景徳鎮に注文して作らせた「古染付」「祥瑞」（しょんずい）などの日本趣味の茶器もある。
明代には青花や五彩（赤絵）に加え、白磁などの単色釉磁も引き続き焼造された。明代初期の文人・曹昭は洪武20年（1387年）の著書『格古要論』の中で「白磁が上であり、青花や五彩は甚だ俗である」と述べている。中国の青花や五彩は国外ではもてはやされたが、当時の中国の文化人にとっては、白磁が上であり、青花や五彩のような絵柄の入ったやきものは一段格の下がるものであった。しかし、輸出磁器の主流は青花や五彩であり、中国陶磁の装飾は筆彩による絵画的文様が主流となり、白磁は青花や五彩に主役を譲って、これらの絵画的文様の背景に退いていくこととなった。

### 洪武
洪武帝は建国の翌年の洪武2年（1369年）に詔勅を出し、宮廷で使用する祭器には磁器を用いることと定めた。貧農から身を起こした洪武帝（朱元璋）は倹約を宗とし、宮廷の祭器にも高価な金銀器の代わりに磁器を用いるように命じたものである。『大明会典』によれば、洪武26年（1393年）に出された規則には、官窯の磁器は民窯とは違った官窯独自の様式を用いるべきこと、宮廷御用の磁器は工人を都の応天府（南京）に呼び寄せて焼かせるが、必要な器の数が少ない場合は景徳鎮や龍泉窯で焼かせることなどが定められている。こうしたことから、洪武年間（1368 - 1398年）には応天府（南京）に官窯が存在したことが想定されているが、その実態は明らかでない。南京の洪武宮址からは多数の陶片が出土しており、これについては1976年の『文物』誌に南京博物院による報告がある。出土陶片の中には五爪の竜が描かれた白磁紅彩竜紋皿があった。五爪の竜は皇帝専用の紋様であることから、この皿は宮廷使用のものであり、工人を応天府に招聘して焼かせた可能性もある。洪武年間の磁器には、後の時期のように「○○年製」という年款銘を入れた作品はないが、元代とも、後の永楽期とも異なる様式の磁器で、上述の洪武宮址出土陶片と作調の共通するものが洪武様式とみなされている。洪武期に比定されている作品には、青花、釉裏紅のほか、印花紋のある単色釉磁、内外に別色の釉を掛け分けた鉢などがある。青花や釉裏紅の紋様は植物紋が多く、盤、鉢などの見込み中央に花卉紋、周囲に唐草紋を表すものが典型的である。コバルト顔料の不足のため、青花の色は淡く仕上がっている。

### 永楽
1982年に景徳鎮の珠山路にある窯址の発掘調査が行われ、「永楽年製」銘のある白磁馬上杯の陶片が出土した。このことから、永楽年間（1403 - 1424年）には景徳鎮に官窯の存在したことが認められるようになった。永楽期の作品としては白磁と青花が主要なものである。白磁は「甜白」（てんぱく）と称されるもので、純白の素地にわずかに青みを帯びた透明釉の掛かったものである。青花は元代の余白を残さず濃密に紋様を描き詰める様式から変化し、余白を十分にとった絵画的な構図の花卉紋、花鳥紋などが官様式の典型的なものである。青花の器種としては、径50センチを超える大盤のほか、梅瓶、壺などの伝統的な器形、天球瓶（球形の大型の胴部に細長い頸部がつく）、扁壺（扁平な胴部をもつ壺）、洗（底の広い、深い容器）、水注などには西アジアのイスラム圏の金属器の器形を写したものがある。この時期には永楽帝の命を受けた武将鄭和が大船団を仕立てて南海への遠征を7回にわたり行っている。鄭和の船団の積荷に青花が含まれていたことは、イスタンブールのトプカプ宮殿やイラン北部のアルデビル・モスクのコレクションに残る大量の青花磁器から推察できる。永楽期の青花には蘇麻離青（「スマルト」の音訳）というイスラム圏から輸入したコバルト顔料が用いられ、濃厚な藍色に発色している。この時期の作品のうち、白磁には「永楽年製」銘を有するものがあるが、青花には年款銘を有するものがなく（後世の偽銘は除く）、この時期の白磁と青花の位置づけの違いを示唆している。

### 宣徳
宣徳期（1426 - 1435年）には青花の器にも年款銘が入れられるようになる。青花の作調には永楽期と大きな差は見られない。この時期には色釉に白抜きで紋様を表したものや、青花に上絵付け技法を併用したものがみられる。白抜きとは、紋様部分を盛り上げ、その部分を避けて釉を掛けたもので、藍釉を掛けた場合は地が藍色になり、紋様の部分が白く浮き出る（藍釉白花）。このほかに白磁紅彩、青花紅彩、黄地青花などの2色を用いた磁器が製作された。たとえば、黄地青花は、コバルト顔料で紋様を描き、透明釉を掛けて高火度焼成した後、地の部分に黄釉を塗り詰めて再度焼成するもので、釉下彩（青花）と釉上彩（黄釉）を併用している。これらは五彩のように図柄自体を複数の色で描くものとは異なり、紋様と地を別色で表したものである。この時期の五彩の遺品は少ないが、景徳鎮の珠山官窯址から出土した五彩蓮池水禽紋盤、チベットのサキャ寺伝来の五彩蓮池水禽紋鉢などが知られる。

### 成化・弘治・正徳
宣徳に続く正統、景泰、天順の3代の間は年款銘のある作品がなく、作風の変遷は定かでない。景徳鎮の明代の磁器に再び年款銘が入れられるようになるのは次の成化期からである。成化（1465 - 1487年）、弘治（1488 - 1505年）、正徳（1506 - 1521年）の3代の磁器の特色は小品が多いことである。器種の点では、永楽期に見られたような西アジア起源の器形はほとんど見られなくなり、伝統的な器形が多い。この時代には官窯でも上絵付けの多色磁器が盛んに作られるようになった。中でも世界的に声価の高いのが成化期の豆彩（とうさい）と呼ばれる色絵磁器である。豆彩は、原理的には五彩と同じで、釉下彩の青花と上絵付けの色絵を併用したものである。青花の線描で文様の輪郭線を描き、透明釉を掛けていったん焼成した後、赤、黄、緑、紫の上絵具で彩色して再度焼き付けたもので、特徴的な緑の絵具の色が豆の色に似ることから豆彩と称するという。また、この技法は「闘彩」とも書き、「闘」は各色が競い合うという意味であるという。伝世の豆彩の器は杯、小壺、馬上杯などの小品に限られ、文様は人物、植物、動物などを表すが、特に親子の鶏を描いた杯が著名で、欧米では「チキン・カップ」と称され、成化豆彩の代名詞となっている。豆彩は、透明感のある色彩、上品な図柄とともに、作品数の少ない点でも愛陶家垂涎のものとなっている。景徳鎮での考古学的発掘により、膨大な量の成化豆彩の陶片が発見され、この時期の豆彩は厳しく作品を選別し、少しでも欠点のある作品は容赦なく破棄していたことがわかった。なお、窯址出土の豆彩には、伝世品とは作調の違った、濃厚な色彩のものもある。成化期には宣徳期に続いて黄地青花が作られ、弘治以降は白磁緑彩、黄地緑彩なども作られている。成化期には青花の作品もあり、薄手に整形された青花の碗は欧米でパレス・ボウルと呼ばれて珍重されている。

### 嘉靖
嘉靖年間（1522 - 1566年）には、生産量の増大に伴い、「官搭民焼」すなわち官窯から民窯への委託焼成が行われ、民窯製造の磁器にも「大明嘉靖年製」の年款銘が入れられるようになった。嘉靖期の五彩は、青花による輪郭線は用いられず、釉下の青花は他の上絵具と同様に、青色を表す絵具として使われている。この時期の五彩に使われているオレンジ色は嘉靖五彩の特色の一つで、黄色の上に淡い赤を重ね焼きするという手間のかかる方法で発色させたものである。魚藻文を表した壺で、鯉のオレンジ色を表すのにこの技法が用いられている。この時期には五彩や青花の他に、文様と地を別色で表した「雑彩」が盛んに作られた。「雑彩」には紅地黄彩、紅地緑彩、黄地緑彩、黄地緑彩、黄地紅彩などさまざまな組み合わせがある。中でも黄地紅彩は手の込んだもので、透明釉の上に黄釉を掛けて焼いた後、さらに紅釉を施してもう1回焼き上げるものである。

### 金襴手・古赤絵・法花
明代中期の嘉靖年間頃、景徳鎮の民窯では金襴手と称される一群の作品が製造された。金襴手（「金襴タイプ」の意）とは、五彩の色絵具の上にさらに金箔を焼き付けて文様を表したもので、碗、水注、瓢形瓶などの作品が残る。典型的な文様構成は窓絵といって、窓枠状の区画内に上絵具（多くは赤）を塗り、その上に牡丹、孔雀、吉祥文字などの主文様を金箔で焼き付けるもので、窓枠外の地の部分は幾何学文などで埋めている。この時期、すなわち明代中期の正徳から嘉靖頃に民窯で作られた一群の色絵磁器を日本では「古赤絵」と呼んでいる。古赤絵の特色は、豆彩のように釉下の青花を用いず、赤と緑のみで図柄を表している点にある。この時期には三彩の系譜を引く法花という技法の作品も作られた。法花の「法」は境界線の意であり、「花」は青花などの「花」と同じく「文様」の意である。鉛釉に銅、鉄などを呈色剤として加えて発色させる三彩は、釉が流れたり滲んだりしやすく、細かい絵柄を表現するのは困難であるが、法花では土を細長く絞り出して色と色の境目を作る（これを「イッチン描き」という）ため、具象的な図柄を表すことが可能である。法花の色調は唐時代の三彩とは異なり、青と緑の寒色系が基調になっている。法花の製作地については、華北の磁州窯とも景徳鎮の民窯ともいわれる。

### 万暦、天啓、崇禎
嘉靖と万暦に挟まれた隆慶は6年間しか続かなかったため、隆慶の年款銘を有する作品は少なく、作風は嘉靖のものと大差がない。万暦年間（1573 - 1620年）には嘉靖期に引き続き、民窯への委託によって大量の製品を焼成していた。万暦期の五彩には、緑などの寒色を主調にした落ち着いた作風のものと、繁雑な文様で器全面を埋め尽くした粗放で装飾過剰な作風のものとがあり、前者は万暦前期、後者は万暦後期の作品と考えられている。後者は、日本で「万暦赤絵」と称されて殊に珍重されたものである。「万暦赤絵」の文様は繁雑で繰り返しの多いものとなり、民窯風の活力はあるが、器形や文様には崩れがみられる。たとえば、文様中の鳳凰の5本の尾を機械的に5色に塗り分けるなど、大量生産、分業による製作を反映した作調がみられる。器形は多角形の面盆（洗顔用の平たい盆）、古銅器の「尊」の形を模した尊形瓶などが典型的なものであり、筆合（筆箱）、筆管、硯屏など、従来の磁器にはみられなかった器種もある。万暦帝の没後は官窯が廃止され、続く天啓（1621 - 1627年）、崇禎（1628 - 1644年）期の景徳鎮は文字通り民窯一色となった。

### 明末清初の民窯

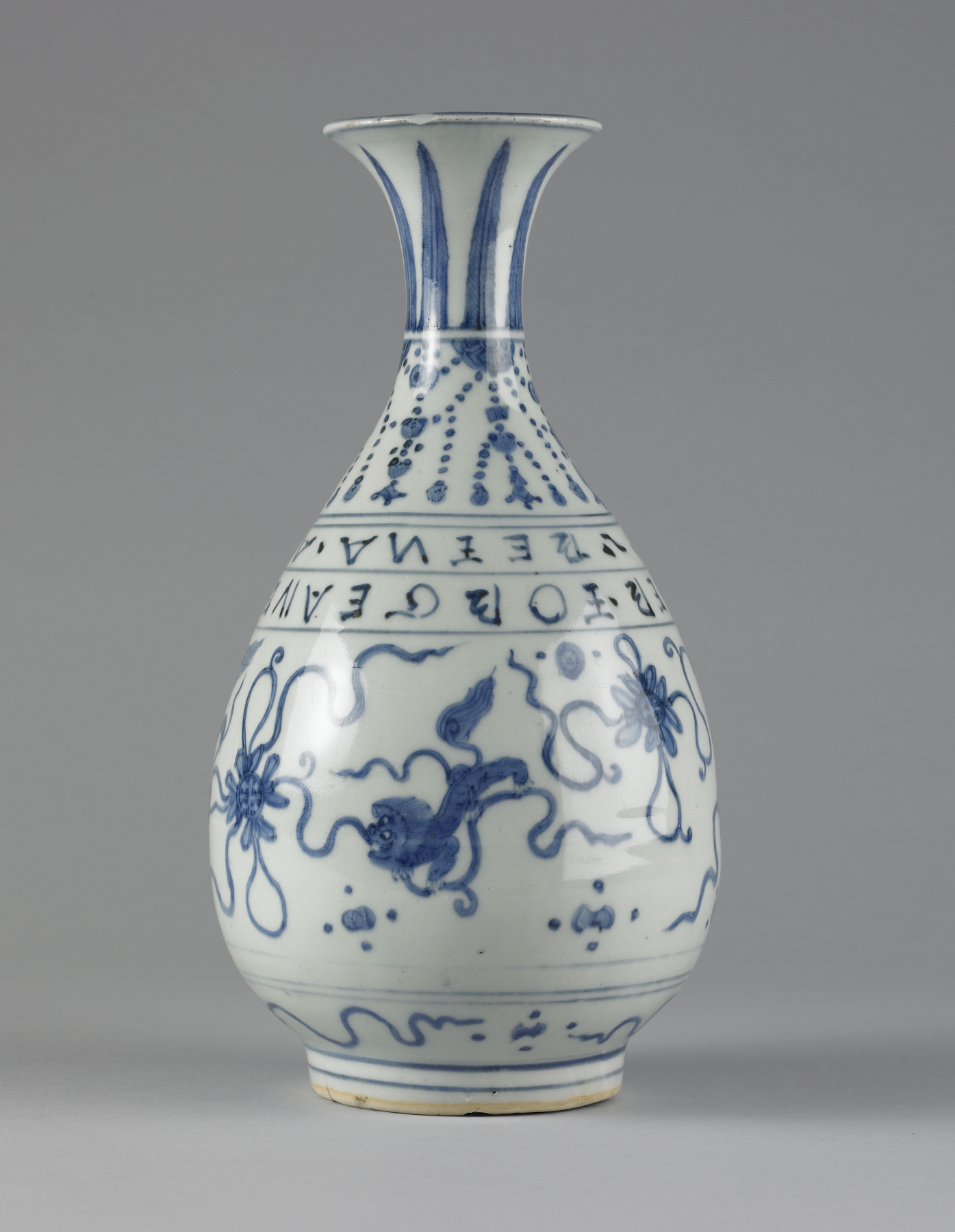
青花玉取獅子文瓶 ポルトガル向け輸出品 1552年ジョルジェ・アルヴァレスが注文した旨の欧文の銘あり

明末から清初にかけて、景徳鎮の民窯では、外国への輸出向けにさまざまなタイプの磁器が量産された。1602年にオランダ軍艦がポルトガルの商船を拿捕したところ、船内に大量の中国磁器を発見し、これが中国磁器がヨーロッパへ向けて大量輸出されるようになるきっかけであった。万暦期に主にヨーロッパへ輸出された大作の青花は独特の様式をもち、これらを芙蓉手と称する。芙蓉手の典型的な器種は大盤であるが、この種の盤は、見込みの中央の円窓内に主文様を描き、周囲には蓮弁文の中に副文様を描いている。これらを全体として見た時に芙蓉の花のように華やかであるところから芙蓉手の名がある。この種の青花の盤は、17世紀のオランダなどのヨーロッパの室内画・静物画の画中にしばしば描き込まれており、16世紀末から17世紀、中国でいう万暦年間の作であることがわかる。同じ頃、日本、東南アジア、ヨーロッパなど国外輸出向けに大量生産された五彩磁器がある。失透性の白地に赤と緑を主とした上絵具で簡略なタッチで図柄を描いたこの種の磁器を日本では呉州赤絵（ごすあかえ）、欧米ではスワトウ・ウェア（汕頭の焼物の意）と称する。かつて、この種の焼物の産地は不明で、漠然と福建省方面の窯の作とされたり、景徳鎮系の民窯の作ともいわれていた。しかし、1990年代になって、福建省博物館の栗建安らによる調査の結果、福建省平和県の窯址からこの手の磁器の破片が発掘され、呉州赤絵は福建省南部に分布する窯群（漳州窯）の作であることが判明した。
日本では室町時代以降、茶の湯の流行とともに、天目などの唐物の茶道具がもてはやされるようになったが、桃山時代になると、千利休が大成した侘び茶の流行とともに美意識が変化し、草庵の風情に合致した、侘びた茶器が求められるようになった。こうした時代に日本の茶人が景徳鎮に注文して作らせたのが古染付（こそめつけ）と呼ばれる一群の青花磁器である。古染付は天啓（1621 - 1627年）頃に景徳鎮民窯で作られたもので、皿、水指、香炉、香合などがある。変形の皿（馬形皿、魚形皿、葉形皿など）や香合など日本的な器形のものが多いが、図柄は中国風の人物や山水などが描かれている。絵付は簡略で、胎土と釉の収縮率の違いから、口縁部などの釉が剥げてしまっているもの（これを「虫食い」と称する）が多い。同じく日本の茶人が注文した青花の器としては祥瑞（しょんずい）と呼ばれる一群がある。これは主に崇禎年間（1628 - 1644年）に作られたもので、古染付に比べると、磁土、釉ともに精製されている。器種は茶碗、水指、反鉢などに限られ、現存作品は少ない。祥瑞の名の由来は、この種の作品の中に「五良大甫呉祥瑞造」という銘を有するものがあることによる。「五良大甫呉祥瑞」とは、「呉家の五男の作」との意味である。これらの日本好みの磁器が誰によってどのように注文されたのかは、公式史料が残っておらず、明らかでない。近衛家に仕えた山科道安の日記『槐記』の享保14年（1729年）2月26日条に、茶会に用いられた引切（蓋置）について「南京ノ染付、遠州ノ好ニテ、大唐ヘ誂ヘ遣ハスノ由」云々とあり、大名茶人の小堀遠州がこうした中国製茶器の注文にかかわったのではないかと推察されている。

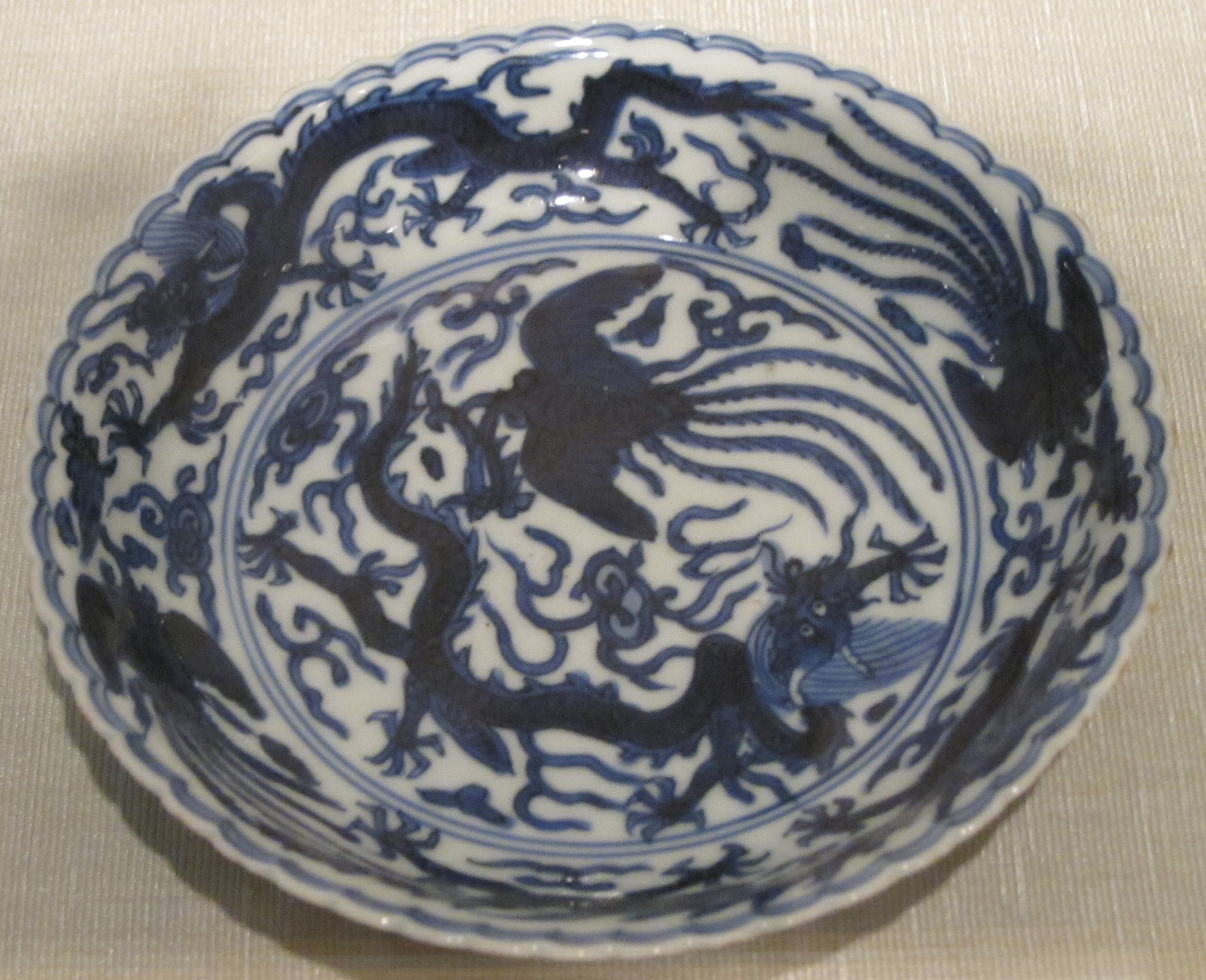
青花龍鳳文盤（万暦）
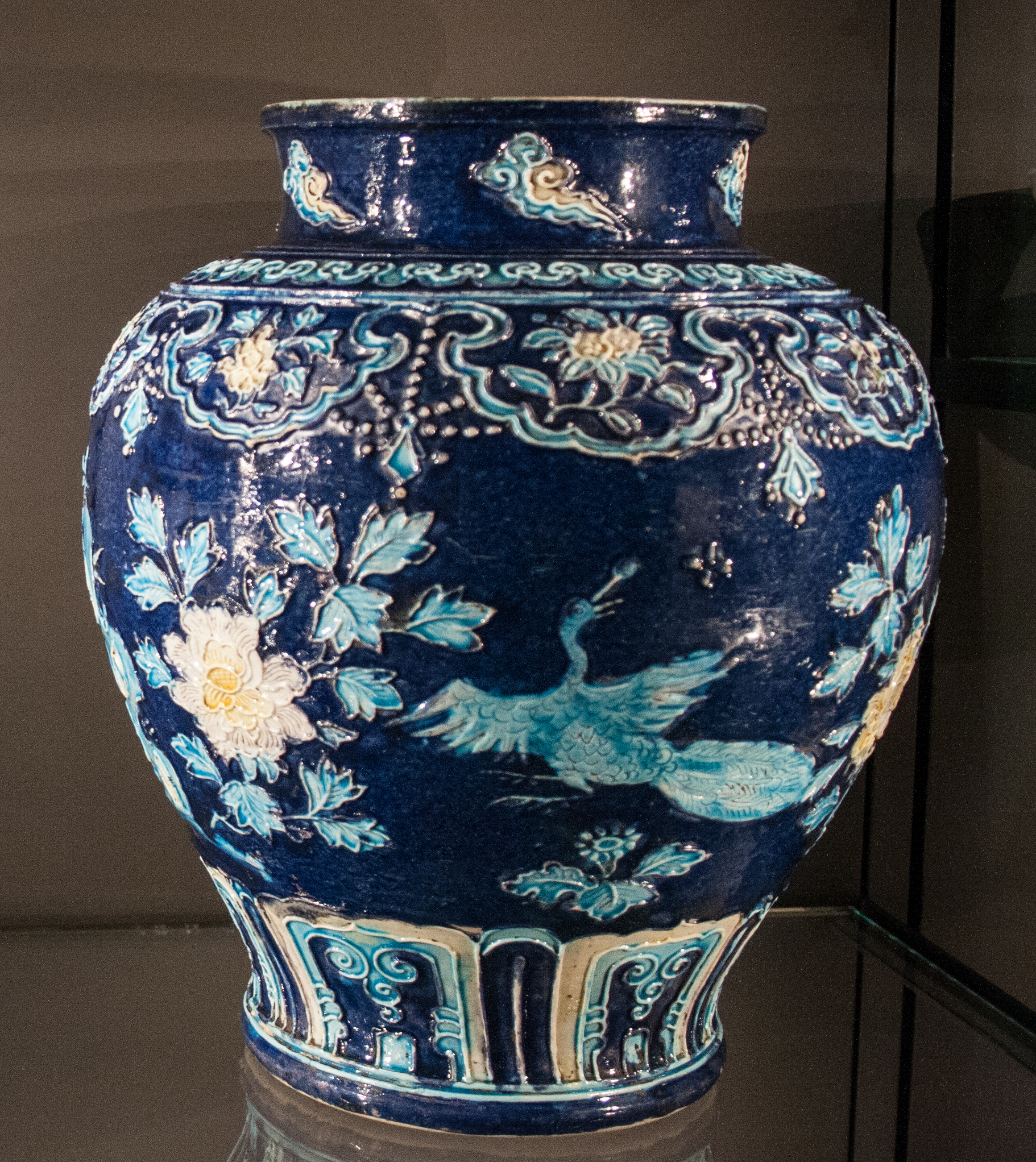
法花牡丹鳳凰文壺 明
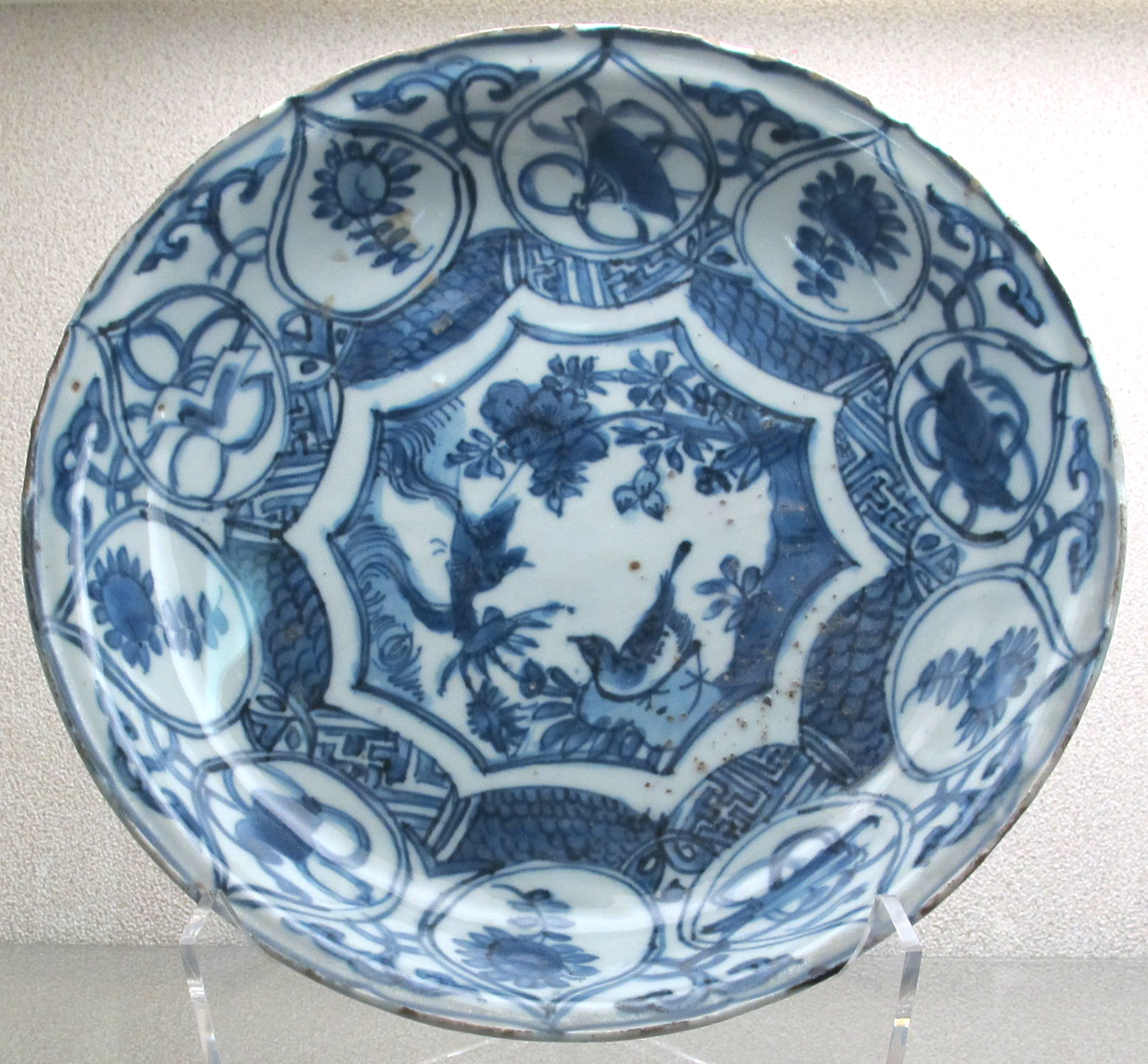
青花花鳥文盤 明末（明山手）
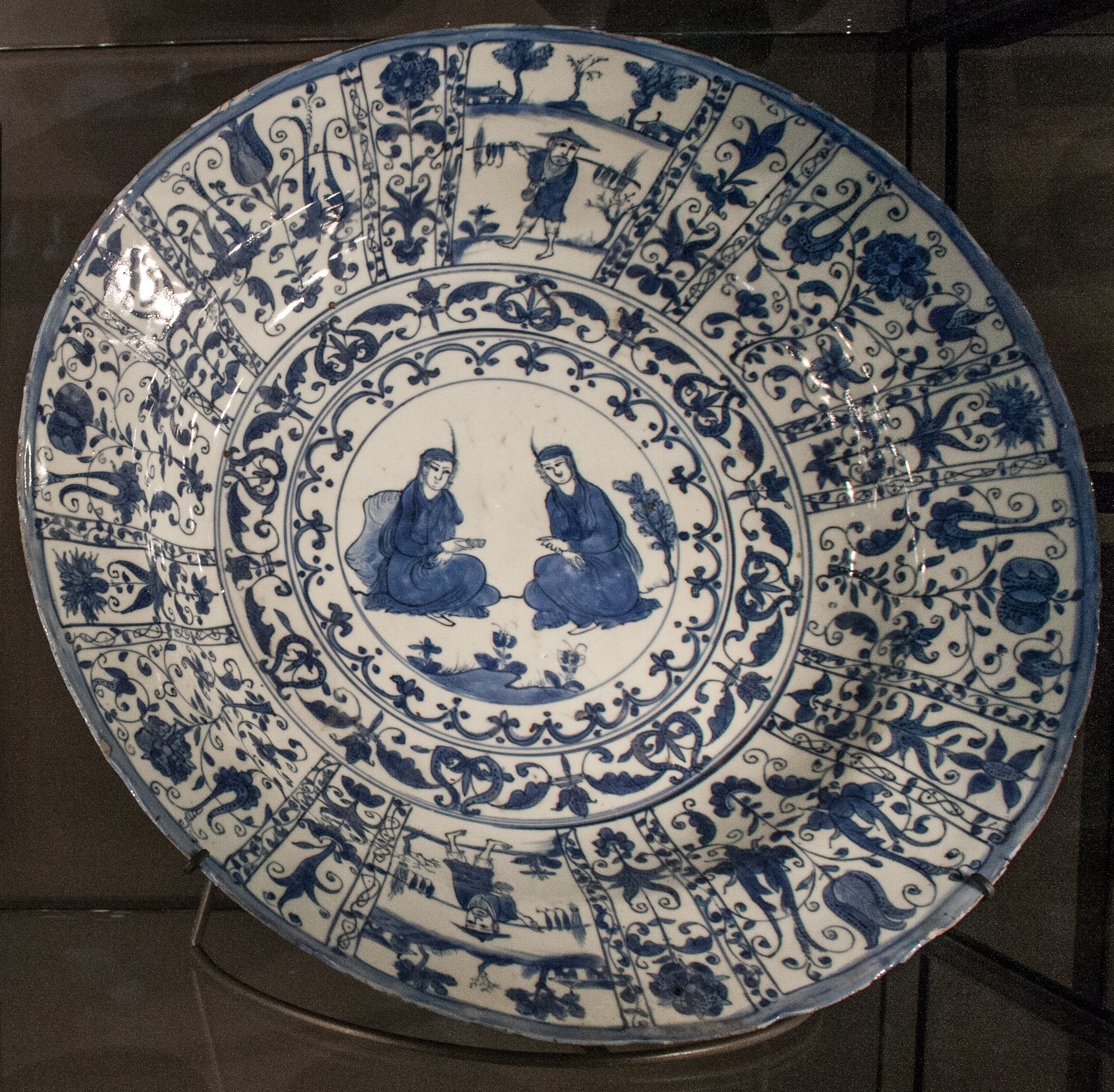
青花人物文盤（芙蓉手）明末
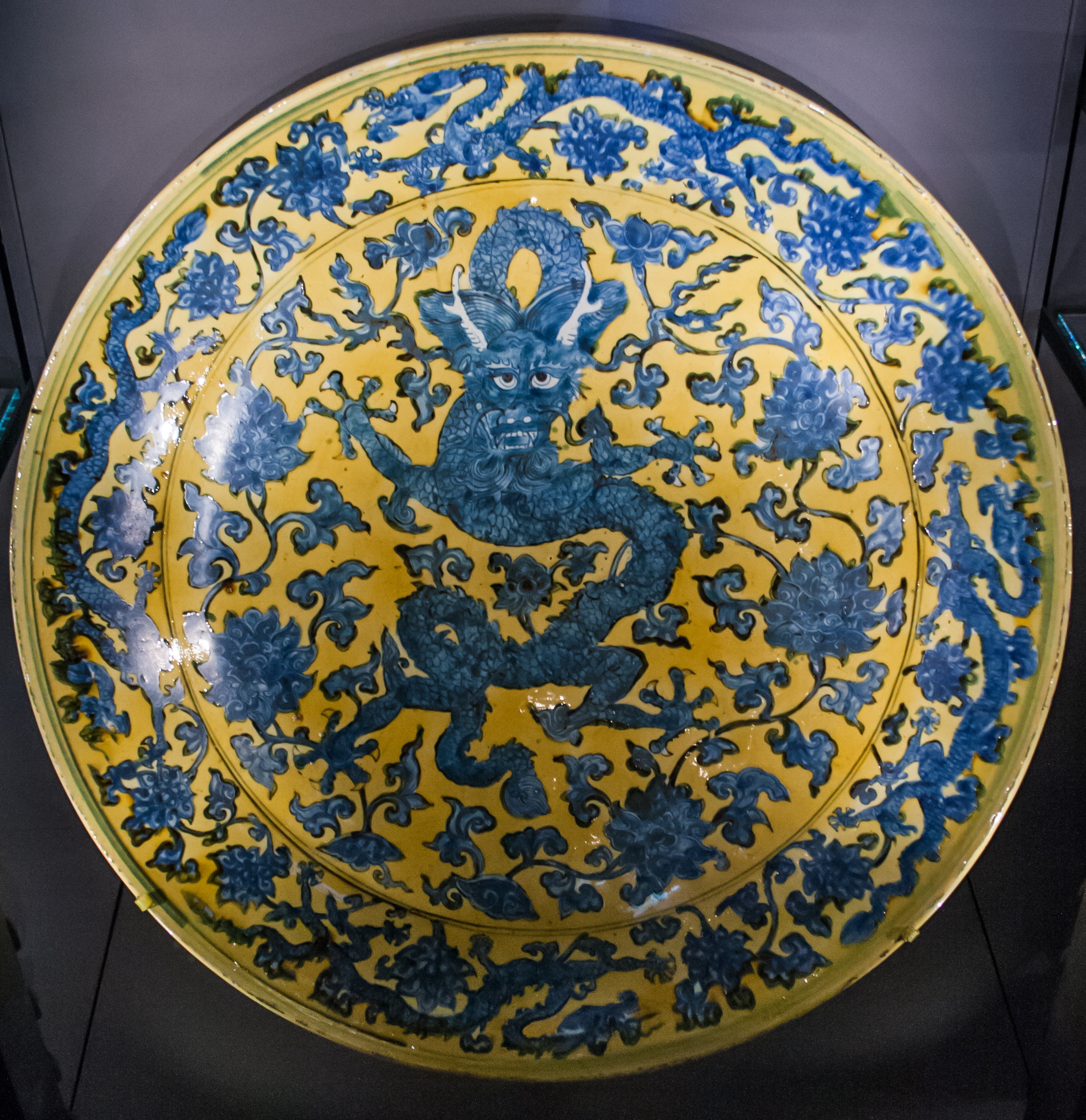
黄地緑彩竜文盤 明
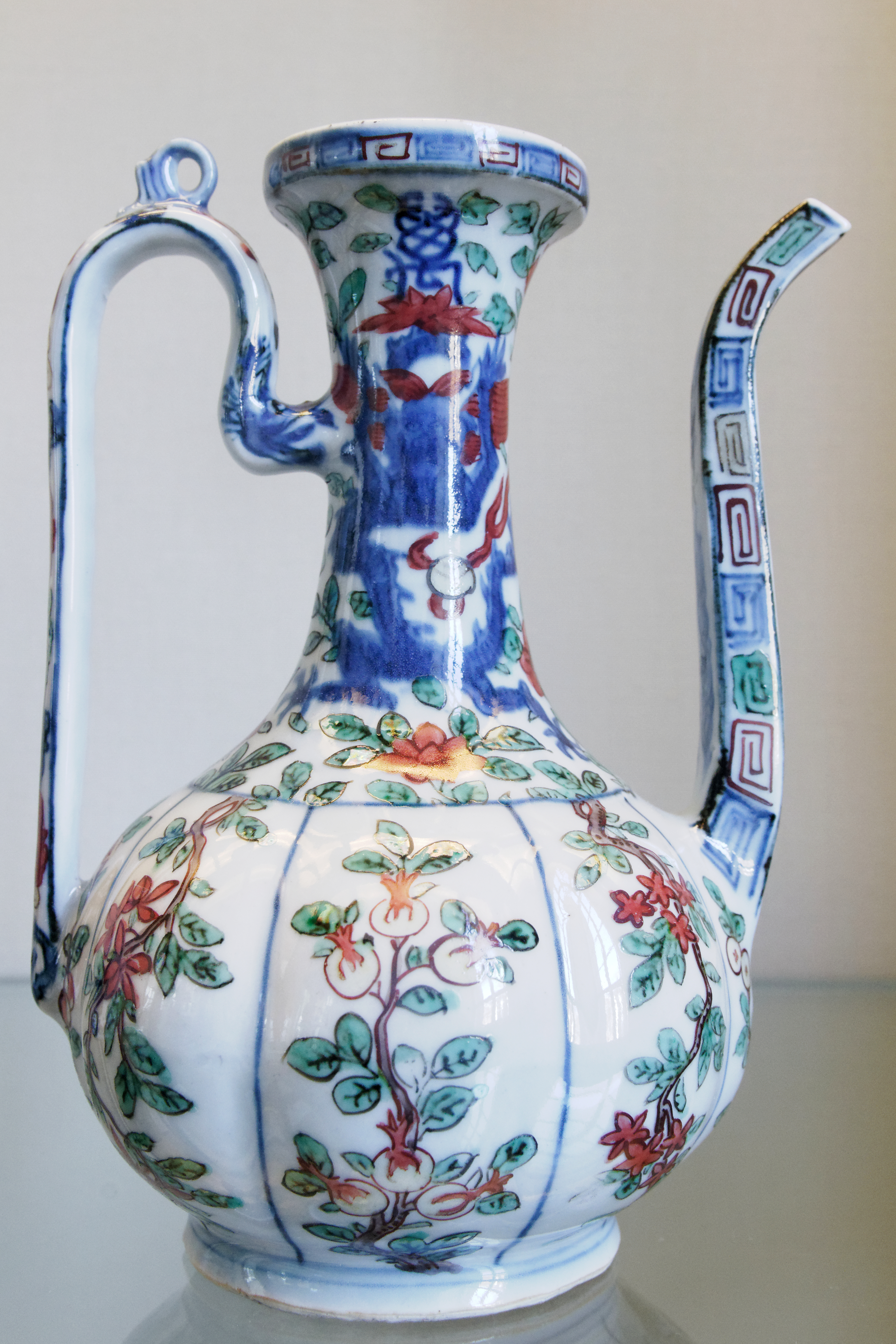
五彩花卉文水注 明（万暦）
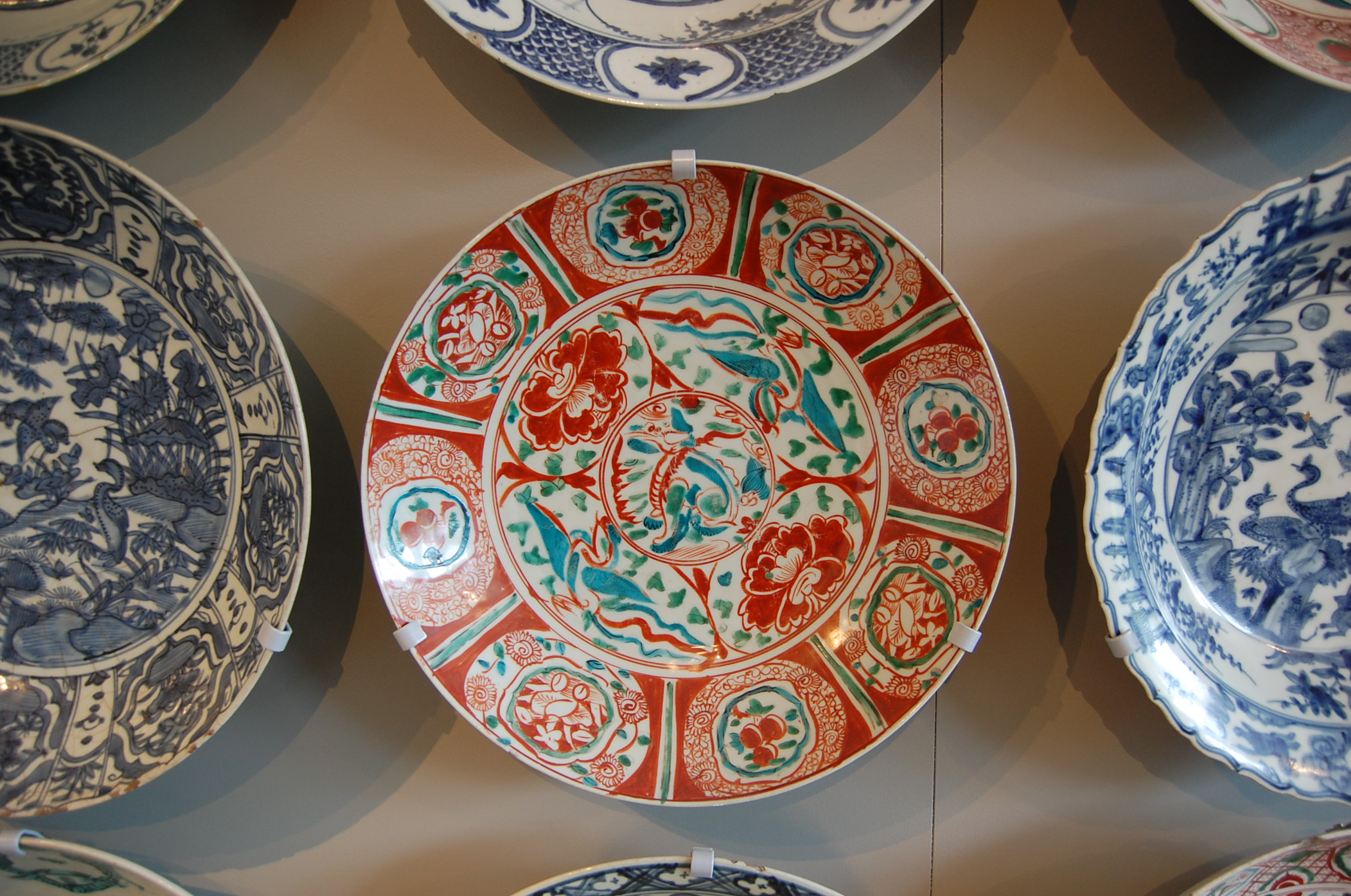
五彩牡丹文盤 呉州赤絵 明末（民窯）

## 清の陶磁

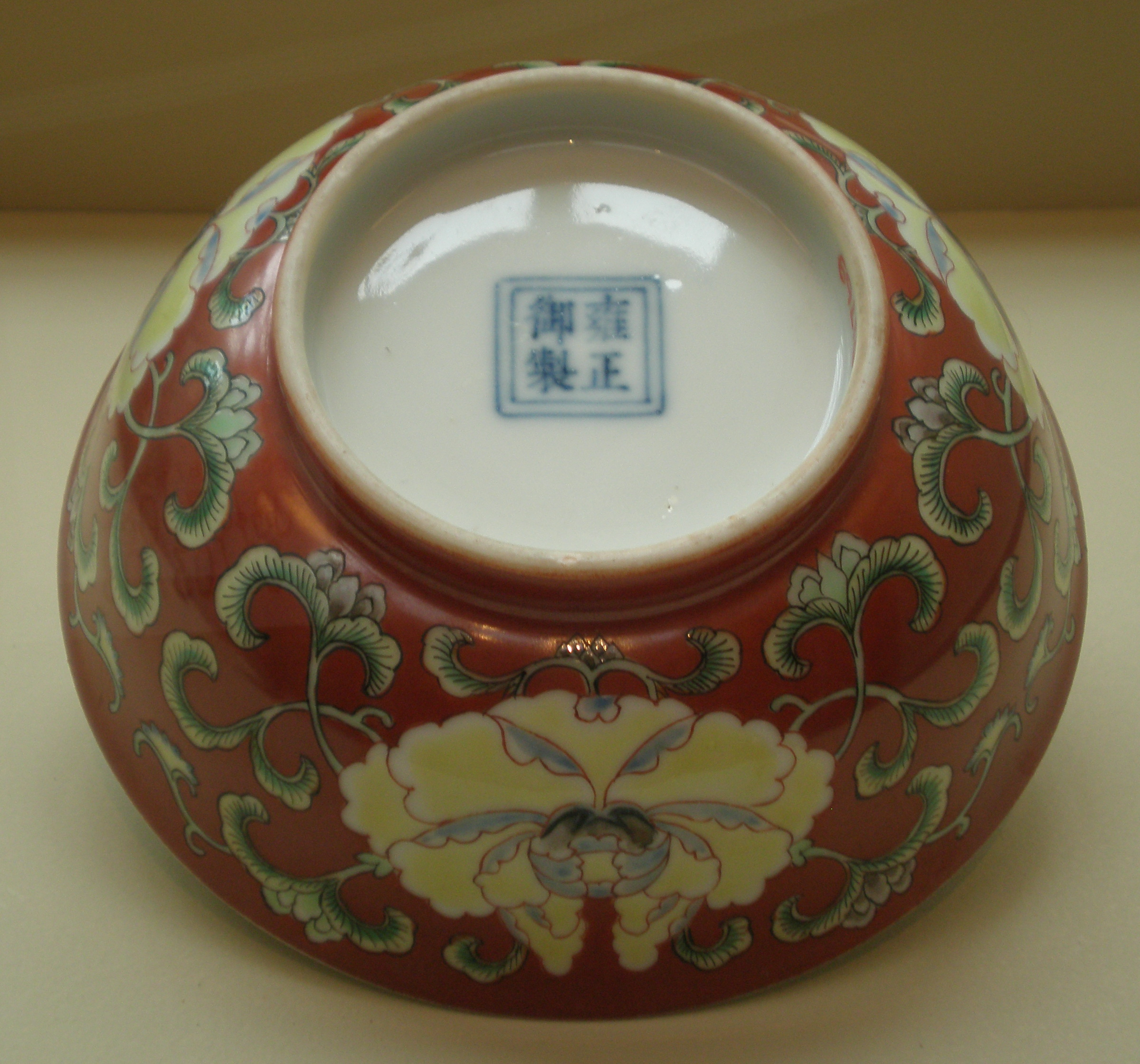
紅地琺瑯彩牡丹文碗（底面）（雍正）

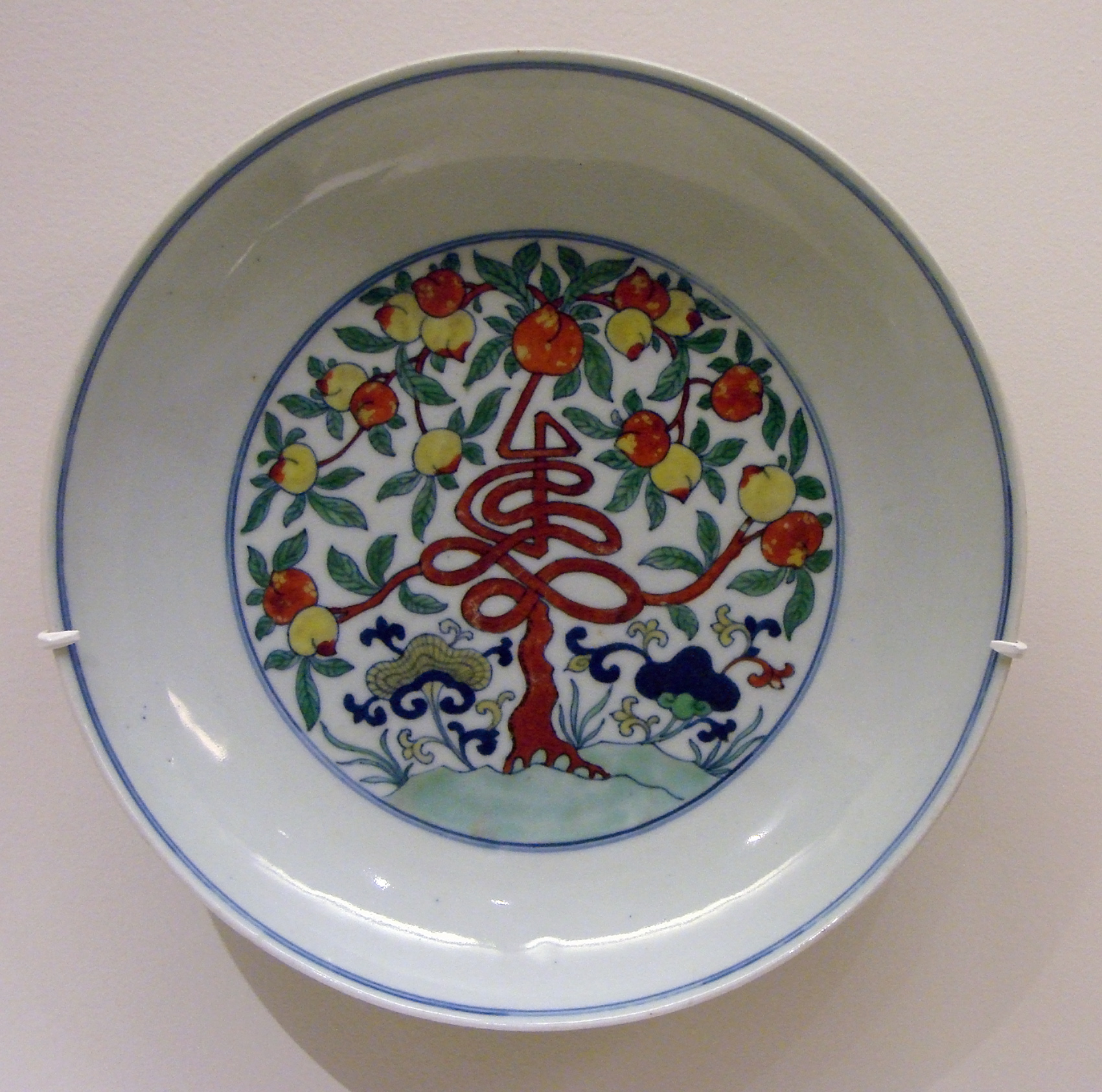
豆彩桃樹文盤（康熙）

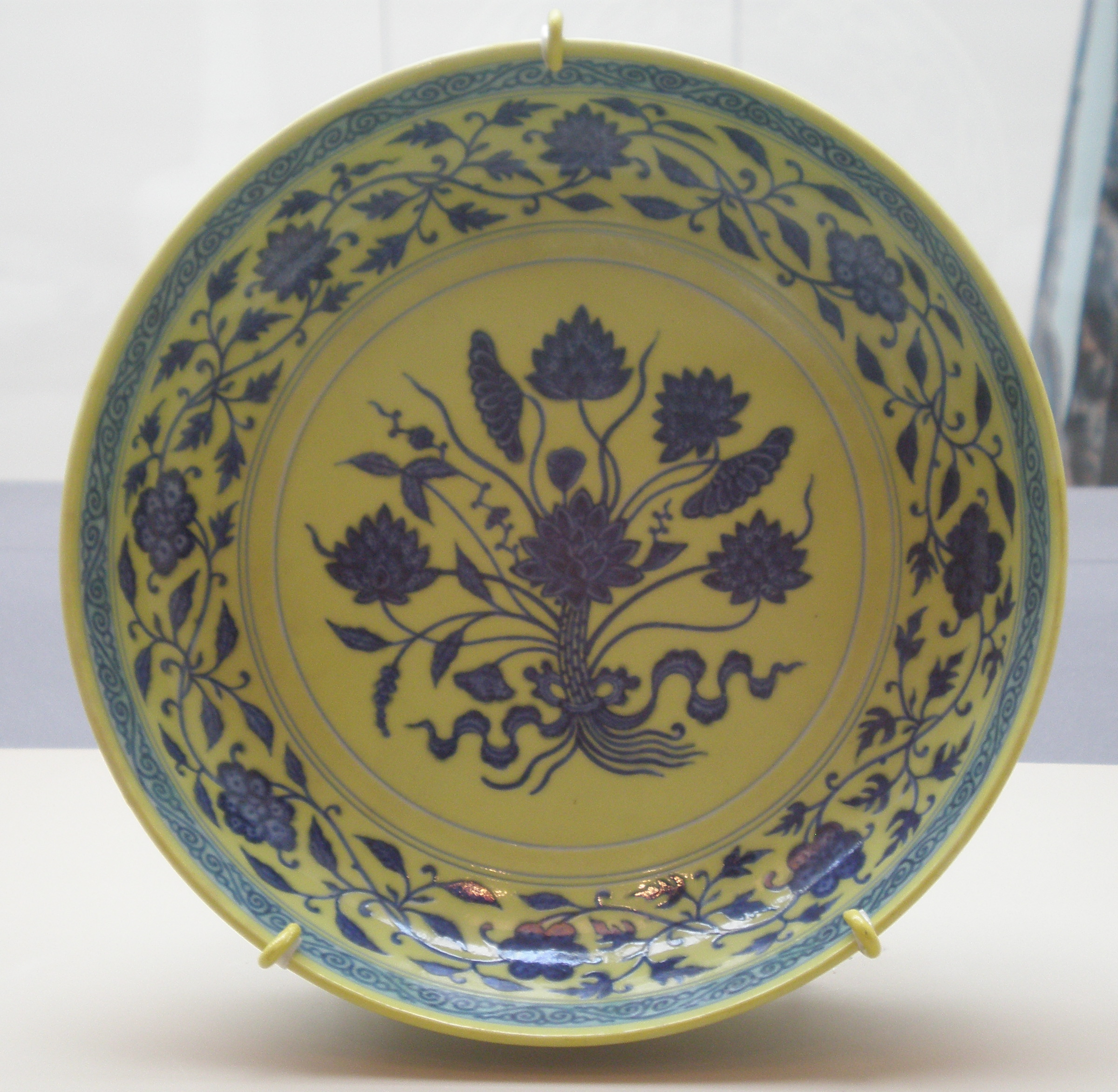
黄地青花蓮束文盤

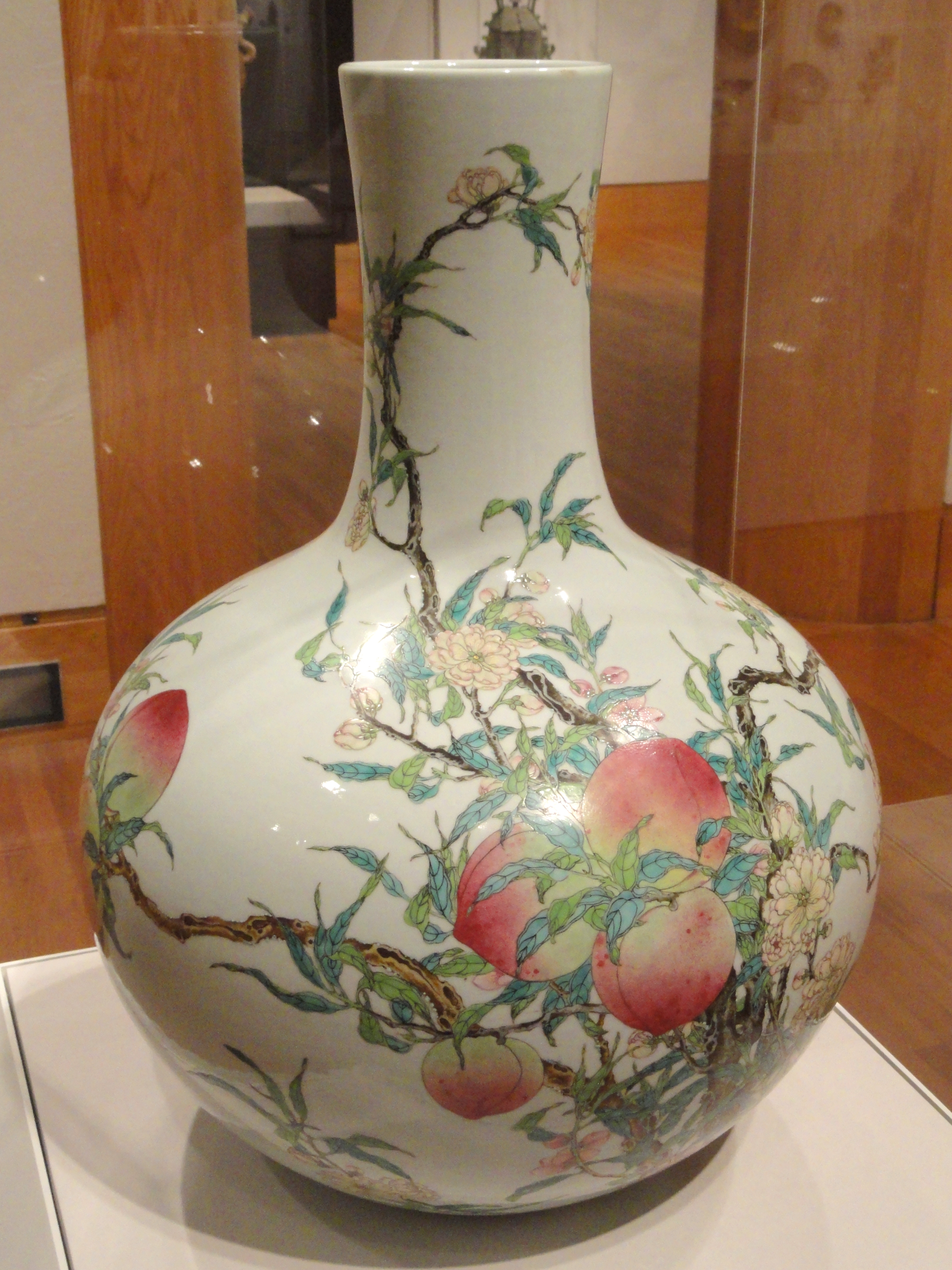
粉彩桃文天球瓶

### 概論
清時代（1616-1912）の陶磁は、中国陶磁史の到達点・総決算と称される。この時代においても陶磁器生産の中心地は引き続き景徳鎮窯であった。明時代の万暦帝の死去後廃止されていた景徳鎮の官窯は康熙20年（1681年）頃に復活する。以後、康熙（1662 - 1722年）、雍正（1723 - 1735年）、乾隆（1736 - 1795年）の3代、18世紀までが清代陶磁の最盛期であった。清時代には粉彩または琺瑯彩と呼ばれる、西洋の七宝を応用した絵付け法が開発され、磁器の器面に絵画と変わりない細密な図柄が描けるようになった。色釉も伝統的な青磁釉や黒釉に加え、さまざまな色調のものが開発された。こうして、清時代の磁器は、焼成技術、絵付けの技術ともに最高度に達し、人工美の極致を示すこととなった。いったん頂点を極めた清の磁器は、19世紀以降は、国内の混乱と国力の衰退とともに従来の水準を保つことが困難となり、衰退に向かっていった。
清の初期、順治年間（1644 - 1661年）には官窯が設けられておらず、引き続き万暦様式の磁器が焼造されていた。明末から清初、1640年代から1660年代にかけて製作された輸出向けの五彩磁器は南京赤絵と称されている。清は順治13年及び18年（1656年と1661年）の2度にわたり遷界令を発した。遷界令によりヨーロッパ諸国は一時的に中国磁器の輸入ができなくなったが、このことは日本の陶磁器の発展にも間接的に影響を与えた。オランダ東インド会社が中国に代えて初めて日本の有田に磁器（伊万里焼）を注文したのは1659年のことで、1回目の遷界令の3年後のことであった。
康熙13年（1674年）、三藩の乱で景徳鎮は大打撃を受ける。その後、清朝政府は景徳鎮の復興に当たる。康熙19年（1680年）、康熙帝は官窯の復活を決め、翌年には内務府総官の徐廷弼、工部虞衡司郎中という官職にあった臧応選（ぞうおうせん）らが監陶官（督造官）として景徳鎮に派遣された。この時代の官窯では、陶工の人件費、材料費、運搬費から研究開発費まで国の予算でまかなわれるようになり、陶工は生活の不安なく、技法の開発に専念することができるようになった。清代の磁器は「倣古採今」を宗とし、宋・明の古典の真に迫った模作が作られるとともに、清代独自の創造も追求された。臧応選は康熙20年（1681年）から同27年までの間、景徳鎮に駐在し、鎮の作陶の指導監督を行った。臧応選にちなみ、この時期の官窯製品を「臧窯」とも呼ぶ。清の官窯では、臧応選のように中央政府から景徳鎮に派遣され、製陶の監督を行った官僚である監陶官が技術開発のために大きな役割を果たした。「臧窯」の他に、歴代の監陶官の名にちなんだ「郎窯」、「年窯」、「唐窯」等の呼称がある。康熙年間の後期には、江西巡撫（江西地方統治官）の郎廷極という人物が監督した「郎窯」があった。郎が江西巡撫に在職したのは康熙44年（1705年）から同51年までの間であるが、牛血紅と称する銅呈色の深紅の紅釉は「郎窯」で開発されたという。雍正年間には内務府総官で淮安の税務管理官の年希堯が監陶官となり、この時期の官窯を「年窯」というが、彼が景徳鎮を巡視するのは年に2回のみであった。これでは磁器製造の監督はできないと感じた年希堯は現地に駐在して監督指導を行う人材の補充を上申し、彼の部下で内務府員外郎の地位にあった唐英が鎮に派遣された。唐は雍正6年（1728年）から同13年まで監陶官の地位にあった。その後、淮安の税務管理官となって景徳鎮を離れたが、乾隆元年（1736年）から同21年まで、途中2年ほどの期間を除いて引き続き監陶官を兼務した。唐は自著の中で、着任以来3年にわたって陶工と寝食を共にし、人との交友を絶って陶磁器の製法の理解に努めたと述べている。唐は『陶冶図説』などの書物を著し、雍正13年に景徳鎮に建立した『陶成紀事碑』（『事宜紀略』とも）という石碑には、景徳鎮の磁器の作種として50数種類を列記している。
康熙の末頃、景徳鎮に滞在したフランス人イエズス会宣教師のフランソワ・グザヴィエ・ダントルコルという人物がいた。彼は1712年と1722年の2度にわたり、本国あての書簡の中で当時の景徳鎮の様子や作陶方法などについて詳細に報告している。これは清代の景徳鎮の状況を伝える数少ない同時代史料として貴重なものである。ダントルコルの伝えるところによると、当時の景徳鎮の作陶は分業が徹底しており、陶土の採取・精製、成形、絵付け、施釉、窯焚き・窯出しから製品の検査、梱包、運搬に至るまで、1つの器ができるまでに約70人の工人が参加していたという。絵付けの作業はさらに細分化され、器の上部の界線のみを引く工人、花の輪郭を描く者、それにぼかしを入れる者など、それぞれに専門化して作業をしていたという。

### 粉彩
康熙年間末期には粉彩という新技法が開発された。これは西洋の七宝の技法を磁器に応用したもので、石英の粉末と鉛を混ぜたものを基礎に、さまざまな色料を用いて絵画的な図様を器面に描くことができるようになった。白色についても、従来の白の素地に透明釉を掛ける方法ではなく、白色顔料による不透明な白色を得ることができるようになった。粉彩と同様の技法を用いたものに琺瑯彩と呼ばれるものがある。粉彩と琺瑯彩は基本的には同じ技法であるが、粉彩が整形、焼成から上絵付けまで一貫して景徳鎮で行ったものであるのに対し、琺瑯彩は景徳鎮で作った磁胎に、内務府造弁処という役所に属する琺瑯作という官営工房で絵付けを施したものである。琺瑯作での絵付けには宮廷画家も動員され、中国絵画が磁器の器面に再現されることとなった。琺瑯作では、初期の作品には素焼き（無釉）の磁胎の上に直接絵付けをしていた。これは、透明釉の釉上に琺瑯彩で絵付けをする技術がまだ開発されていなかったためである。雍正年間の作品では技術の進歩により、透明釉の上に絵付けが施されている。琺瑯作の作品が小品の碗、皿を主とするのに対し、景徳鎮窯で作られた粉彩では大型の瓶なども作られている。また、景徳鎮の粉彩では、一つの器に従来の五彩の顔料と粉彩の顔料がともに使われるが、琺瑯作の作品ではそうしたことはほとんどない。五彩を「硬彩」と呼ぶのに対し、粉彩は「軟彩」あるいは「洋彩」と呼ばれた。

### さまざまな技法
康熙年間には新技法の磁器のほか、青花、釉裏紅、五彩、豆彩などの従来型の磁器も製作された。銅呈色の釉裏紅は、鮮明な赤色に発色させることが困難な技法であったが、清時代には技術上の困難が克服され、滲みや黒ずみのない鮮烈な赤色に発色した作品が作られた。ただし、粉彩の技法でさまざまな色が出せるようになったことから、焼成の困難な釉裏紅は雍正以降は衰退した。五彩は従来、赤が主要色の一つであったが、康熙年間の五彩は赤の使用が抑制的で、その分、緑色が目立つことから、この時期の五彩を欧米ではファミーユ・ヴェルト（緑手）と呼んでいる（粉彩をファミーユ・ローズと呼ぶのに対する呼称）。五彩も雍正以降は粉彩顔料と併用されるようになり、従来技法の五彩は衰退した。雍正期にはかつて「古月軒」と称された一連の琺瑯彩磁が作られた。いわゆる「古月軒」は、皿などの見込みに絵画的な図柄を描き、余白部分に題句を書き入れたものである。題句の文字とその前後の朱印も顔料で描かれている。なお、「古月軒」の名称の由来は不明であり、清末をさかのぼる名称ではないことから、今日では「古月軒」の呼称を用いず「琺瑯彩」の名称に統一されている。乾隆時代には粉彩の技法を用いた夾彩（きょうさい）と呼ばれる技法の作品も製作された。これは、文様のみならず地の部分も粉彩で塗り込めたもので、七宝に近い仕上がりになっている。地の部分に針書で細かい文様を表したものもある。
素三彩は、磁胎に透明釉を掛けずに焼き上げ（これをビスケット地と通称する）、これに直接色釉を用いて図柄を表したものである。素三彩の大瓶は欧米で愛好され、黒地のものをブラック・ホーソン、緑地のものをグリーン・ホーソンと称する（ホーソンはサンザシの意）。赤系の釉では、従来の銅呈色の紅釉のほか、桃花紅、胭脂水（えんじすい）などがある。桃花紅は数種の銅紅釉を掛け、部分的に酸化炎を用いて微妙な色彩を出したものとされる。胭脂水は金呈色の粉彩による紅釉である。青系の釉には月白釉、天藍釉、東青釉などがある。このほか、紅釉と青釉を掛け分けた火炎青、火炎紅もある。炉鈞釉（ろきんゆう）は、焼き締めた胎土に数種の釉を掛けたものである。黄釉には従来のもののほか、酸化アンチモン呈色でより鮮明な黄色に発色したものがある。雍正年間から現れる茶葉末（ちゃようまつ）釉は深緑色に発色したもので、鉄釉がケイ酸と反応して結晶化することによる発色とされる。烏金釉（うきんゆう）は深く艶のある黒色に発色したもので、釉に鉄、コバルト、マンガンを含むという。この他、宋・明の古典の模作が盛んに作られ、青銅器、漆器、木、石などの容器を磁器で模したもの（倣製器）も作られた。
乾隆以降、皇帝および年号は嘉慶、道光、咸豊、同治、光緒、宣統と続くが、国内の混乱と時代の下降に伴い、景徳鎮の作陶はかつての水準を維持することができず、衰退していったとするのが研究者の共通した見方である。
明・清時代の、景徳鎮以外の窯で特筆すべきものとしては宜興窯と徳化窯が挙げられる。江蘇省の宜興窯は煎茶器を焼く窯として著名で、朱泥、紫泥などの無釉の焼き締め陶器を製作している。福建省の徳化窯は純白の白磁を製する窯で、観音像などの彫塑的な作品で知られる。徳化窯の白磁はヨーロッパに数多く輸出され、ブラン・ド・シーヌ（Blanc de Chine、中国の白）として知られる。

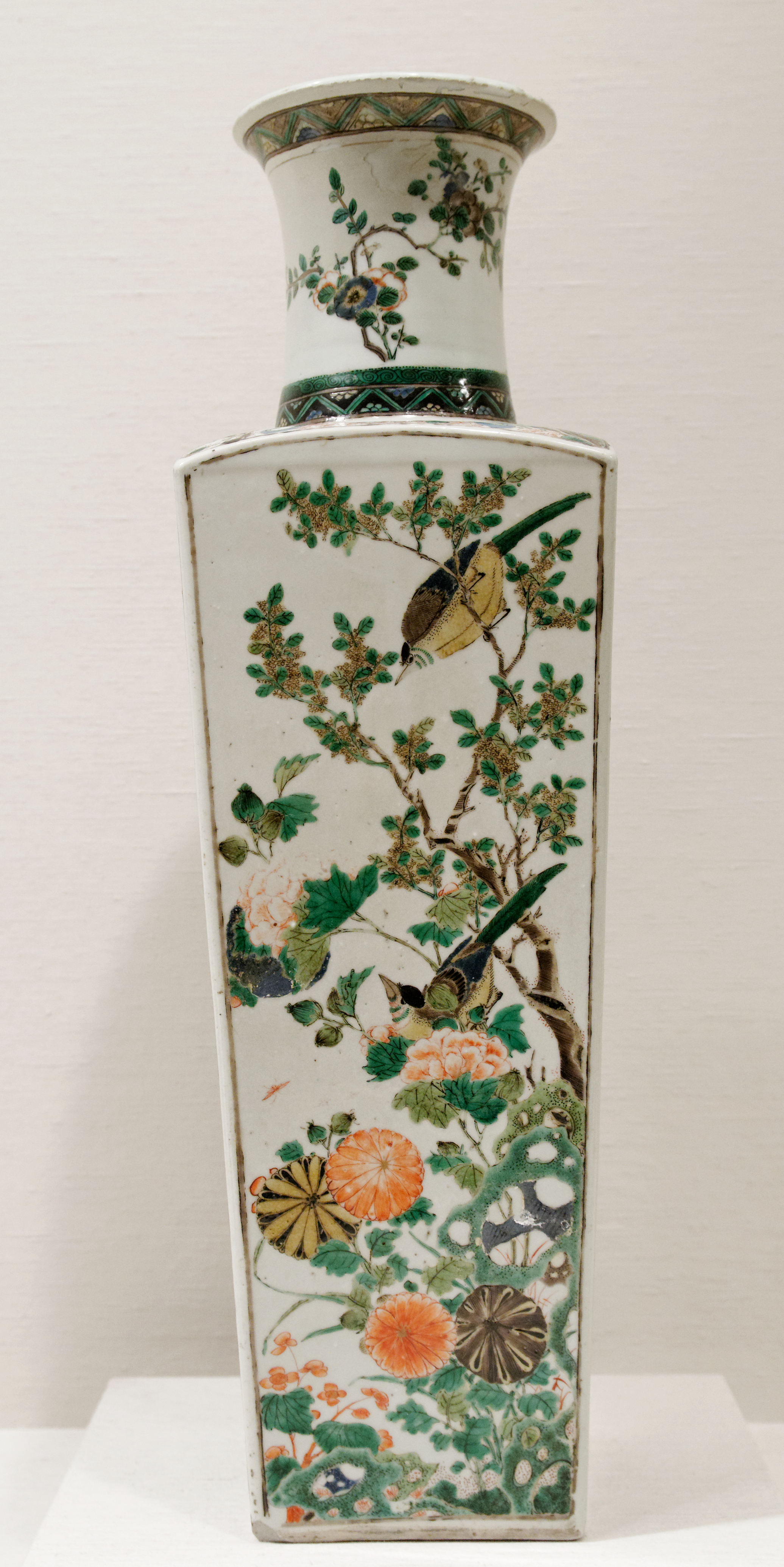
粉彩色花鳥文方瓶
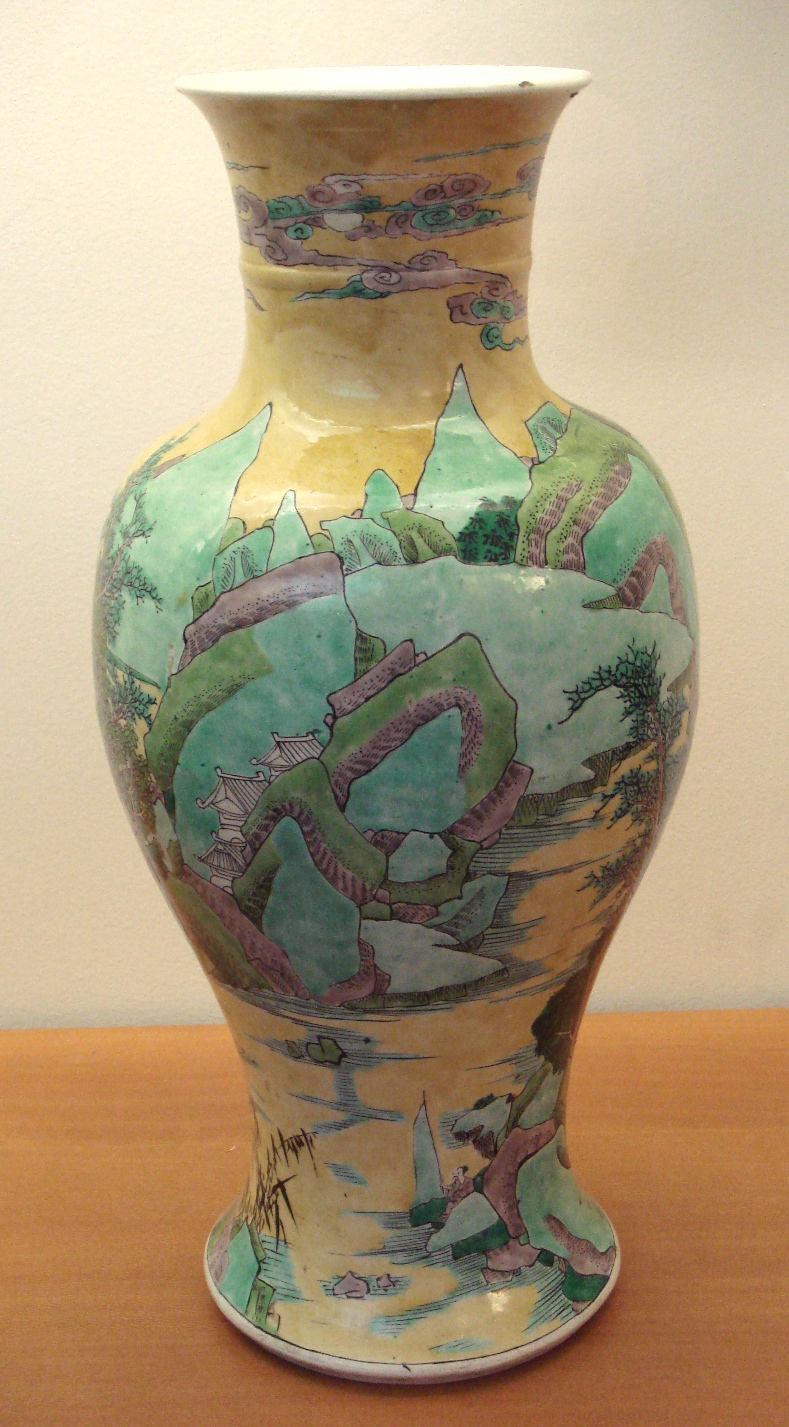
素三彩山水図瓶
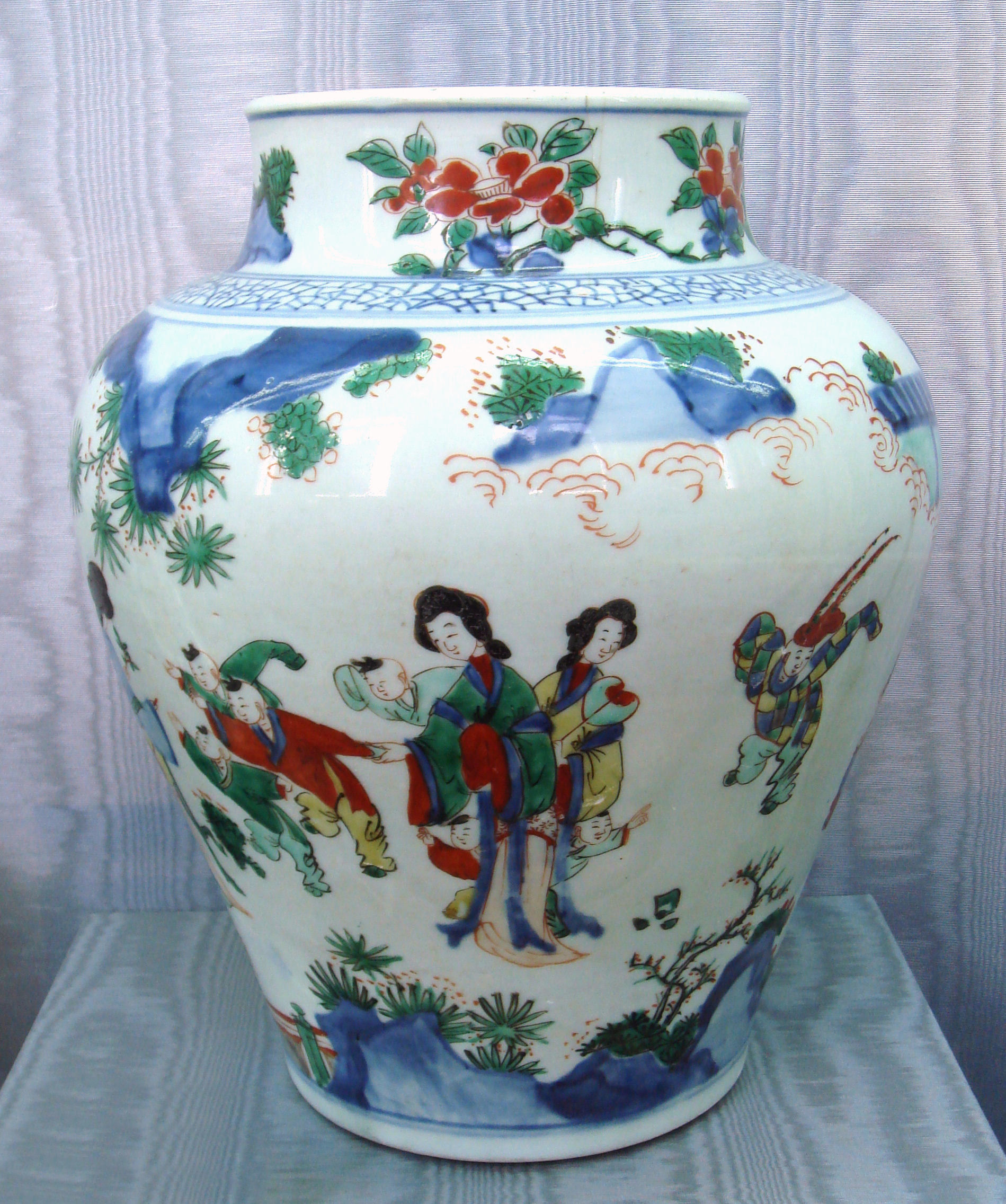
五彩人物文壺 清初
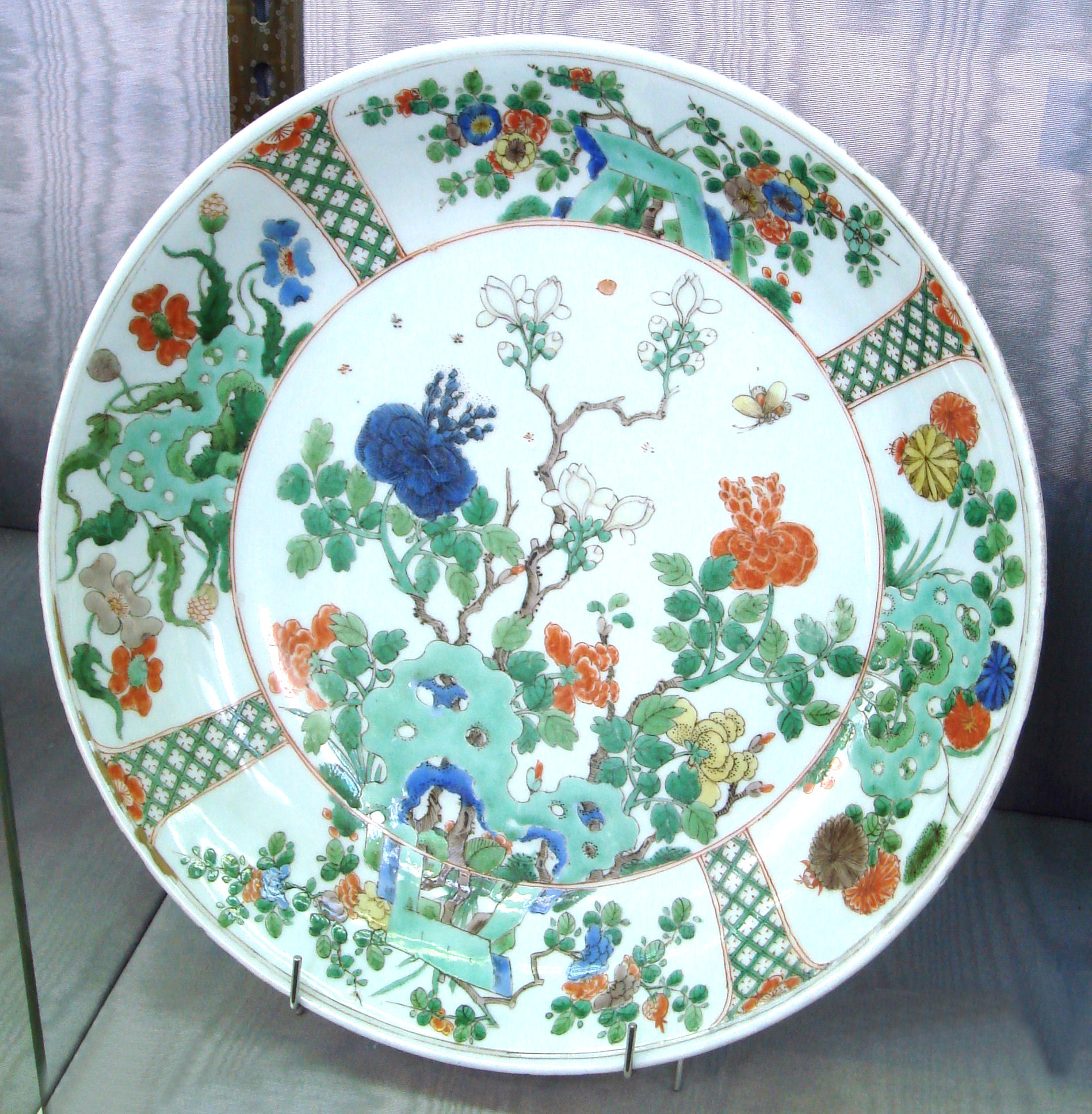
五彩花卉文盤（康熙）
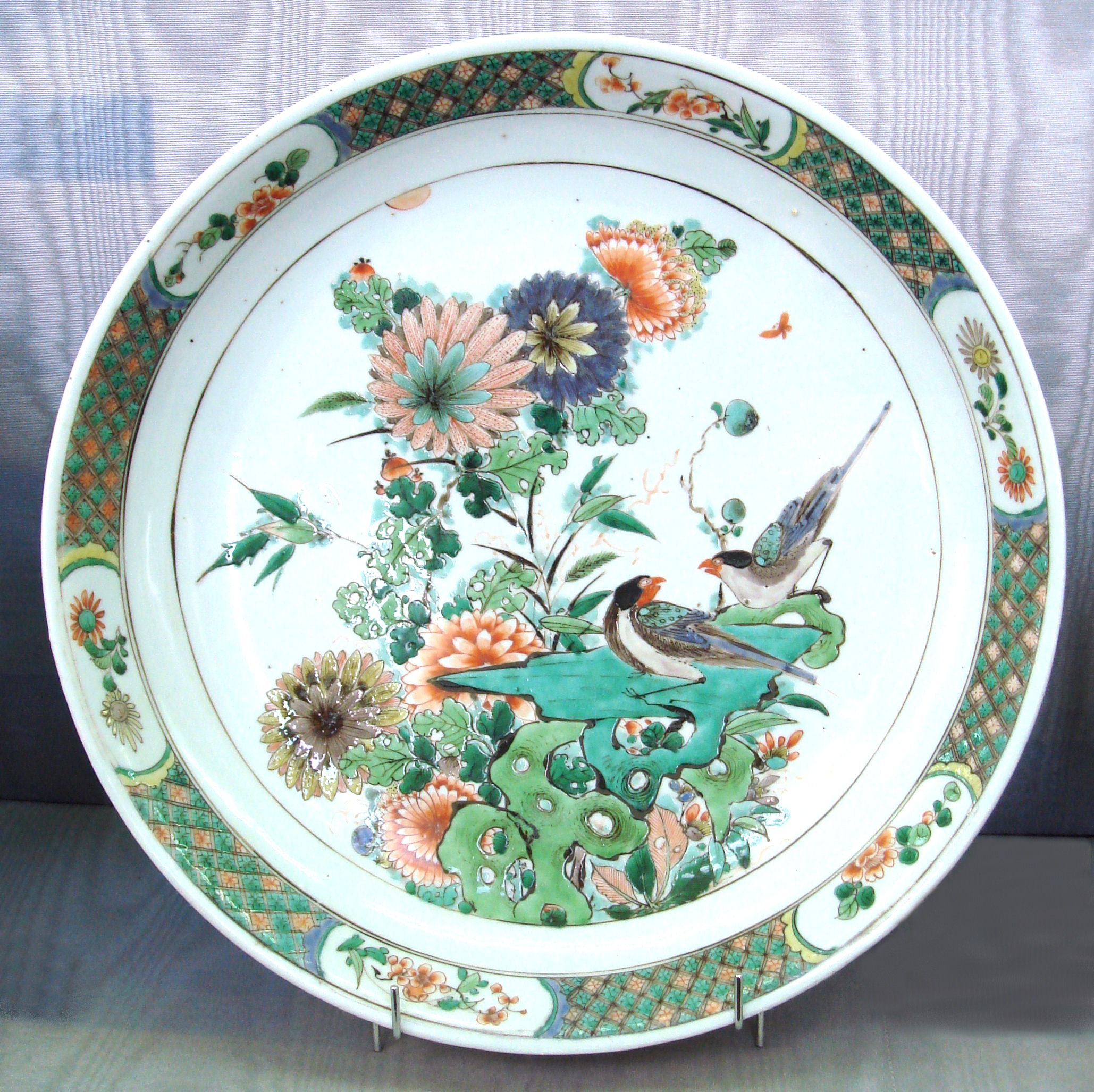
五彩花鳥文盤（康熙）
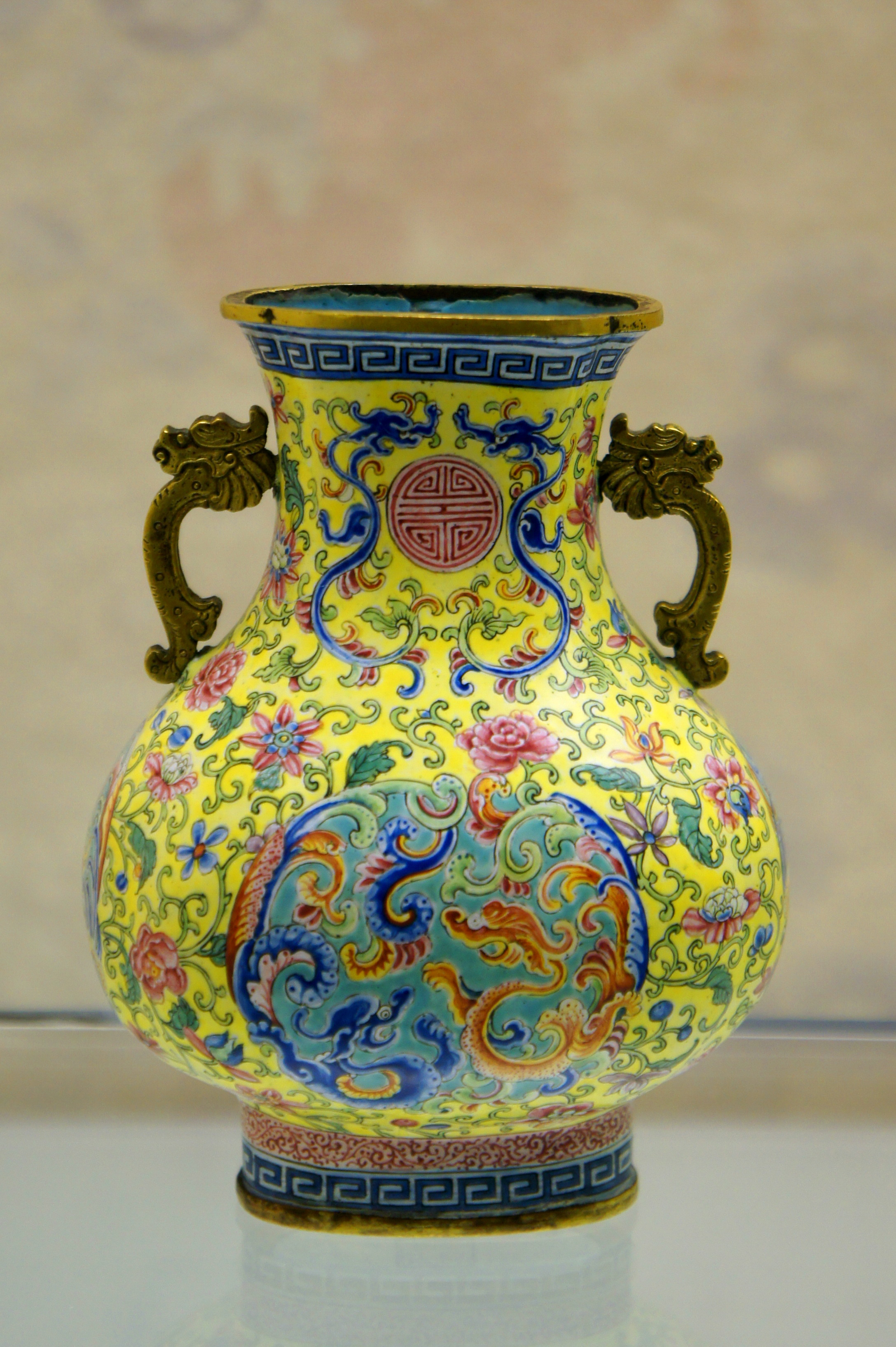
夾彩団竜文双耳瓶
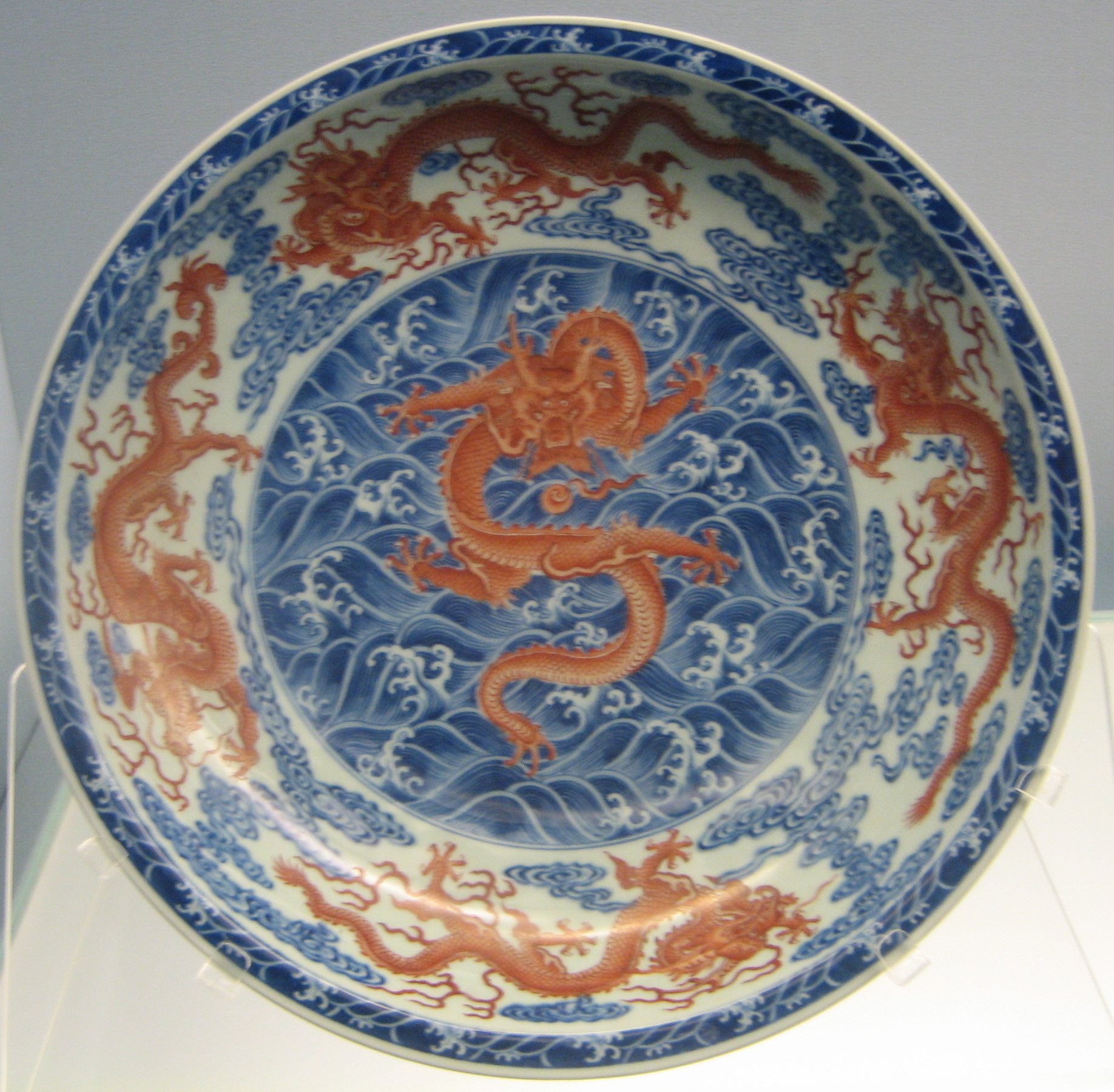
青花釉裏紅竜濤文盤清（雍正）
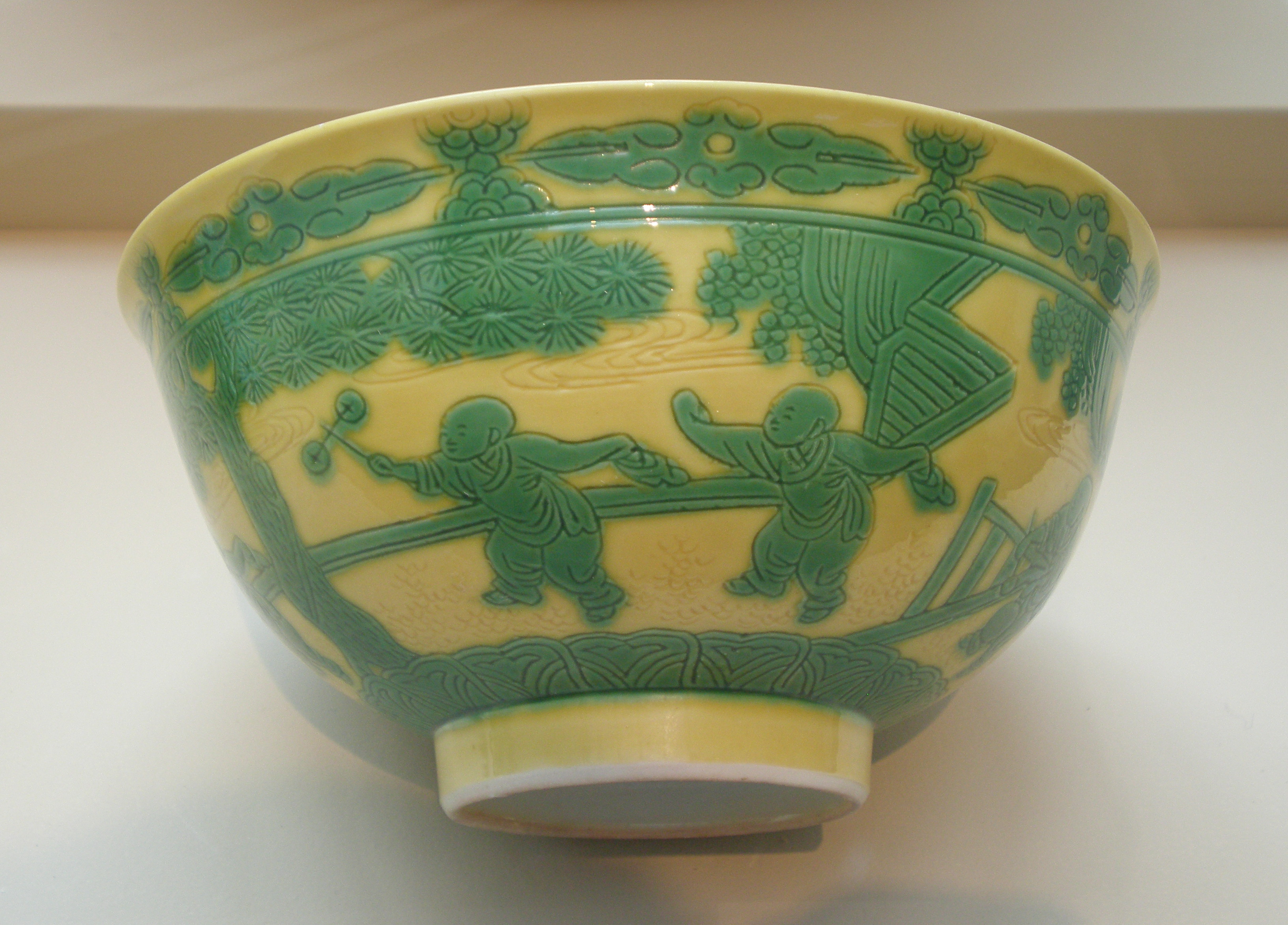
黄地緑彩唐子文鉢清（雍正）サンフランシスコ、アジア美術館
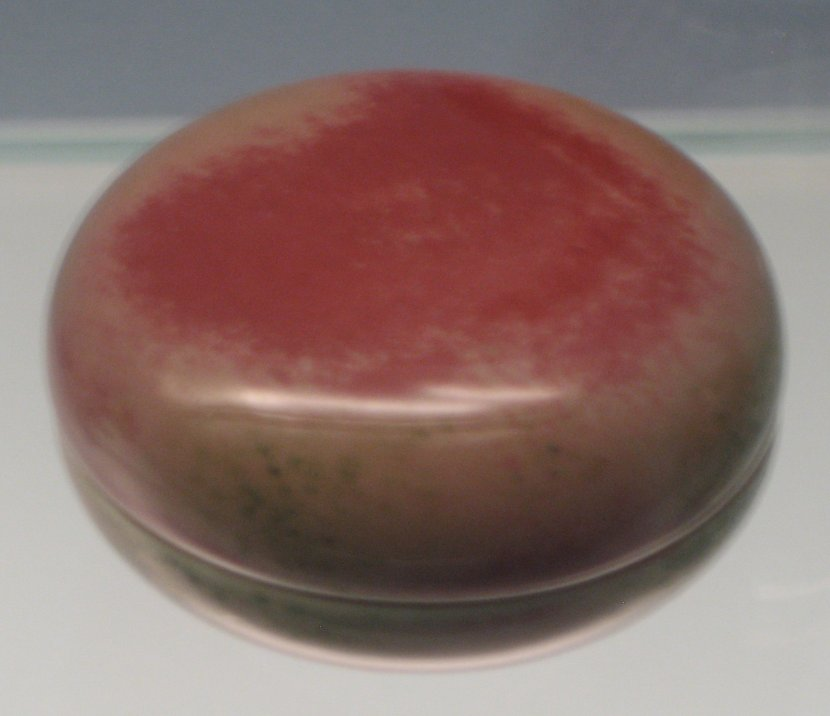
桃花紅合子
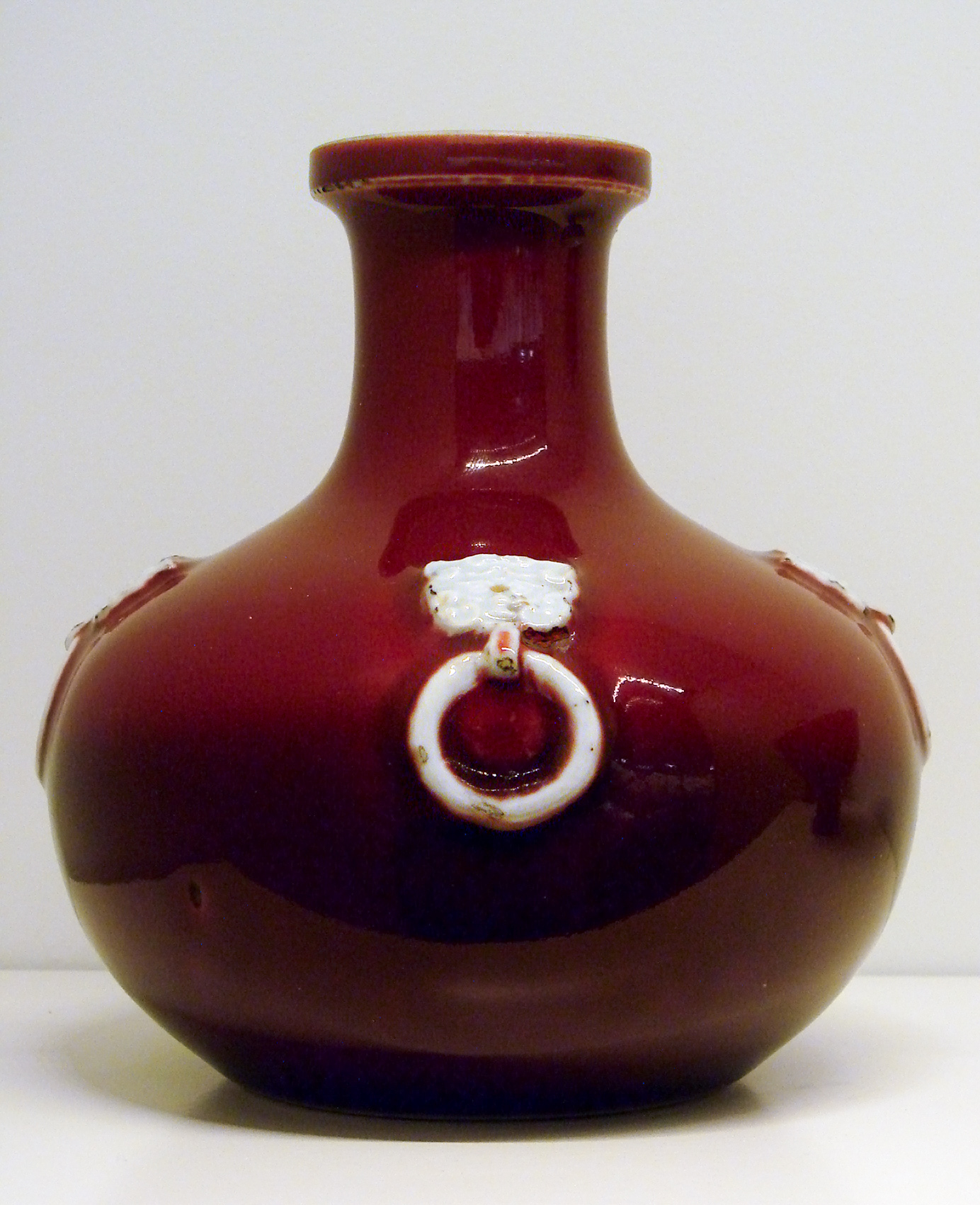
紅釉花瓶（雍正）
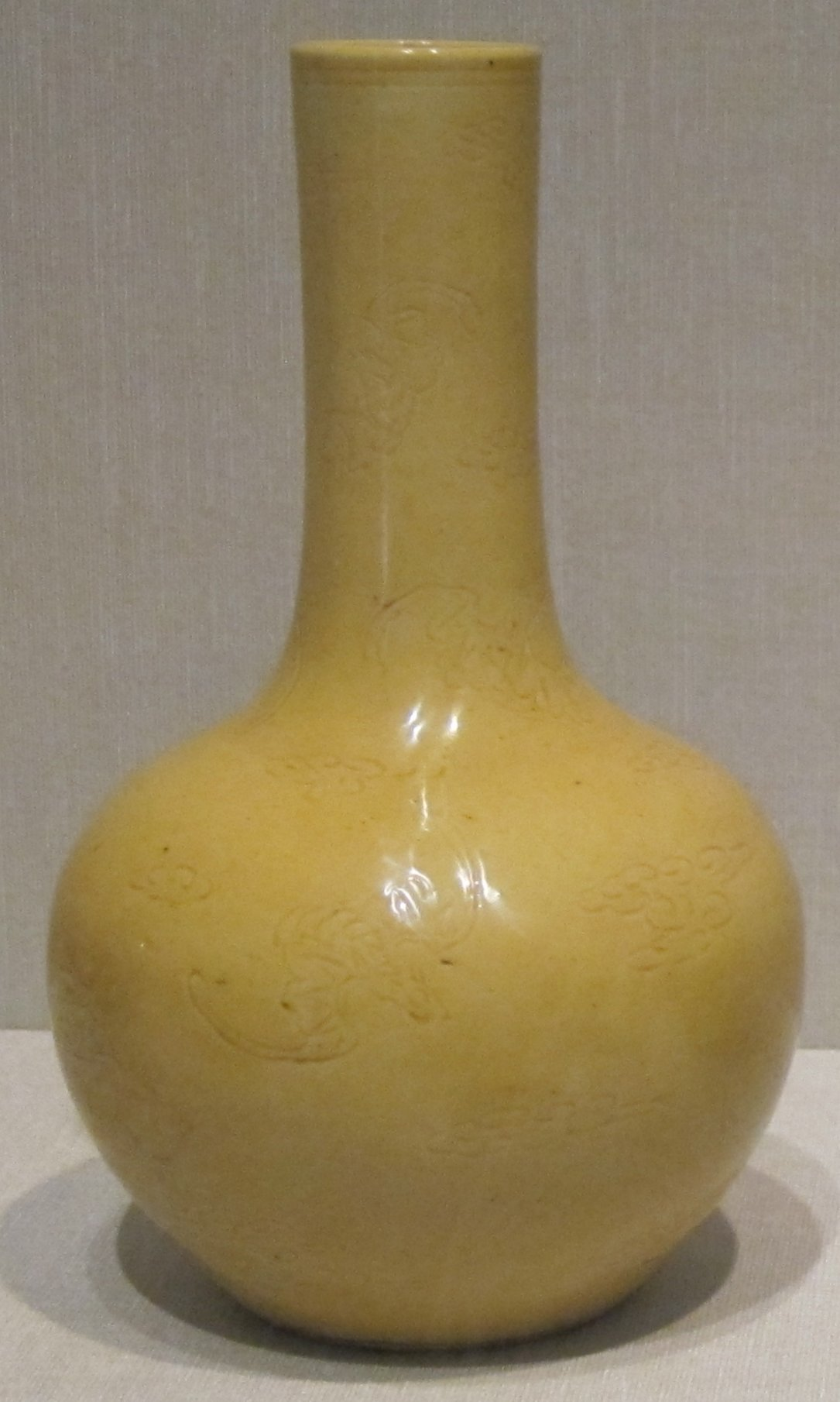
茶葉末花瓶
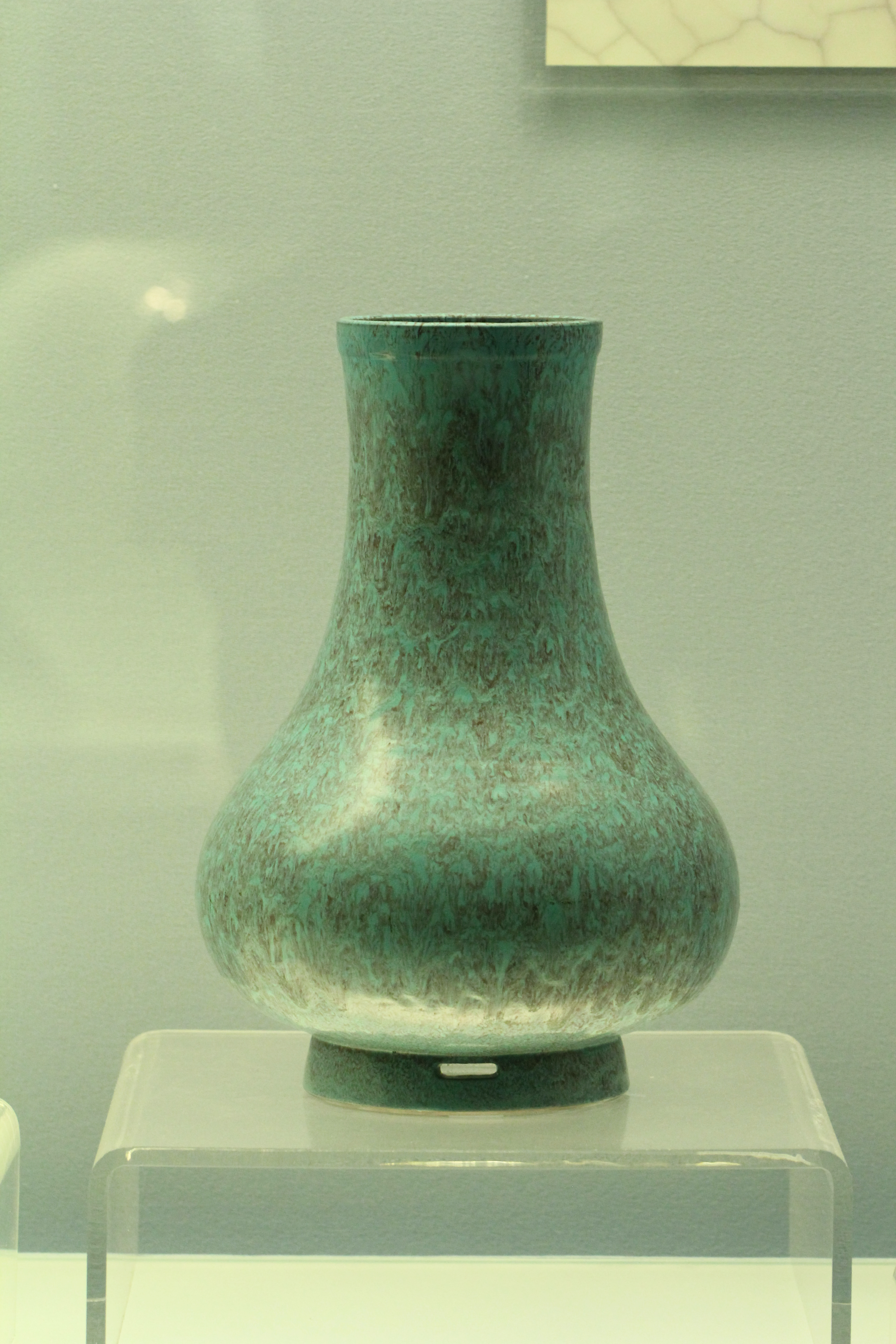
炉鈞釉瓶
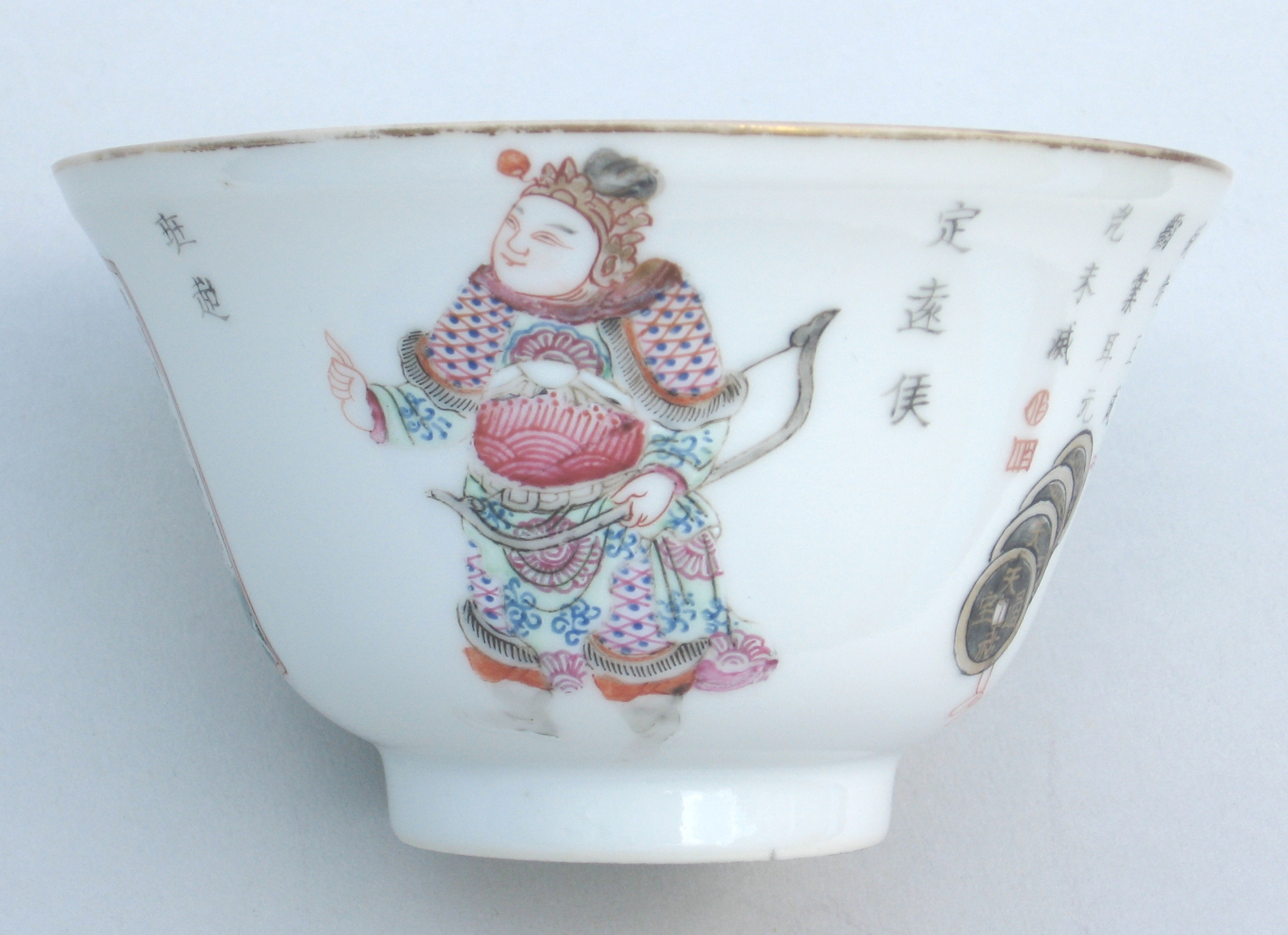
無双譜: 咸豊期(1850-1861)の中国製磁器に描かれた班超 (32-102)。